# Hohe Tatra
Die Hohe Tatra (polnisch Tatry Wysokie, slowakisch Vysoké Tatry) ist ein Teilgebirge der Tatra. Sie ist der höchste Teil der Karpaten und gehört zu zwei Dritteln zur Slowakei und zu einem Drittel zu Polen. In beiden Ländern steht sie jeweils als Teil eines Nationalparks unter besonderem Schutz, gleichzeitig ist sie Biosphärenreservat der UNESCO. Auf slowakischer Seite gehört die Hohe Tatra überwiegend zur Zips, lediglich der äußerste Südwesten zur Liptau. Seit 1999 sind die slowakischen Tatraorte an der Südseite der Hohen Tatra, wie schon zwischen 1947 und 1960, als Stadt unter dem slowakischen Namen der Hohen Tatra Vysoké Tatry zusammengefasst. Außerhalb dieser Stadt reichen Gemeinden wie Východná, Štrba, Ždiar und Tatranská Javorina in das Gebiet ein. In Polen gehört die Hohe Tatra zur Region Podhale und den Gemeinden Zakopane, Poronin sowie Bukowina Tatrzańska in dem Kreis Powiat Tatrzański in der Woiwodschaft Kleinpolen.

## Etymologie

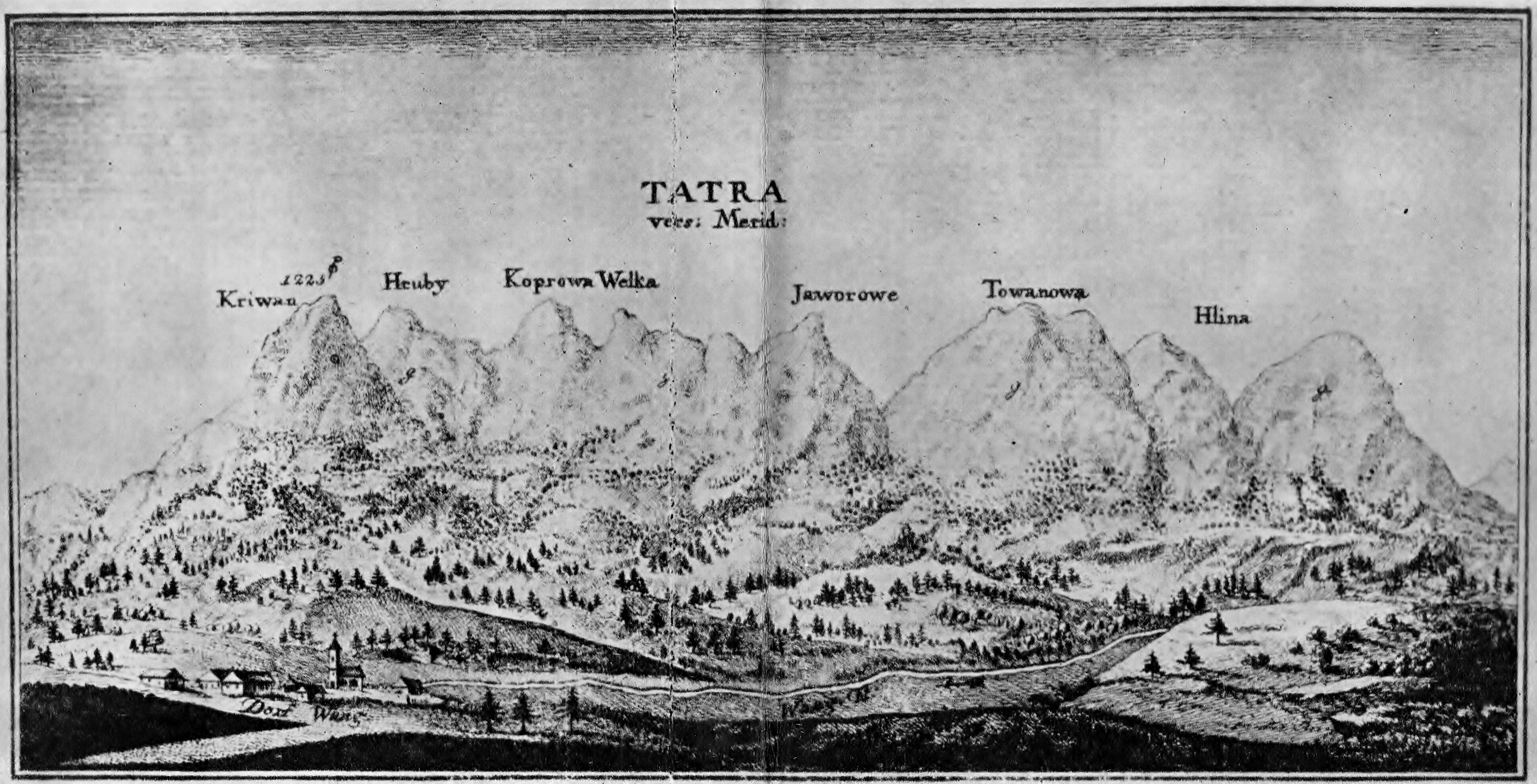
Ansicht der Hohen Tatra von 1793 mit der Bezeichnung „Tatra“

„Tritri“ (1086), „Tatry“ (1255), im 13./14. Jahrhundert „Thorholl“ (1256), „Thorchal“, „Tarczal“, „Tutur“, „Thurthul“ was Hölle bedeuten könnte, „Tołtry, Toutry“, sowie „Schneegebürg“ (Montes nivium). Adam Mickiewicz gebrauchte Anfang des 19. Jahrhunderts die Namen Tatry und Krępak, so wie bereits hundert Jahre zuvor Spener. Im Jahr 1790 hat Baltazar Hacquet geschrieben, dass die Slawen die Berge Tatari oder Tatri nennen, da zuvor dort Tataren hausten. Nach Jan Michał Rozwadowski hat der Name Tatry (Altpolnisch Tartry) einen keltischen Ursprung. Die Bezeichnung tertre bedeute Gebirge. Diese Meinung vertrat auch Cyprian Kamil Norwid. Einige Autoren sehen eine dakische oder thrakische Herkunft. Noch zu Beginn des 19. Jahrhunderts wurde die Hohe Tatra als Karpak bezeichnet (höchster schneebedeckter Berg), aus dem illyrischen karpe also Fels, das im Altpolnischen in der Form karp- auftritt, z. B. karpętne oder s(z)karpa – Berghang. In offiziellen ungarischen Dokumenten des 13. und 14. Jahrhunderts werden die Karpaten und insbesondere die Tatra als Thorchal, Tarczal bzw. Schneegebürg, Montes Nivium bezeichnet. Die Bezeichnung Hohe Tatra rührt daher, dass sie die anderen Gebirgszüge der Tatra, die Westliche Tatra und die Belaer Tatra um ca. 500 m überragt.

## Geologie

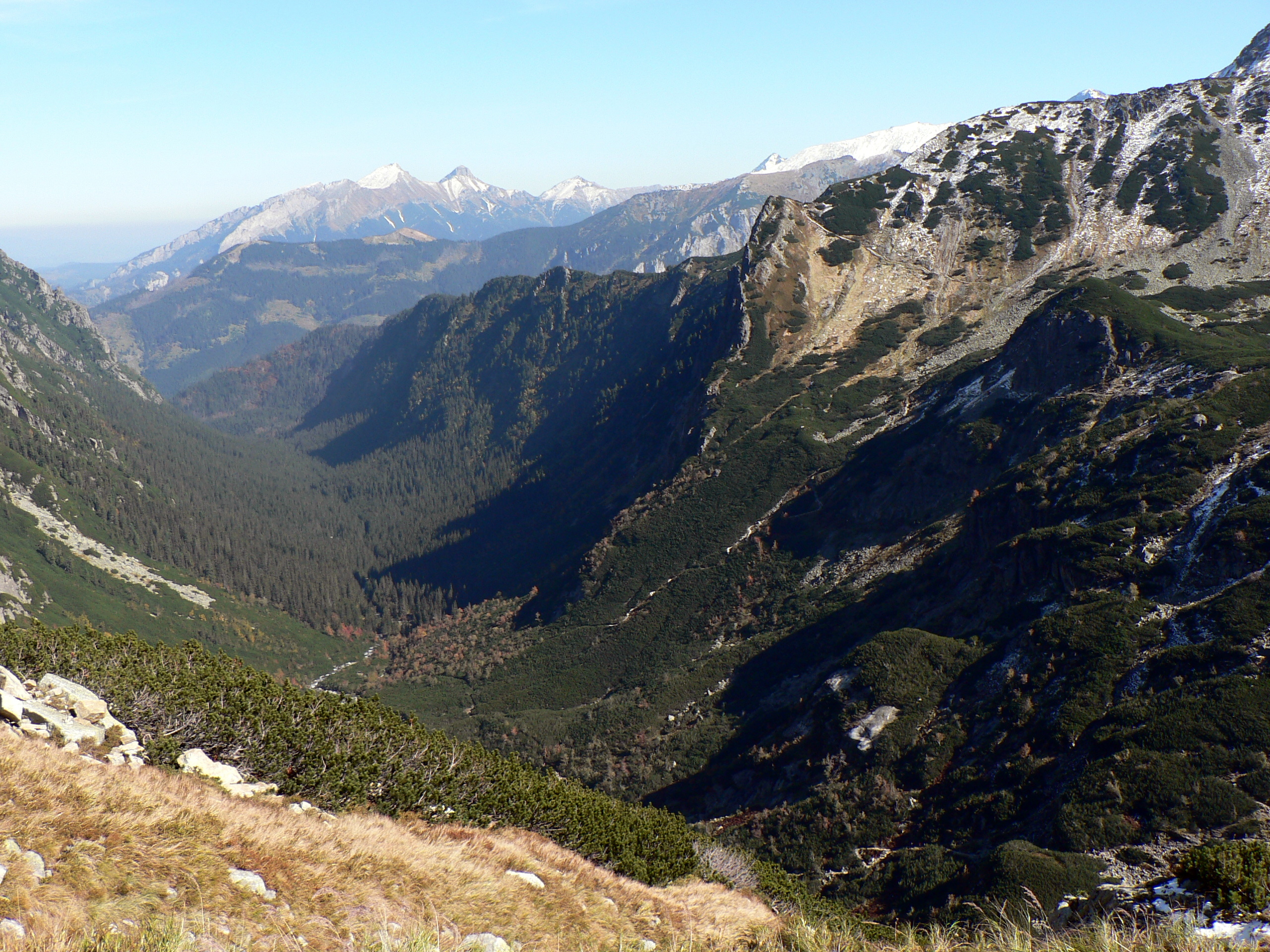
Das vom Gletscher geformte Trogtal Dolina Roztoki, Polen, weist die charakteristische U-Form auf

Die Hohe Tatra ist, ähnlich wie die ganze Tatra, ein relativ junges Faltengebirge. Im Gegensatz zur Westlichen Tatra besteht sie jedoch aus Graniten, die aus im Erdzeitalter des Karbons erstarrter Lava entstanden sind. Das Granitgestein der Hohen Tatra ist ca. 315 Millionen Jahre alt. Gesteinsschichten aus dem Perm und der Trias kommen ebenfalls vor. Im Erdzeitalter der Kreide wurde das Gestein der Hohen Tatra aufgrund tektonischer Ereignisse gefaltet und mehrere Kilometer nach Norden verschoben.
Im Eozän war das Gebiet der Hohen Tatra, insbesondere im Norden der Hohen Tatra, von einem seichten Meer geflutet. Sedimentschichten lagerten sich im Wasser ab. Auf der anderen Seite ragten Teile des Granitgesteins bereits aus dem Meer und unterlagen der Erosion, insbesondere Gesteinsschichten aus dem Jura und der Kreide sind zum größten Teil erodiert. Auf den Südhängen sind sie überhaupt nicht mehr anzutreffen. Sedimente und Sedimentgesteine kommen daher nur auf den Nordhängen der Hohen Tatra vor und dort insbesondere auf den Bergen Żółta Turnia, Mała Koszysta, Gęsia Szyja, Kopy Sołtysie, Široká und Jahňací štít.
Im Miozän erfolgte eine letzte Faltung der Hohen Tatra. Die Hohe Tatra selbst entstand, wie die ganzen Karpaten und viele andere Hochgebirge in Europa, in der Zeit der Alpidischen Orogenese. Ihr heutiges Aussehen verdankt sie den Gletschern der Eiszeiten. Die Gletscherkare lagen insbesondere nördlich des Hauptkamms auf einer Höhe von 1400 m bis 1700 m. Die Gebirgsseen der Hohen Tatra sind Karseen, die Relikte der Gletscherkare darstellen. Die Gletscherzungen führten die Bergtäler in ihren ganzen Längen hinab bis auf ca. 1000 m. Hierbei entstanden die charakteristischen U-förmigen Trogtäler der Tatra. Gletschermoränen findet man in den Bergtälern und am Fuße der Hohen Tatra.

## Geschichte

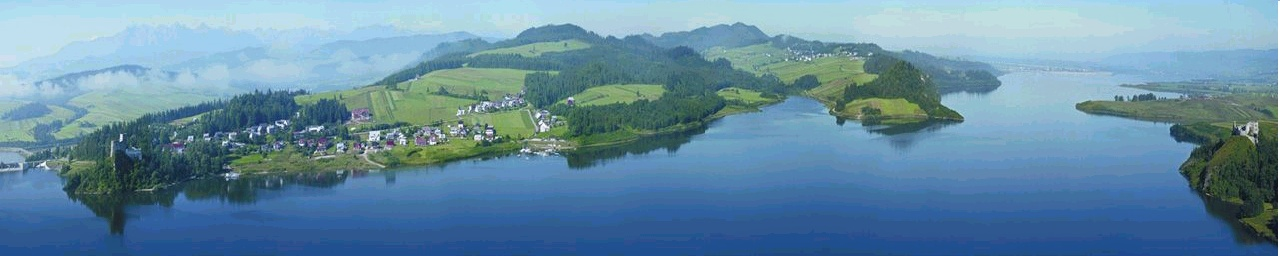
Dunajec-Burgen Czorsztyn und Niedzica am Czorsztyn-Stausee, Hohe Tatra links im Hintergrund

Trotz ungünstiger klimatischer Verhältnisse war die Umgebung der Hohen Tatra bereits im Paläolithikum besiedelt, wovon z. B. die Neandertalerfundstätte Hrádok (Travertinfüllung der Hirnschale) bei Gánovce zeugt. Einzelfunde von einfachen Steinwerkzeugen wurden unweit von Zuflüssen des Poprad gefunden. Ab dem Neolithikum wurde die Gegend immer dichter besiedelt, die karge Tatra-Landschaft bot aber kaum Erträge für jungsteinzeitliche Bauern. Von der mittleren Bronzezeit zur älteren Eisenzeit bewohnten Menschen der Lausitzer Kultur die Umgebung, gefolgt durch die Puchauer Kultur (Wallburg Havránok) und die Kelten. Zu dieser Zeit existieren mehrere Eisenhütten, z. B. unweit Tatranská Polianka bei der Fundstätte Žltá stena und wahrscheinlich auch in der Umgebung von Starý Smokovec. Mehrere Funde von römischen Münzen zeugen von Handelsbeziehungen zwischen germanischen Stämmen und dem Römischen Reich.
In der Zeit der Völkerwanderung drängten slawische Stämme in die Umgebung der Tatra ein und besiedelten die umliegende Region, die Hohe Tatra selbst blieb aber weitgehend eine Art „Niemandsland“. Seit dem frühen 11. Jahrhundert verlief durch die ganze Tatra die Grenze zwischen den Königreichen Polen und Ungarn. Östlich der Tatra verlief einer der wichtigsten Handelswege des Mittelalters, der die polnische Hauptstadt Krakau mit der ungarischen Hauptstadt Buda verband. Um die Kaufleute vor Überfällen der in der Tatra hausenden Räuberbanden zu schützen, wurden zahlreiche Burgen am Fuß der Tatra erbaut, u. a. am Dunajec in Czorsztyn und Niedzica sowie in der Zips.

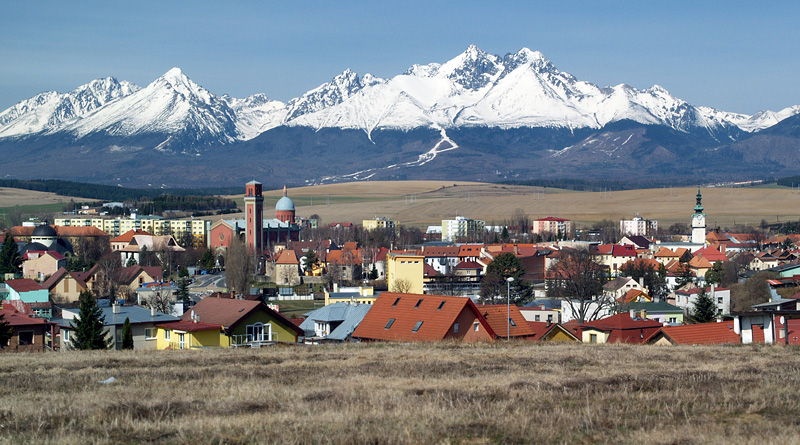
Blick auf Kežmarok (dt. Kesmark), als historisch bedeutsames Zentrum für die Erkundung der Hohen Tatra

Im Königreich Ungarn wurde das Gebiet zwischen den Komitaten Sohl ungefähr westlich der Wasserscheide bei Štrba und Zips östlich davon aufgeteilt. Aus dem ursprünglich großen Sohler Komitat spalteten sich im 14. Jahrhundert die Komitate Liptau im westlichen Teil der Tatra und ferner Arwa nordwestlich der Tatra ab. Insbesondere nach dem Mongoleneinfall 1241/1242 intensivierte sich die Besiedlung durch deutsche Ostsiedler (siehe Zipser Sachsen), vor allem in der Zips, die bald dort politisch die örtliche Landschaft beherrschten. Die königliche Besitz in der Hohen Tatra wurde durch Schenkungen, aus denen zahlreiche Orte im Vorgebirge im 13. Jahrhundert entstanden, schrittweise verkleinert, ein Teil im Grenzbereich zwischen der Westtatra und der Hohen Tatra gehörte aber weiter dem König beziehungsweise später dem Ärar. Neben Räubern und Schmugglern, die Waren über die schwer kontrollierbare Grenze schmuggelten, wurde die Tatra im Mittelalter auch von Schatzsuchern und Bergleuten besucht. Aus einigen topographischen Namen, wie z. B. dem Berg Miedziane, zu deutsch Kupferberg, westlich des Morskie Oko lässt sich dies noch ablesen. Bergbauaktivität war ab dem 15. Jahrhundert zudem z. B. an den Hängen des Kriváň (Gold, Antimon) und Patria (Kupfer) zu verzeichnen. Viehzucht, Alm- und Forstwirtschaft kam im Spätmittelalter und der frühen Neuzeit in die Tatra. War die Abholzung im Mittelalter nur in den Kesseln unterhalb der Tatra anzutreffen und nur mit Erweiterung von landwirtschaftlichen Flächen verbunden, so setzte im 16. Jahrhundert ein reger Handel mit dem in der Hohen Tatra gewonnenen Holz ein. Das gewonnene Holz wurde an der Waag Richtung Niederungarn und über Poprad, Dunajec und Weichsel Richtung Polen. Auch durch die Almwirtschaft gingen Waldbestände sowie Krummholzflächen zurück, als Hirten ihre Herden bis zu einer Höhe von etwa 2000 m hinauftrieben. Intensive Nutzung war insbesondere in den Herrschaftsgebieten von Kesmark, Zipser Bela und Tatranská Javorina zu sehen. Erst während der Regierungszeit von Maria Theresia begannen erste Ansätze einer Wiederaufforstung. Der intensive Bergbau dauerte bis ins späte 18. Jahrhundert, die immer geringeren Erlöse führten aber zur Stilllegung einzelner Bergwerke. Schatzsucher waren vor allem im 18. Jahrhundert aktiv.
Die wachsende wirtschaftliche Nutzung der Hohen Tatra erregte im 16. Jahrhundert ein erhöhtes Interesse durch Gelehrte. Die erste Kurzbeschreibung der Tatra ist im Werk De admirandis Hungariae aquis Hypomnemation (Basel 1549, deutsch Über die wunderbaren Wässer Ungarns) von Georg Wernher enthalten. Ebenfalls im 16. Jahrhundert fand die erste dokumentierte Reise in die Hohe Tatra statt. Die verwitwete Fürstin Ostrogski Beata Łaska z Kościeleckich heiratete 1564 Albert (pol. Olbracht) Łaski, den Herren von Kesmark und siedelte sich dort an. Am 10. Juni 1565 unternahm sie eine Aufsehen erregende Bergtour in die Hohe Tatra in die Dolina Kežmarskej Bielej vody und zum Bergsee Zelené pleso. Einen beträchtlichen Anteil an der Forschung hatten die Studenten und Rektoren des Lyzeums in Kesmark, die bereits im späten 16. Jahrhundert Ausflüge in die Hohe Tatra machten. So stammt auch die erste dokumentierte Besteigung eines Gipfels vom Kesmarker Gelehrten David Frölich, der als Gymnasiast im Juni 1615 einen nicht näher genannten Berg (wahrscheinlich den Kežmarský štít) im Massiv des damals noch als unbesteigbar geltenden Lomnický štít bezwang. 1664 unternahm eine Gruppe um Georg Buchholtz d. Ä. eine Reise zum Gipfel des Slavkovský štít. 1683 beschrieb Daniel Speer in seinem Werk Ungarischer oder Dacianischer Simplicissimus seine Reisen in die Hohe Tatra. Eine Skizze des Gebirges von Georg Buchholtz d. J. wurde zum ersten Mal 1719 gefertigt. 1782 wurde eine genaue Landkarte der Hohen Tatra angefertigt. Aus dieser Zeit sind auch die ersten Messungen einzelner Gipfel bekannt. Bis dahin waren drei Berge als höchste Gipfel der Hohen Tatra angesehen: der Kriváň in der Liptau, Lomnický štít in der Zips und insbesondere Kesmark und Ľadový štít im polnischen Podhale. Obwohl der Förster Ludwig Greiner 1837/1838 den Gerlachovský štít als höchsten Berg der Hohen Tatra bestimmt hatte, wurde diese Messung erst 1876 in der amtlichen Kartographie berücksichtigt.

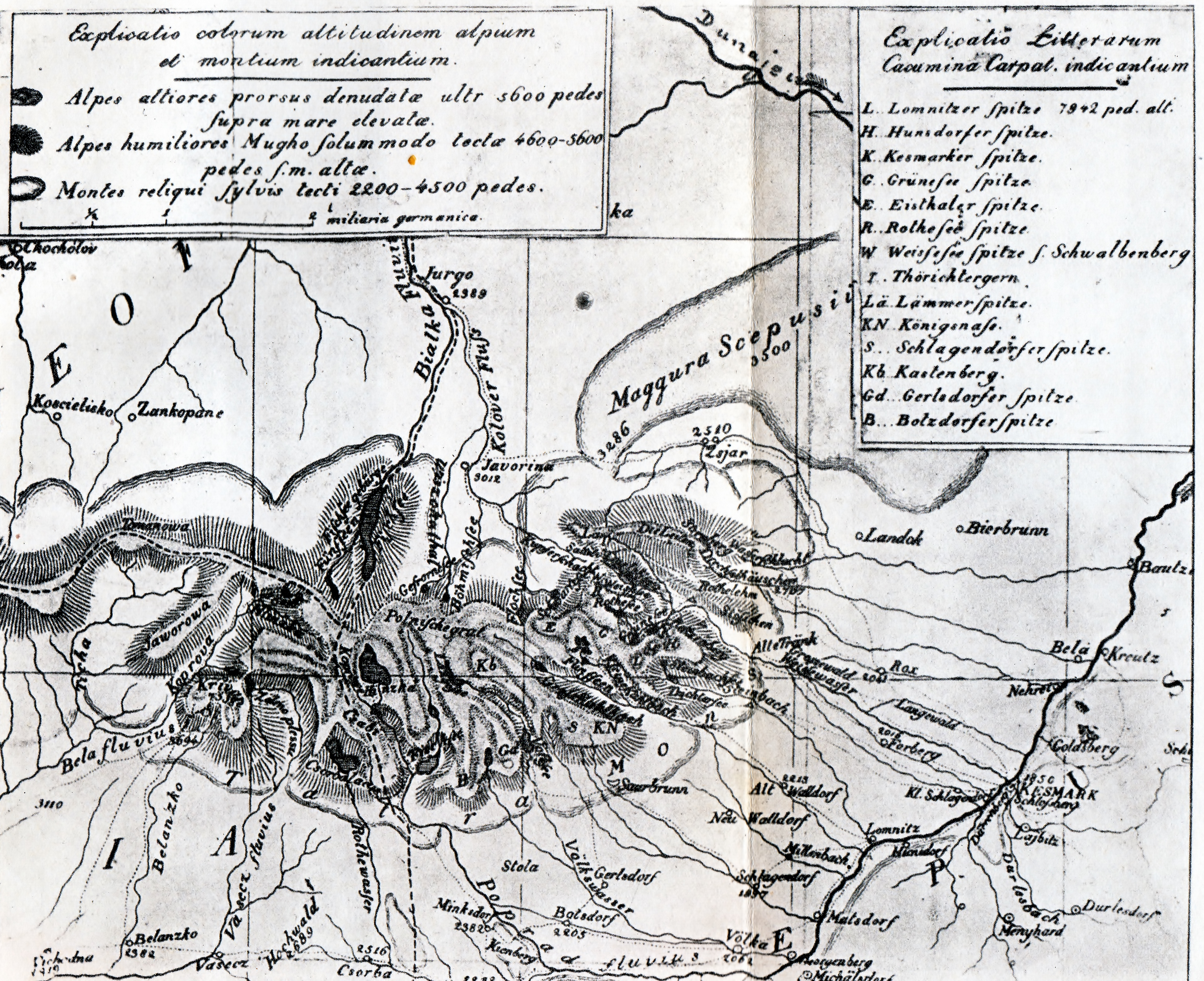
Karte der Hohen Tatra von Göran Wahlenberg aus dem Jahr 1814

Ende des 18. Jahrhunderts wurde die Hohe Tatra von dem Franzosen Belsazar Hacquet und dem Engländer Robert Townson, der u. a. als erster bekannter Besteiger auf dem Gipfel des Lomnický štít stand, erforscht und in wissenschaftlichen Publikationen beschrieben. Stanisław Staszic war der erste Pole, der die Hohe Tatra wissenschaftlich erforschte. Er hielt sich 1803 bis 1805 in der Tatra auf und bestieg zahlreiche Gipfel. 1815 erschien sein Werk O ziemiorodztwie Karpatów u. a. über die Hohe Tatra. Ihm folgten in der ersten Hälfte des 19. Jahrhunderts zahlreiche weitere polnische Geologen und Bergsteiger.
Im Gegensatz zu den Alpenländern begann der Tourismus in der Hohen Tatra relativ spät, bedingt vor allem durch anstrengendes Reisen und mangelhaftes Straßennetz. 1793 ließ Graf Csáky auf der ungarischen Seite eine Jagdhütte bei der schon vorher bekannten Sauerquelle unterhalb des Slavkovský štít bauen, die bald zum Anfang der ältesten Tatrasiedlung, Starý Smokovec, wurde. Für die weitere Entwicklung setzte sich vor allem der Pachtinhaber Johann Georg Rainer von 1833 bis in die späten 1860er Jahre, der auch die älteste noch erhaltene Tatra-Schutzhütte, die Rainerova chata, erbauen ließ, trotzdem blieb Starý Smokovec fast 80 Jahre lang die einzige Siedlung direkt in der Tatra. Um die Mitte des 19. Jahrhunderts erschienen erste Reiseführer der Hohen Tatra. Eine rege Entwicklung begann mit der Fertigstellung der Kaschau-Oderberger Bahn in den Jahren 1871/1872, die den Verkehr zur Hohen Tatra aus entfernten Gebieten wesentlich erleichterte. So entstand 1872 die Siedlung Štrbské Pleso am gleichnamigen See und 1875 der Kurort Nový Smokovec, gefolgt durch weitere Neugründungen bis zum Ende des 19. Jahrhunderts. 1873 wurde die polnische Tatra-Gesellschaft und der ungarische Karpathenverein gegründet. Die polnische Tatra-Gesellschaft ließ die ersten drei Berghütten in der Hohen Tatra zwischen 1874 und 1876 erbauen. In den 1870er Jahren wurden die meisten Tatragipfel zum ersten Mal bestiegen. In den 1880er Jahren wurden die meisten Winterbesteigungen dokumentiert, die noch unbestiegenen Gipfel wurden bis zum frühen 20. Jahrhundert zum ersten Mal erklommen. Der in Galizien (heute Polen) gelegene Teil der Hohen Tatra wurde 1899 über die Bahnstrecke Chabówka–Zakopane an das Bahnnetz angeschlossen.
In dieser Zeit wurde Zakopane unter polnischen Schriftstellern, Dichtern, Architekten und Künstlern sehr beliebt. Es entwickelte sich ein eigener Zakopane-Stil in der polnischen Kunstgeschichte. Die Bergwacht in der Hohen Tatra gibt es seit der Zeit um 1900. Viele derjenigen, die sich im 19. und 20. Jahrhundert um die Hohe Tatra verdient gemacht haben, haben ihre letzte Ruhestätte auf dem Friedhof Cmentarz Zasłużonych na Pęksowym Brzyzku in Zakopane gefunden. Im Königreich Ungarn konnten sich anfangs nur die reicheren Bevölkerungsschichten einen Aufenthalt in den Tatraorten leisten. Diese Situation änderte sich erst im frühen 20. Jahrhundert, als man mit neuen Luxushotels versuchte, das sinkende Interesse des Adels wieder zu erhöhen, die älteren Unterkünfte wurden dann auch für andere Bevölkerungsschichten mehr zugänglich. Neben Tourismus und Kurbehandlung fassten ab dem späten 19. Jahrhundert mehrere Wintersportarten, wie Skifahren, Rodeln und Bobfahren, Fuß in der Hohen Tatra. Bis zum Ausbruch des Ersten Weltkriegs gelangte man in die einzelnen Orte mit einem Straßenzug und mit der meterspurigen Elektrischen Tatrabahn, sodass man nicht mehr auf die talwärts führenden Verbindungen angewiesen war.
Im 19. Jahrhundert wurde die Tatra und die Hohe Tatra im Besonderen zum Symbol des steigenden slowakischen Nationalbewusstseins und der nationalen Freiheit. Insbesondere die seit 1835 bestehende Tradition der „Volksausflüge“ auf den Kriváň prägte maßgeblich dieses Bild, die Landschaft Liptau war zudem eines der Zentren des slowakischen Kulturlebens. Bis zum Ende der Habsburgermonarchie war jedoch der slowakische Einfluss auf die touristische Entwicklung vergleichsweise gering: so war z. B. der Anteil der Slowaken nur 10 bis 15 % der Gesamtmitgliederzahl des Ungarischen Karpathenvereins. Der erste slowakischsprachige Tatra-Reiseführer von Miloš Janoška erschien relativ spät im Jahr 1911. Die bestimmenden Nationalitäten vor dem Ersten Weltkrieg waren vor allem Ungarn, Österreicher und später auch Deutsche.

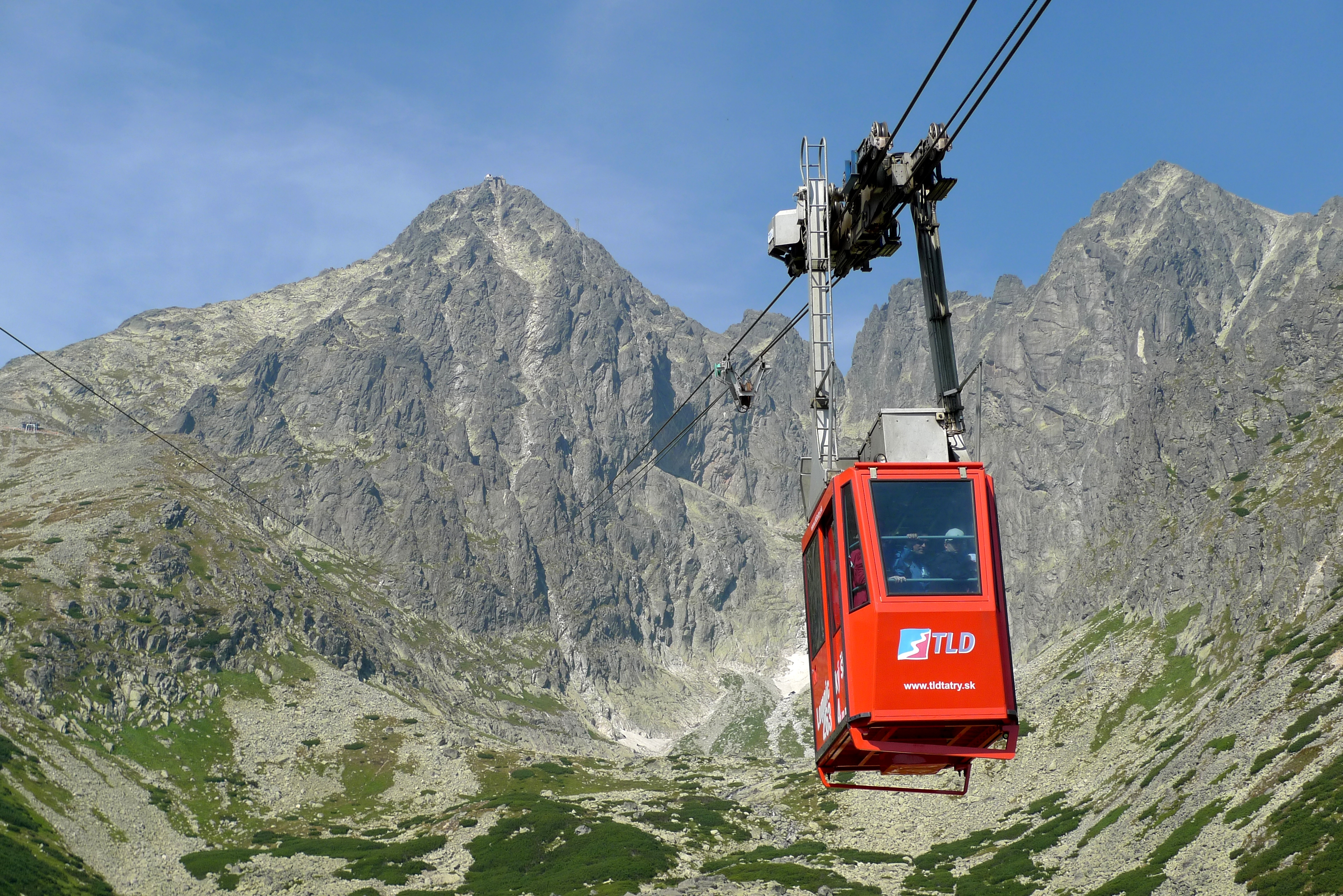
Seilbahn zum Gipfel des Lomnický štít

Der genaue Grenzverlauf zwischen Polen und Ungarn bzw. zwischen Galizien (nach der Ersten Polnischen Teilung 1772) wurde selbst nach dem ungarisch-österreichischen Ausgleich 1867 nicht festgelegt. Die genaue Grenzziehung in der Hohen Tatra wurde erst Anfang des 20. Jahrhunderts durch Richterspruch eines österreichischen Gerichts in Graz gezogen. Aber auch danach tobte ein Konflikt um die Ortschaft Tatranská Javorina, die zwar in der Tschechoslowakei bzw. heute Slowakei liegt, lange aber von Polen beansprucht und 1938–1939 auch besetzt war. In der Zeit zwischen den Weltkriegen entwickelte sich die Hohe Tatra zu einem beliebten Ausflugsgebiet für die gut betuchten Bürger Polens und der Tschechoslowakei, im begrenzten Umfang entstanden aber auch Unterkünfte, vor allem Pensionen, für ärmere Bürger, wie z. B. in Tatranská Lomnica und neu gegründeten Orten Tatranská Lesná und Horný Smokovec. Alm- und Forstwirtschaften befanden sich nun in einem langsamen Niedergang, während sich der Schwerpunkt auf Tourismus, Kurorte und Sport verlagerte. 1925 fand in der Hohen Tatra die von Prag verlegte Eishockey-Europameisterschaft, 1935 die Nordischen Skiweltmeisterschaften statt. Die ersten touristischen Seilbahnen entstanden in den 1930er Jahren: ab 1936 verkehrte eine Seilbahn vom Zakopaner Stadtteil Kuźnice zum Gipfel des Kasprowy Wierch in der Westtatra, in der Tschechoslowakei begann 1937 der Betrieb einer Luftseilbahn von Tatranská Lomnica bis Skalnaté Pleso, die 1940 bis zum Gipfel des Lomnický štít verlängert wurde. 1924 erschien der erste Vorschlag zur Gründung eines grenzüberschreitenden Schutzgebiets, der bis Ende 1925 detailliert ausgearbeitet war. Wegen Widerstand seitens Großgrundbesitzer konnten die Staatsorgane den Naturpark nicht gründen, sodass Naturschutzmaßnahmen nur zum Teil umgesetzt werden konnten. Während des Zweiten Weltkriegs war die Tatra ein Rückzugsgebiet für polnische Partisanen. Auch nach dem Krieg blieben viele Widerstandskämpfer gegen das kommunistische Regime in der Tatra. Im slowakischen Teil wurde die Gegend insbesondere nach dem Ausbruch des Slowakischen Nationalaufstandes im August 1944 bis Januar 1945 Schauplatz von mehreren Gefechten zwischen den tschechoslowakischen Partisanen und den Wehrmachttruppen.
Nach Kriegsende wurde 1947 das Gebiet der bisher zwischen 22 Gemeinden geteilten slowakischen Hohe Tatra (und Belaer Tatra) in die Einheitsgemeinde Vysoké Tatry fusioniert, die trotz mehrerer Änderungen und Abspaltungen zum größten Teil bis heute besteht. 1949 beziehungsweise 1954 wurden die beiden Nationalparks auf tschechoslowakischer und polnischer Seite errichtet. Nach der Übernahme der Macht durch kommunistische Parteien in beiden Ländern nahm der Tourismus in der Hohen Tatra Massencharakter an, während die Gegend von Tatranská Javorina zum Aufenthaltsort für Spitzenfunktionäre der KSČ bestimmt war. Ein Investitionsboom geschah im tschechoslowakischen Teil in Verbindung mit Organisierung der Nordischen Skiweltmeisterschaften 1970 in Štrbské Pleso. Für die meisten Bergsteiger aus dem östlichen Mitteleuropa, u. a. aus der DDR, war die Hohe Tatra zur Zeit des Kalten Krieges das einzige erreichbare Hochgebirge.
Ein Orkan hat am 19. November 2004 fast die Hälfte aller Bäume auf der slowakischen Seite der Hohen Tatra zerstört. Die Schneise der Verwüstung war drei Kilometer breit und 50 Kilometer lang. Man schätzte die Größe der zerstörten Fläche auf 12.000 Hektar. Am 21. Dezember 2007 sind aufgrund des Schengener Abkommens die Grenzkontrollen zwischen Polen und der Slowakei weggefallen. Auf den markierten Wanderwegen kann die Grenze daher problemlos überschritten werden. Zu beachten ist jedoch, dass die Wanderwege im polnischen Teil der Hohen Tatra ganzjährig geöffnet sind, im slowakischen jedoch oberhalb der Berghütten im Winter vom 1. November bis zum 31. Mai gesperrt werden.

## Topographie

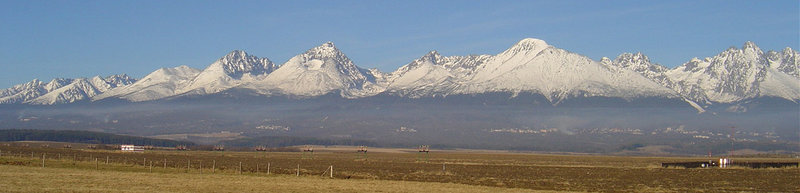
Hohe Tatra von der Stadt Poprad, Slowakei

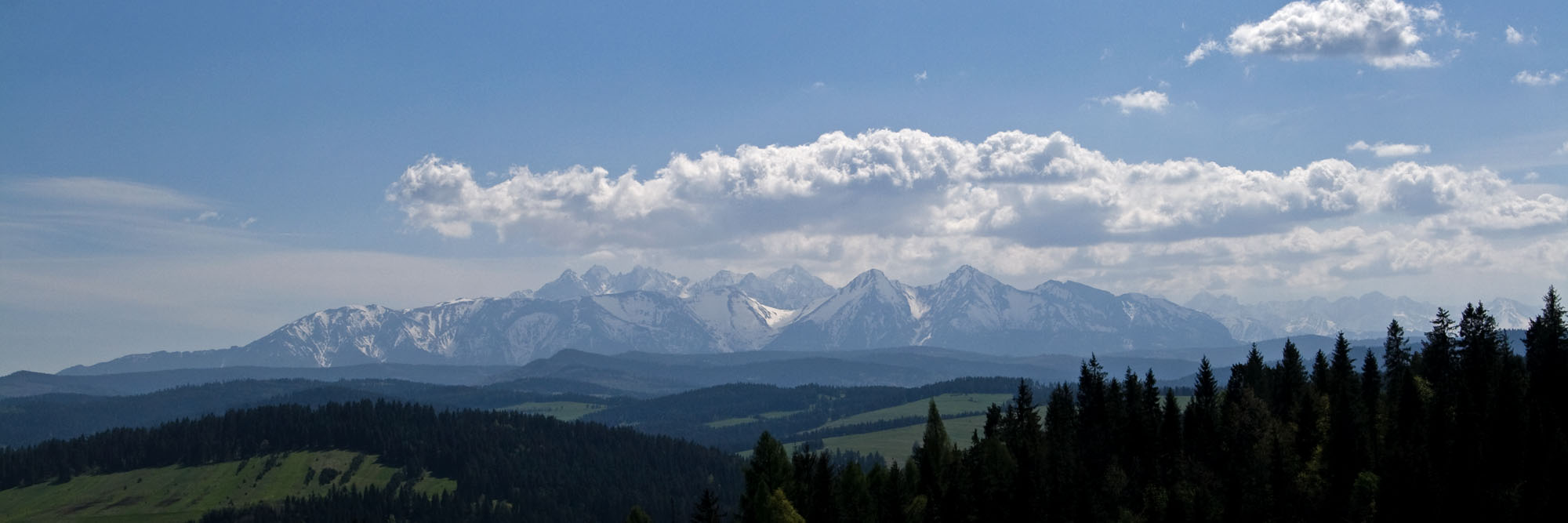
Hohe Tatra und Belianska Tatra von den Pieninen (Kronenberge), Polen

Die Hohe Tatra bietet ein alpenähnliches Panorama mit Hochgebirgsrelief und vereinzelten Schneefeldern. Ungewöhnlich ist die Anordnung der höchsten Gipfel am (südlichen) Außenrand. Sie wird oft, obwohl es sich eigentlich um ein Teilgebirge handelt, als das flächenmäßig, keineswegs jedoch höhenmäßig, „kleinste Hochgebirge der Welt“ bezeichnet. Die Fläche der Hohen Tatra bemisst ca. 340 km² und ist damit etwas kleiner als die Fläche der Westlichen Tatra. Der Hauptkamm der Hohen Tatra ist 27 km lang, wobei die Entfernung zwischen den Grenzpässen in Luftlinie nur 16,5 km beträgt. Das Gebirge bietet eine Überfülle an Naturschönheiten und touristischen Möglichkeiten (Wanderungen, Klettertouren, Skitouren, Pistenstandorte, zahlreiche Kur- und Erholungsorte).

### Berge
24 Gipfel der Hohen Tatra überschreiten die 2500-Meter-Grenze, mehrere hundert die 2000-Meter-Grenze. Als Krone der Tatra werden 75 Gipfel bezeichnet, die eine Schartenhöhe von mehr als 100 m haben. Die meisten dieser Gipfel liegen in der Hohen Tatra.
Die höchsten Erhebungen sind der Gerlachovský štít (Gerlsdorfer Spitze) mit 2654 m, zugleich der höchste Berg der Slowakei und der gesamten Karpaten, die Gerlachovská veža (Gerlsdorfer Turm) mit 2642 m, der Lomnický štít (Lomnitzer Spitze) mit 2632 m und der Ľadový štít (Eistaler Spitze) mit 2627 m. Von den etwas niedrigeren Gipfeln sind vor allem der mächtige Slavkovský štít (Schlagendorfer Spitze) mit 2452 m und die aus drei Gipfeln bestehenden Rysy (Meeraugspitze) zu nennen, deren mittlerer knapp an der slowakisch-polnischen Grenze der höchste mit 2503 m, deren nordwestlicher als zweithöchster mit 2499 m zugleich der höchste Berg Polens ist. Ein weiterer erwähnenswerter Berg ist der als wichtiges nationales Symbol auf den slowakischen Centmünzen abgebildete Kriváň (Krumm- oder Ochsenhorn) mit 2494 m Höhe.
| Name des Gipfels                                             | Deutsche Bezeichnung        | Höhe (m) | Anmerkung                                                                 |
| ------------------------------------------------------------ | --------------------------- | -------- | ------------------------------------------------------------------------- |
| Gerlachovský štít                                            | Gerlsdorfer Spitze          | 2654     | Höchster Gipfel der Slowakei, der Karpaten, der Tatra und der Hohen Tatra |
| Lomnický štít                                                | Lomnitzer Spitze            | 2632     | Zweithöchster Gipfel der Karpaten                                         |
| Ľadový štít                                                  | Eistaler Spitze             | 2627     | Dritthöchster Gipfel der Karpaten, höchster Gipfel am Hauptkamm           |
| Pyšný štít                                                   | Schwalbenturm               | 2621     |                                                                           |
| Kežmarský štít                                               | Kesmarker Spitze            | 2556     |                                                                           |
| Vysoká                                                       | Tatraspitze                 | 2547     |                                                                           |
| Končistá                                                     | Kontschista                 | 2538     |                                                                           |
| Baranie rohy                                                 | Grünseespitze               | 2526     |                                                                           |
| Dračí štít                                                   | Déchy-Spitze                | 2523     | im Bergmassiv der Vysoká                                                  |
| Ťažký štít                                                   | Martin-Róth-Spitze          | 2520     | im Bergmassiv der Vysoká                                                  |
| Malý Kežmarský štít                                          | Weberspitze                 | 2514     |                                                                           |
| Rysy                                                         | Meeraugspitze               | 2503     | Höchster Gipfel Polens, Höchster Gipfel des gleichnamigen Massivs         |
| Kriváň                                                       | Krummhorn                   | 2494     | Nationalberg der Slowakei                                                 |
| Bradavica                                                    | Warze                       | 2476     |                                                                           |
| Gánok                                                        | Ganek                       | 2462     |                                                                           |
| Široká veža                                                  | Roter Turm                  | 2462     |                                                                           |
| Slavkovský štít                                              | Schlagendorfer Spitze       | 2452     |                                                                           |
| Batizovský štít                                              | Botzdorfer Spitze           | 2448     |                                                                           |
| Prostredný hrot                                              | Mittelgrat                  | 2441     |                                                                           |
| Mięguszowiecki Szczyt / Veľký Mengusovský štít               | Große Mengsdorfer Spitze    | 2438     | Höchster Gipfel des Massivs Mięguszowieckie Szczyty                       |
| Východná Vysoká                                              | Kleine Viszoka              | 2429     |                                                                           |
| Hrubý vrch                                                   | Triumetal                   | 2428     |                                                                           |
| Zlobivá                                                      | Martaspitze                 | 2427     |                                                                           |
| Litvorový štít                                               | Wagner-Spitze               | 2423     | Benannt nach dem Chirurgen Wilhelm Wagner                                 |
| Satan                                                        | Satan                       | 2422     |                                                                           |
| Kolový štít                                                  | Rotseespitze                | 2418     |                                                                           |
| Javorový štít                                                | Krotenseespitze             | 2417     |                                                                           |
| Veľké Solisko                                                | Großer Solisko              | 2412     | höchster Gipfel des Seitengrats Solisko                                   |
| Furkotský štít                                               | Furkotaspitze               | 2404     |                                                                           |
| Kačací štít                                                  | Ententalspitze              | 2401     |                                                                           |
| Popradský Ľadový štít                                        | Eisseespitze                | 2396     |                                                                           |
| Mięguszowiecki Szczyt Pośredni / Prostredný Mengusovský štít | Mittlere Mengsdorfer Spitze | 2393     |                                                                           |
| Svišťový štít                                                | Mittelgebirge               | 2383     |                                                                           |
| Štrbský štít                                                 | Tschirmer Spitze            | 2381     |                                                                           |
| Hińczowa Turnia / Hincova veža                               | Hinzenseeturm               | 2377     | Höchster Gipfel des Massivs Wołowy Grzbiet                                |
| Cubryna / Čubrina                                            | -                           | 2376     |                                                                           |
| Krátka                                                       | Kratka                      | 2374     |                                                                           |
| Kôprovský štít                                               | Dillenspitze                | 2363     |                                                                           |
| Ostrá                                                        | Ostra                       | 2350     |                                                                           |
| Świnica / Svinica                                            | Seenalmspitze               | 2301     | Höchster Gipfel des gleichnamigen Massivs                                 |
| Kozi Wierch                                                  | Gämsenberg                  | 2291     | Höchster Gipfel des gleichnamigen Massivs                                 |
| Tupá                                                         | Tupa                        | 2284     |                                                                           |
| Kostolík                                                     | Kapelle                     | 2262     | Nunatak                                                                   |
| Żabi Szczyt Wyżni / Veľký Žabí štít                          | Große Froschspitze          | 2259     | Höchster Gipfel des Massivs Żabia Grań                                    |
| Zawratowa Turnia                                             | Unterer Seealmturm          | 2247     | Höchster Gipfel des Massivs Grań Kościelców                               |
| Pośredni Granat                                              | Mittlere Granatenspitze     | 2234     | Höchster Gipfel des Massivs Granaty                                       |
| Miedziane                                                    | Kupferberg                  | 2233     | Höchster Gipfel des Massivs Miedziane Grań                                |
| Jahňací štít                                                 | Weißseespitze               | 2230     |                                                                           |
| Skrajna Sieczkowa Turnia                                     | Vorderer Sieczka-Turm       | 2220     | Höchster Gipfel des Massivs Sieczkowe Turnie                              |
| Patria                                                       | Patria                      | 2203     |                                                                           |
| Wielka Koszysta                                              | Große Koszysta              | 2193     | Höchster Gipfel des Massivs Koszysta                                      |
| Wielka Buczynowa Turnia                                      | Großer Buczynowaturm        | 2182     | Höchster Gipfel des Massivs Buczynowe Turnie                              |
| Zadnia Pańszczycka Czuba                                     | Hintere Pańszczyca Koppe    | 2174     | Höchster Gipfel des Massivs Grań Żółtej Turni                             |
| Szpiglasowy Wierch / Hrubý štít                              | Liptauer Grenzberg          | 2172     | Höchster Gipfel des Massivs Liptowskie Mury                               |
| Walentkowy Wierch / Valentková                               | Walentkowy Gipfel           | 2156     | Höchster Gipfel des Massivs Walentkowa Grań                               |
| Wielki Wołoszyn                                              | Großer Wołoszyn             | 2155     | Höchster Gipfel des Massivs Wołoszyn                                      |
| Jastrabia veža                                               | Karfunkelturm               | 2137     |                                                                           |
| Predné Solisko                                               | Vorderer Solisko            | 2113     |                                                                           |
| Mnich                                                        | Mönch                       | 2068     | Beliebter Kletterberg am Meerauge                                         |
| Gładki Wierch / Hladký štít                                  | -                           | 2065     |                                                                           |
| Veľká Svišťovka                                              | Großer Ratzenberg           | 2038     |                                                                           |
| Ostrva                                                       | Osterva                     | 1980     |                                                                           |

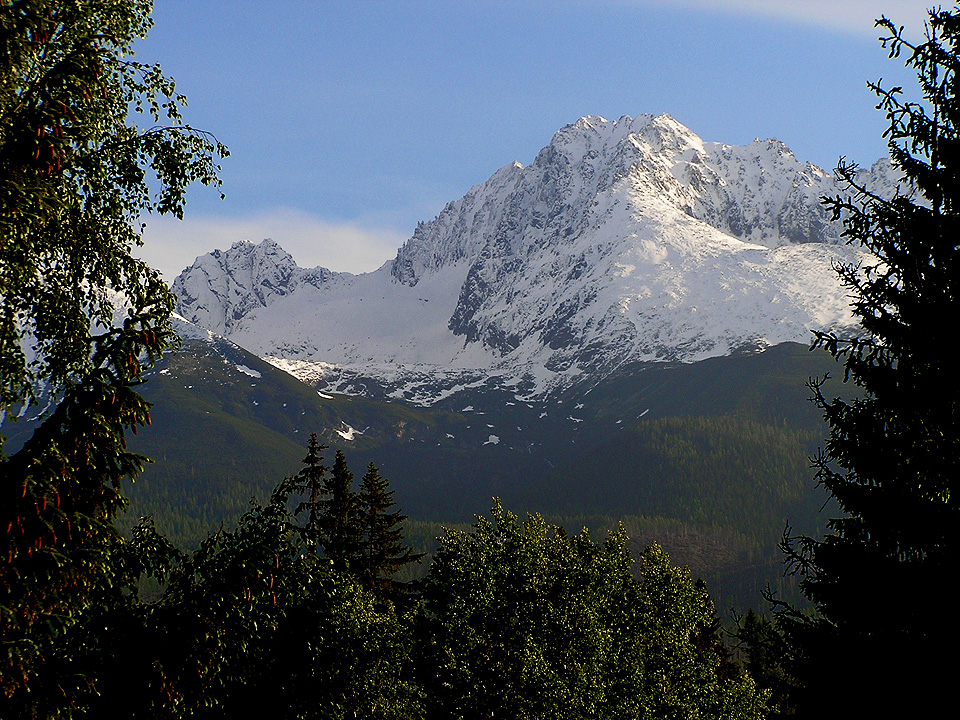
Gerlachovský štít, Slowakei
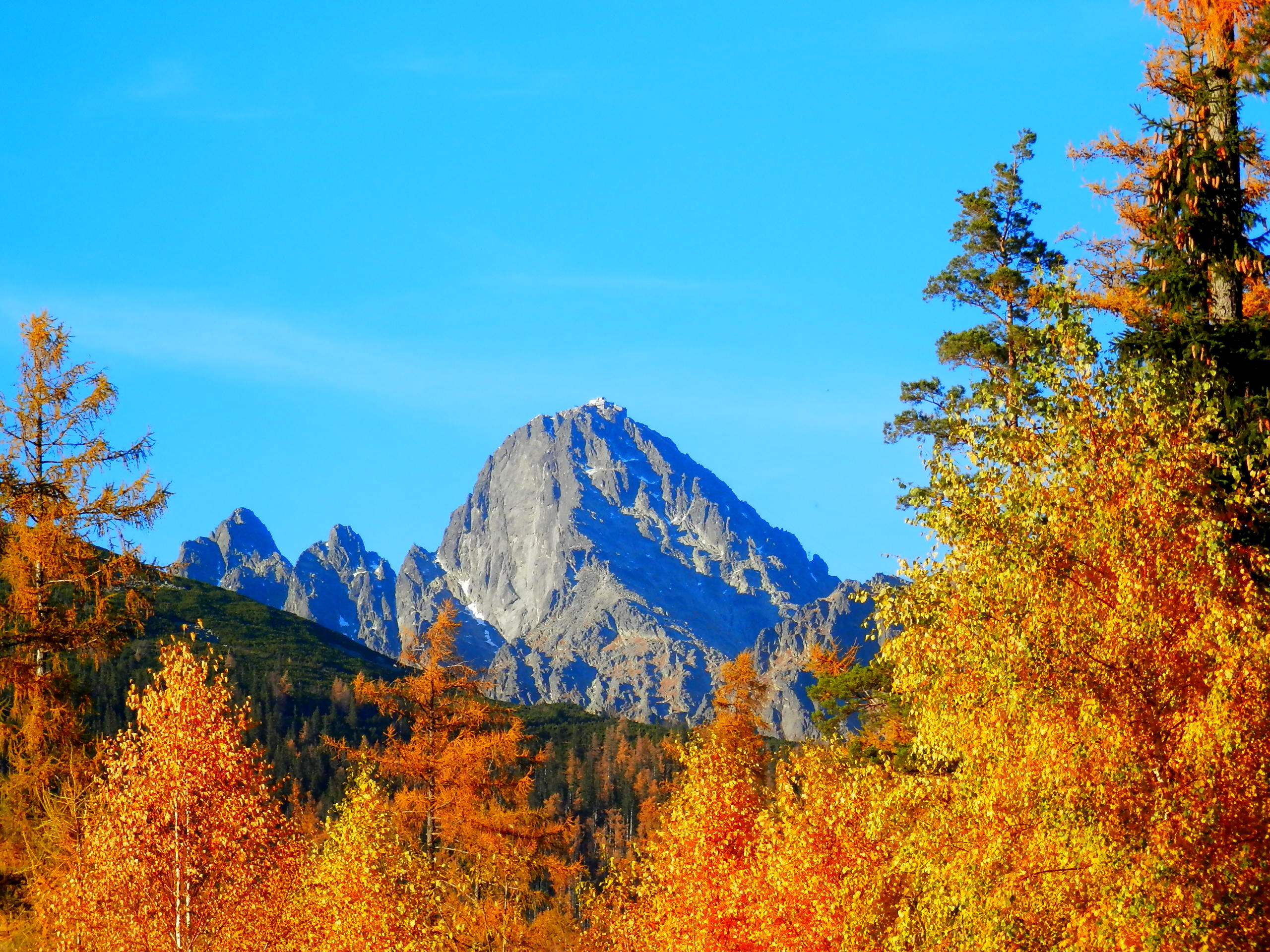
Lomnický štít, Slowakei
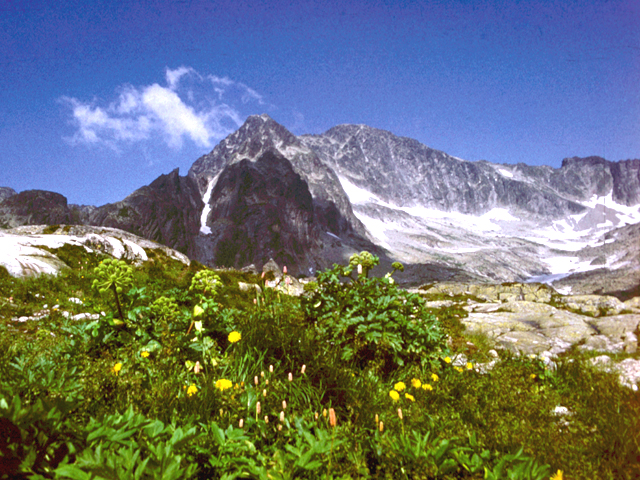
Ľadový štít, Slowakei
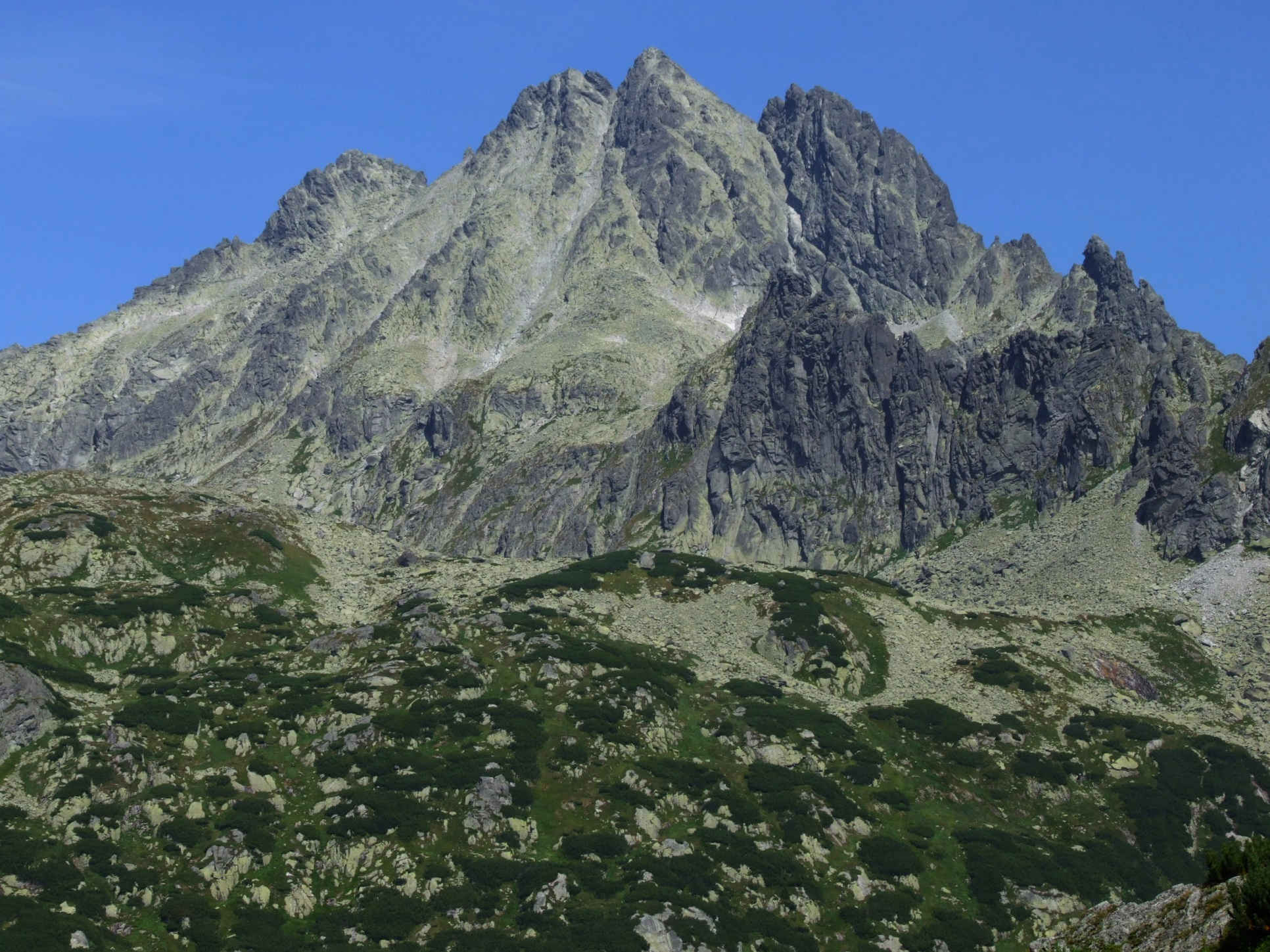
Vysoká mit Ťažký štít (links) und Dračí štít (rechts), Slowakei
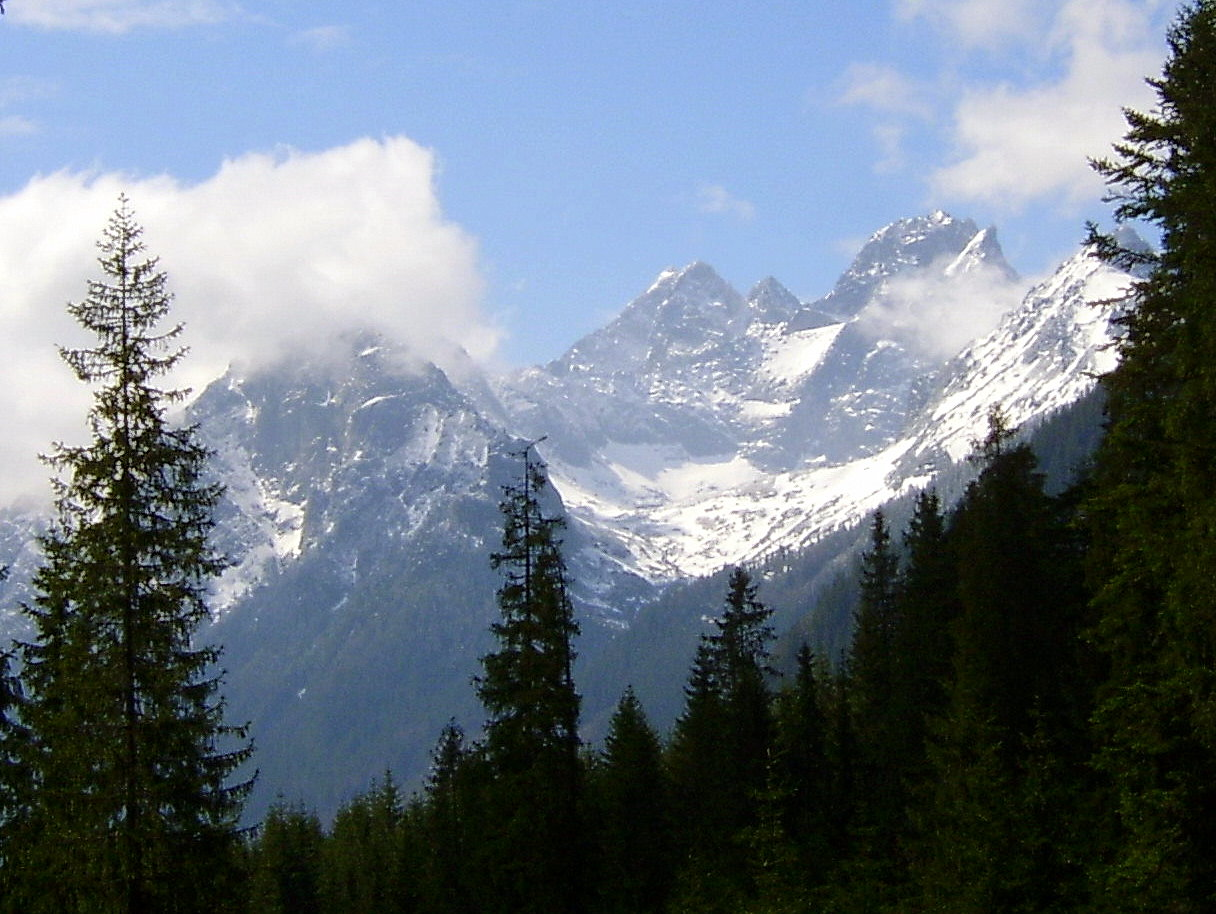
Rysy, Polen
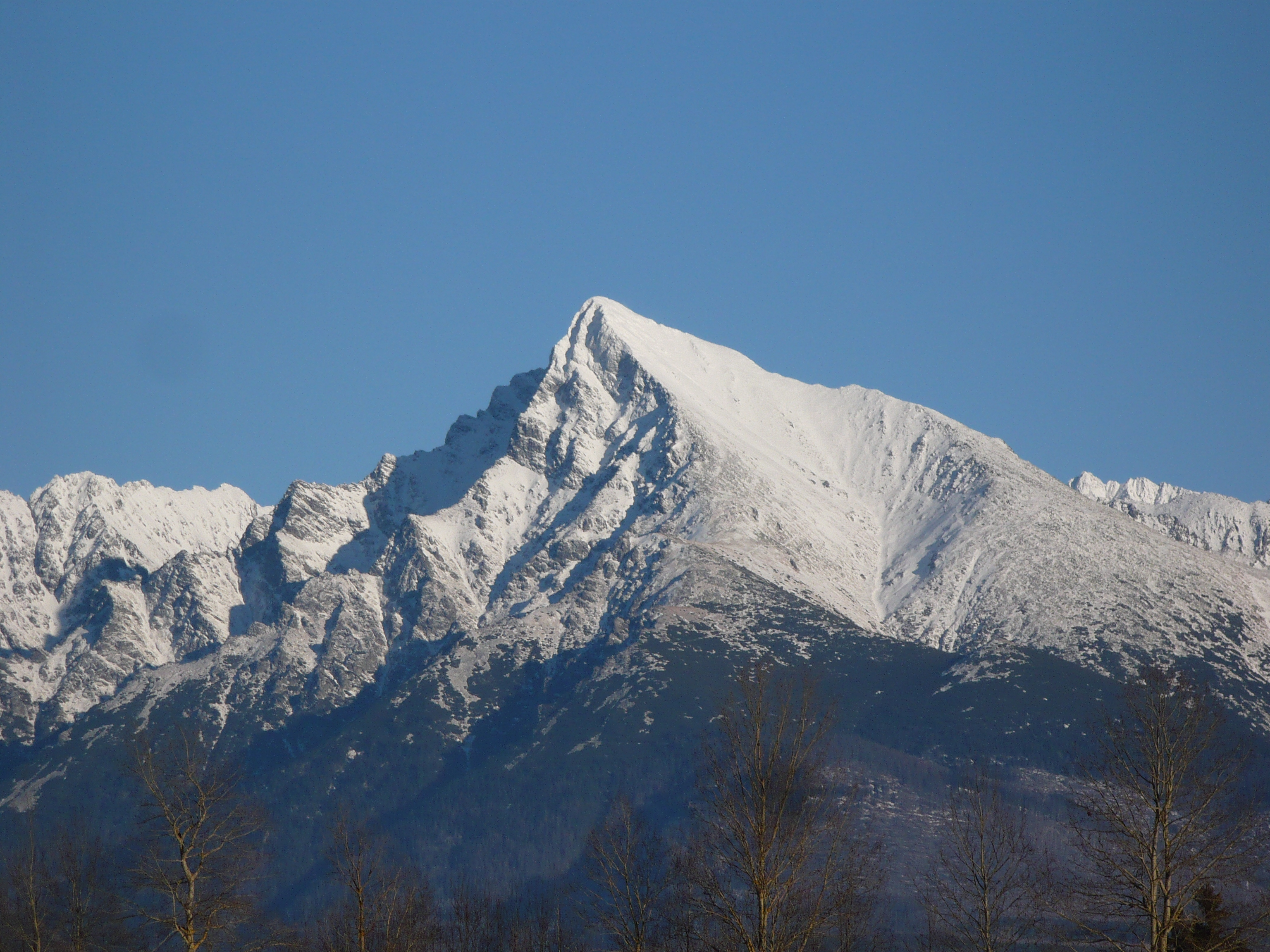
Kriváň, Slowakei
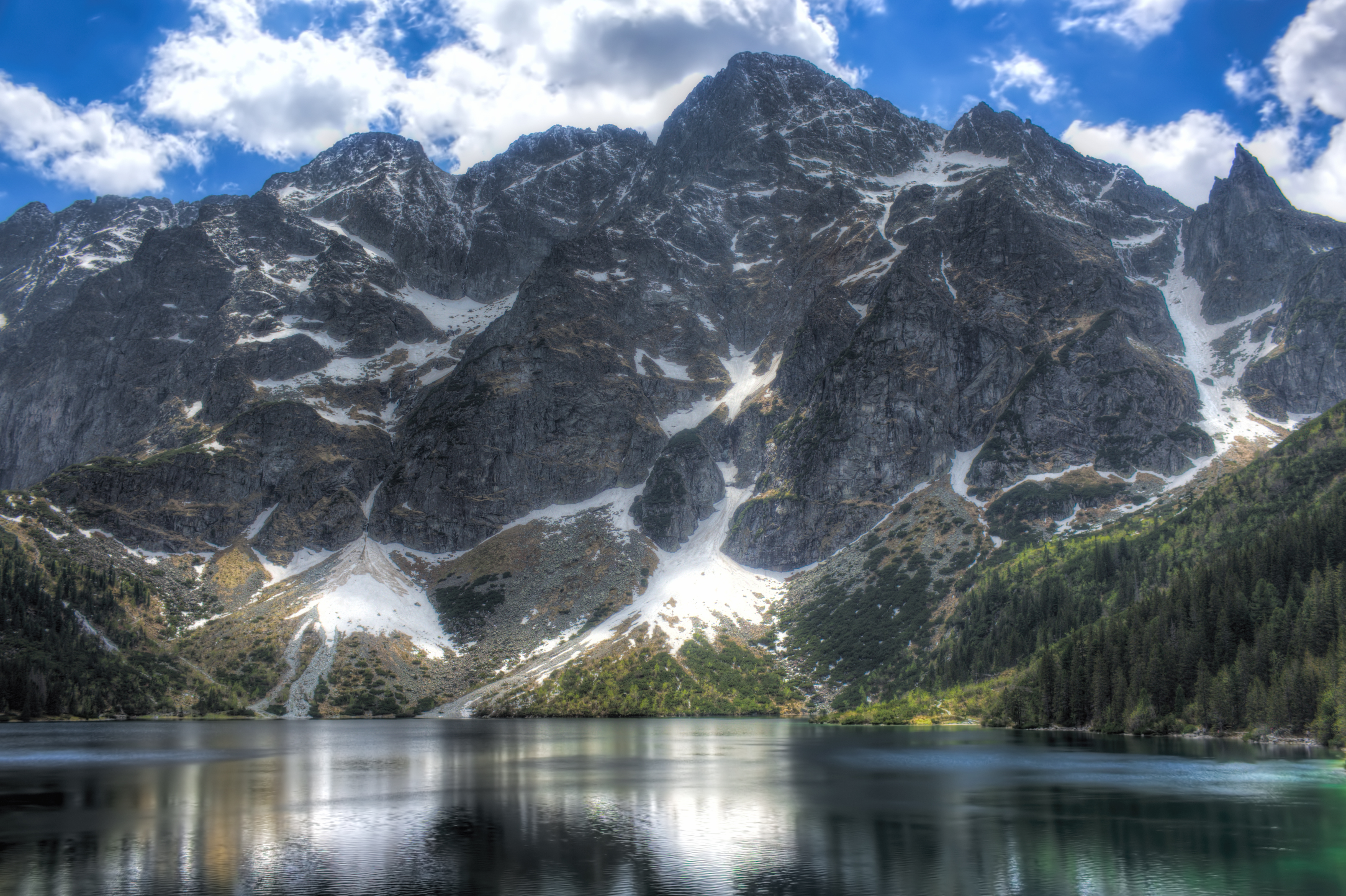
Mięguszowiecki Szczyt, Polen
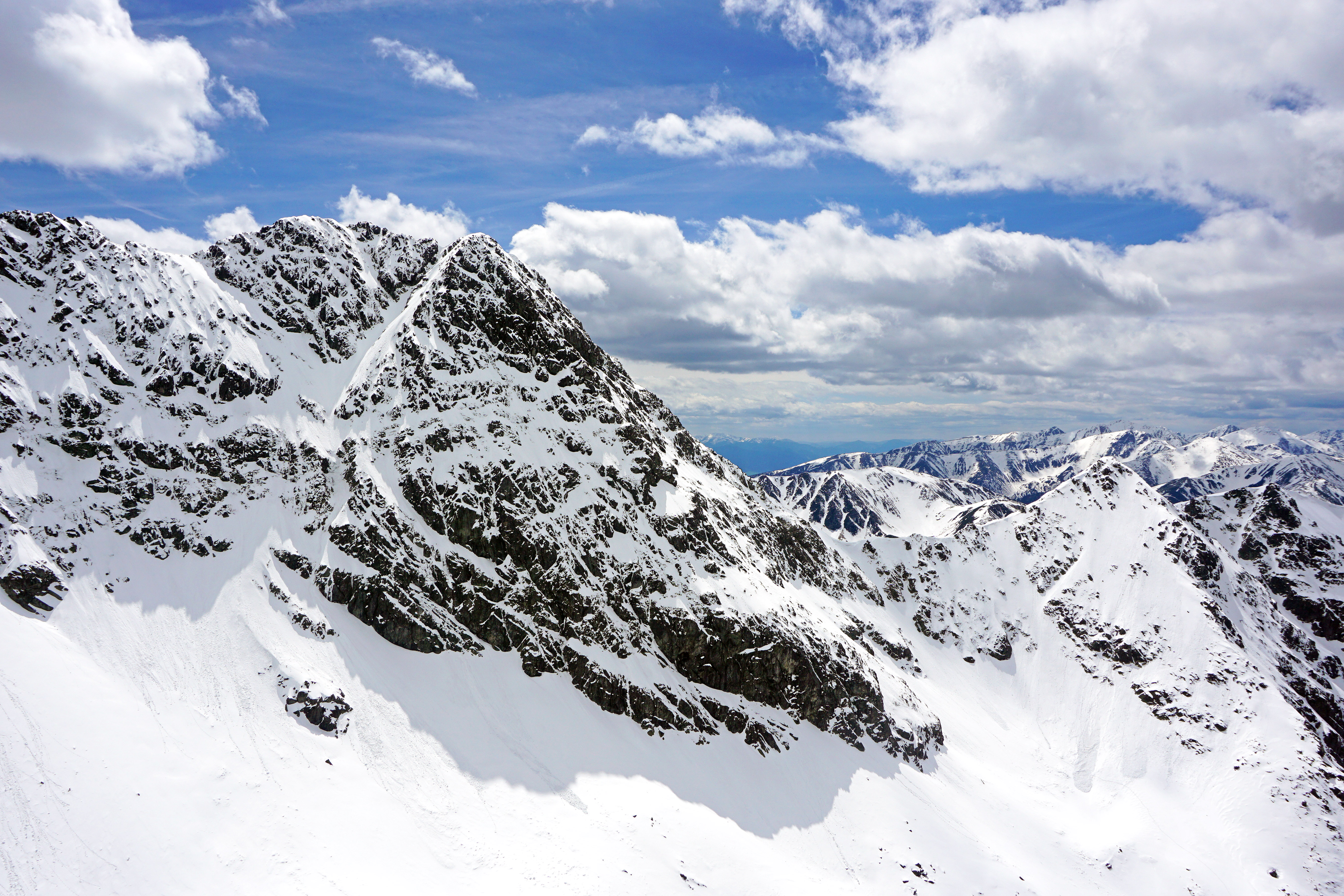
Świnica, Polen
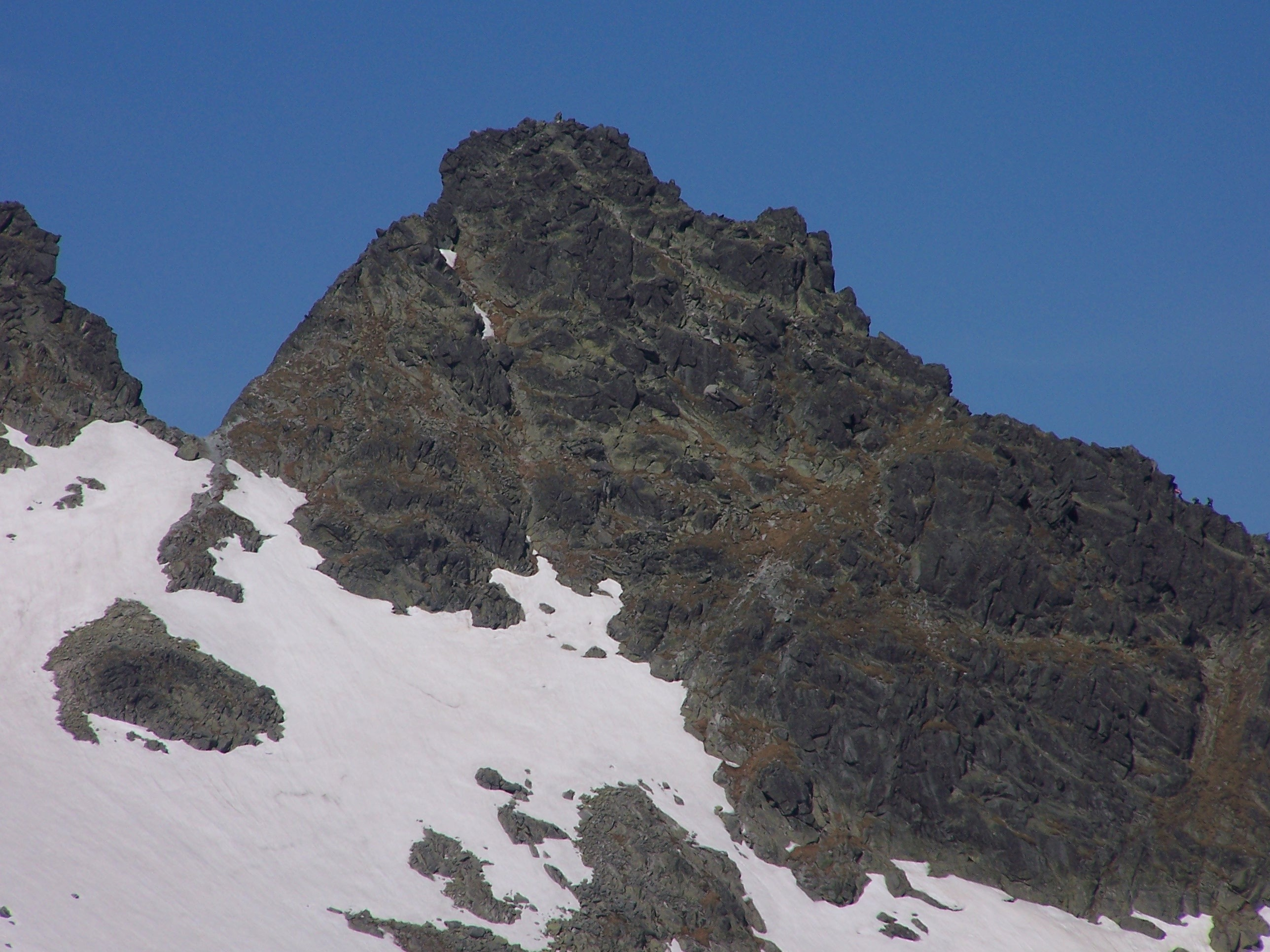
Litvorový štít, Slowakei

### Bergpässe
Die meisten Bergpässe der Hohen Tatra liegen in ihrem Hauptkamm und damit an der Grenze zwischen Polen und der Slowakei. Zu den bekanntesten Bergpässen in dem Hauptkamm der Hohen Tatra gehören von Westen nach Osten:
| Name des Bergpasses                                       | Deutsche Bezeichnung | Höhe (m) | Anmerkung                                                      |
| --------------------------------------------------------- | -------------------- | -------- | -------------------------------------------------------------- |
| Liliowe / Ľaliové sedlo                                   | Liliensattel         | 1952     | Westrand der Hohen Tatra, markierter Wanderweg                 |
| Świnicka Przełęcz / Svinicové sedlo                       | Swinicajoch          | 2051     | markierter Wanderweg                                           |
| Gładka Przełęcz / Hladké sedlo                            | Glatter Pass         | 1994     | markierter Wanderweg                                           |
| Czarna Ławka / Čierna lávka                               | Czarnyjoch           | 1968     | kein Zugang                                                    |
| Wrota Chałubińskiego / Chałubińského brána                | Chałubiński-Tor      | 2022     | markierter Wanderweg                                           |
| Mięguszowiecka Przełęcz pod Chłopkiem / Mengusovské sedlo | Wildererjoch         | 2307     | markierter Wanderweg                                           |
| Hińczowa Przełęcz / Hincovo sedlo                         | Hinzenseescharte     | 2323     | kein Zugang                                                    |
| Żabia Przełęcz / Žabie sedlo                              | Froschseejoch        | 2225     | kein Zugang                                                    |
| Váha                                                      | Hunfalvyjoch         | 2337     | markierter Wanderweg                                           |
| Železná brána                                             | Eisernes Tor         | 2360     | kein Zugang                                                    |
| Poľský hrebeň                                             | Polnischer Kamm      | 2200     | markierter Wanderweg                                           |
| Prielom                                                   | Kerbchen             | 2288     | markierter Wanderweg                                           |
| Sedielko                                                  | Kleiner Sattelpass   | 2372     | markierter Wanderweg, höchster touristisch erreichbarer Sattel |
| Kopské sedlo                                              | Kopapass             | 1750     | Ostrand der Hohen Tatra, markierte Wanderwege                  |

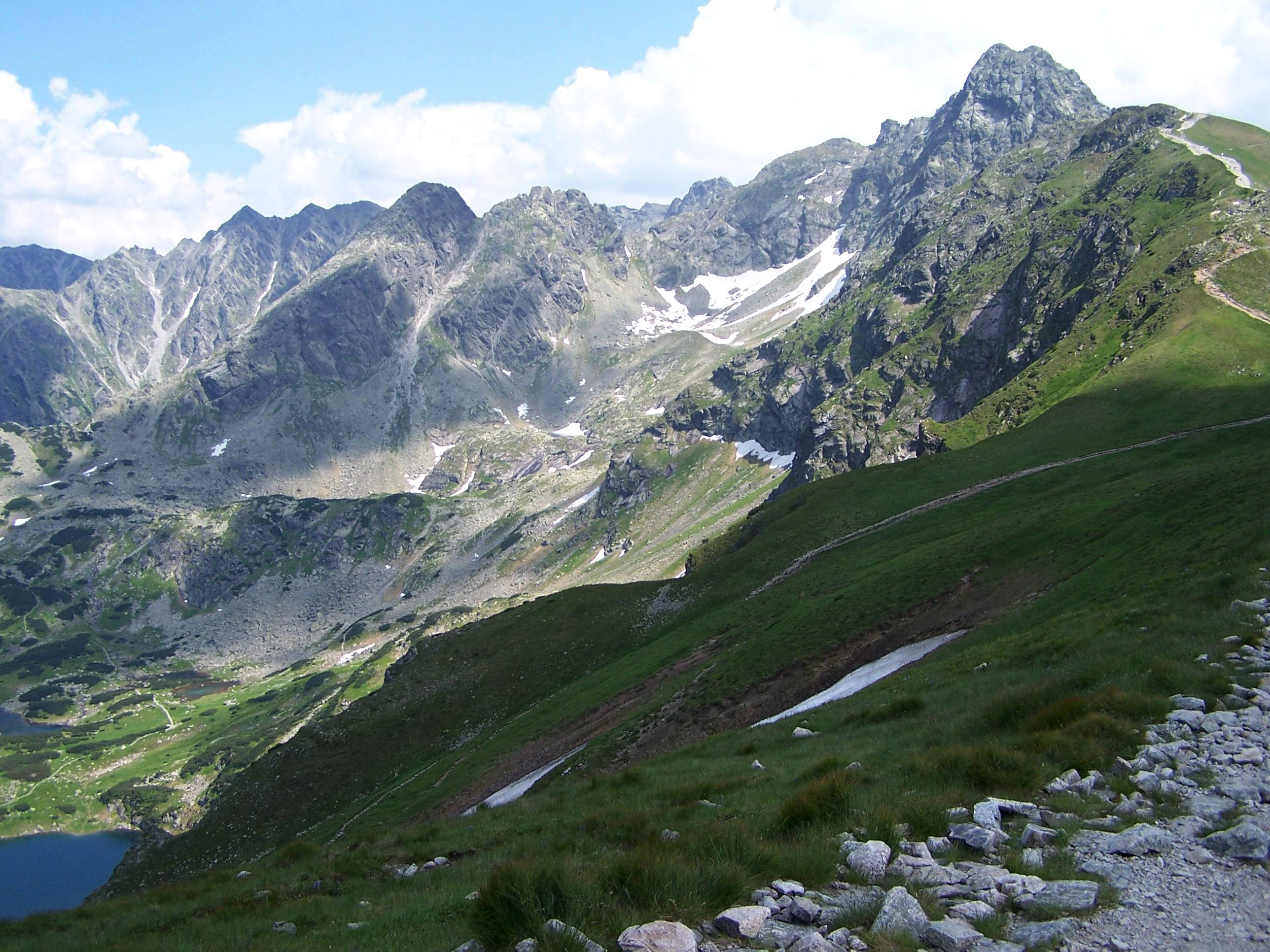
Liliowe, Polen
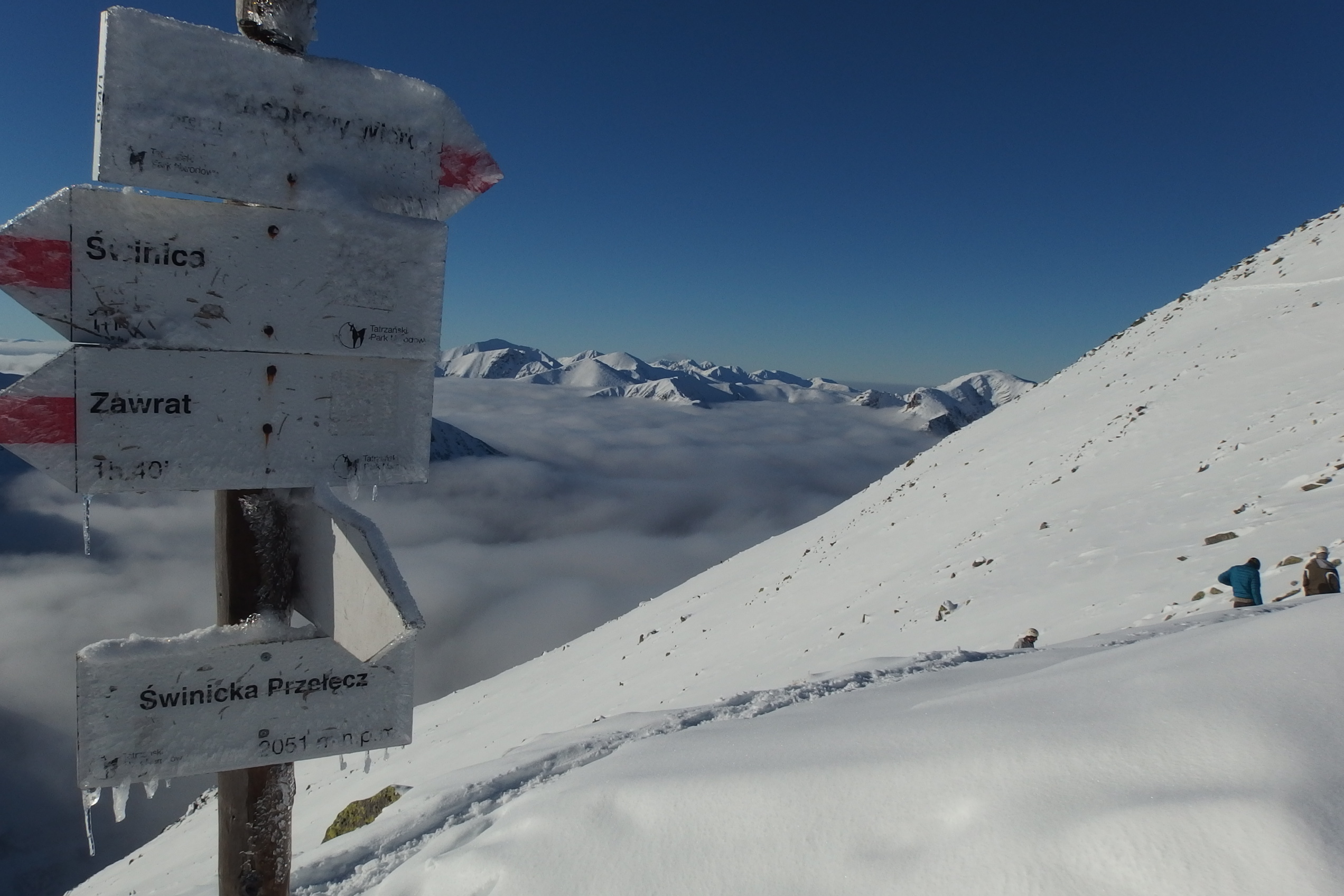
Świnicka Przełęcz, Polen
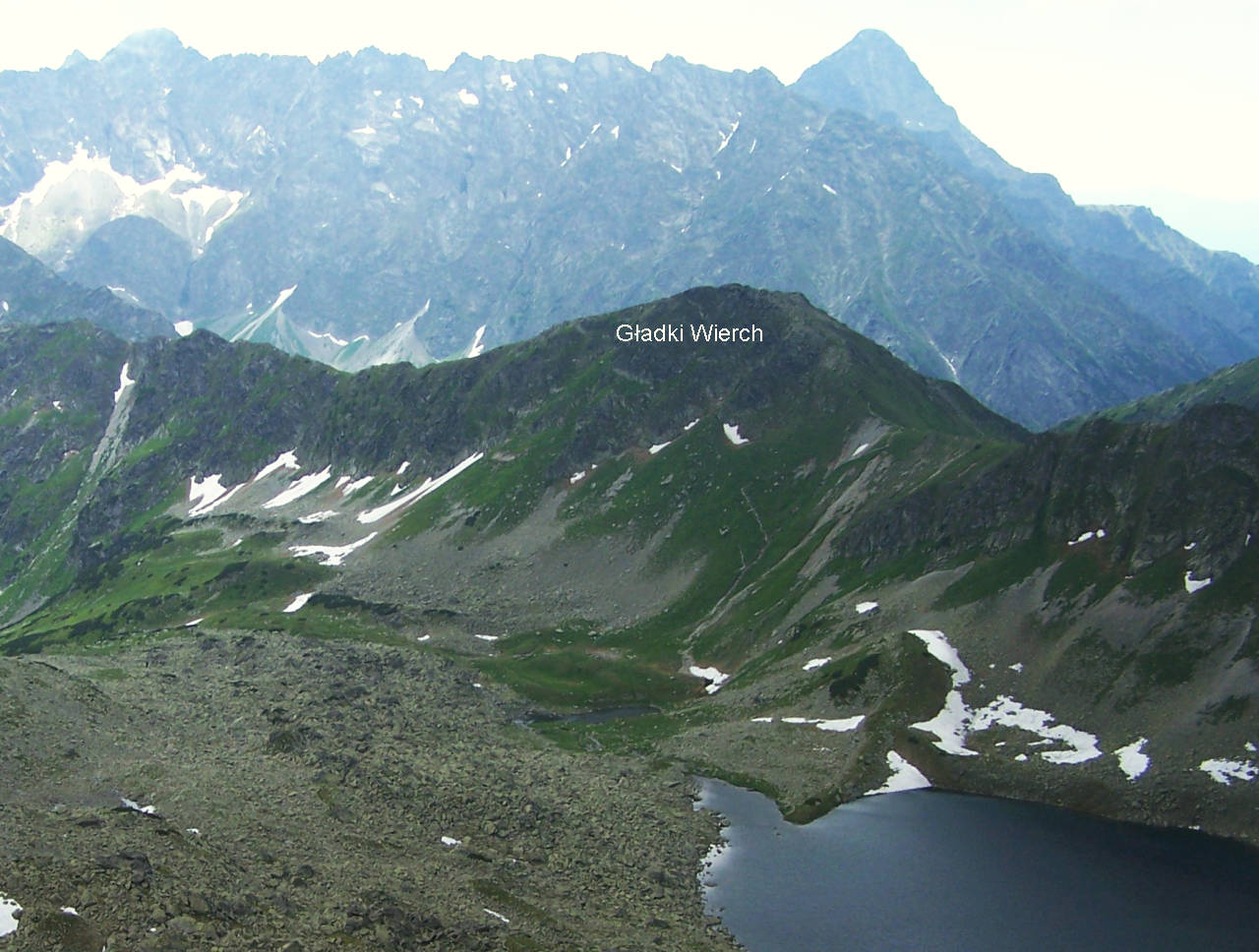
Gładka Przełęcz, Polen
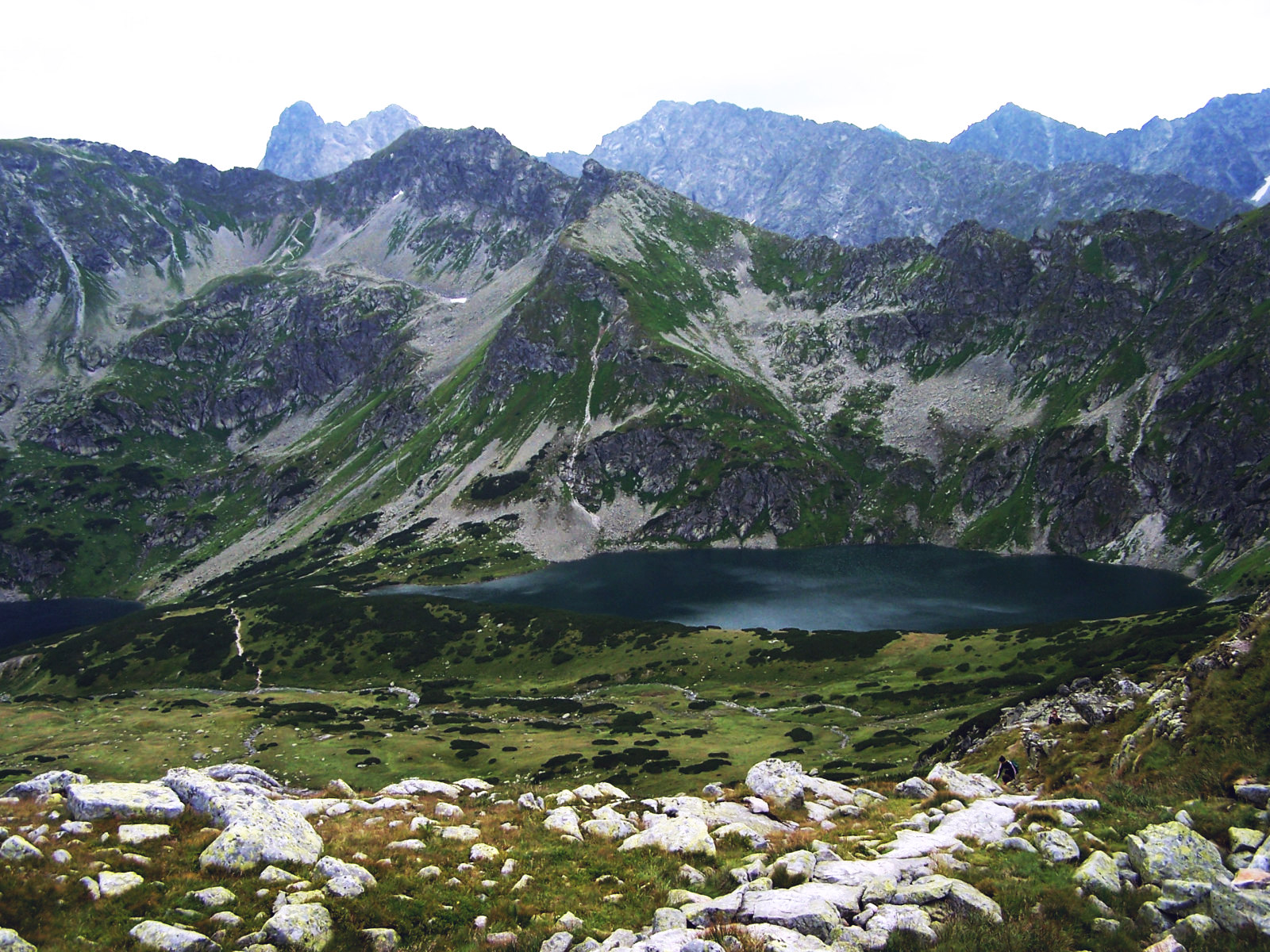
Czarna Ławka, Polen
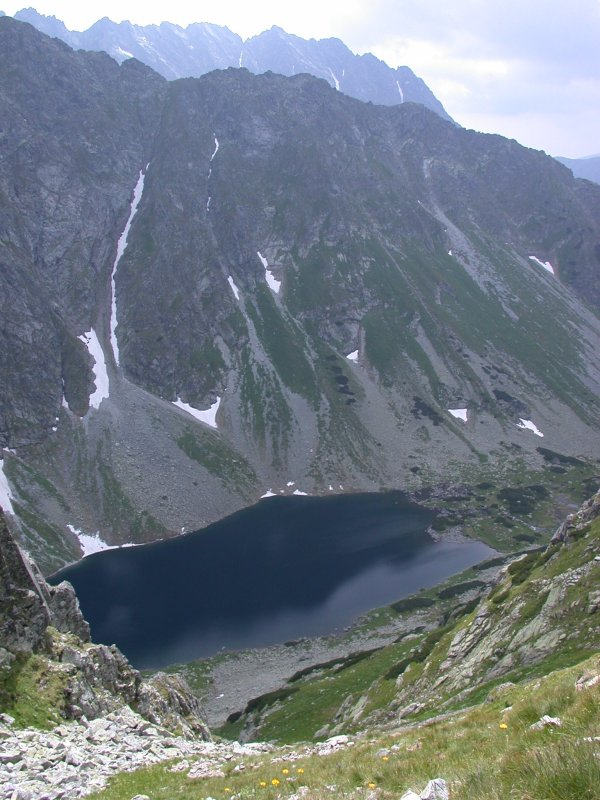
Wrota Chałubińskiego, Polen
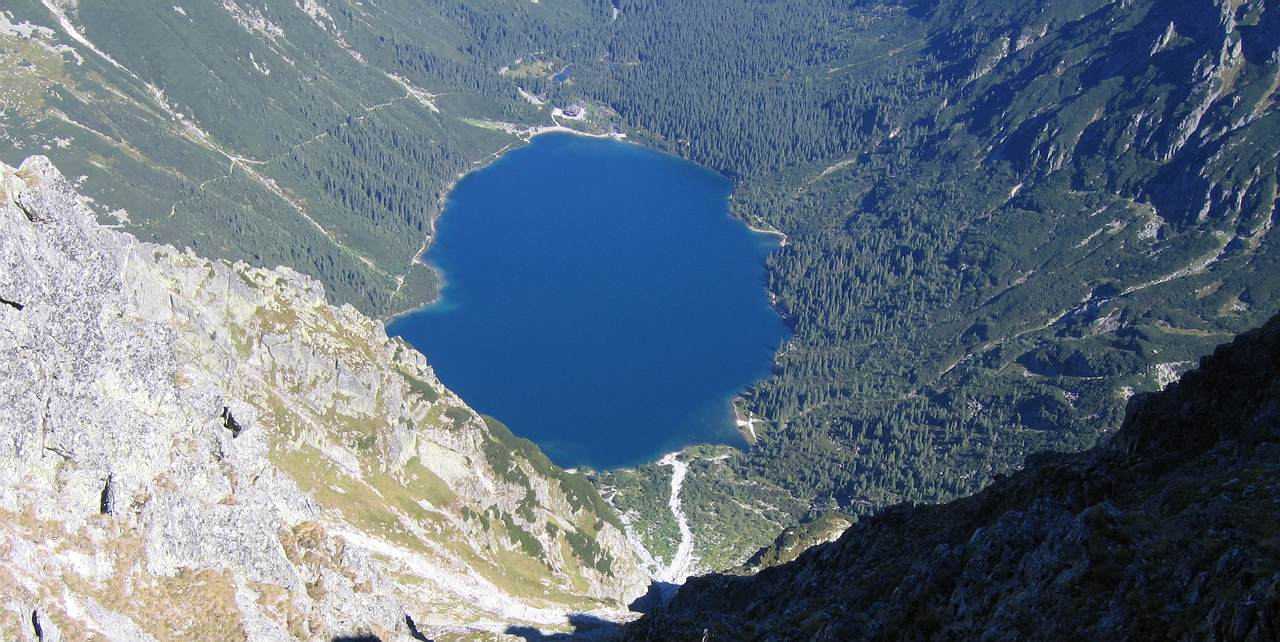
Mięguszowiecka Przełęcz pod Chłopkiem, Polen
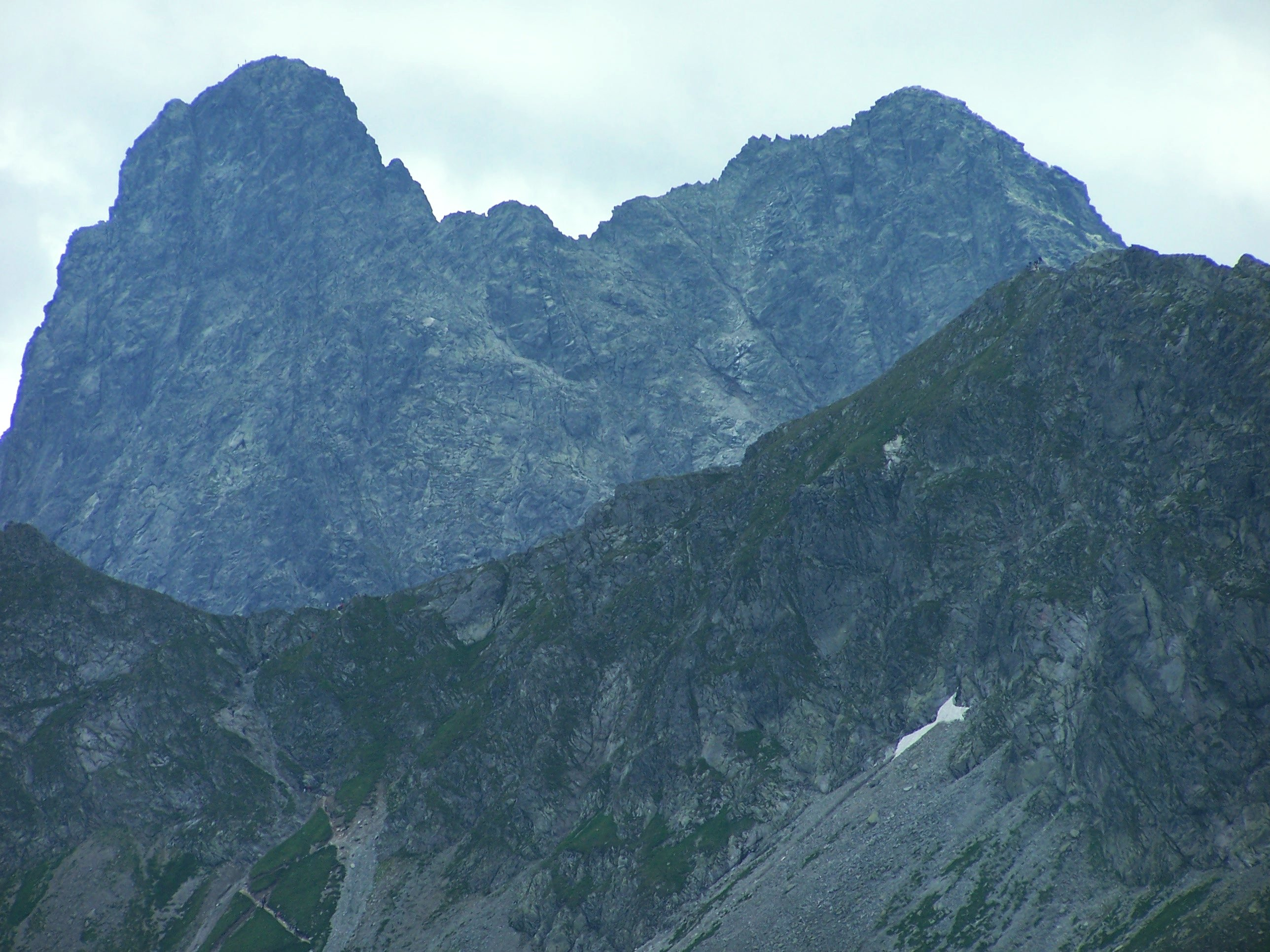
Hińczowa Przełęcz, Polen
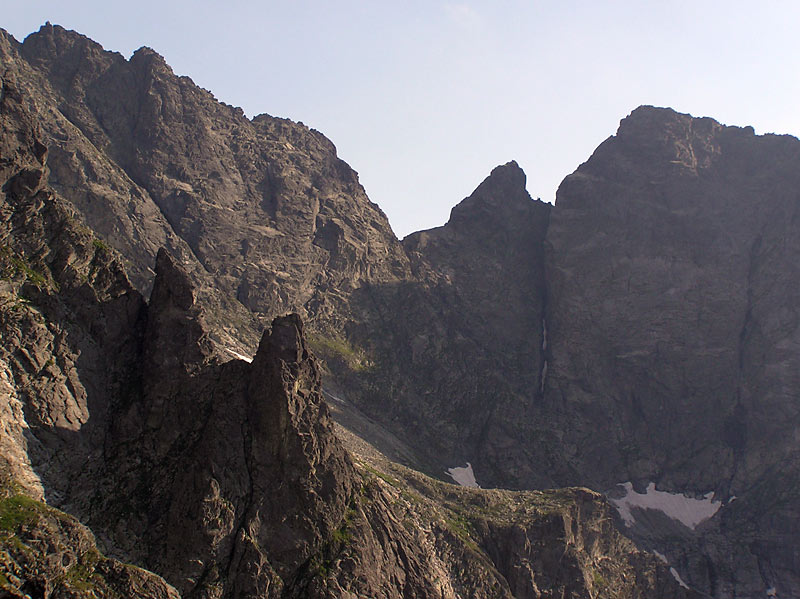
Żabia Przełęcz, Polen
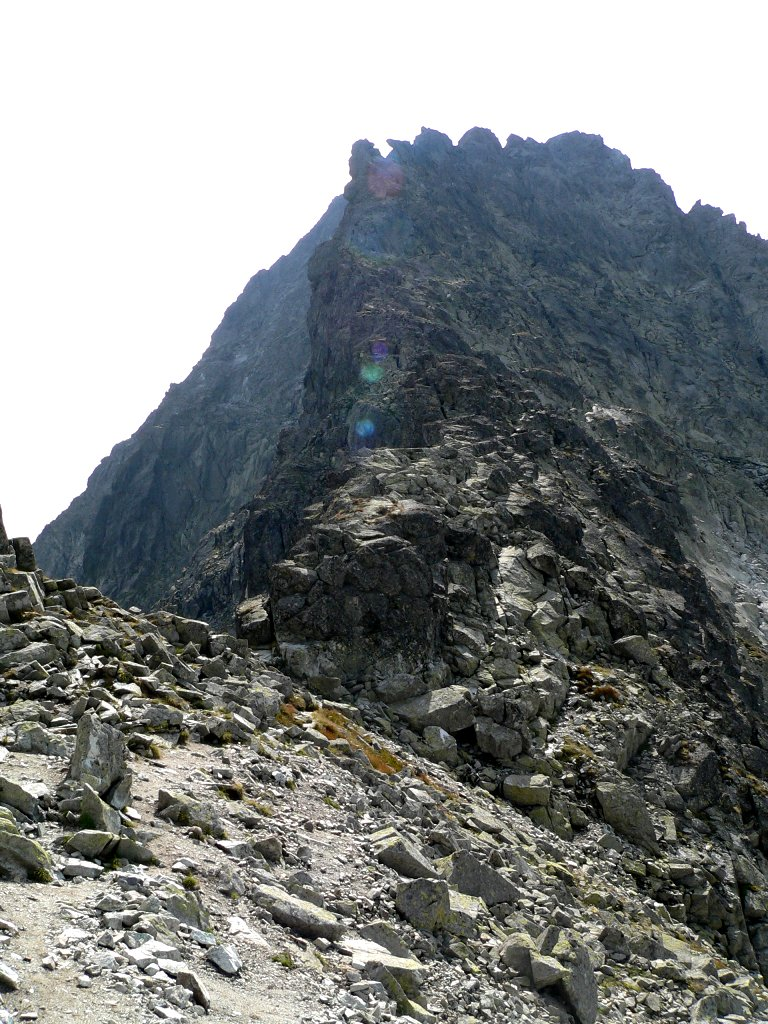
Váha, Slowakei
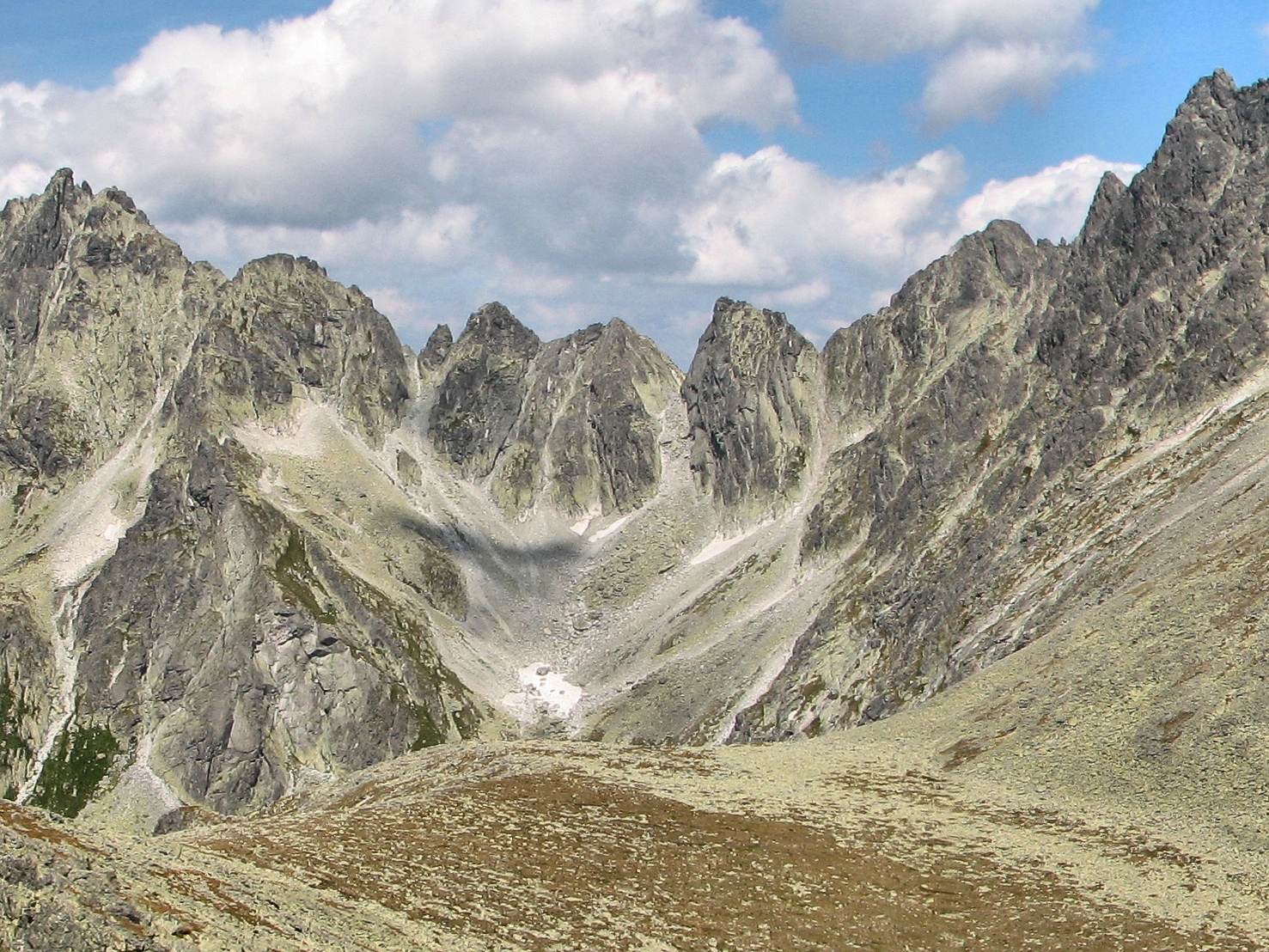
Železná brána, Slowakei
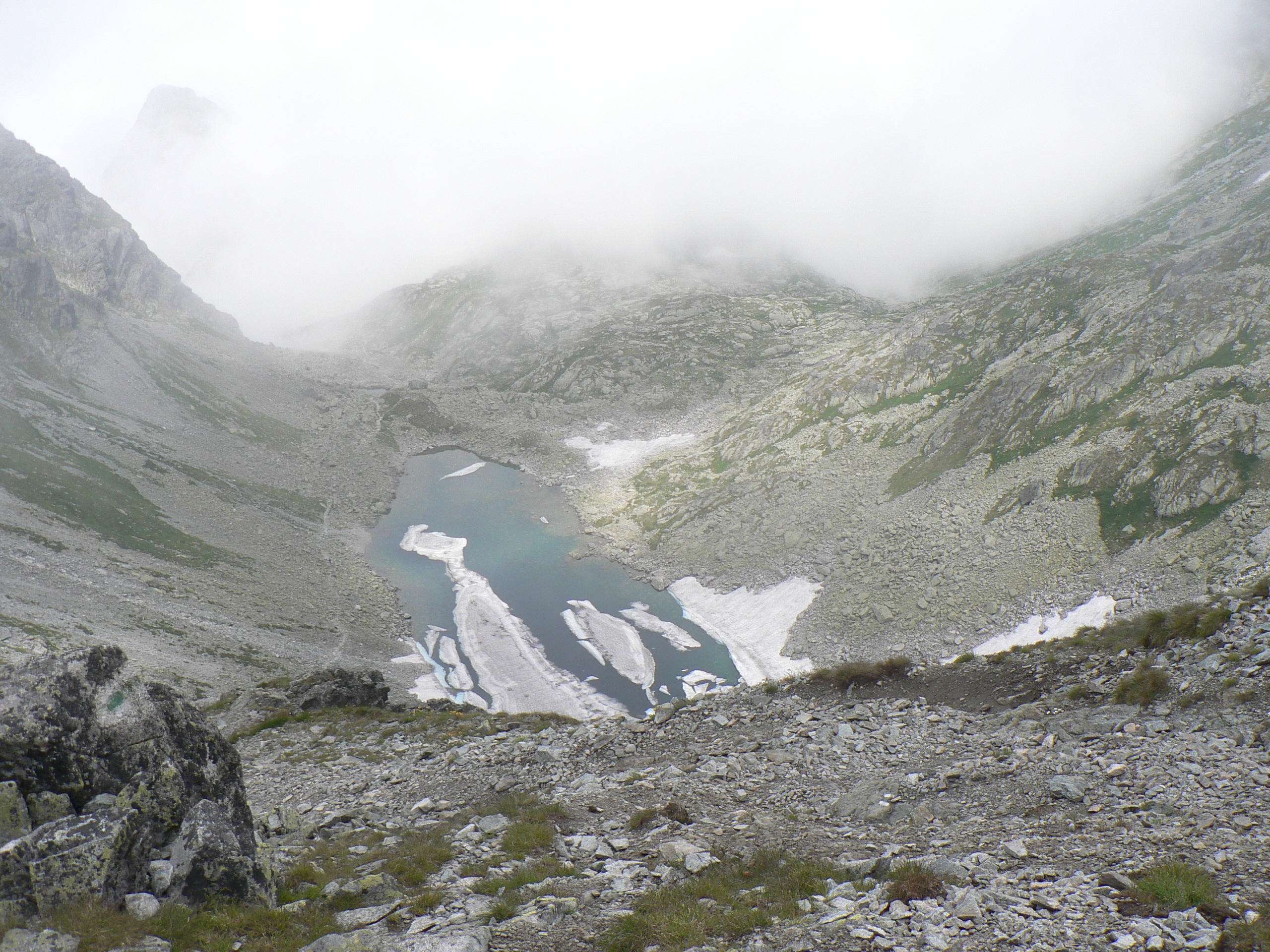
Poľský hrebeň, Slowakei
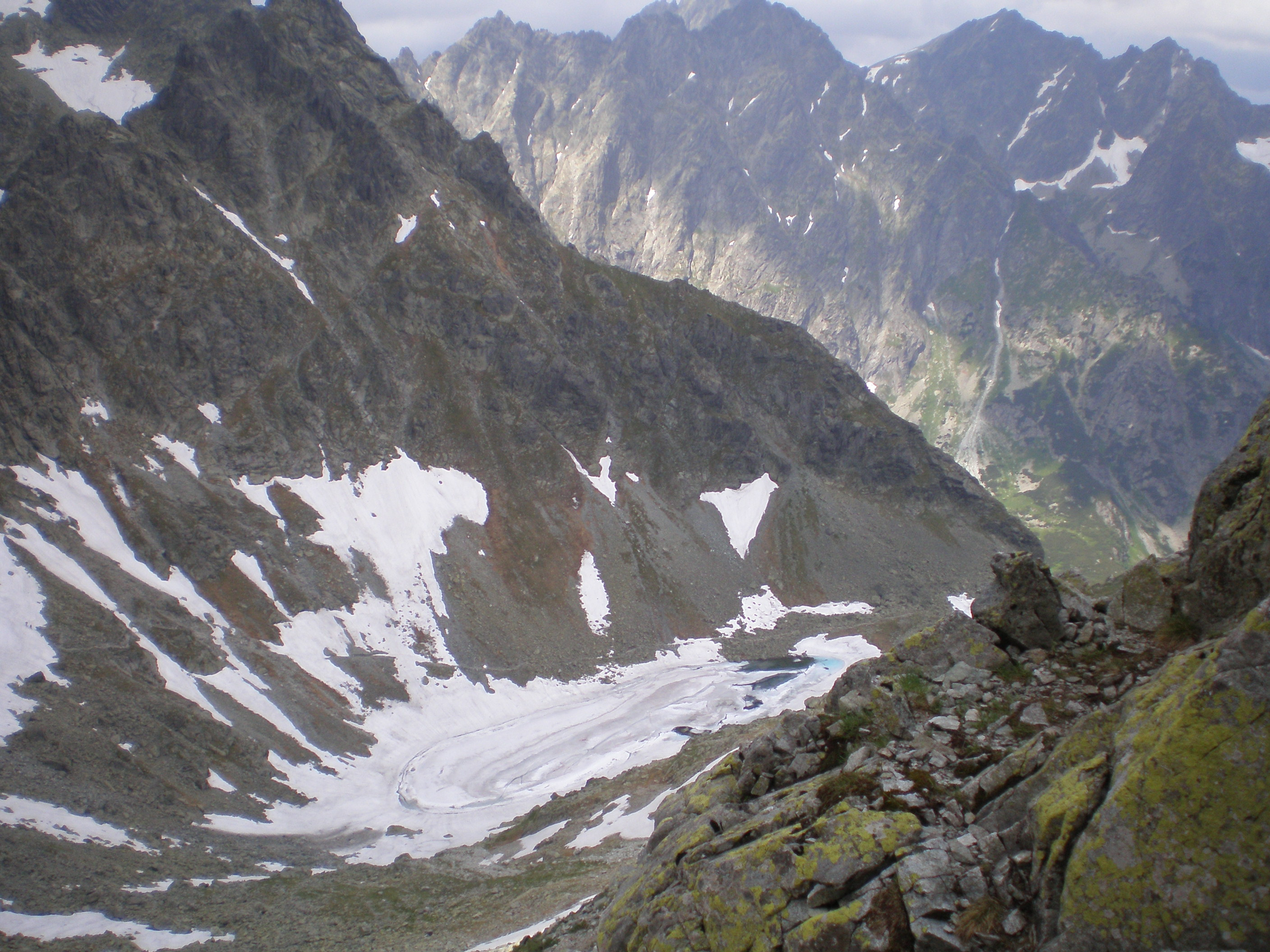
Prielom, Slowakei
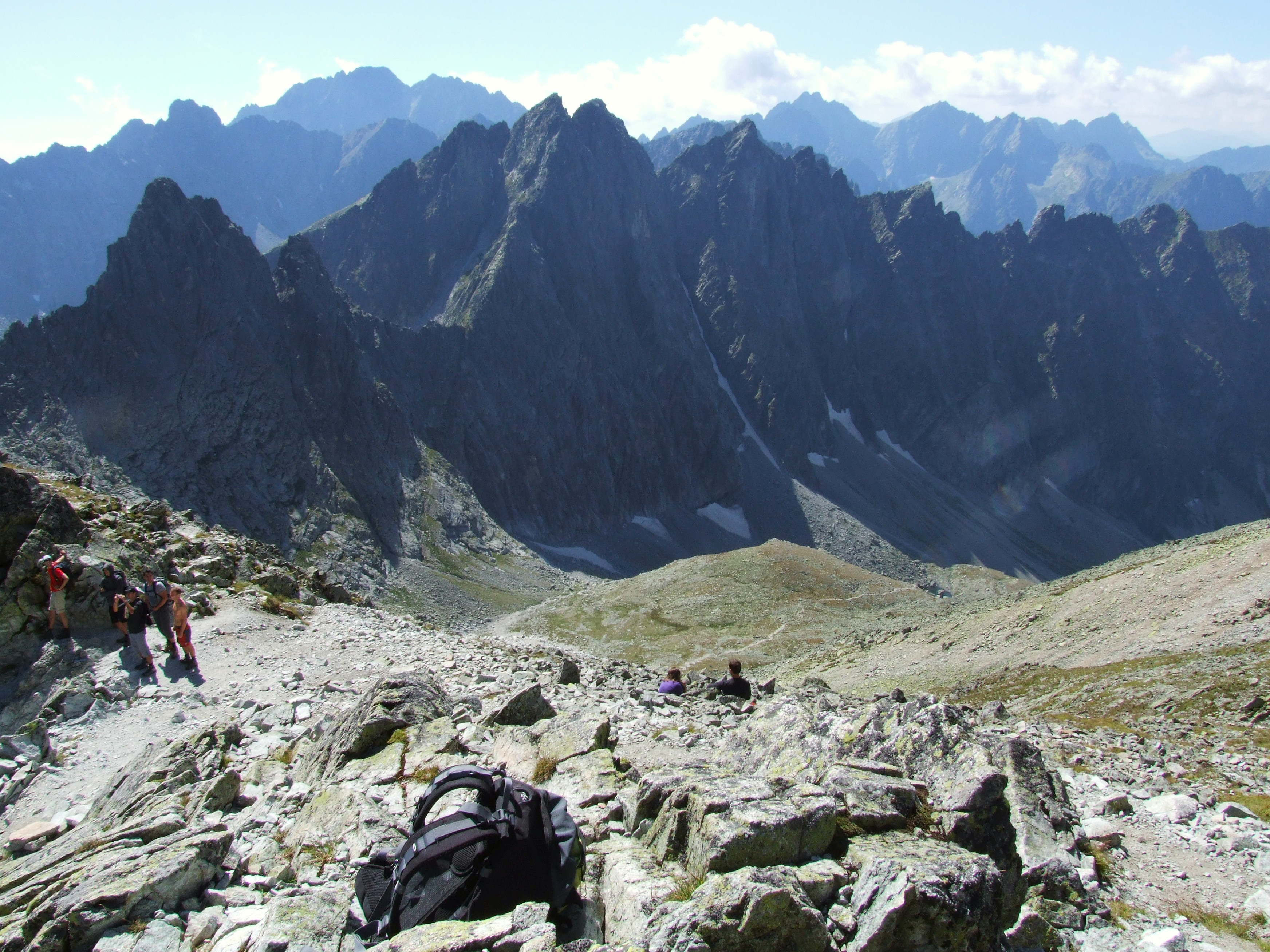
Sedielko, Slowakei
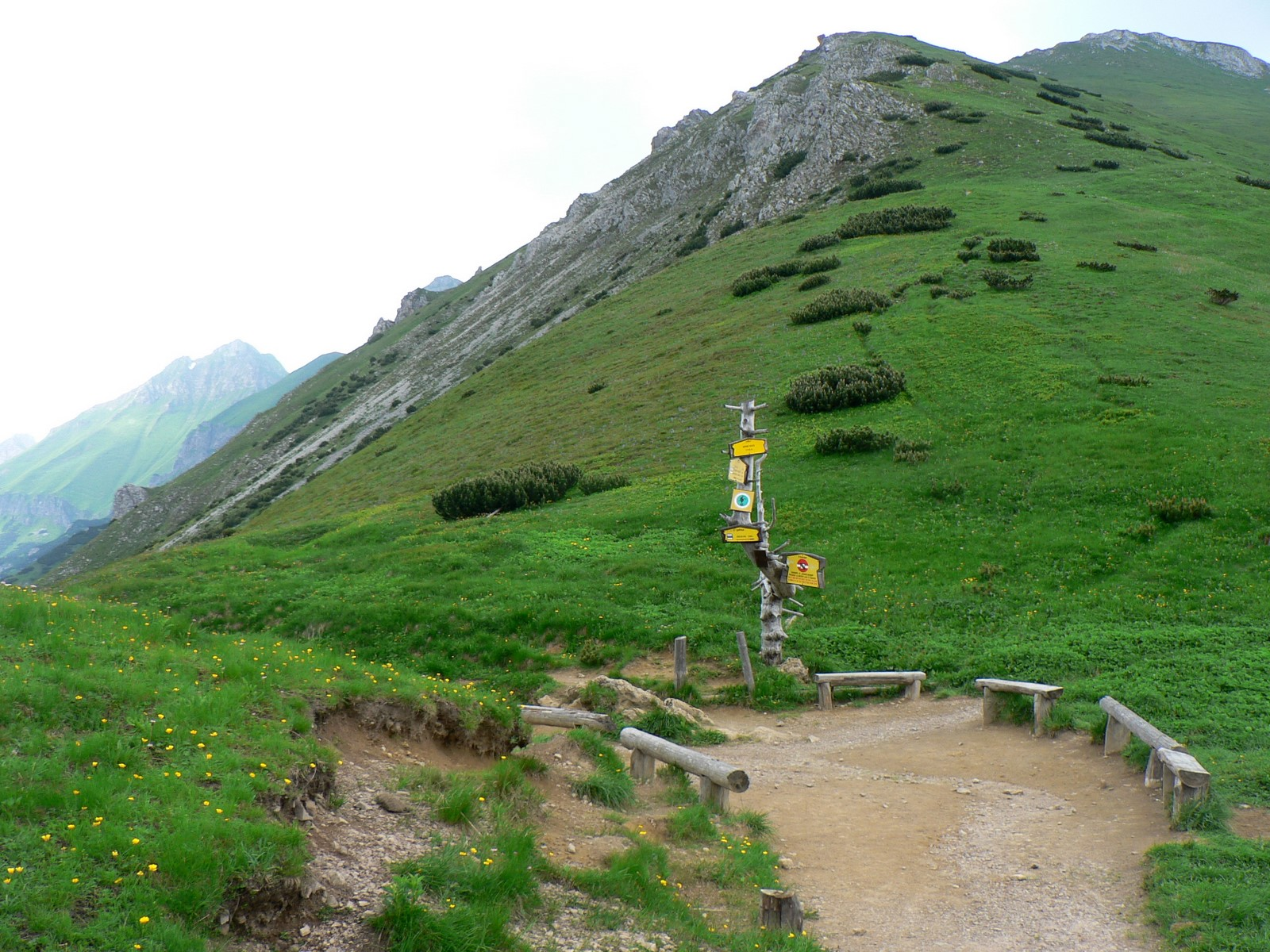
Kopské sedlo, Slowakei

Daneben gibt es einige bekannte Pässe in den Seitenkämmen der Hohen Tatra:
| Name des Bergpasses   | Deutsche Bezeichnung | Höhe (m) | Anmerkung                                           |
| --------------------- | -------------------- | -------- | --------------------------------------------------- |
| Buczynowa Przełęcz    | Buchentalscharte     | 2127     | Świnica-Kamm, Polen, kein Zugang, ehemals Orla Perć |
| Zawrat                | Riegelscharte        | 2159     | Świnica-Kamm, Polen, Klettersteig Orla Perć         |
| Kozia Przełęcz        | Kozia-Scharte        | 2135     | Świnica-Kamm, Polen, Klettersteig Orla Perć         |
| Krzyżne               | Kreuzsattel          | 2159     | Świnica-Kamm, Polen, Klettersteig Orla Perć         |
| Szpiglasowa Przełęcz  | Miedzianejoch        | 2110     | Miedziane-Kamm, Polen, markierter Wanderweg         |
| Priečne sedlo         | Roteturmscharte      | 2352     | Slowakei, markierter Wanderweg                      |
| Bystré sedlo          | Lorenzjoch           | 2314     | Slowakei, kein Zugang                               |
| Bystrá lávka          | -                    | 2300     | Slowakei, markierter Wanderweg                      |
| Závory                | Riegelpass           | 1876     | Slowakei, markierter Wanderweg                      |
| Vyšné Kôprovské sedlo | Oberes Koprovajoch   | 2180     | Slowakei, markierter Wanderweg                      |
| Sedlo pod Ostrvou     | Osterva-Sattel       | 1966     | Slowakei, markierter Wanderweg                      |
| Sedlo pod Svišťovkou  | Ratzenbergjoch       | 2023     | Slowakei, markierter Wanderweg                      |
| Lomnické sedlo        | Lomnitzer Sattel     | 2190     | Slowakei, markierter Wanderweg und Sessellift       |

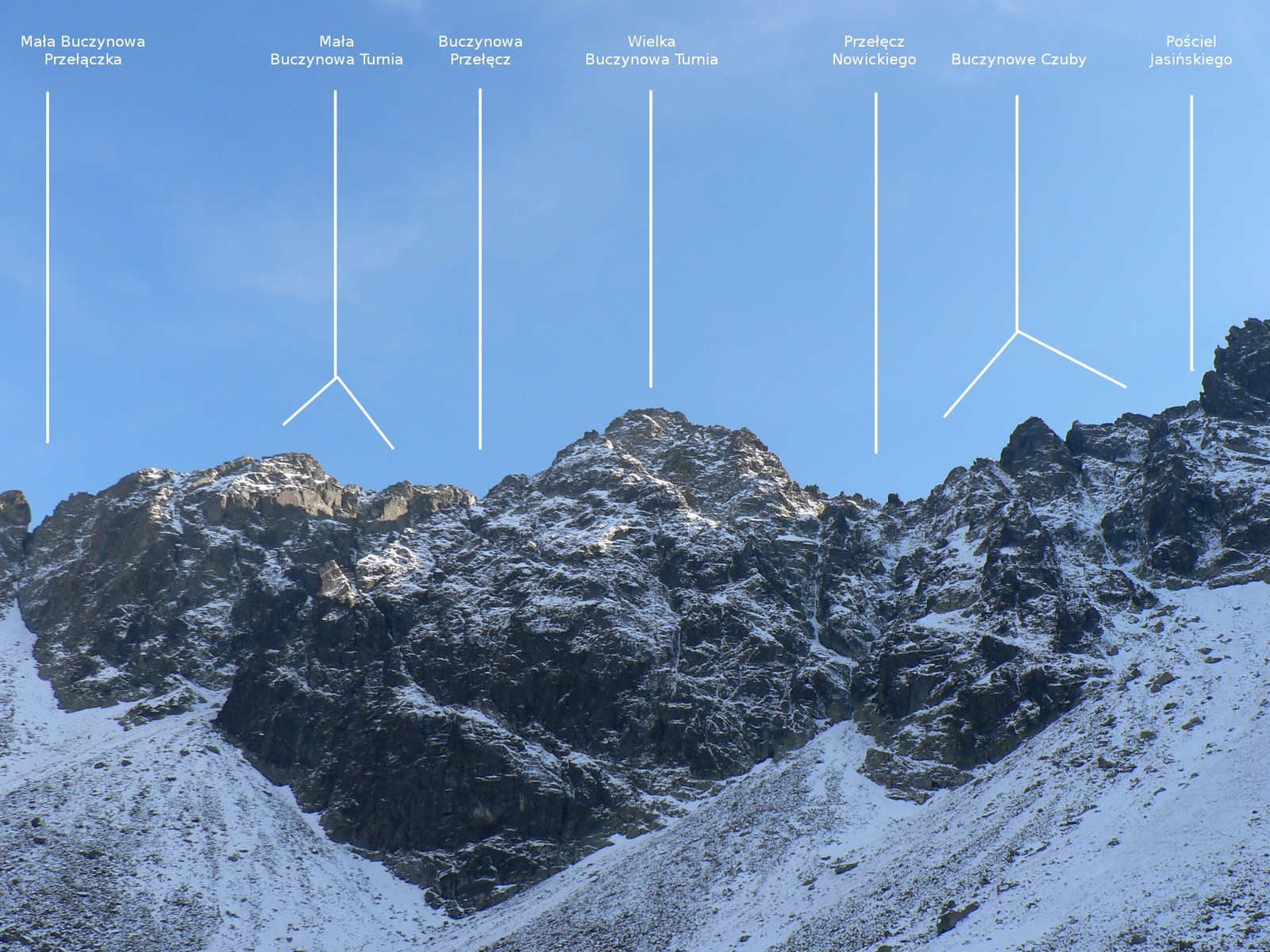
Buczynowa Przełęcz, Polen
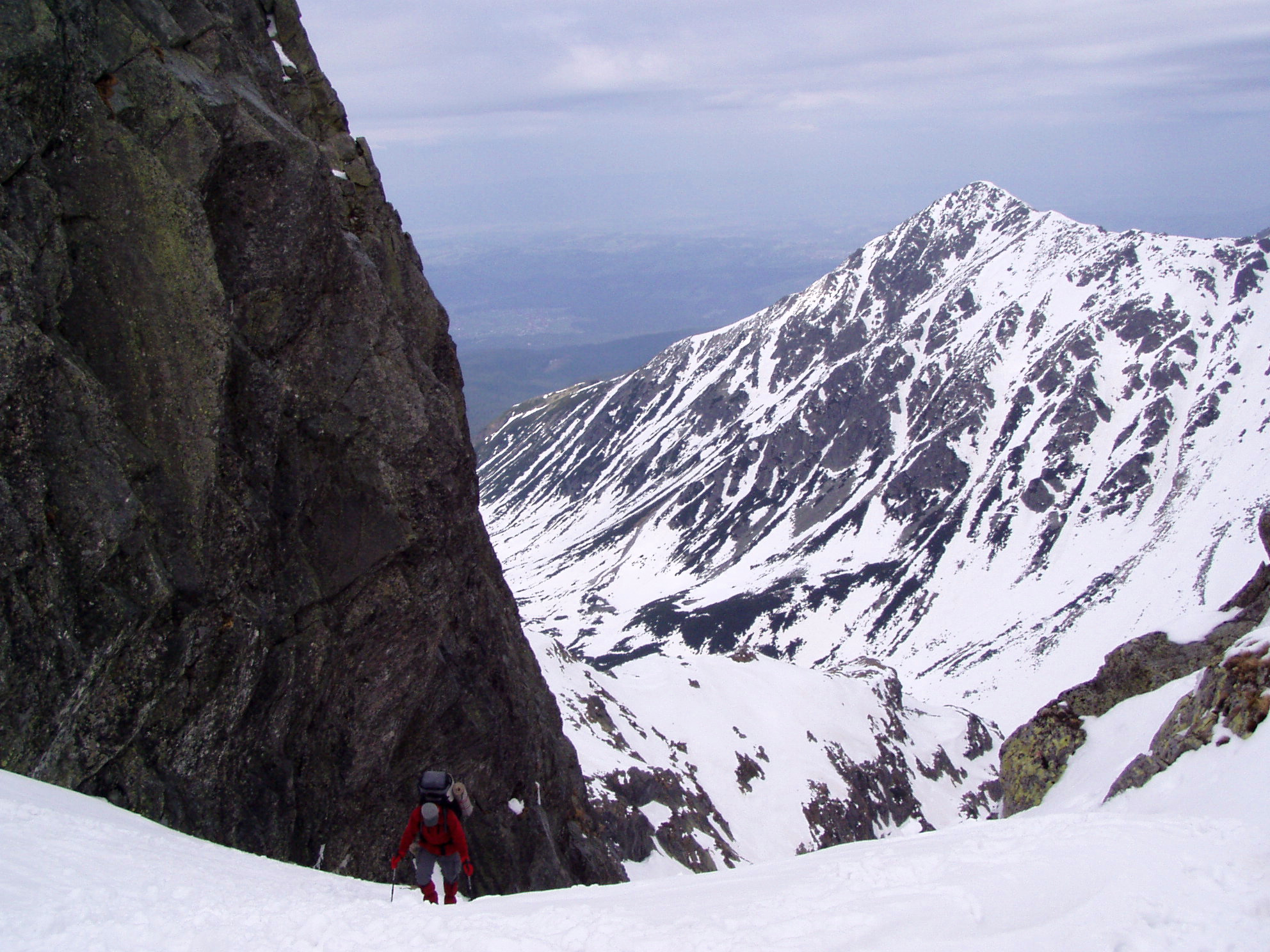
Zawrat, Polen
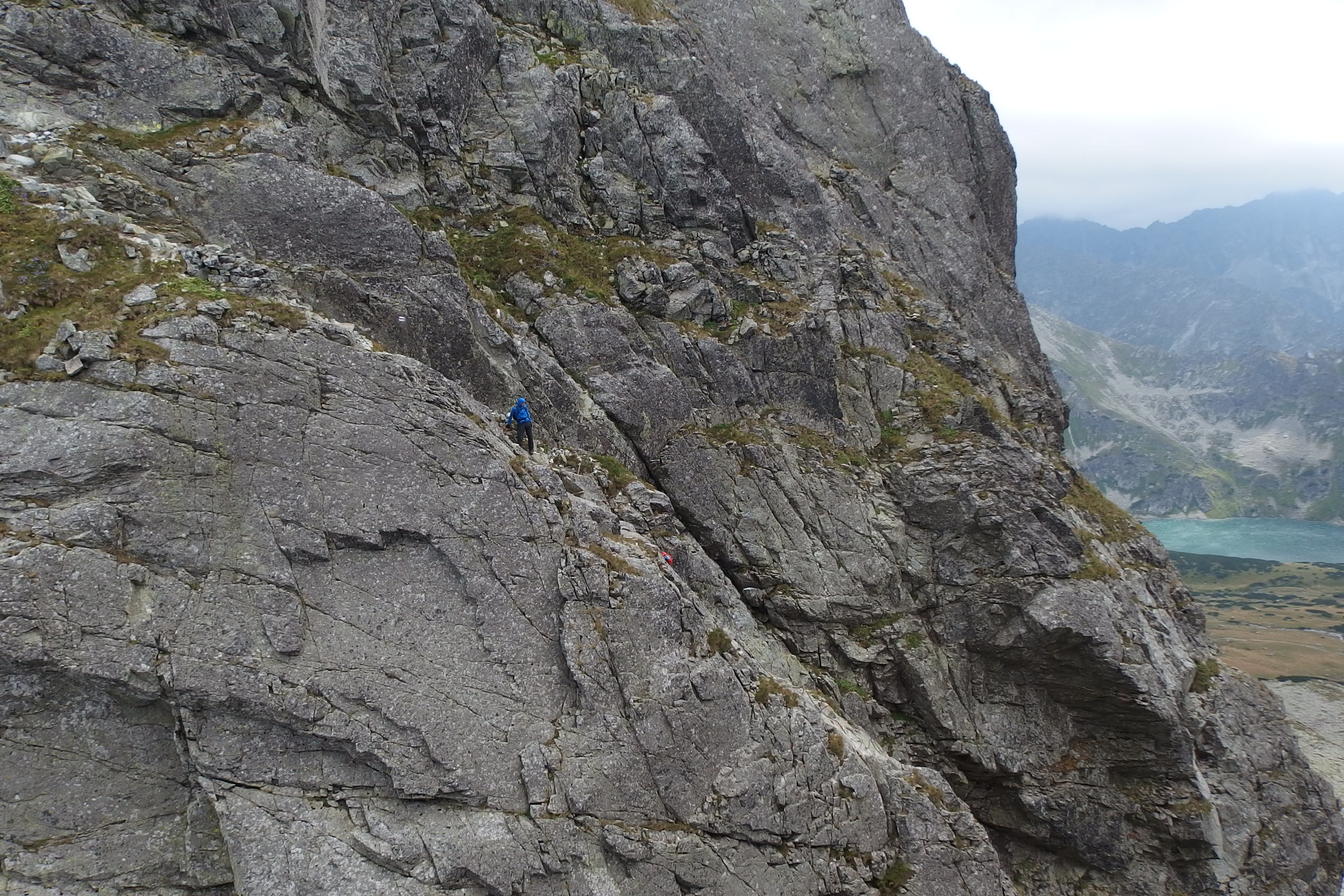
Kozia Przełęcz, Polen
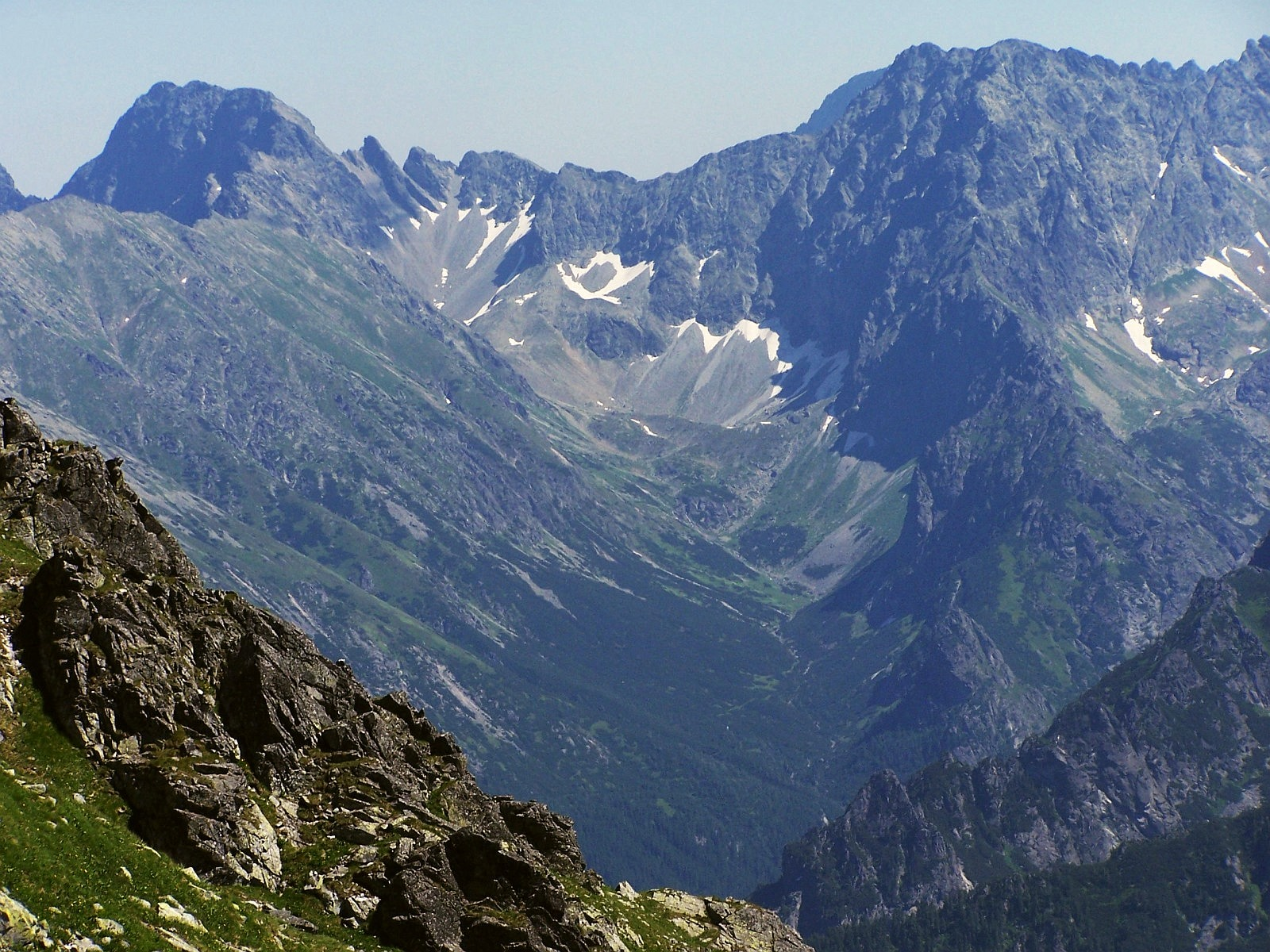
Krzyżne, Polen
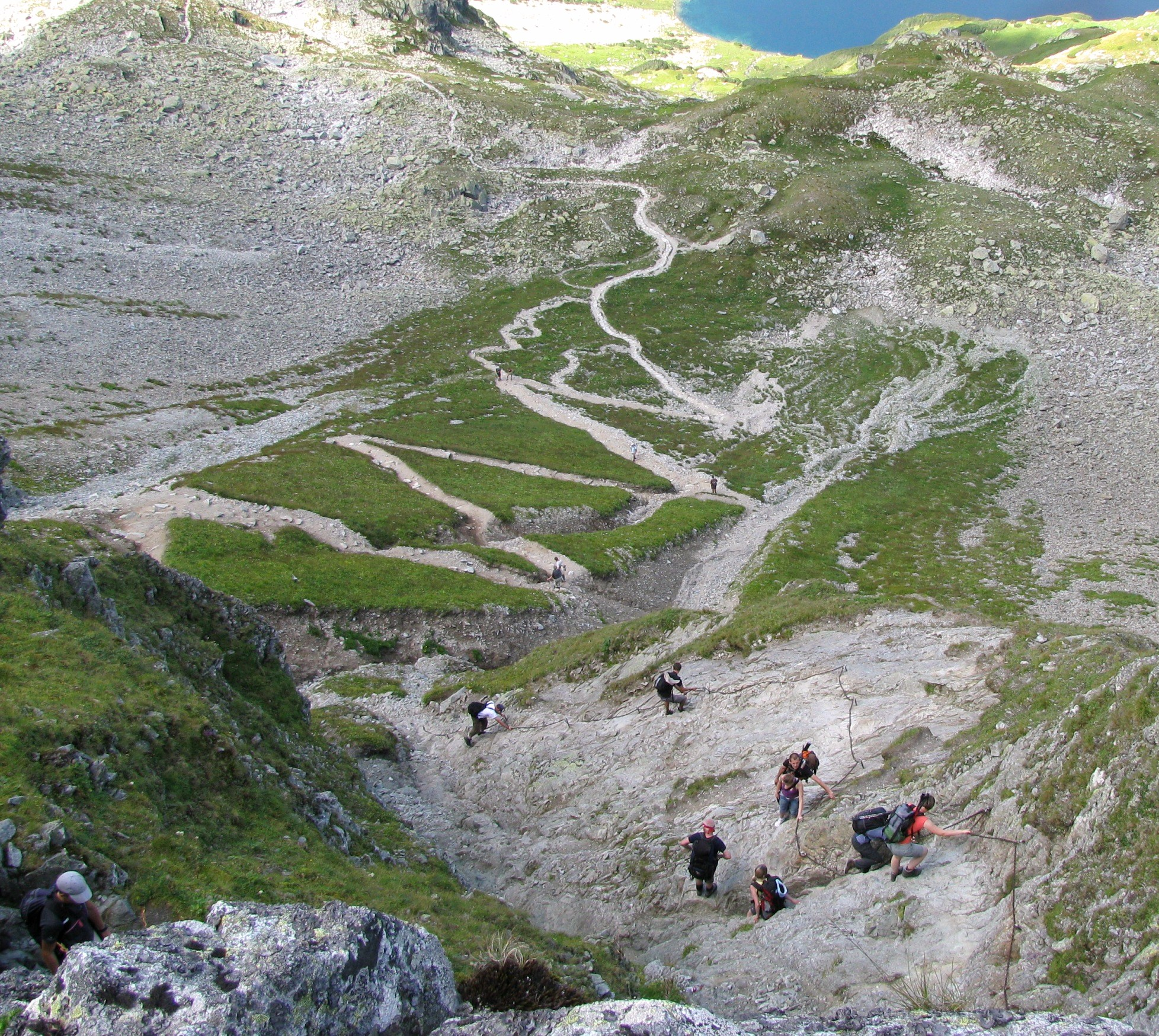
Szpiglasowa Przełęcz, Polen
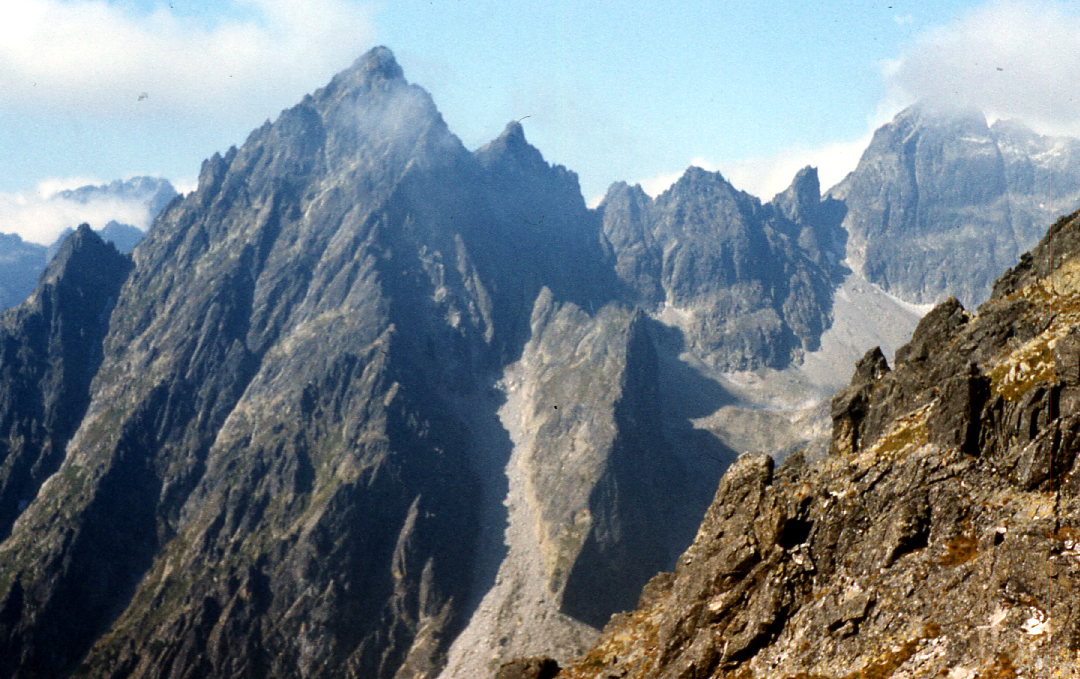
Priečne sedlo, Slowakei
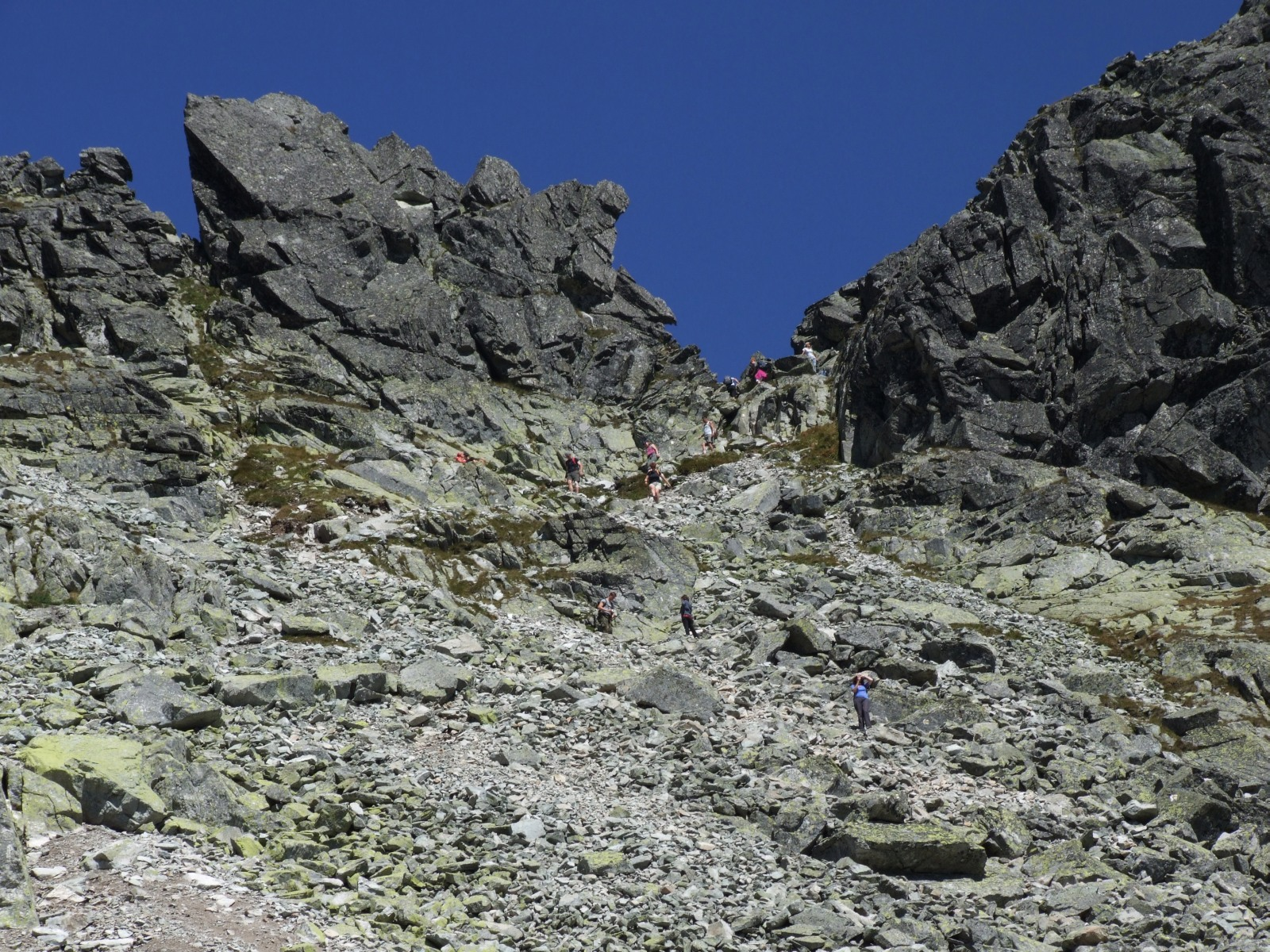
Bystrá lávka, Slowakei
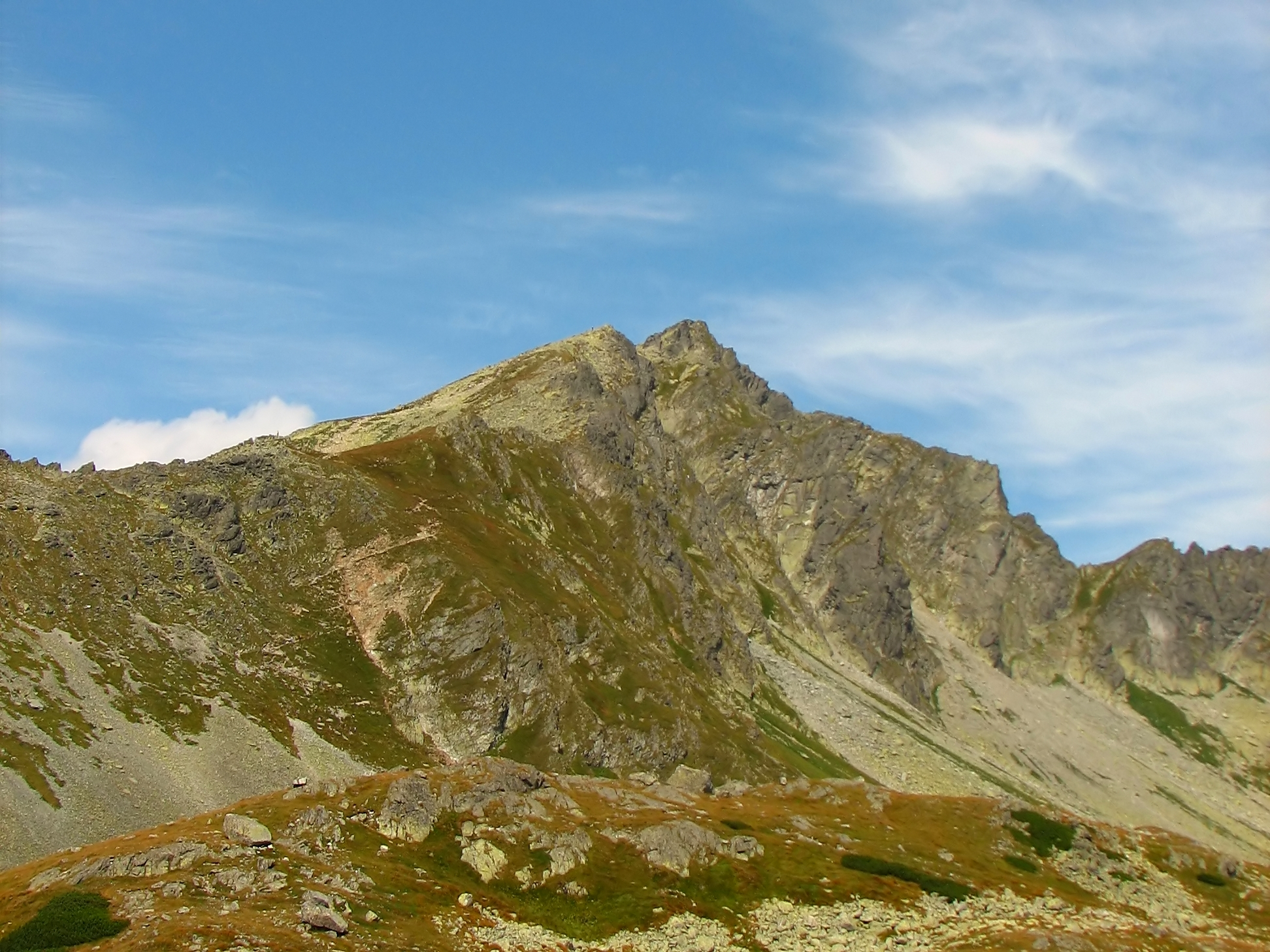
Vyšné Kôprovské sedlo, Slowakei
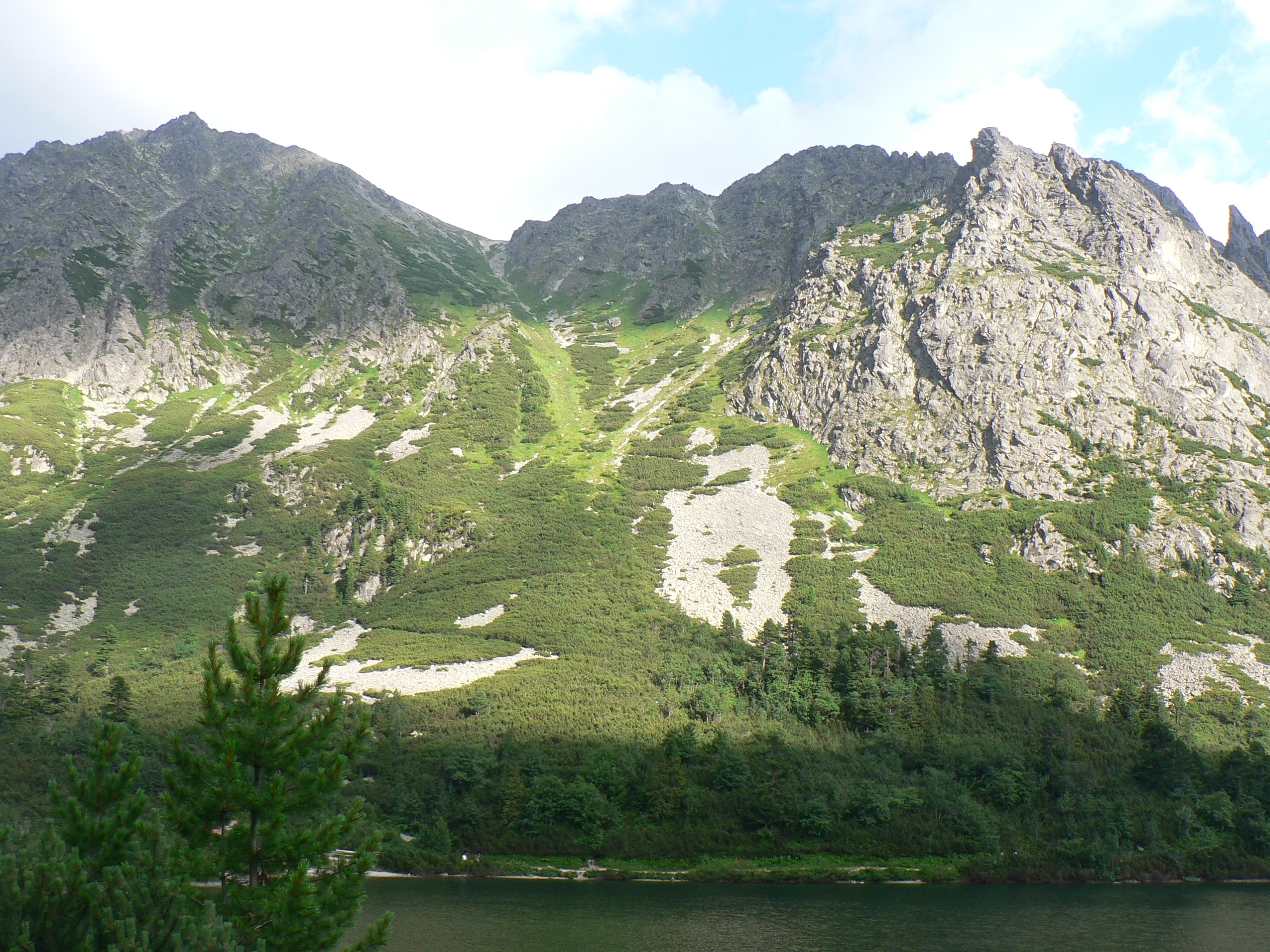
Sedlo pod Ostrvou, Slowakei
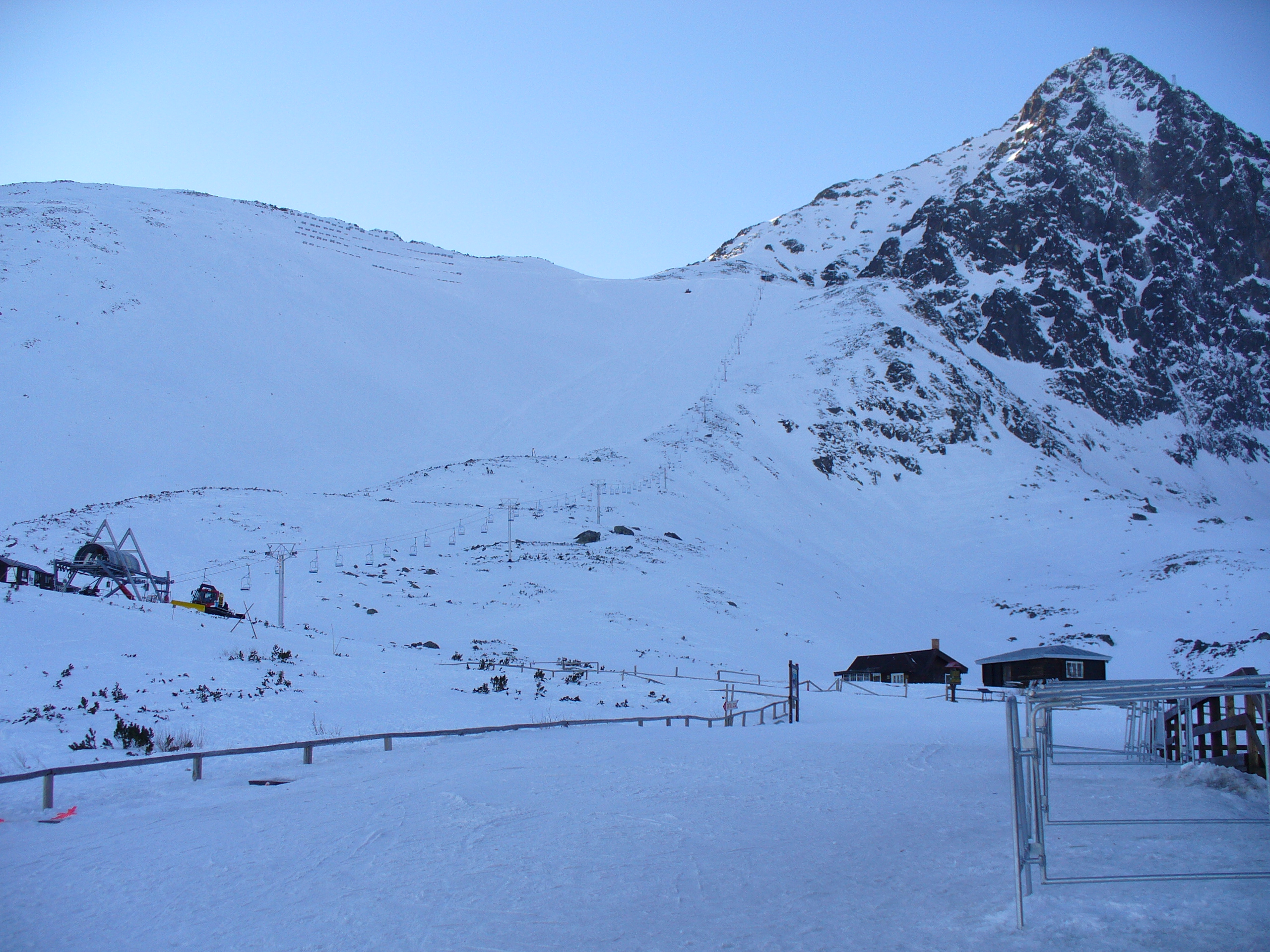
Lomnické sedlo, Slowakei

### Bergtäler

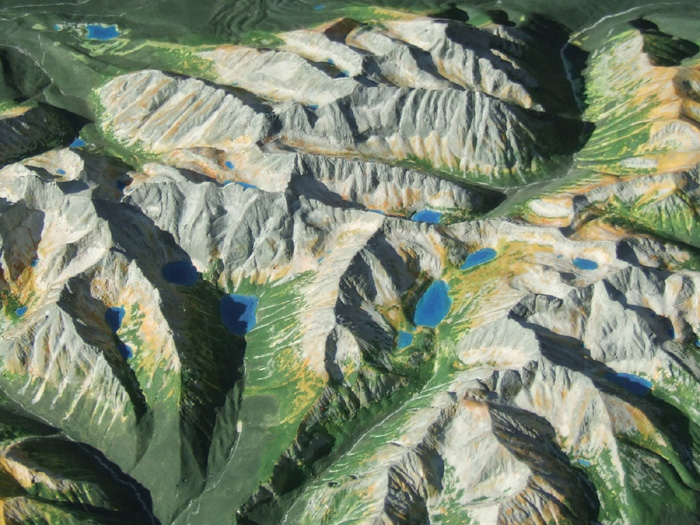
Reliefkarte der Hohen Tatra

Die Reliefkarte zeigt einen Blick von Norden auf die Hohe Tatra. Die Slowakei ist also in der oberen Bildhälfte und Polen in der unteren. Deutlich zu sehen ist der Hauptkamm der Hohen Tatra, der mittig von links nach rechts verläuft und in fast der ganze Länge die Landesgrenze darstellt. Im Vordergrund unterhalb des Hauptkamms ist das Tal Dolina Białki, das mit seinen Seitentälern von Ost nach West: Dolina Białej Wody, Dolina Rybiego Potoku (die zwei großen Bergseen Czarny Staw pod Rysami und unter ihm Morkie Oko sind in seinem oberen Verlauf gut zu sehen), Dolina Roztoki mit dem Dolina Pięciu Stawów Polskich in seinem oberen Verlauf (die fünf Polnischen Seen sind gut zu sehen) und Dolina Waksmundzka ca. 4/5 der unteren Bildhälfte einnimmt. Es ist das größte Tal der Hohen Tatra. Im rechten unteren Eck ist das Tal Dolina Suchej Wody Gąsienicowej mit seinen Seitentälern Dolina Pańszczyca und Dolina Gąsienicowa mit dem Bergsee Wielki Staw Gąsienicowy zu sehen. Auf slowakischer Seite ist rechts oben das Tal Tichá dolina, das bereits zur Westlichen Tatra gehört, und links oben das Tal Mengusovská dolina mit ihren Seitentälern zu sehen. Im linken oberen Eck befindet sich der größte Bergsee auf slowakischer Seite, das Štrbské Pleso.
| Name des Bergtals               | Deutsche Bezeichnung         | Land            | Anmerkung                                                                                                |
| ------------------------------- | ---------------------------- | --------------- | --- |
| Tichá dolina                    | Tychatal                     | Slowakei        | südlich des Hauptkamms, größtenteils in der Westtatra gelegen                                            |
| Kôprová dolina                  | Koprovatal                   | Slowakei        | südlich des Hauptkamms, grenzt an die Westtatra                                                          |
| Važecká dolina                  | Handeltal                    | Slowakei        | südlich des Hauptkamms                                                                                   |
| Furkotská dolina                | Furkotatal                   | Slowakei        | südlich des Hauptkamms                                                                                   |
| Mlynická dolina                 | Mühlbachtal                  | Slowakei        | südlich des Hauptkamms                                                                                   |
| Mengusovská dolina              | Mengsdorfer Tal              | Slowakei        | südlich des Hauptkamms                                                                                   |
| Zlomiská                        | Trümmertal                   | Slowakei        | südlich des Hauptkamms, Seitental von Mengusovská dolina                                                 |
| Štôlska dolina                  | Stollental                   | Slowakei        | südlich des Hauptkamms                                                                                   |
| Batizovská dolina               | Botzdorfer Tal               | Slowakei        | südlich des Hauptkamms                                                                                   |
| Velická dolina                  | Felker Tal                   | Slowakei        | südlich des Hauptkamms                                                                                   |
| Slavkovská dolina               | Schlagendorfer Tal           | Slowakei        | südlich des Hauptkamms                                                                                   |
| Veľká Studená dolina            | Großes Kohlbachtal           | Slowakei        | südlich des Hauptkamms                                                                                   |
| Malá Studená dolina             | Kleines Kohlbachtal          | Slowakei        | südlich des Hauptkamms                                                                                   |
| Studená dolina                  | Kohlbachtal                  | Slowakei        | südlich des Hauptkamms, Weiterführung von Malá Studená dolina und Veľká Studená dolina                   |
| Skalnatá dolina                 | Steinbachtal                 | Slowakei        | südlich des Hauptkamms                                                                                   |
| Dolina Kežmarskej Bielej vody   | Kesmarker Weißwassertal      | Slowakei        | südlich des Hauptkamms                                                                                   |
| Dolina Zeleného plesa           | Grünseetal                   | Slowakei        | südlich des Hauptkamms, nordwestlicher Zweig der Dolina Kežmarskej Bielej vody                           |
| Dolina Bielych plies            | Weißseetal                   | Slowakei        | südlich des Hauptkamms, mittlerer Zweig der Dolina Kežmarskej Bielej vody                                |
| Predné Meďodoly                 | Vordere Kupferschächte       | Slowakei        | südlich des Hauptkamms, nördlichster Zweig der Dolina Kežmarskej Bielej vody, grenzt an die Belaer Tatra |
| Javorová dolina                 | Javorovatal                  | Slowakei        | nördlich des Hauptkamms                                                                                  |
| Zadné Meďodoly                  | Hintere Kupferschächte       | Slowakei        | nördlich des Hauptkamms, Seitental von Javorová dolina, grenzt an die Belaer Tatra                       |
| Bielovodská dolina              | Poduplazkital                | Slowakei        | nördlich des Hauptkamms                                                                                  |
| Dolina Białki                   | Bialkatal                    | Polen, Slowakei | nördlich des Hauptkamms, größtes Tal der Tatra                                                           |
| Dolina Rybiego Potoku           | Fischbachtal                 | Polen           | Seitental des Tals Dolina Białki                                                                         |
| Dolina Roztoki                  | Roztokatal                   | Polen           | Seitental des Tals Dolina Rybiego Potoku                                                                 |
| Dolina Pięciu Stawów Polskich   | Tal der Fünf Polnischen Seen | Polen           | Oberer Verlauf des Tals Dolina Roztoki                                                                   |
| Dolina Waksmundzka              | Waksmundtal                  | Polen           | Seitental des Tals Dolina Rybiego Potoku                                                                 |
| Dolina Suchej Wody Gąsienicowej | Suchatal                     | Polen           | nördlich des Hauptkamms                                                                                  |
| Dolina Gąsienicowa              | Gąsienicowa-Tal              | Polen           | im Oberlauf des Tals Dolina Suchej Wody Gąsienicowej                                                     |
| Dolina Pańszczyca               | Pańszczyca-Tal               | Polen           | Seitental des Tals Dolina Suchej Wody Gąsienicowej                                                       |

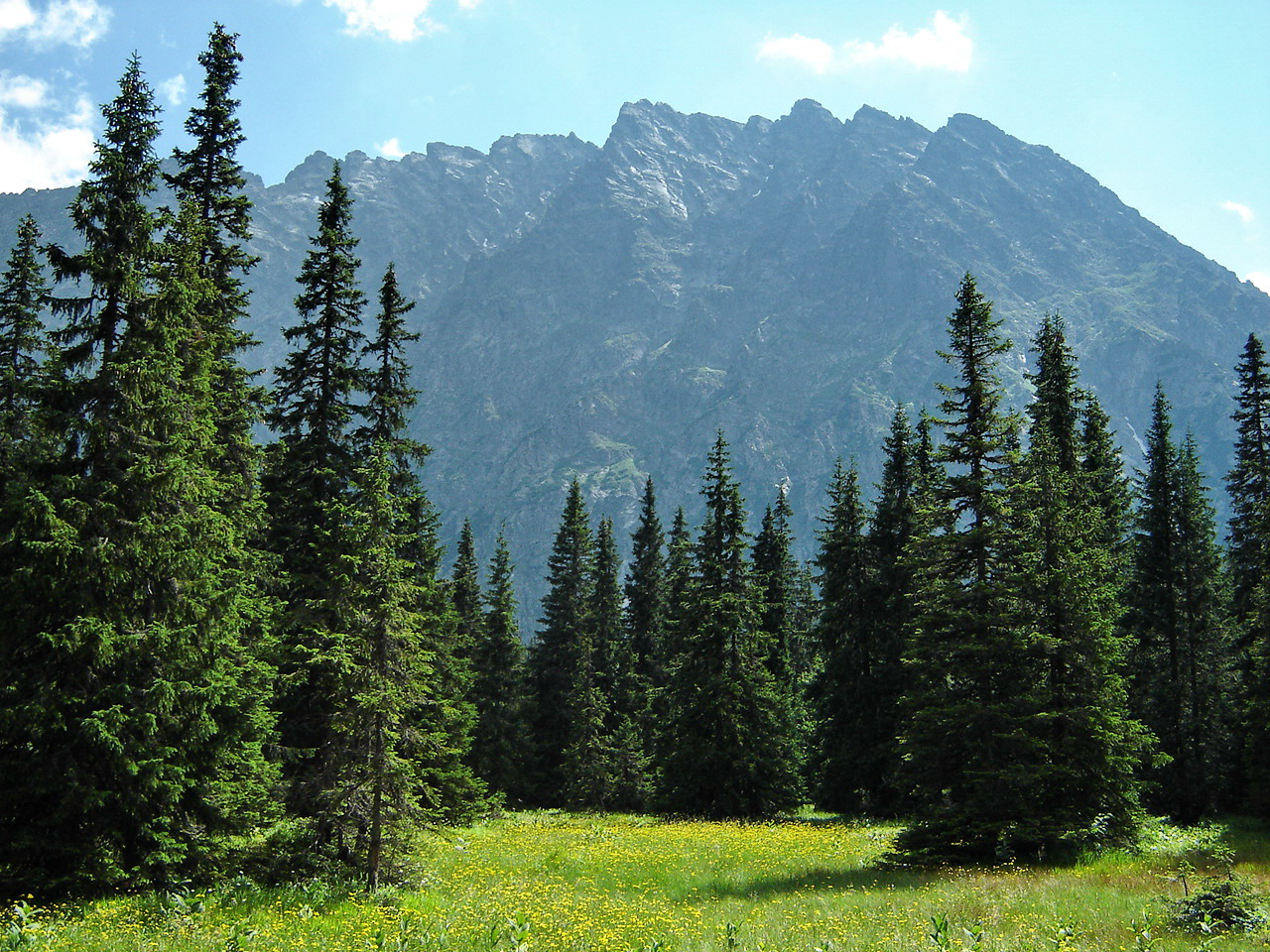
Kôprová dolina, Slowakei
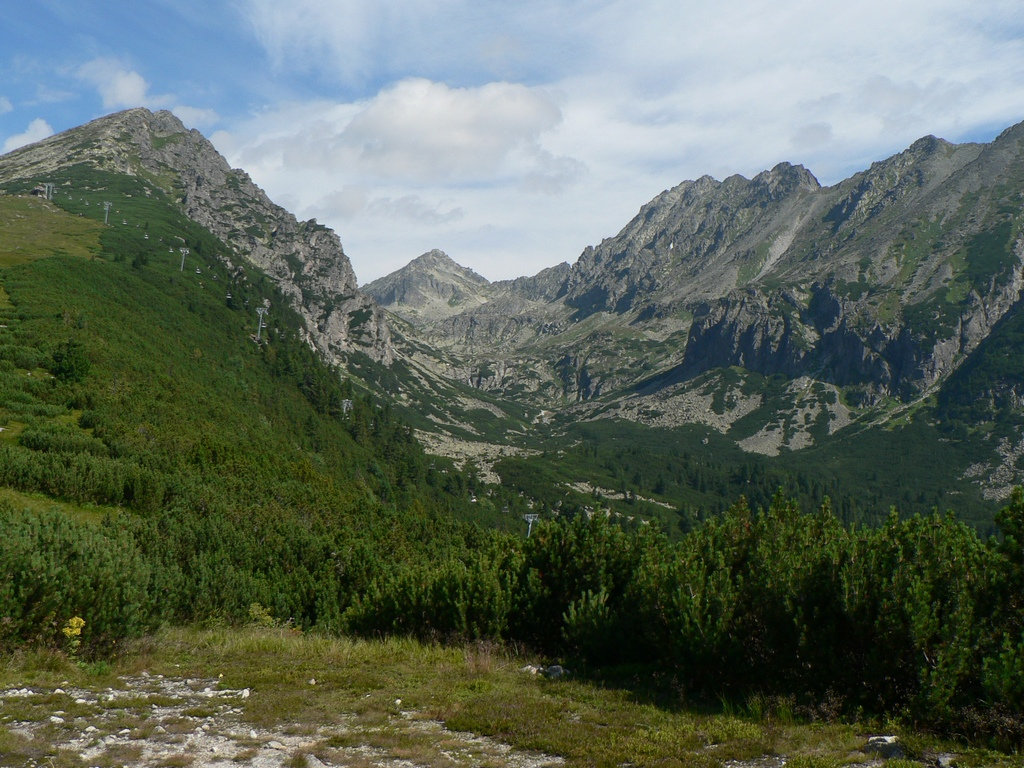
Mlynická dolina, Slowakei
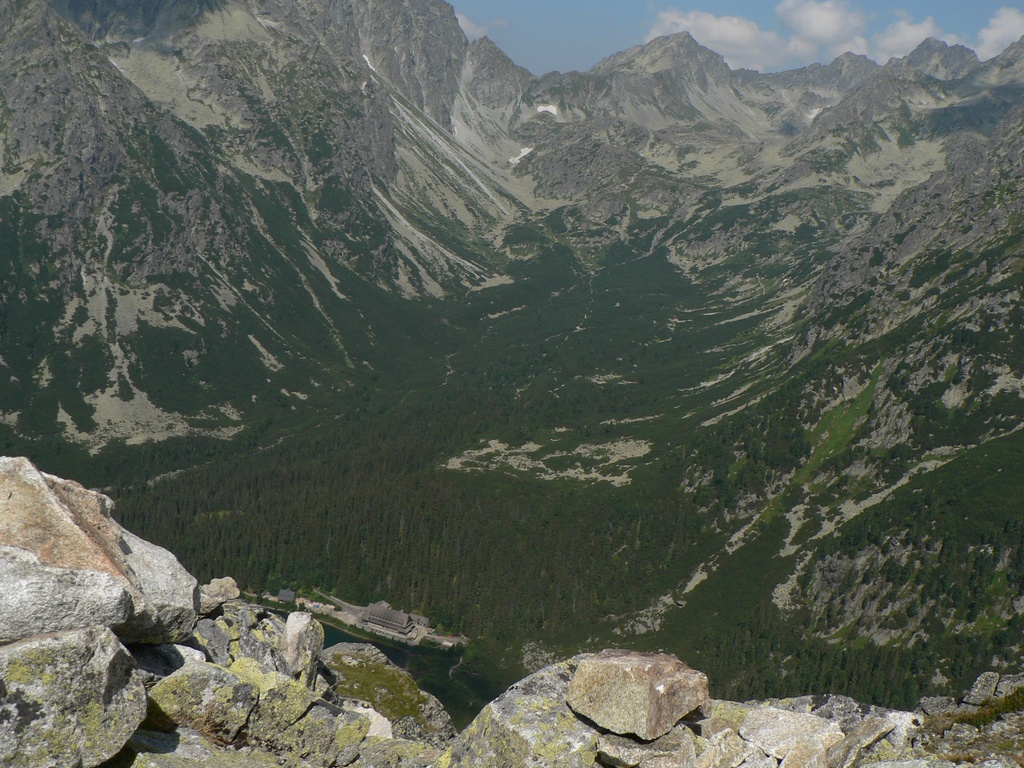
Mengusovská dolina, Slowakei
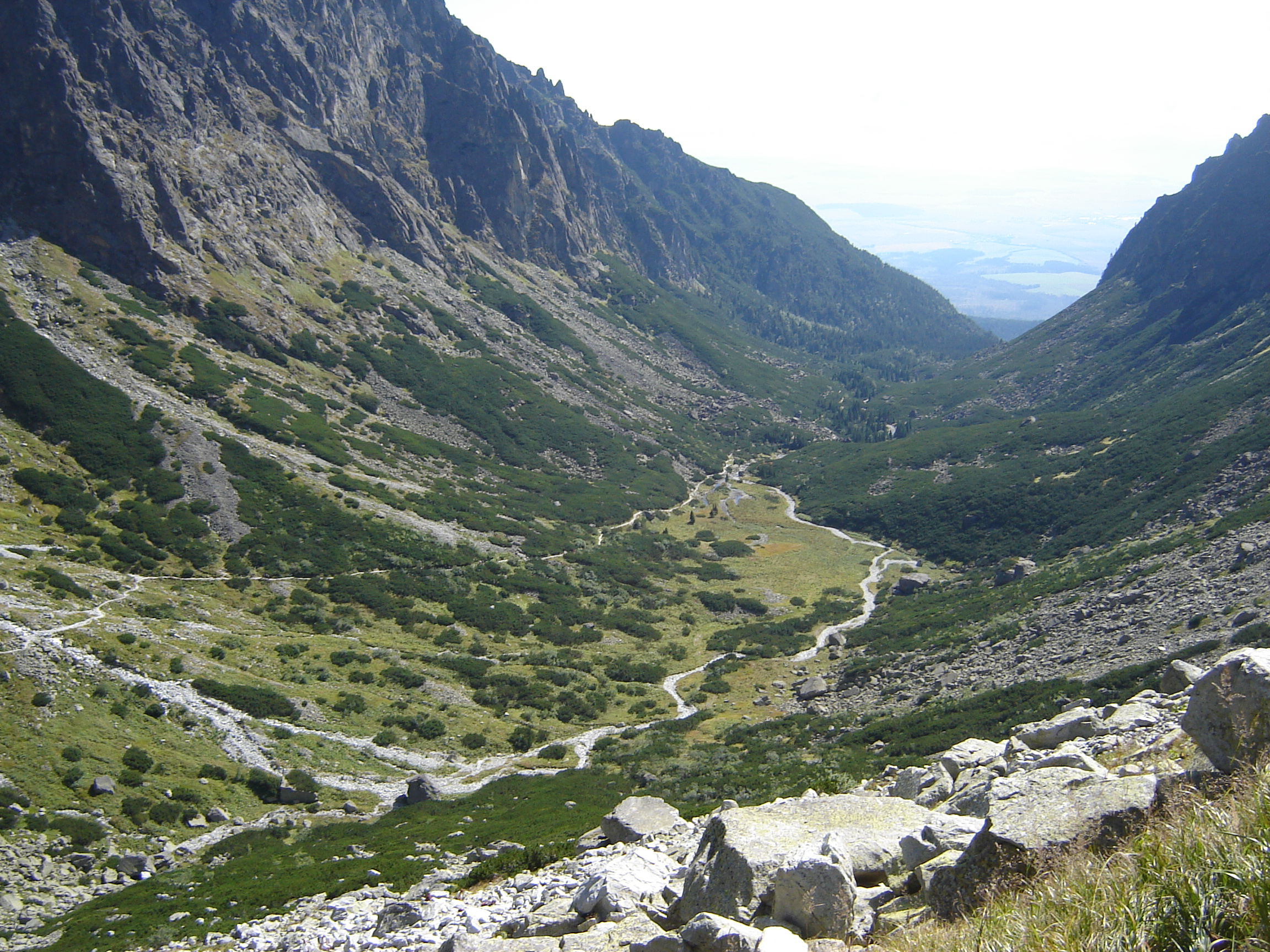
Malá Studená dolina, Slowakei
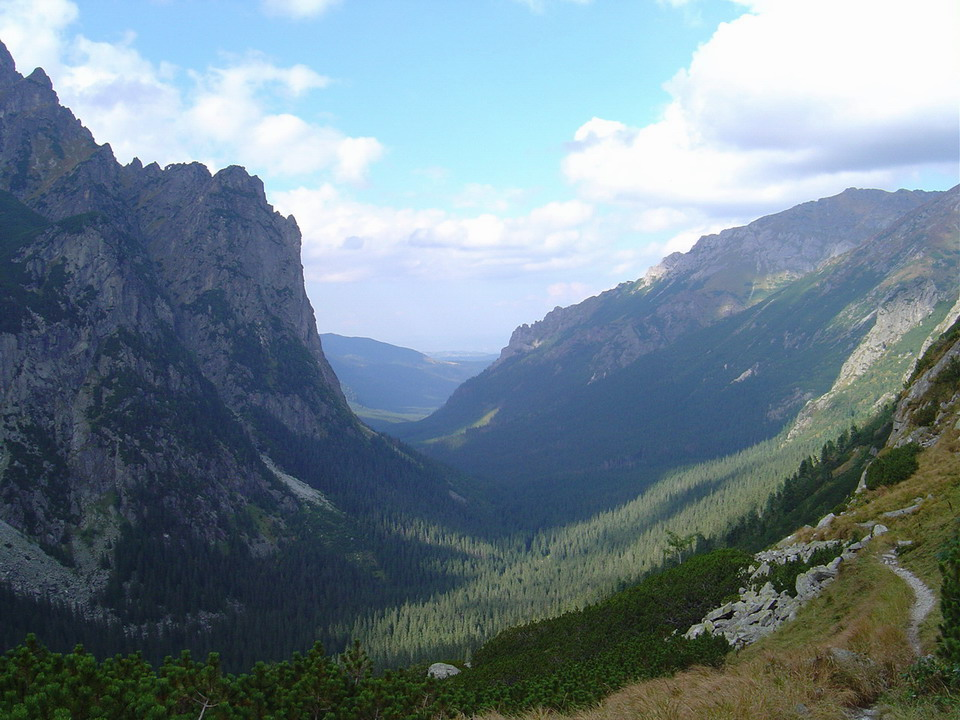
Bielovodská dolina, Slowakei
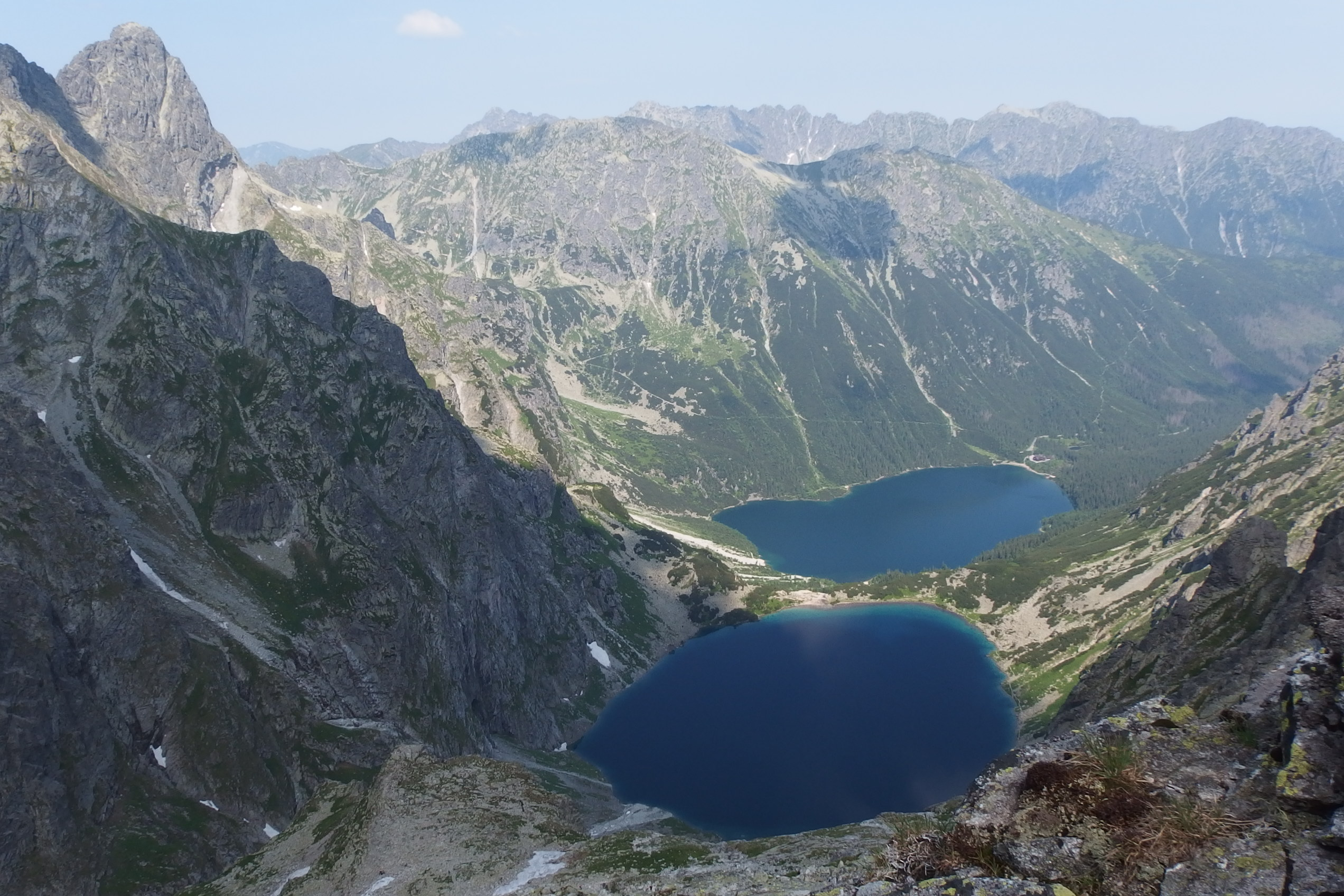
Dolina Rybiego Potoku, Polen
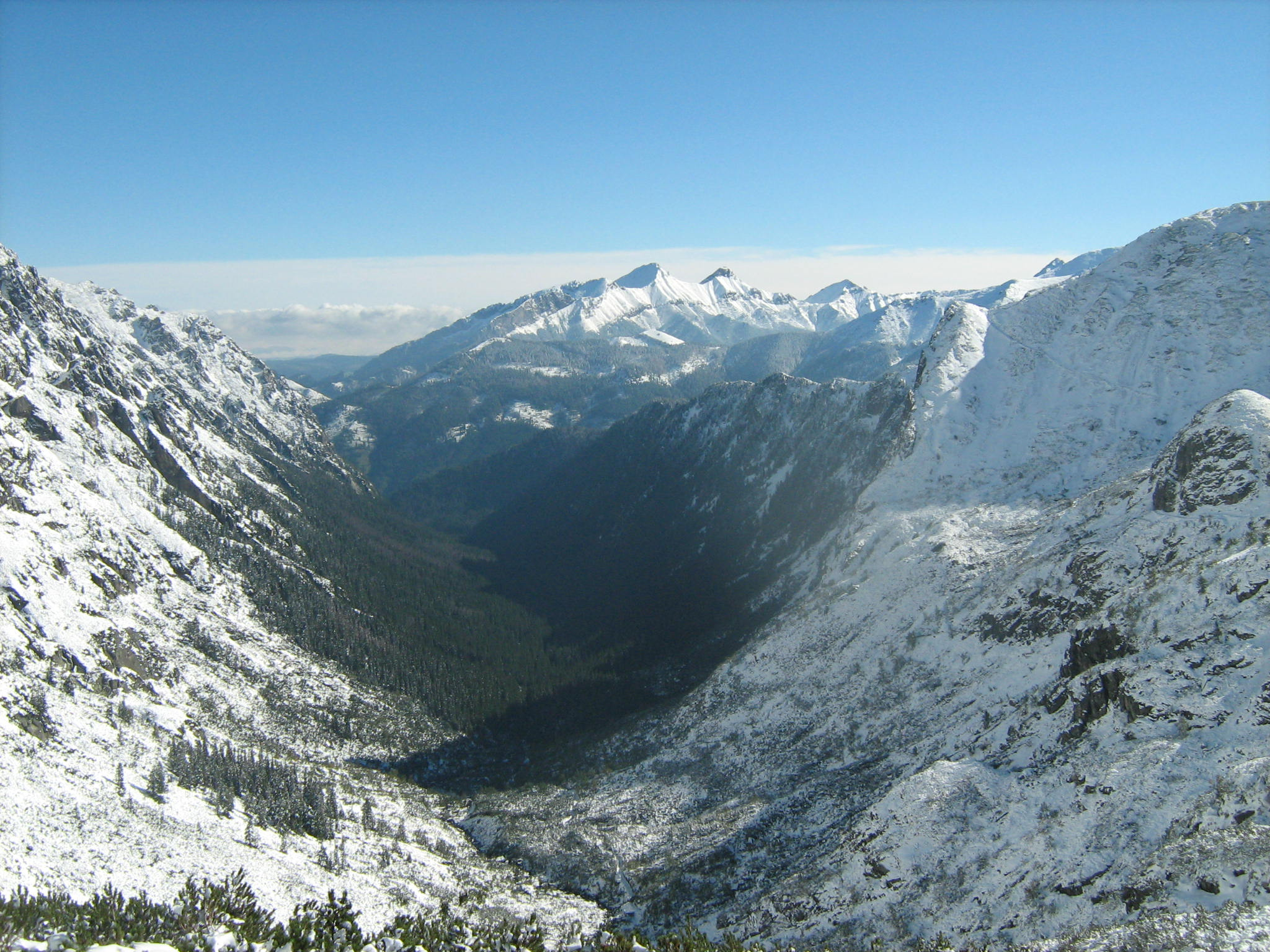
Dolina Roztoki, Polen
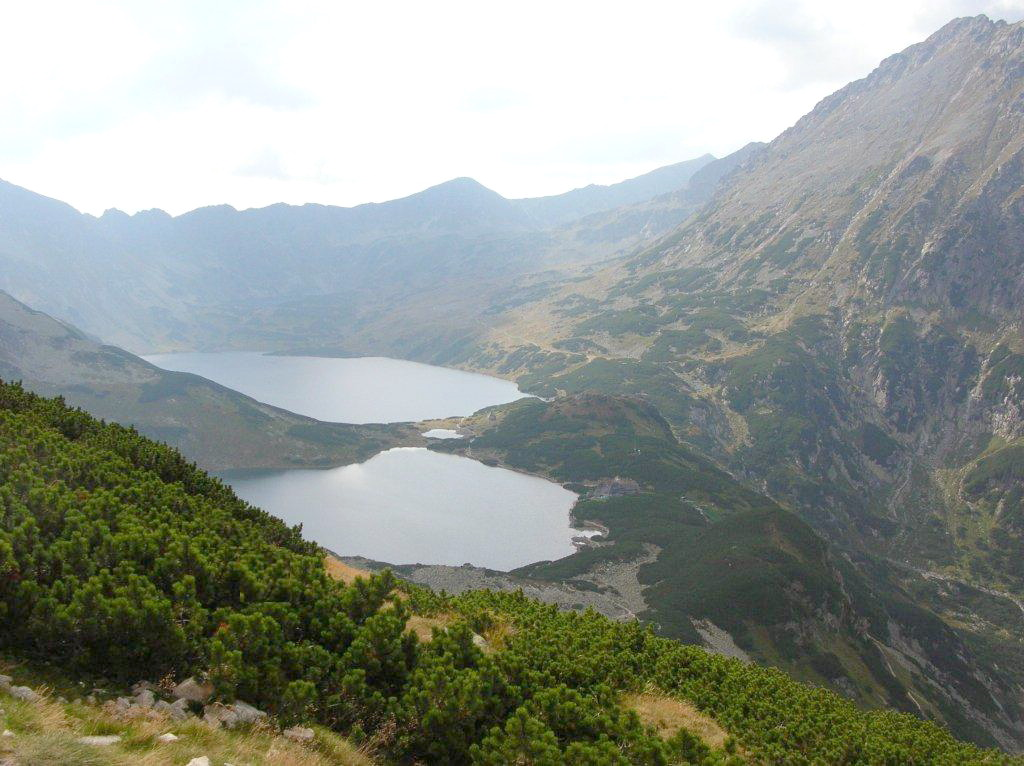
Dolina Pięciu Stawów Polskich, Polen
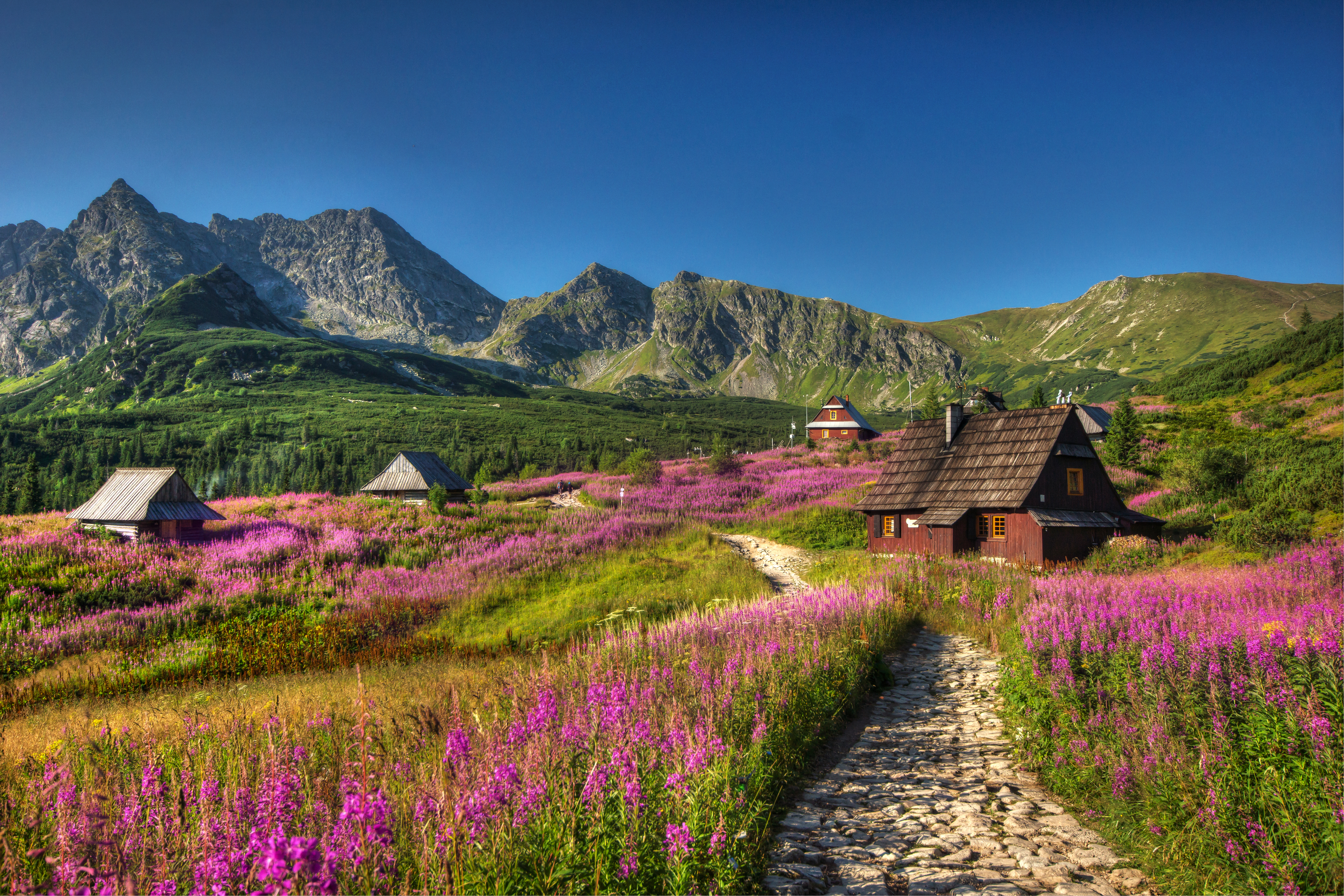
Dolina Gąsienicowa, Polen
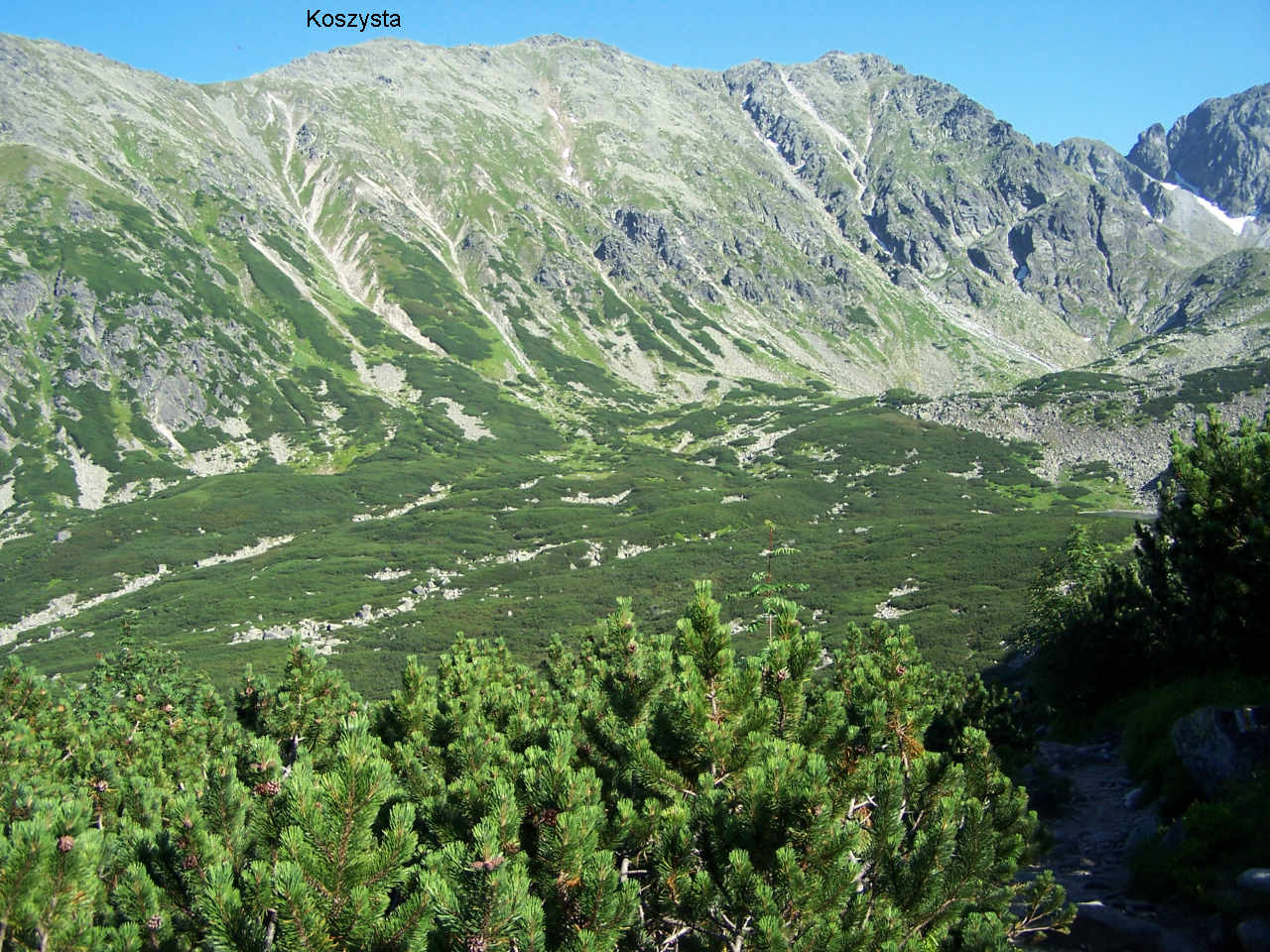
Dolina Pańszczyca, Polen

## Gewässer

### Fließgewässer
Die Hohe Tatra liegt größtenteils im Einzugsgebiet der Weichsel, die in die Ostsee mündet. Kleinere Teile westlich von Štrbské Pleso liegen hingegen im Einzugsgebiet der Donau, die in das Schwarze Meer mündet. Im Einzugsgebiet der Weichsel entwässern die nördlichen Bachläufe über den Dunajec und die südlichen über den Poprad in die Weichsel. Der Dunajec hat zwei seiner drei Quellflüsse in der Hohen Tatra, im Westen den Biały Dunajec und im Osten die Białka. Sein dritter Quellfluss ist der Czarny Dunajec, der in der Westlichen Tatra entspringt. Sie vereinen sich im Czorsztyn-Stausee östlich von Nowy Targ zum Dunajec. Auf der slowakischen Seite sammelt der Poprad Bäche von zentralen und östlichen Teilen der Hohen Tatra südlich des Hauptkamms und entsteht durch Zusammenfluss von Hincov potok und Krupá in der Mengusovská dolina, sein westlichster Zufluss ist jedoch die Mlynica. Westlich der Europäischen Hauptwasserscheide durch Štrba und Štrbské Pleso fließen die Gebirgsbäche in den längsten slowakischen Fluss Waag, entweder direkt oder über den Quellfluss Biely Váh.
| Name des Gebirgsbachs    | Deutsche Bezeichnung | Flusssystem   | Anmerkung                                 |
| ------------------------ | -------------------- | ------------- | ----------------------------------------- |
| Tichý potok              | Tychabach            | Waag          | nur im Oberlauf                           |
| Kôprovský potok          | Koprovabach          | Waag          | bildet teilweise die Grenze zur Westtatra |
| Beliansky potok          | Belanskobach         | Waag          |                                           |
| Biely Váh                | Weiße Waag           | Waag          | rechter Quellfluss der Waag               |
| Furkotský potok          | Furkotabach          | Waag          |                                           |
| Mlynica                  | Mühlbach             | Poprad        |                                           |
| Hincov potok             | Hinzenbach           | Poprad        | rechter Quellfluss des Poprad             |
| Krupá                    | Krupabach            | Poprad        | linker Quellfluss des Poprad              |
| Ľadový potok             | Eisbach              | Poprad        |                                           |
| Veľký Šum                | Großer Rauschbach    | Poprad        |                                           |
| Malý Šum                 | Kleiner Rauschbach   | Poprad        |                                           |
| Batizovský potok         | Botzdorfer Bach      | Poprad        |                                           |
| Velický potok            | Felker Wasser        | Poprad        |                                           |
| Slavkovský potok         | Annabach             | Poprad        |                                           |
| Veľký Studený potok      | Großer Kohlbach      | Poprad        | rechter Quellfluss des Studený potok      |
| Malý Studený potok       | Kleiner Kohlbach     | Poprad        | linker Quellfluss des Studený potok       |
| Studený potok            | Kohlbach             | Poprad        |                                           |
| Skalnatý potok           | Steinbach            | Poprad        |                                           |
| Zelený potok             | Grünseebach          | Poprad        | Quellfluss der Kežmarská Biela voda       |
| Biely potok              | Weißbach             | Poprad        | Quellfluss der Kežmarská Biela voda       |
| Kežmarská Biela voda     | Kesmarker Weißwasser | Poprad        |                                           |
| Meďodolský potok         | Kunzenbelbach        | Białka        |                                           |
| Javorinka                | Ahornbach            | Białka        |                                           |
| Białka / Biela voda      | Weißbach             | Białka        |                                           |
| Czarnostawiański Potok   | Schwarzseebach       | Białka        | im Oberlauf des Rybi Potok                |
| Mnichowski Potok         | Mönchsbach           | Białka        | im Oberlauf des Rybi Potok                |
| Rybi Potok               | Fischbach            | Białka        | westlicher Nebenfluss der Białka          |
| Roztoka                  | Roztoka              | Białka        | westlicher Nebenfluss des Rybi Potok      |
| Waksmundzki Potok        | Waksmundbach         | Białka        | westlicher Nebenfluss des Rybi Potok      |
| Czarny Potok Gąsienicowy | Schwarzbach          | Biały Dunajec | im Oberlauf der Sucha Woda Gąsienicowa    |
| Pańszczycki Potok        | Pańszczycki-Bach     | Biały Dunajec | im Oberlauf der Sucha Woda Gąsienicowa    |
| Sucha Woda Gąsienicowa   | Suchabach            | Biały Dunajec | östlicher Quellfluss des Biały Dunajec    |

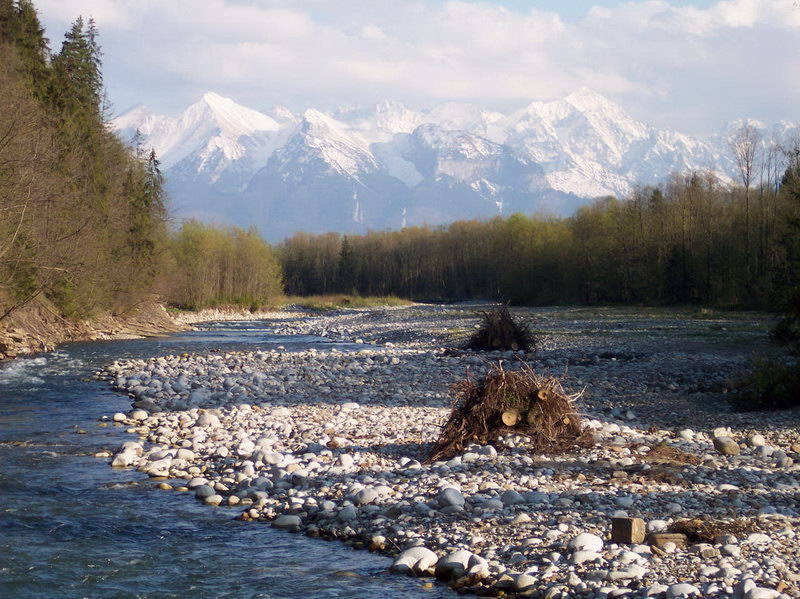
Białka, Polen
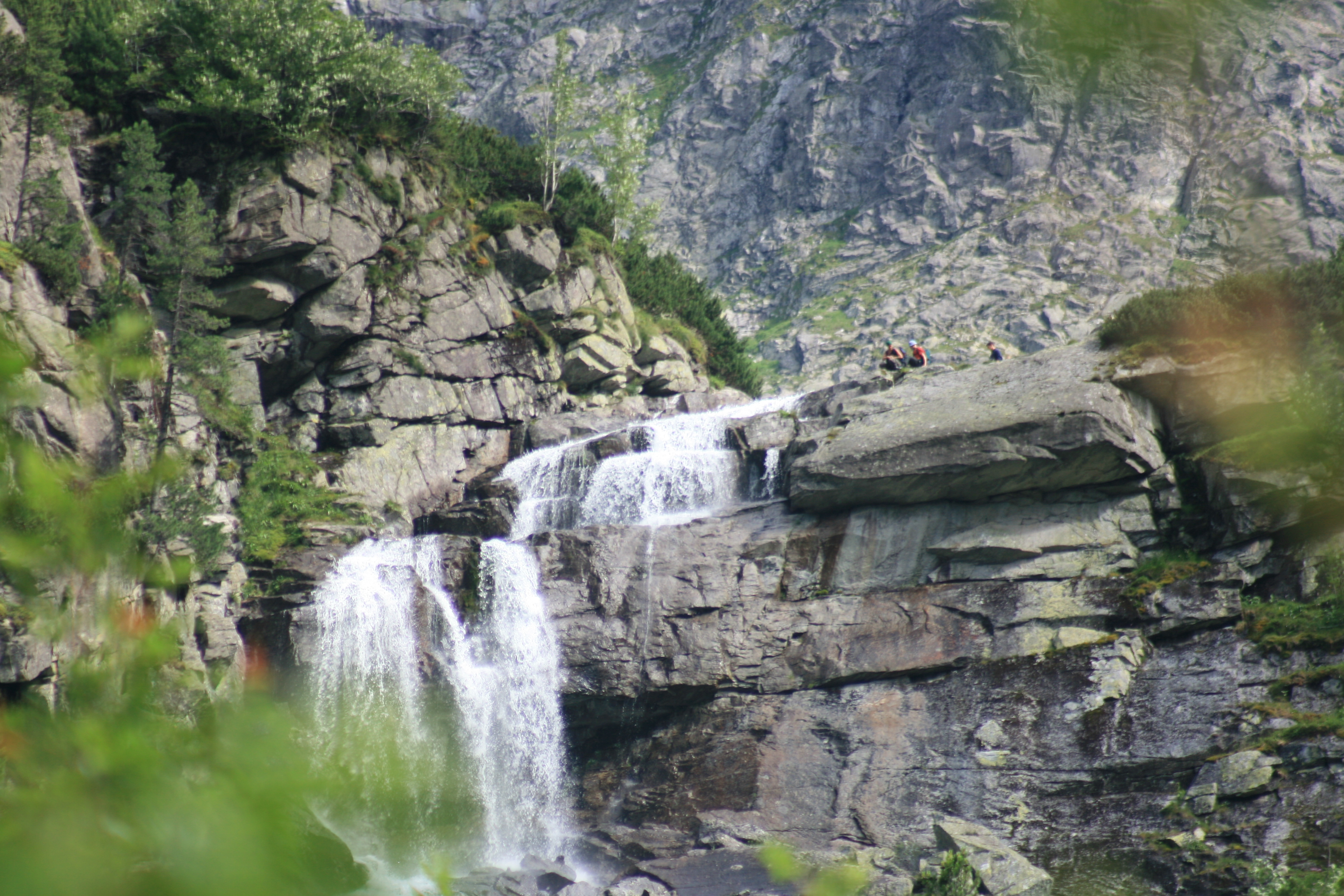
Czarnostawiański Potok, Polen
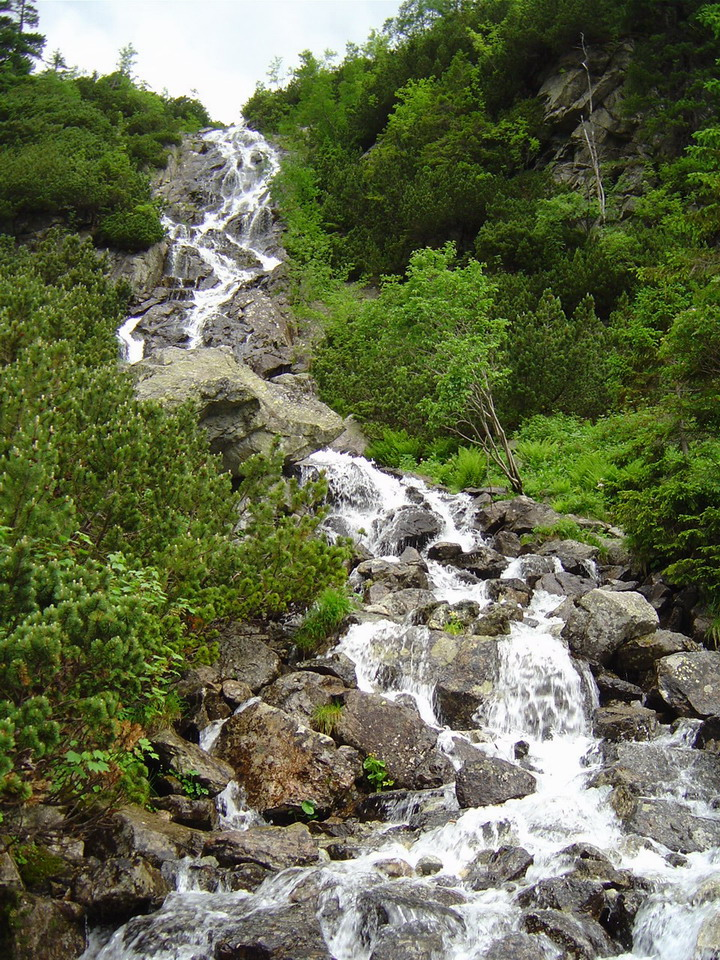
Mnichowski Potok, Polen
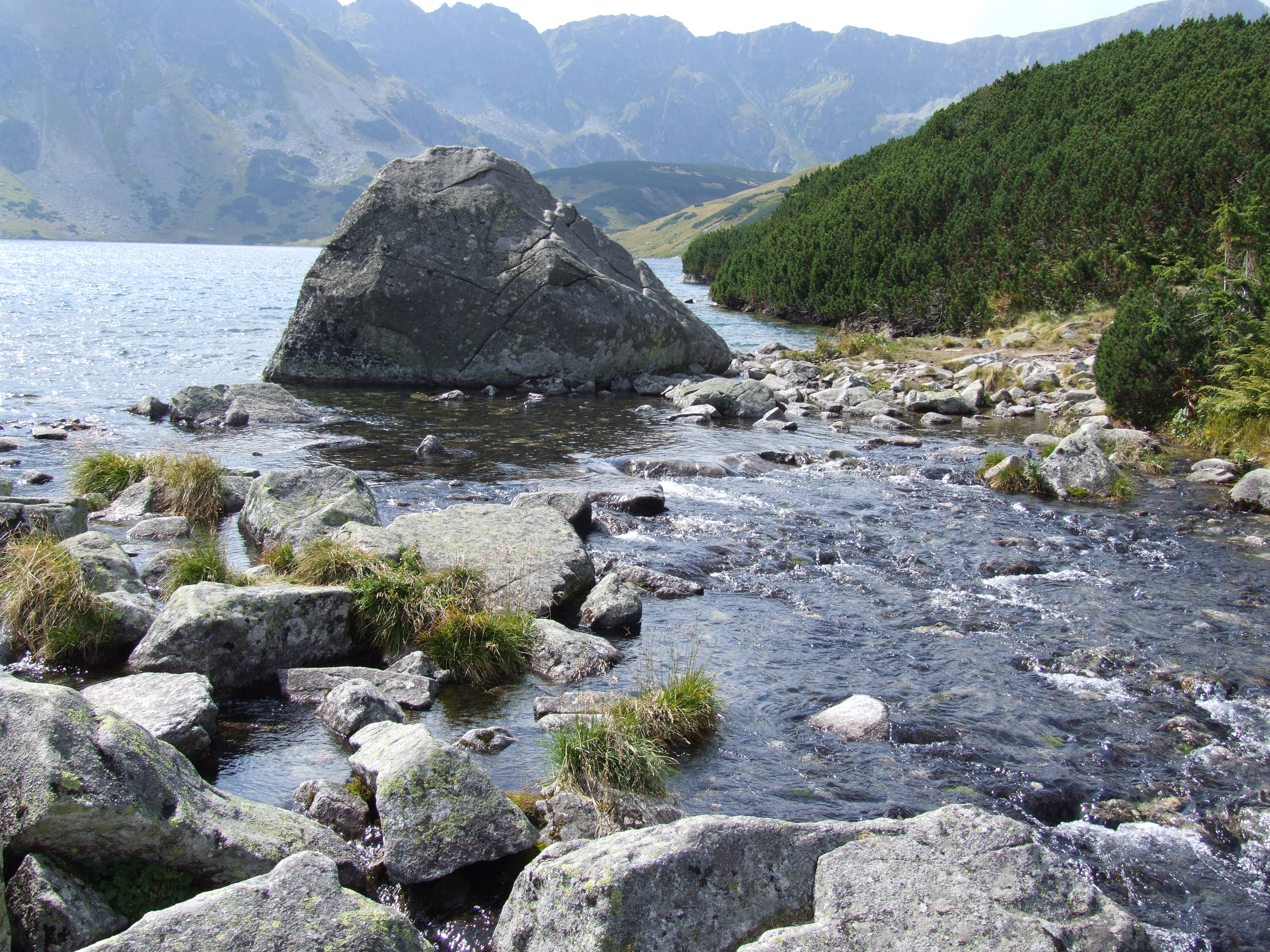
Roztoka, Polen
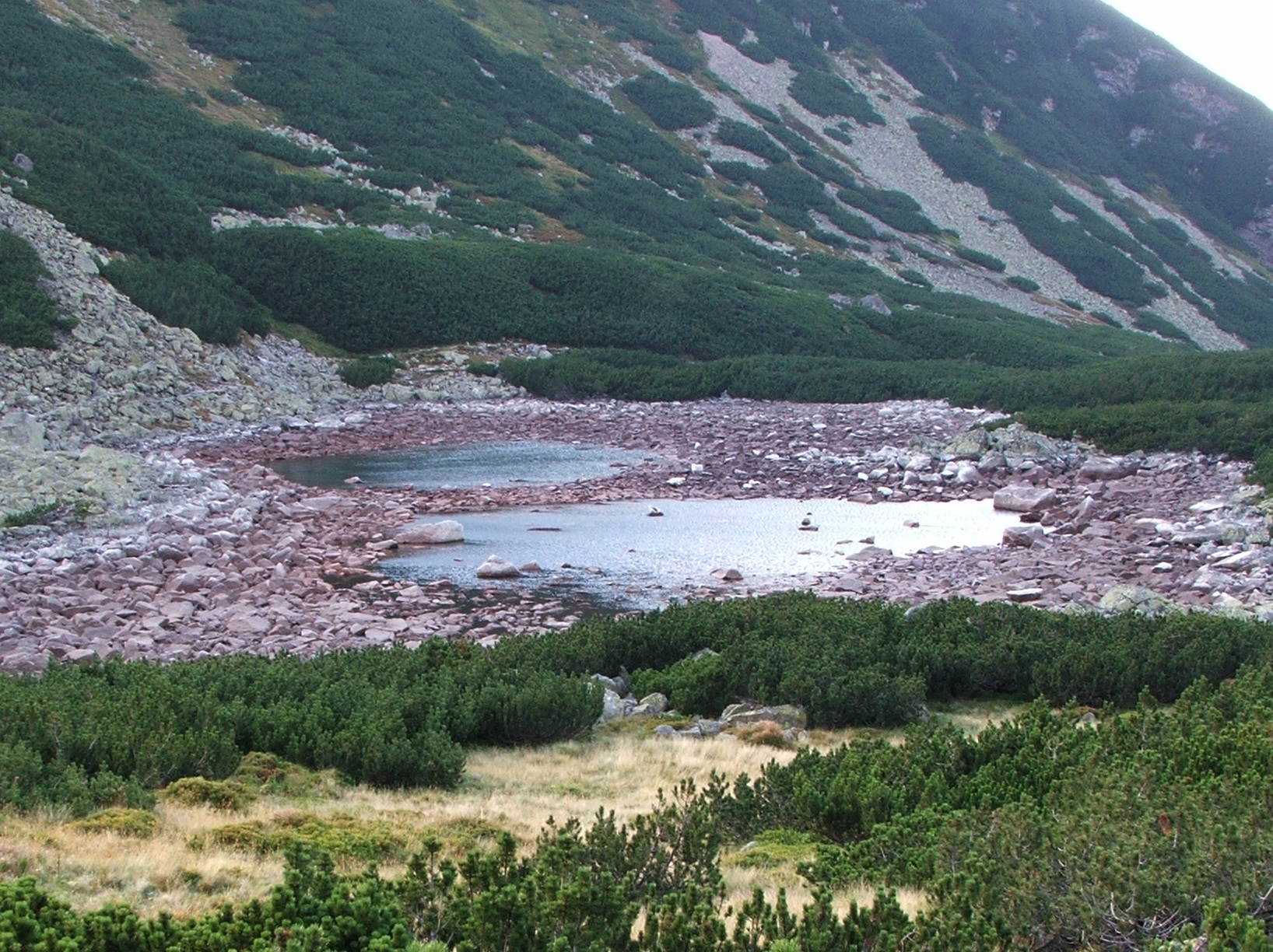
Quellen des Pańszczycki Potok, Polen
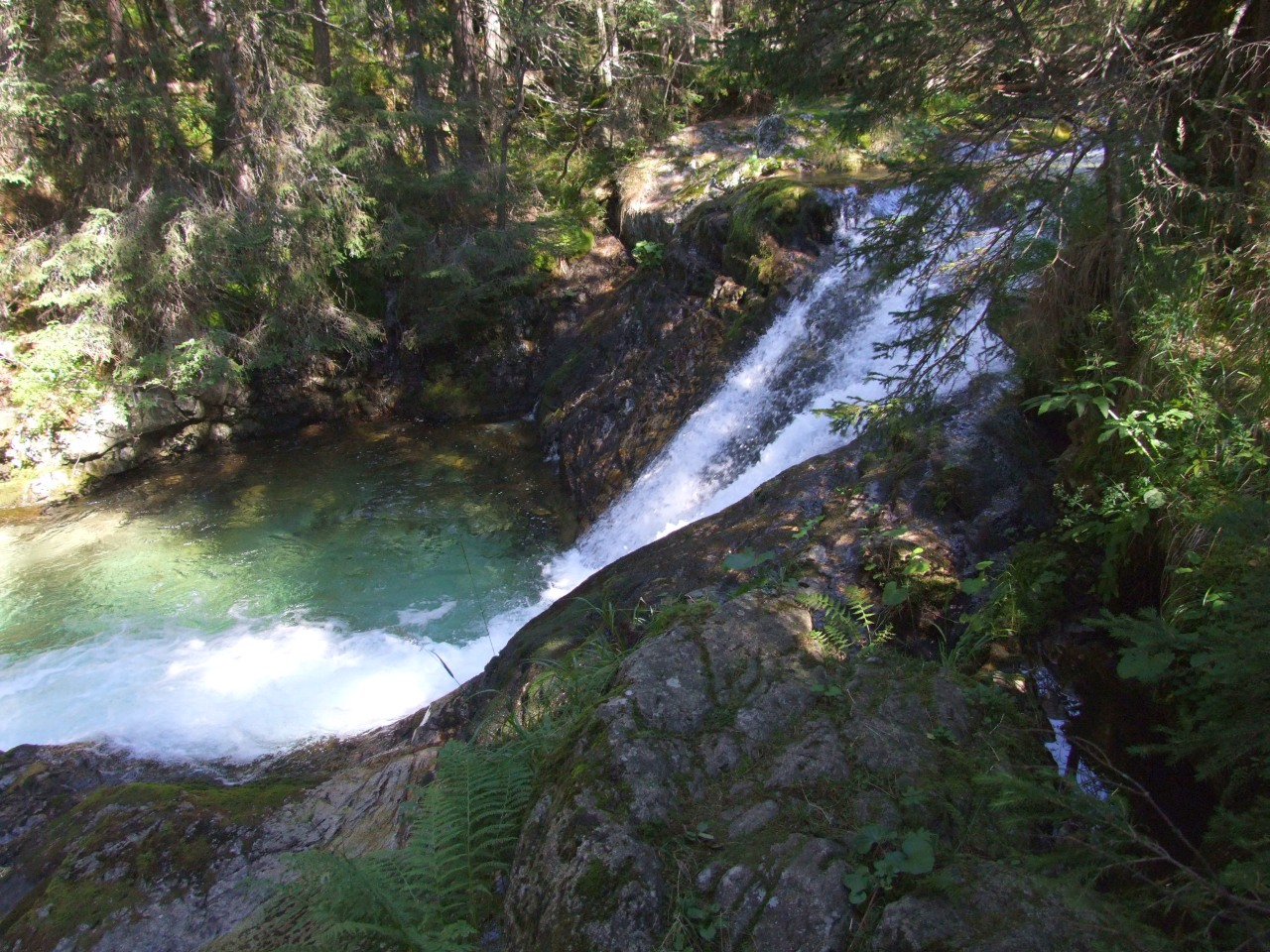
Kôprovský potok, Slowakei
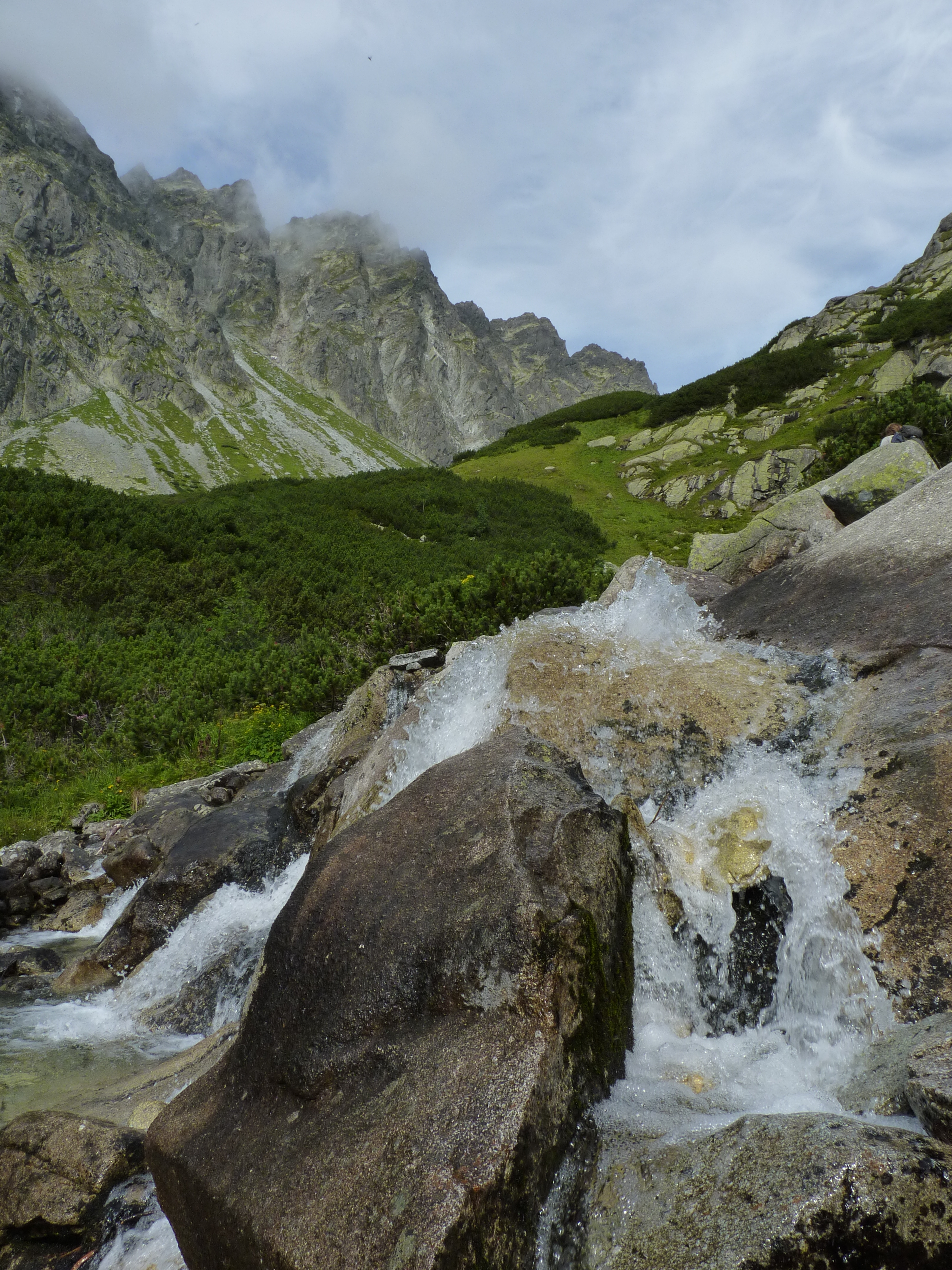
Hincov potok, Slowakei
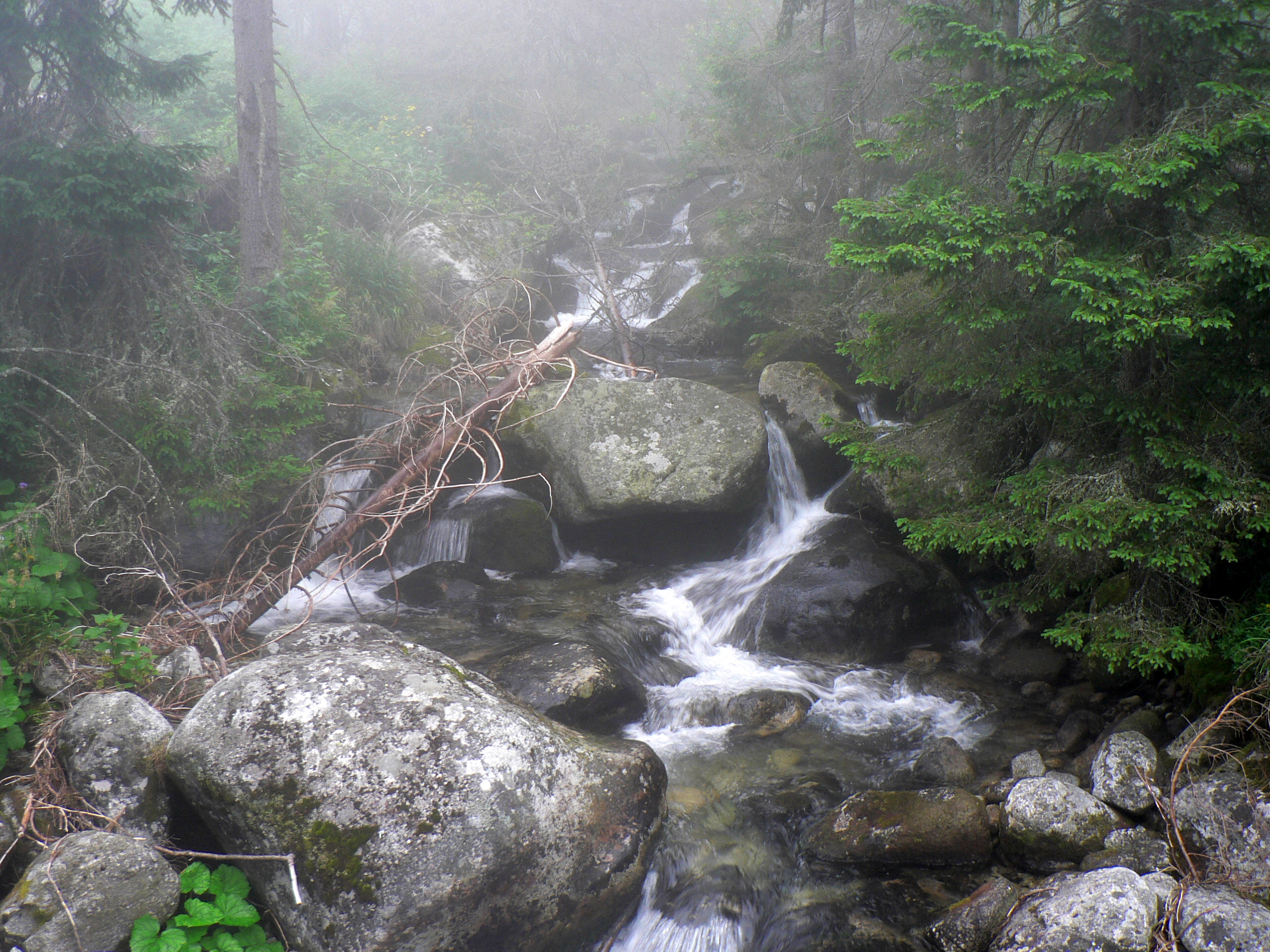
Velický potok, Slowakei
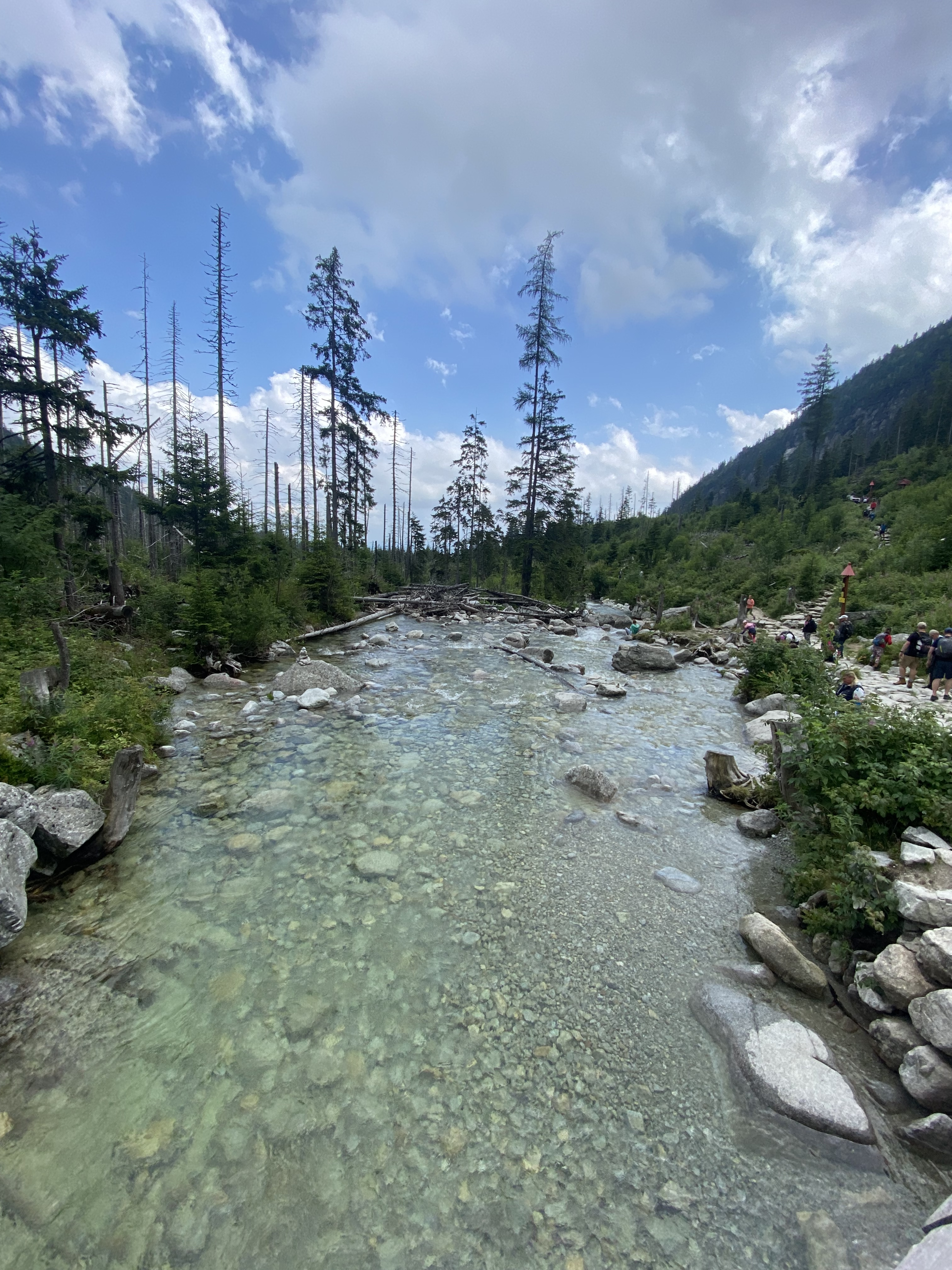
Studený potok, Slowakei
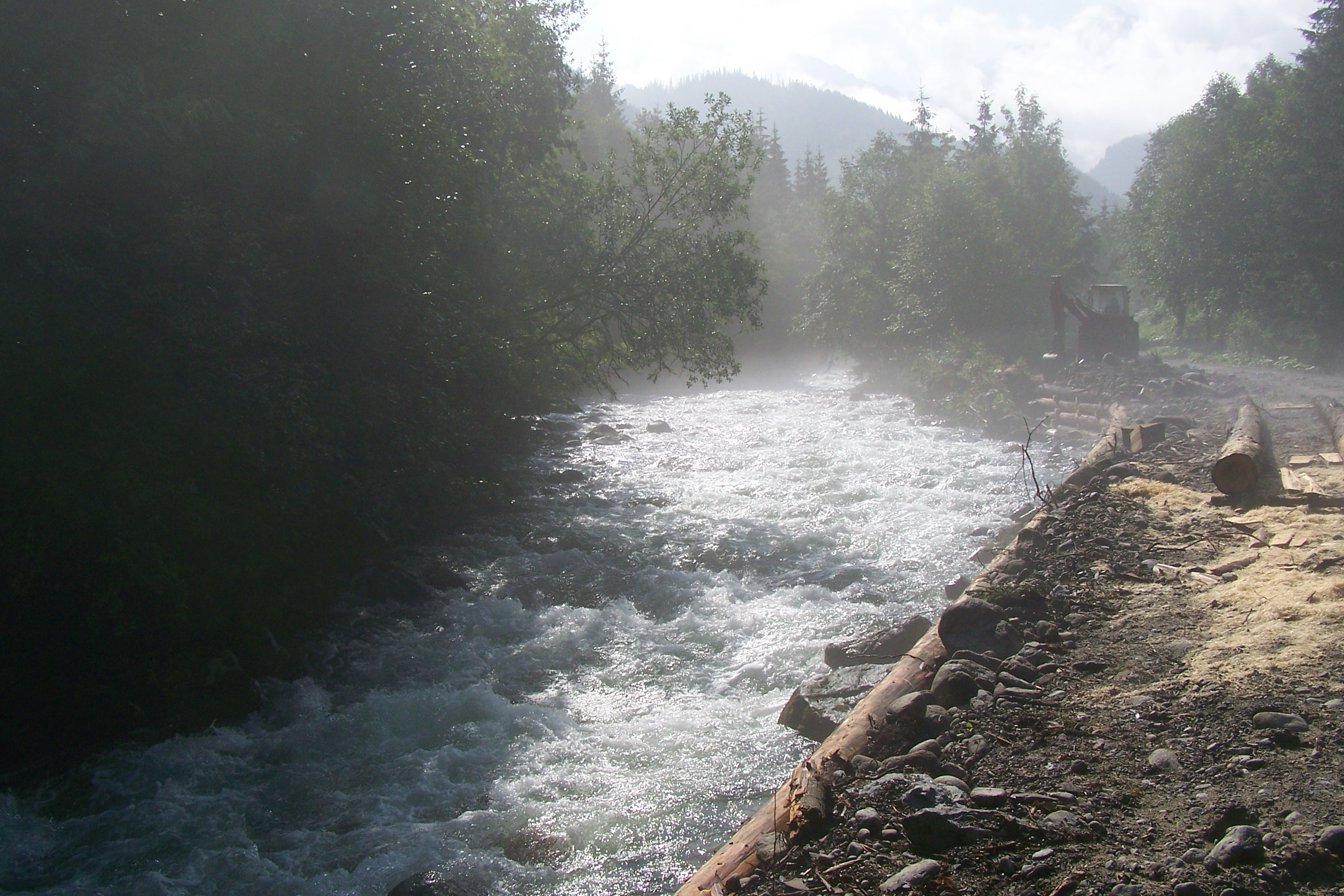
Javorinka, Slowakei

### Seen
Die größten der zahlreichen Gletscherseen der Hohen Tatra befinden sich unterhalb der Rysy (Meeraugspitze) auf polnischem Gebiet, so das Morskie Oko (Meerauge, slowak. Morské oko), der Czarny Staw pod Rysami (Schwarzer Teich unter der Meeraugspitze) und Seen in der Dolina Pięciu Stawów Polskich (Tal der fünf polnischen Teiche). Auf slowakischer Seite liegen Seen wie der Štrbské pleso (Tschirmer See), an dem der gleichnamige Touristenort liegt, der als Hauptquelle des Poprad geltende Veľké Hincovo pleso (Großer Hinzensee) oder der Zelené pleso (Grüner See) im Osten der Hohen Tatra.
| Name des Sees                 | Deutsche Bezeichnung                      | Höhe (m) | Fläche (ha) | maximale Tiefe (m) | Volumen (m³) |
| ----------------------------- | ----------------------------------------- | -------- | ----------- | ------------------ | ------------ |
| Morskie Oko                   | Meerauge                                  | 1393     | 34,54       | 50,8               | 9935000      |
| Wielki Staw Polski            | Großer Polnischer See                     | 1664     | 34,14       | 79,3               | 12967000     |
| Czarny Staw pod Rysami        | Schwarzer See unterhalb der Meeraugspitze | 1579     | 20,54       | 76,4               | 7761700      |
| Veľké Hincovo pleso           | Großer Hinzensee                          | 1945     | 20,08       | 53,7               | 4138700      |
| Štrbské pleso                 | Tschirmer See                             | 1346     | 19,76       | 20                 | 1284000      |
| Czarny Staw Gąsienicowy       | Polnischer Schwarzer See                  | 1624     | 17,79       | 51                 | 3798000      |
| Czarny Staw Polski            | Schwarzer Polnischer See                  | 1722     | 12,65       | 50,4               | 2825800      |
| Nižné Temnosmrečinské pleso   | Unterer Smrečiner See                     | 1674     | 12,01       | 37,8               | 1500000      |
| Vyšné Bielovodské Žabie pleso | Oberer Froschsee                          | 1702     | 9,56        | 24,3               |              |
| Przedni Staw Polski           | Vorderer Polnischer See                   | 1668     | 7,7         | 34,6               | 1130000      |
| Popradské pleso               | Poppersee                                 | 1494     | 6,88        | 17,6               |              |
| Zadni Staw Polski             | Hinterer Polnischer See                   | 1890     | 6,47        | 31,6               | 918400       |
| Vyšné Temnosmrečinské pleso   | Oberer Smrečiner See                      | 1716     | 5,55        | 20                 |              |
| Nižné Terianske pleso         | Unterer Terianskosee                      | 1941     | 5,47        | 47,2               |              |
| Vyšné Wahlenbergovo pleso     | Oberer Wahlenberg-See                     | 2157     | 5,17        | 20,6               |              |
| Krivánske Zelené pleso        | Krivaner Grünsee                          | 2012     | 5,14        | 29,5               |              |
| Zielony Staw Gąsienicowy      | Polnischer Grüner See                     | 1672     | 3,84        | 15,1               |              |
| Batizovské pleso              | Botzdorfer See                            | 1884     | 3,48        | 10,5               |              |
| Capie pleso                   | Szentiványi-See                           | 2075     | 3,05        | 17,5               |              |
| Veľké Spišské pleso           | Großer See                                | 2013     | 2,87        | 10,1               |              |
| Veľké Žabie pleso mengusovské | Mengsdorfer Großer Froschsee              | 1921     | 2,65        | 7                  |              |
| Zelené Kačacie pleso          | Ententaler Grüner See                     | 1575     | 2,53        | 2,7                |              |
| Dwoisty Staw Gąsienicowy      | Zwillings-See                             | 1657     | 2,31        | 9,2                |              |
| Ľadové pleso mengusovské      | Trümmertaler Eissee                       | 1925     | 2,25        | 9,7                |              |
| Nižné Wahlenbergovo pleso     | Unterer Wahlenberg-See                    | 2053     | 2,03        | 7,8                |              |
| Zmrzlé pleso                  | Verborgener Eissee                        | 1762     | 2,00        | 12,5               |              |
| Ťažké pleso                   | Schwieriger See                           | 1611     | 1,99        | 6,2                |              |
| Litvorové pleso               | Litvorovysee                              | 1860     | 1,87        | 19,1               |              |
| Dračie pleso                  | Drachensee                                | 2019     | 1,72        | 16                 |              |
| Długi Staw Gąsienicowy        | Polnischer Langer See                     | 1783     | 1,58        | 10,6               |              |
| Kurtkowiec                    | Zackiger See                              | 1686     | 1,54        | 4,8                |              |
| Velické pleso                 | Felker See                                | 1665     | 1,23        | 4,6                |              |
| Skalnaté pleso                | Steinbachsee                              | 1751     | 1,21        | 4,5                |              |
| Zadni Staw Gąsienicowy        | Polnischer Hinterer See                   | 1852     | 0,52        | 8,0                |              |
| Mokra Jama                    | Feuchtes Loch                             | 1500     | 0,48        | 3,0                |              |
| Toporowy Staw Niżni           | Unterer Waldsee                           | 1089     | 0,62        | 5,9                |              |
| Czerwone Stawki Gąsienicowe   | Unteres und Oberes Polnisches Seelein     | 1695     | 0,42        | 1,4                |              |
| Modré pleso                   | Blaues Seelein                            | 2189     | 0,4         | 4,5                |              |
| Czerwony Staw Pańszczycki     | Pańszczycataler Roter See                 | 1654     | 0,30        | 0,9                |              |
| Zmarzły Staw Gąsienicowy      | Polnischer Gefrorener See                 | 1788     | 0,28        | 3,7                |              |
| Małe Morskie Oko              | Kleines Meerauge                          | 1392     | 0,22        | 3,3                |              |
| Mały Staw Polski              | Kleiner Polnischer See                    | 1668     | 0,18        | 2,1                |              |
| Żabie Oko                     | Froschauge                                | 1390     | 0,11        | 2,3                |              |
| Wole Oko                      | Ochsenauge                                | 1862     | 0,10        | 1,1                |              |
| Zadni Mnichowy Stawek         | Hinterer Mönchssee                        | 2070     | 0,04        | 1,1                |              |
| Toporowy Staw Wyżni           | Unterer Waldsee                           | 1120     | 0,03        | 1,1                |              |
| Małe Żabie Oko                | Kleines Froschauge                        | 1390     | 0,02        | 2,3                |              |

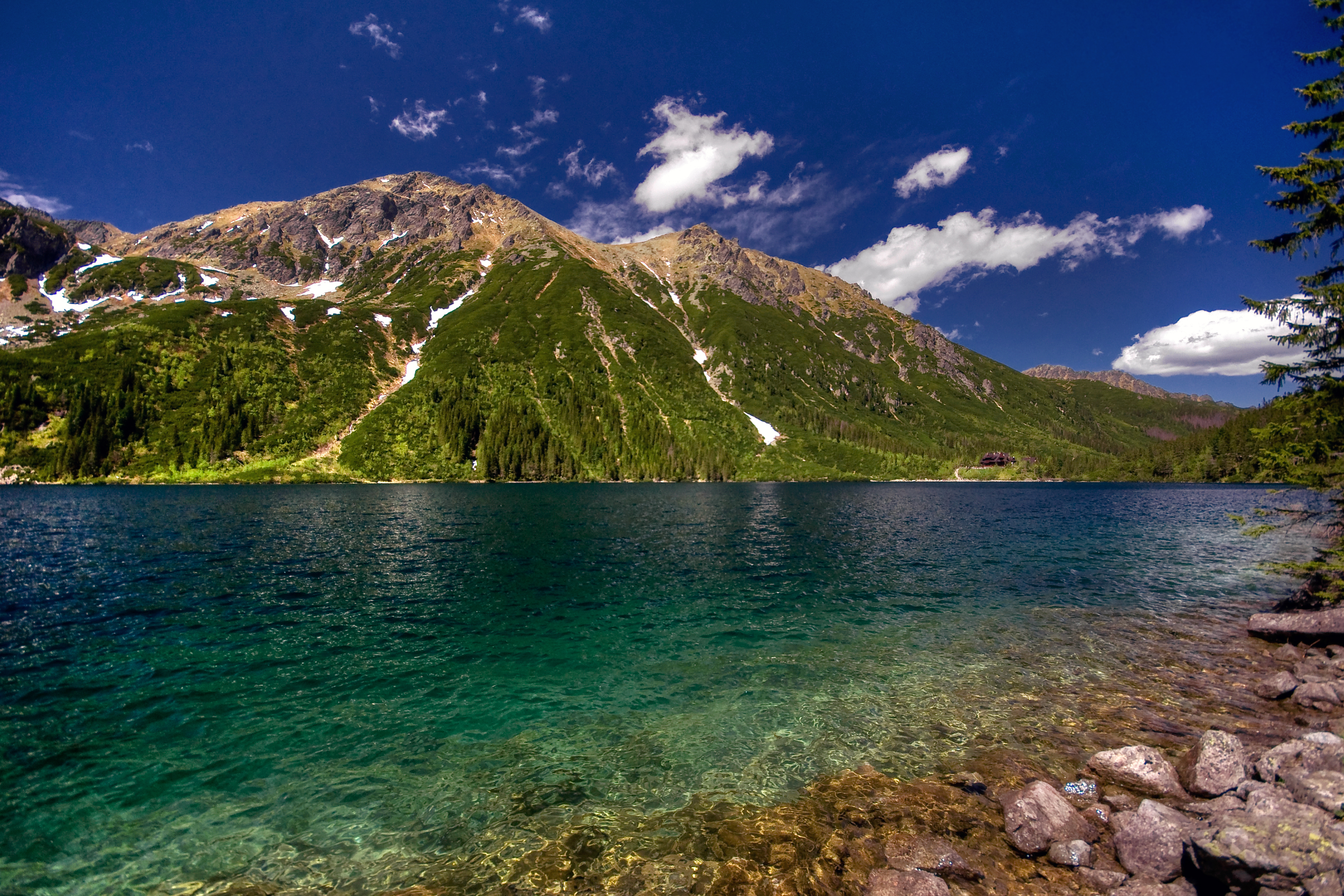
Morskie Oko, Polen
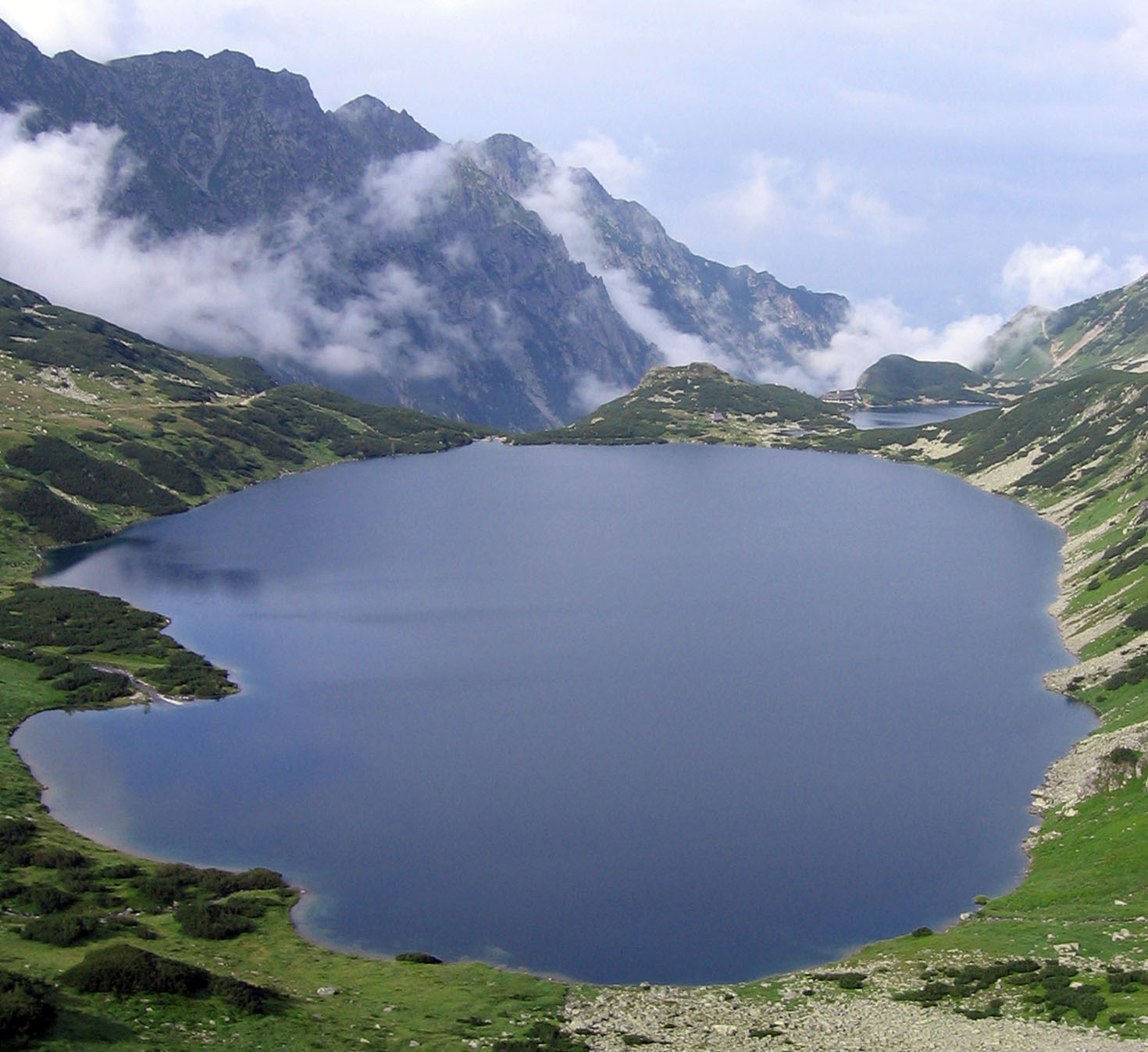
Wielki Staw Polski, Polen
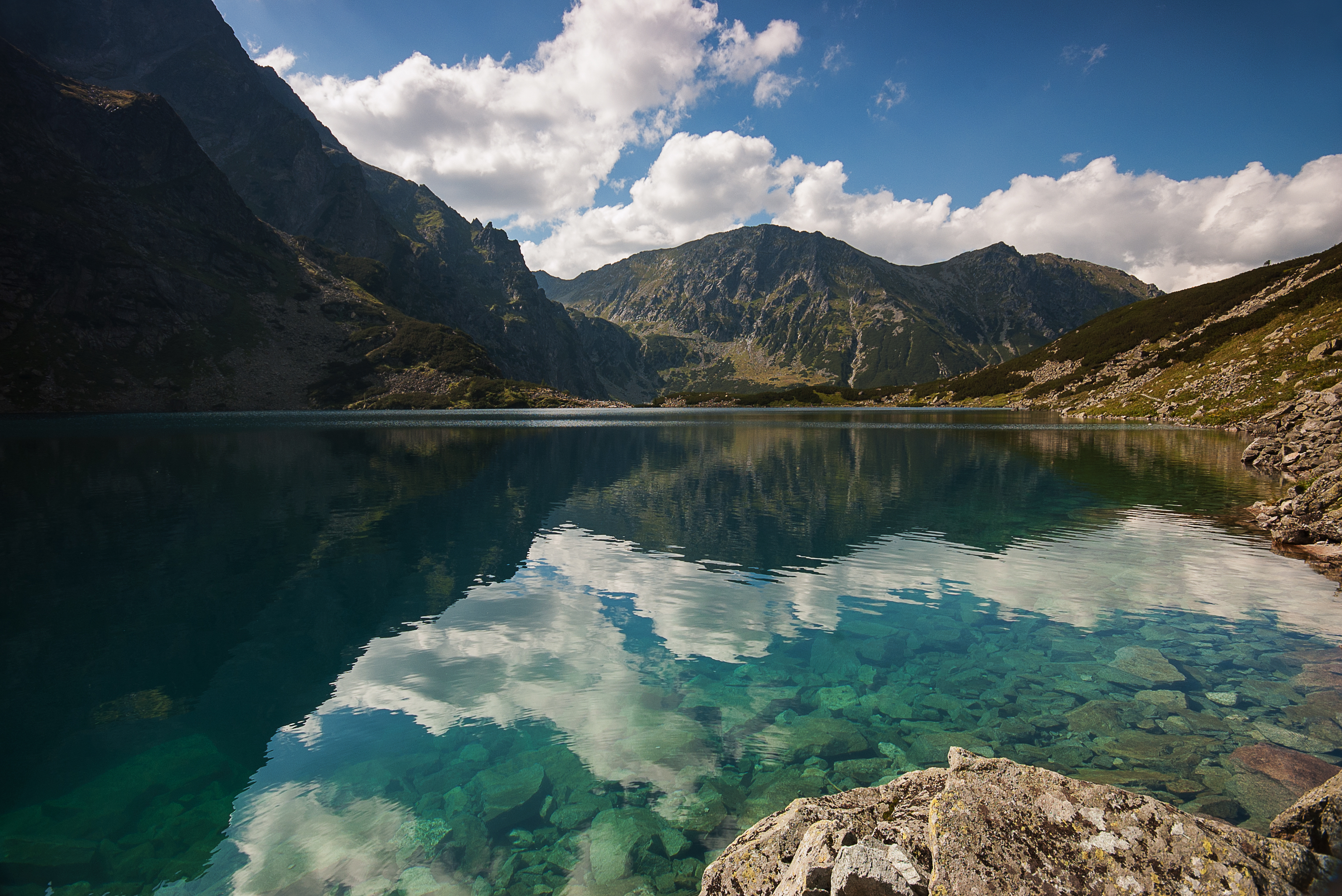
Czarny Staw pod Rysami, Polen
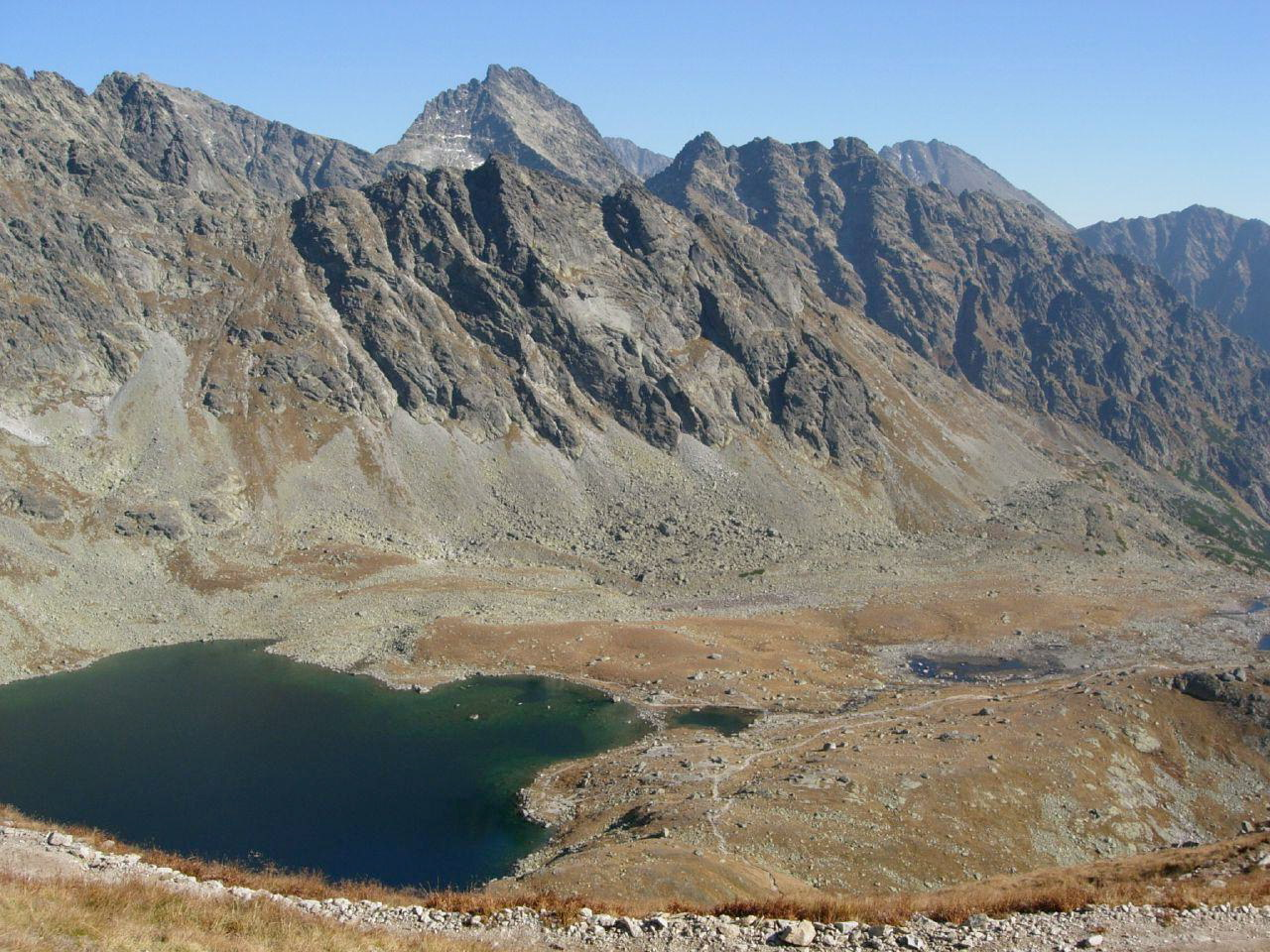
Veľké Hincovo pleso, Slowakei
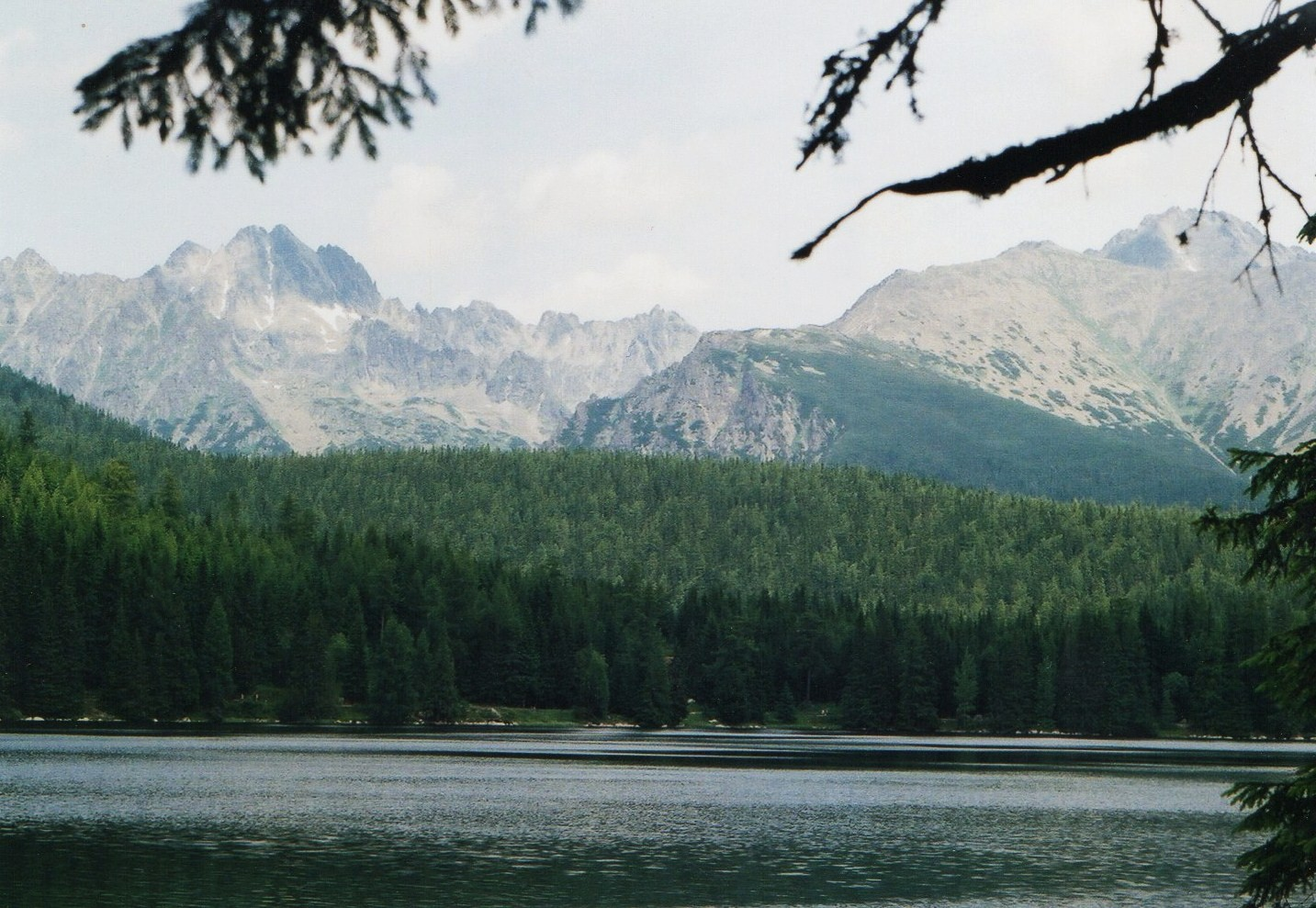
Štrbské pleso, Slowakei
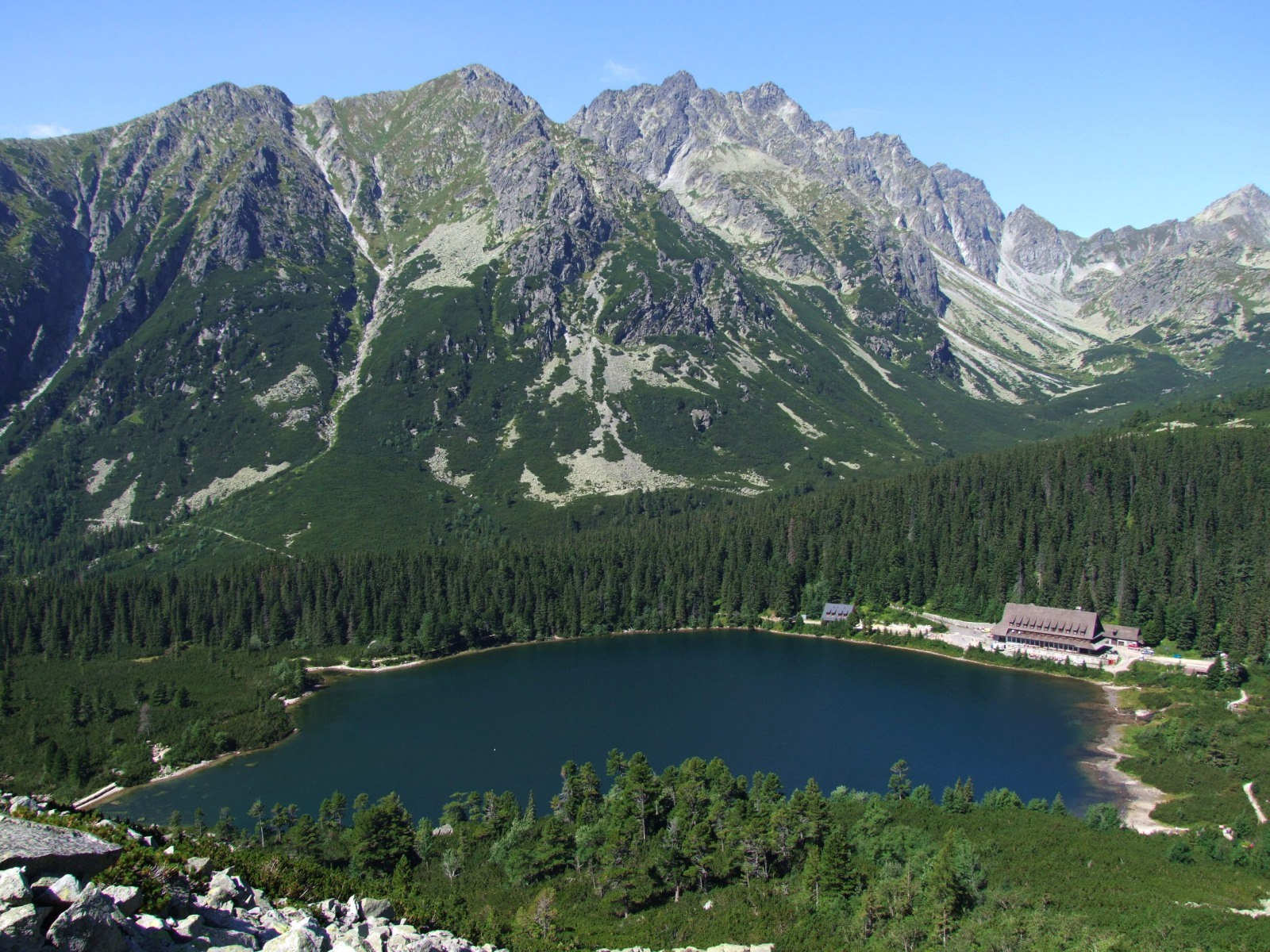
Popradské pleso, Slowakei
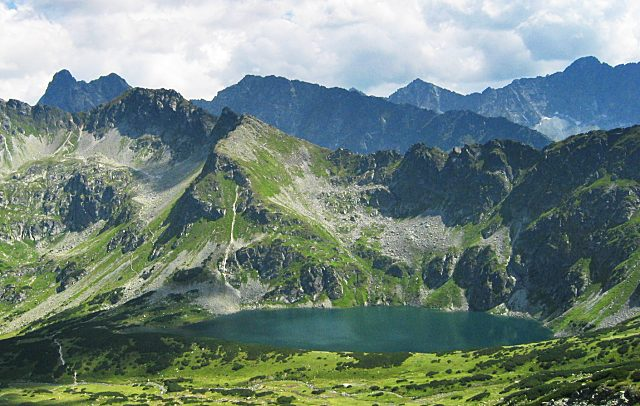
Czarny Staw Polski, Polen
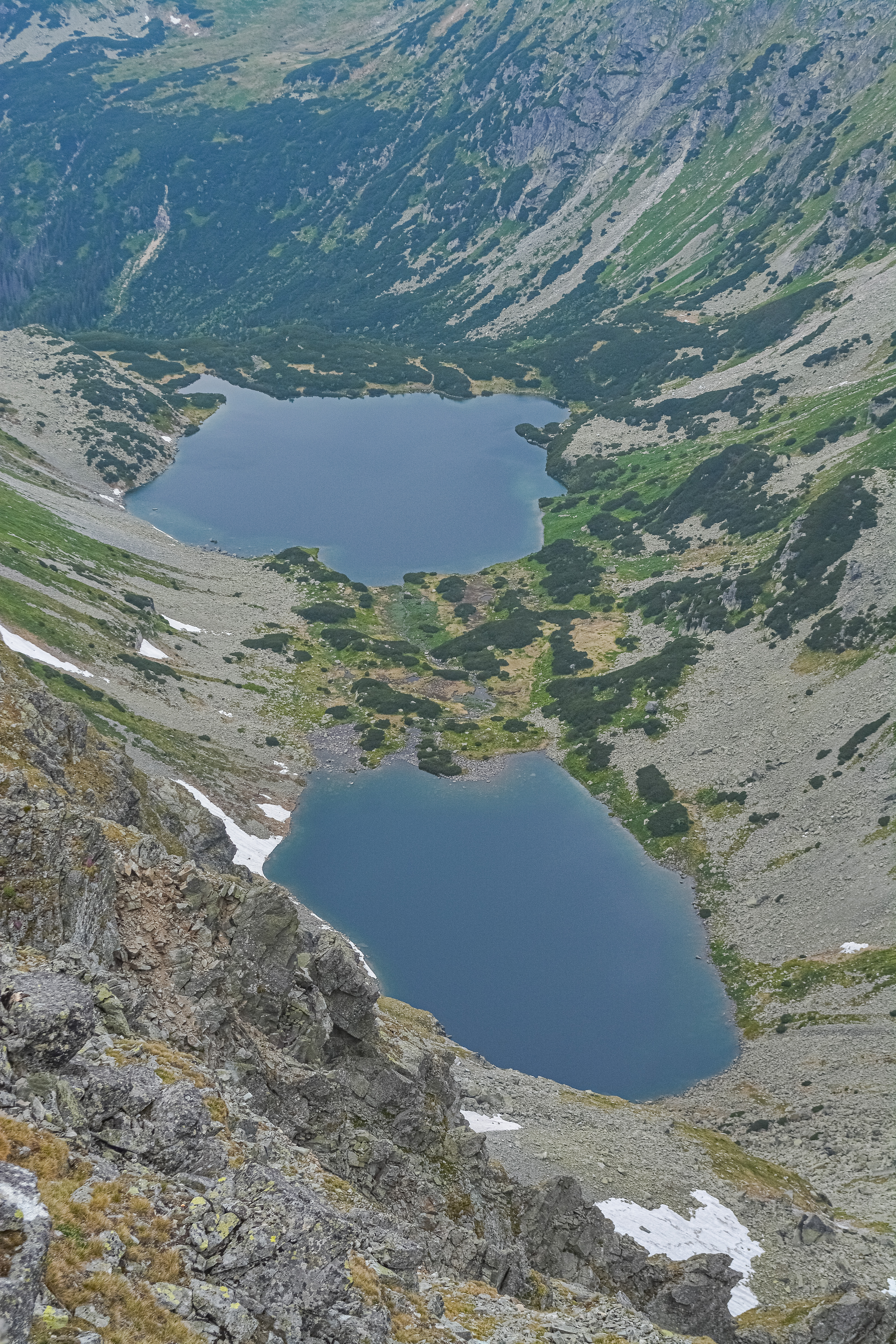
Vyšné Temnosmrečinské pleso und Nižné Temnosmrečinské pleso, Slowakei
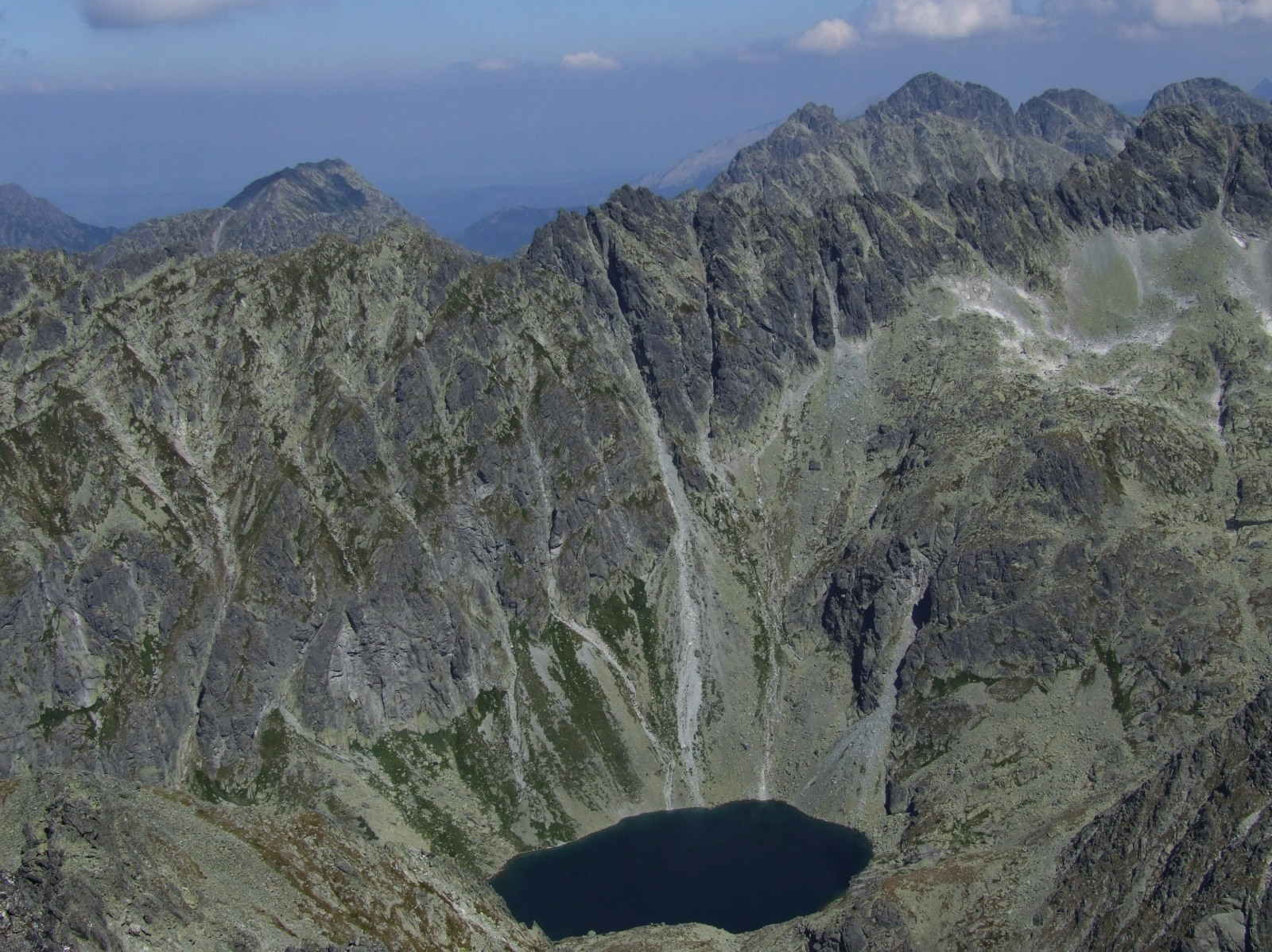
Nižné Terianske pleso, Slowakei
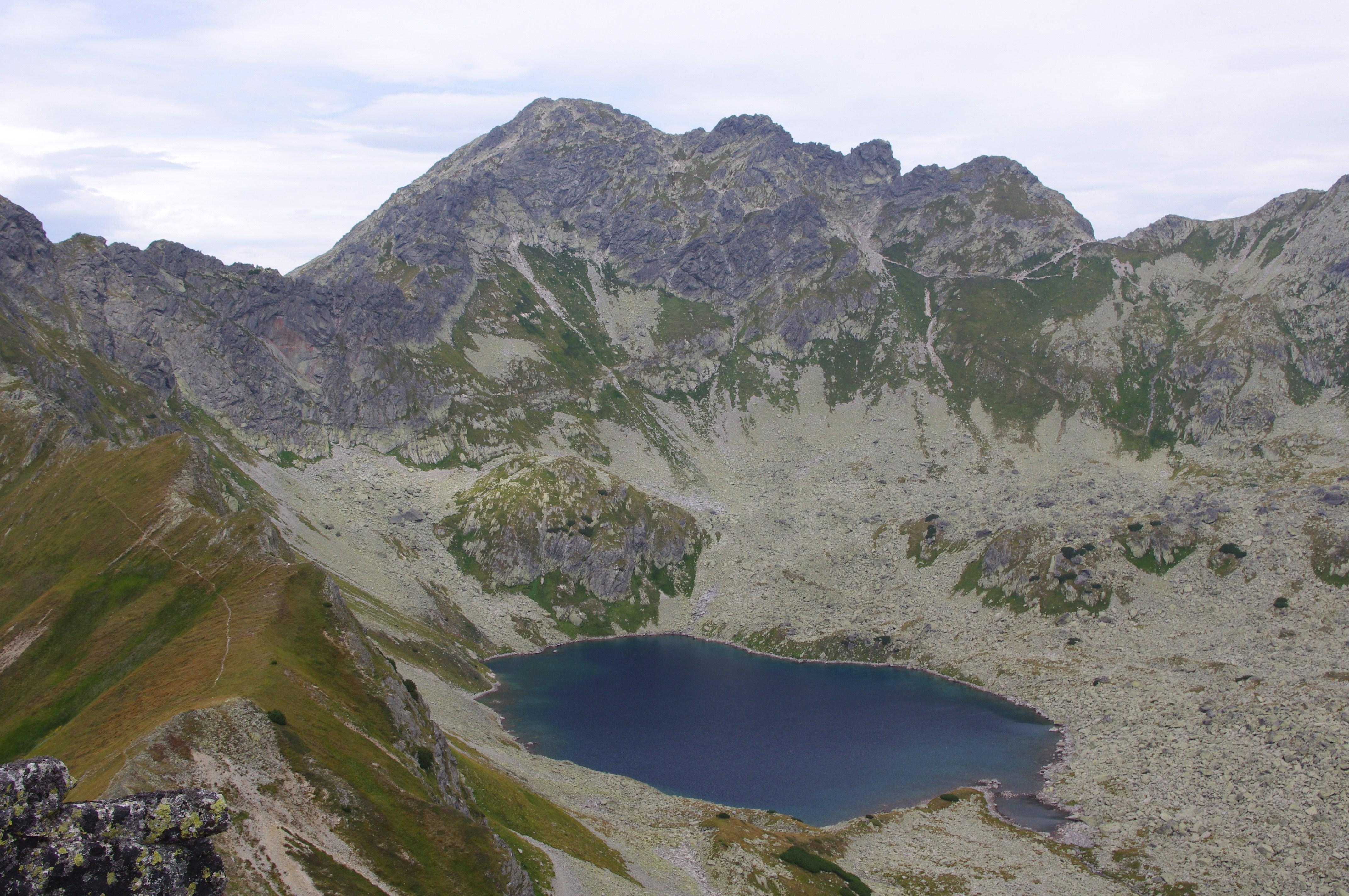
Zadni Staw Polski Polen

### Wasserfälle
| Name des Wasserfalls      | Deutsche Bezeichnung         | Bach                   | Höhe (m)                 |
| ------------------------- | ---------------------------- | ---------------------- | ------------------------ |
| Kmeťov vodopád            | Mittlerer Neftzer-Wasserfall | Nefcerský potok        | 80                       |
| Vajanského vodopád        | -                            | Temnosmrečinský potok  | 30                       |
| Skok                      | Schleierfall                 | Mlynica                | 25                       |
| Obrovský vodopád          | Riesenwassefall              | Malý Studený potok     | 20                       |
| Vodopády Studeného potoka | Kohlbach-Wasserfälle         | Studený potok          |                          |
| Hviezdoslavov vodopád     | Entenwassefall               | Zelený potok           | 20                       |
| Ťažký vodopád             | -                            | Ťažký potok            |                          |
| Siklawa                   | Siklawafall                  | Roztoka                | 80                       |
| Czarnostawiańska Siklawa  | Schwarzseefall               | Czarnostawiański Potok | 200 in mehreren Kaskaden |
| Dwoista Siklawa           | Doppelfall                   | Mnichowy Potok         | 55                       |
| Wodogrzmoty Mickiewicza   | Mickiewiczfälle              | Roztoka                | 30                       |
| Buczynowa Siklawa         | Buczynowafall                | Buczynowy Potok        | 30                       |

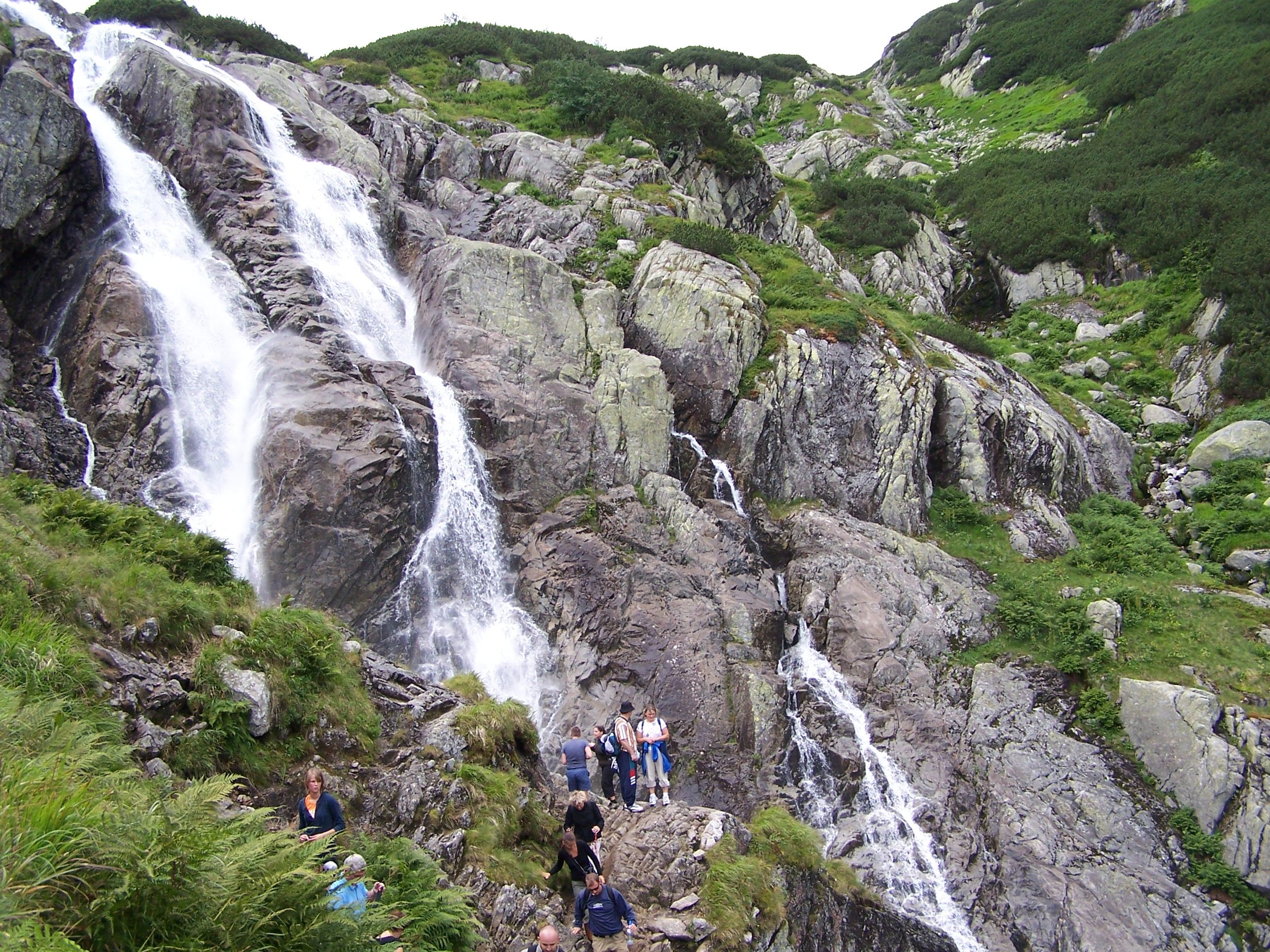
Siklawa, Polen
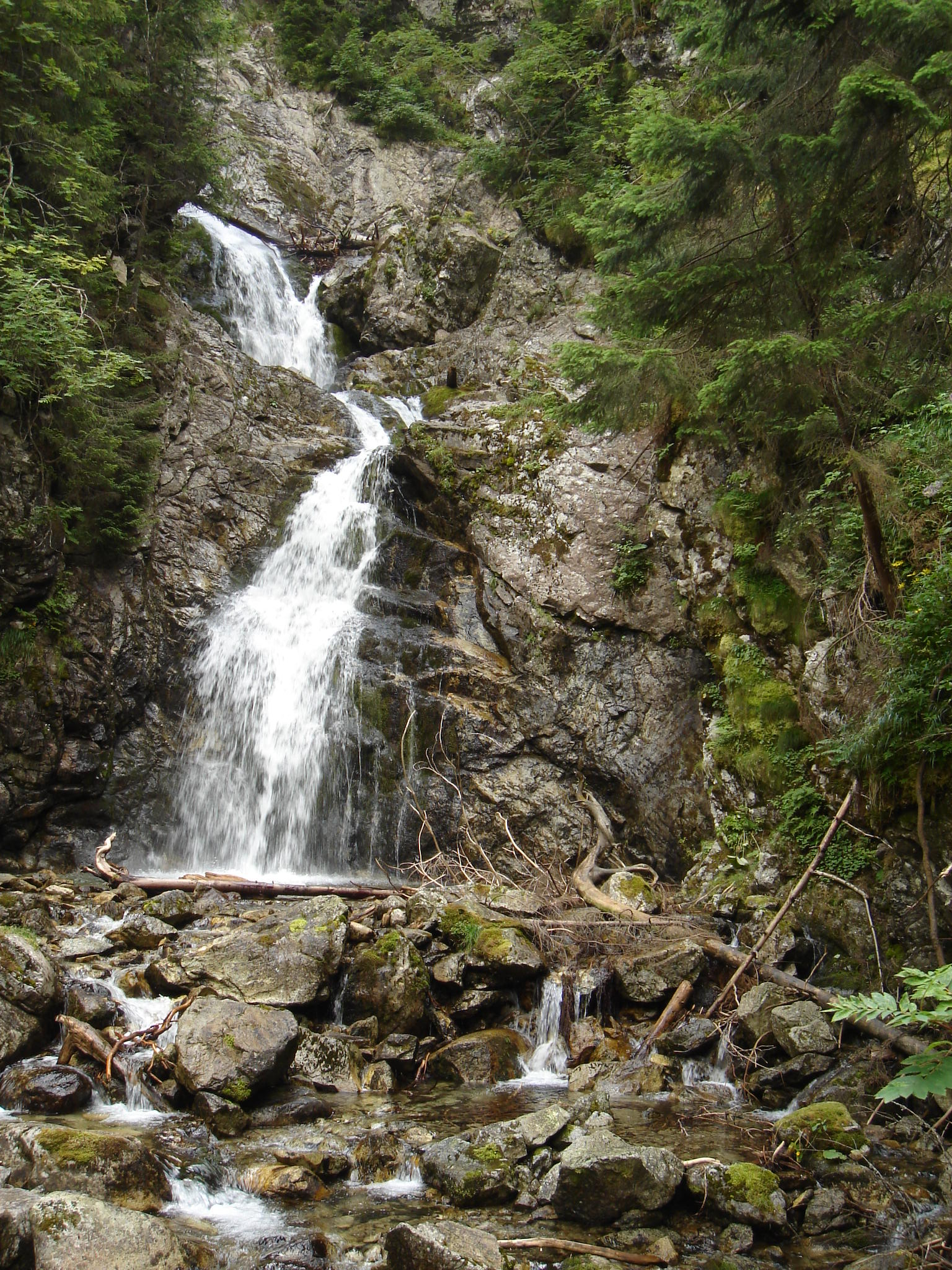
Kmeťov vodopád, Slowakei
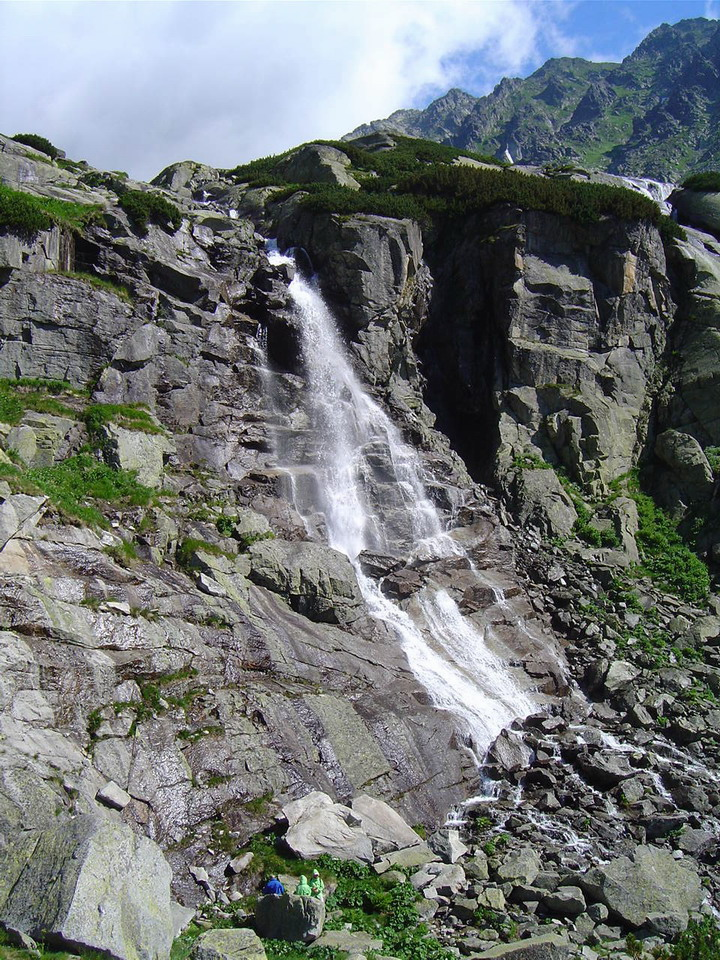
Skok, Slowakei
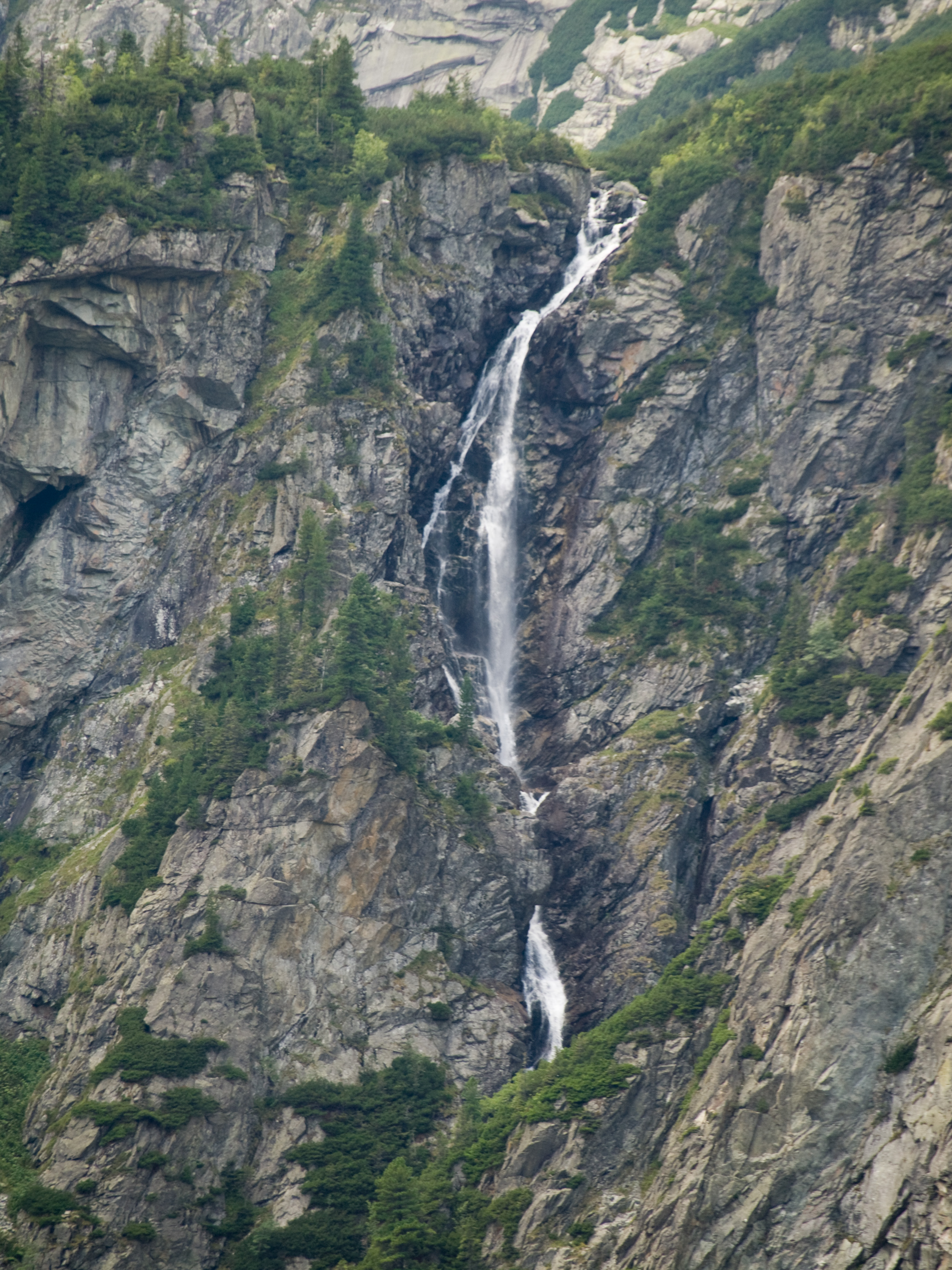
Ťažký vodopád, Slowakei
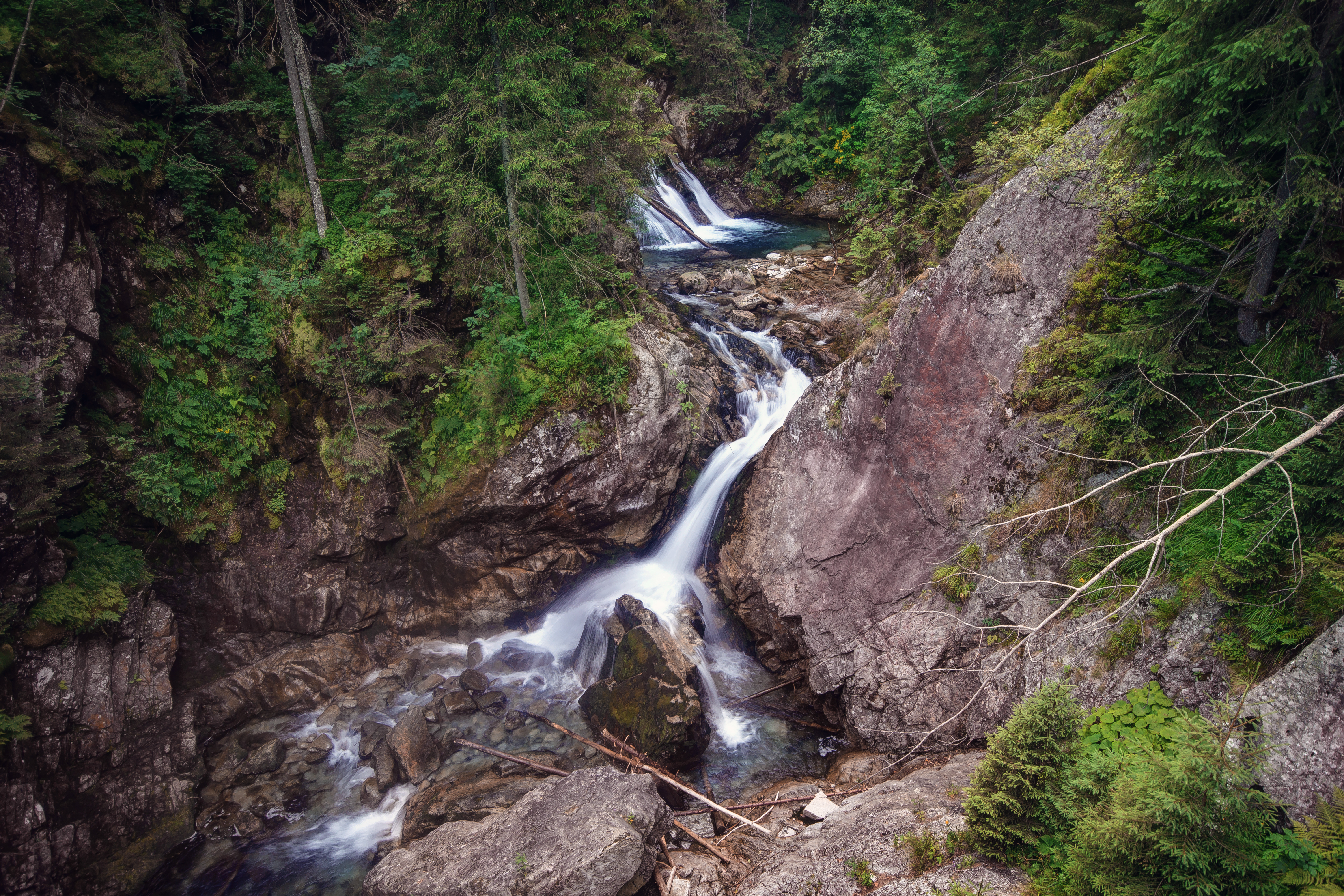
Wodogrzmoty Mickiewicza, Polen
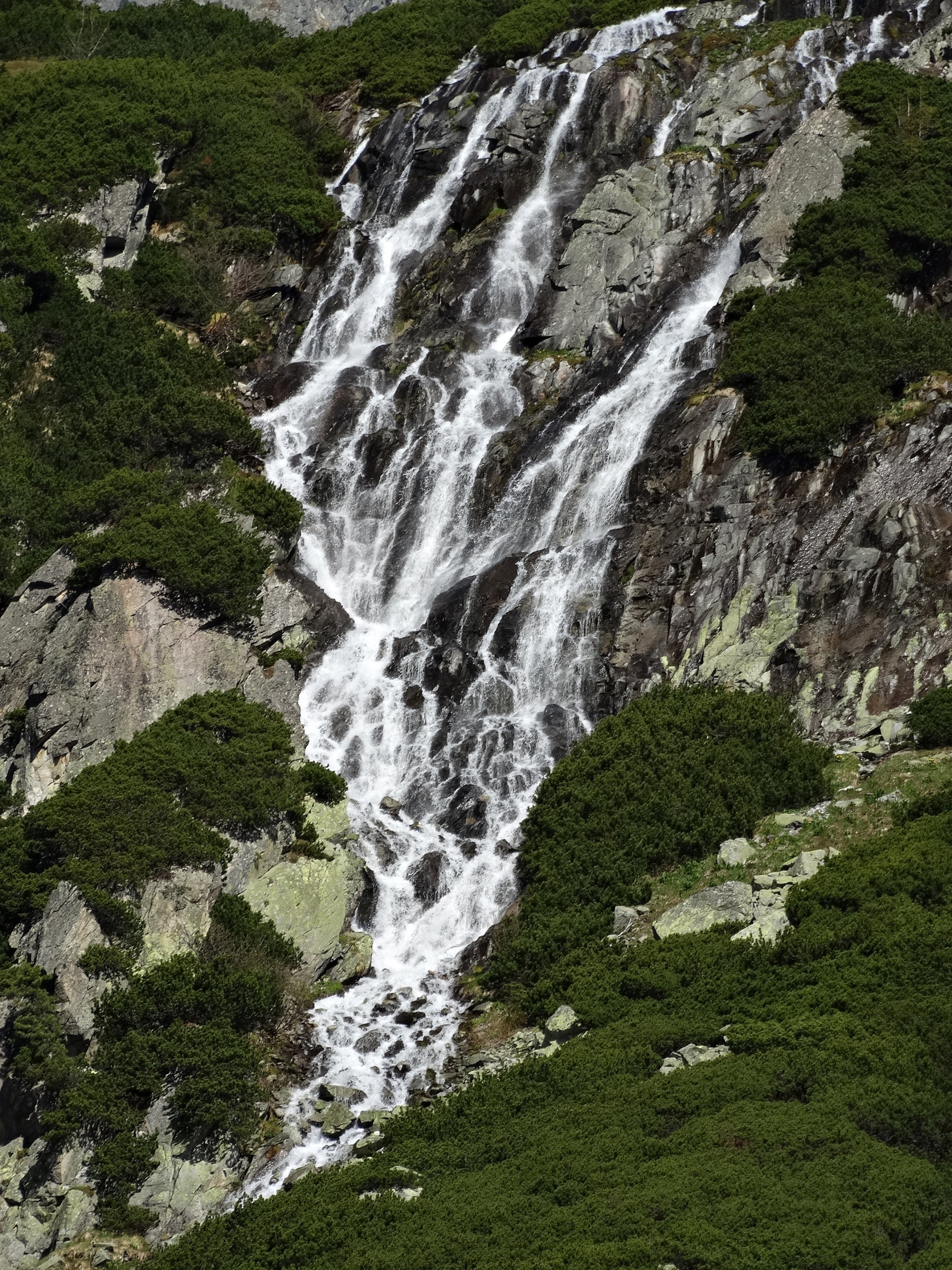
Buczynowa Siklawa, Polen

## Höhlen
Im Gegensatz zur aus Kalkstein gebauten Westlichen Tatra besteht die Hohe Tatra vor allem aus Granit und ist daher verglichen mit der Westlichen Tatra arm an Karsterscheinungen. Gleichwohl gibt es in der Hohen Tatra einige bekannte Höhlen. Allein auf polnischer Seite sind derzeit (Stand Februar 2017) 46 Höhlen erschlossen. Im slowakischen Teil sind mehr als 400 Höhlen bekannt. Stand 2020 sind die längsten bekannten Höhlensysteme Mesačný tieň (Länge 31.840 m, Tiefe 451 m) und Javorinka (Länge 9.335 m, Tiefe 374 m). Direkt in der Hohen Tatra wird keine Schauhöhle betrieben, in der direkt angrenzenden Belaer Tatra gibt es die Belianska jaskyňa bei Tatranská Kotlina.
| Name der Höhle              | Deutsche Bezeichnung | Länge (m) | Tiefe (m) | Berg            |
| --------------------------- | -------------------- | --------- | --------- | --------------- |
| Studnia w Mnichu            | Brunnen im Mönch     | 59,3      | 22,3      | Mnich           |
| Jaskinia Wołoszyńska Niżnia | Untere Woloszynhöhle | 46,4      | 15,7      | Wołoszyn        |
| Jaskinia Wołoszyńska Wyżnia | Obere Woloszynhöhle  | 44        | 10,2      | Wołoszyn        |
| Wielka Żabia Szpara         | Große Froschspalte   | 35,8      | 26        | Siedem Granatów |
| Cubryńska Dziura I          | Cubrynaloch I        | 27        | 11,5      | Cubryna         |

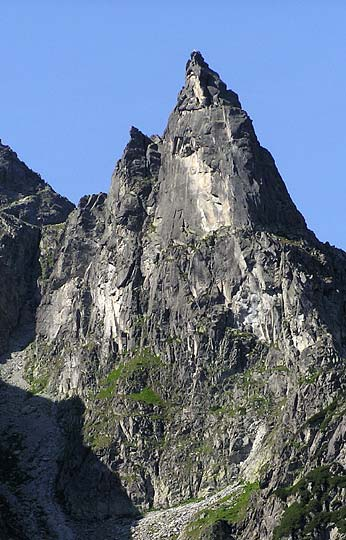
Ostwand des Mnich, Polen
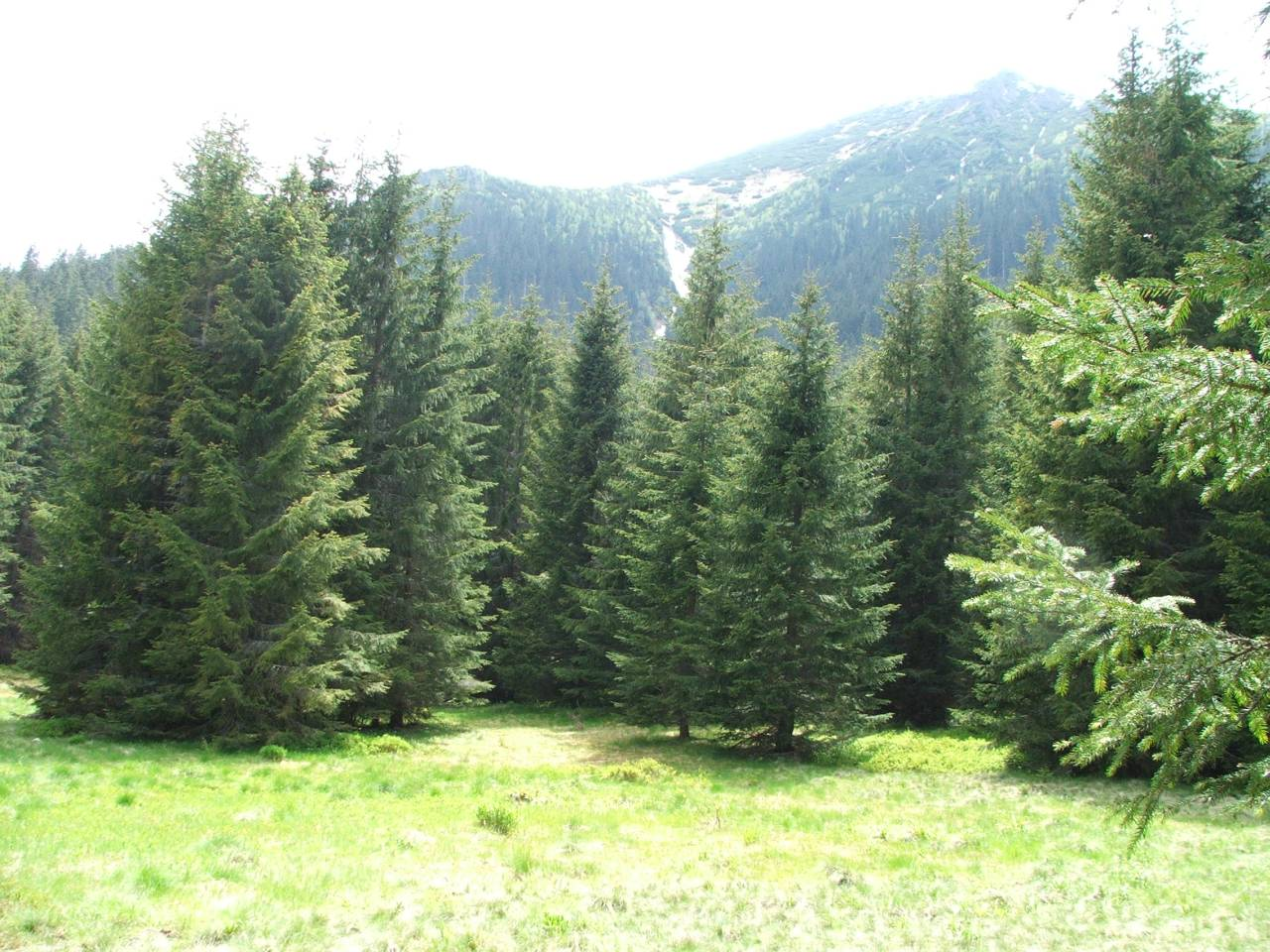
Zugang zum Wołoszyn, Polen
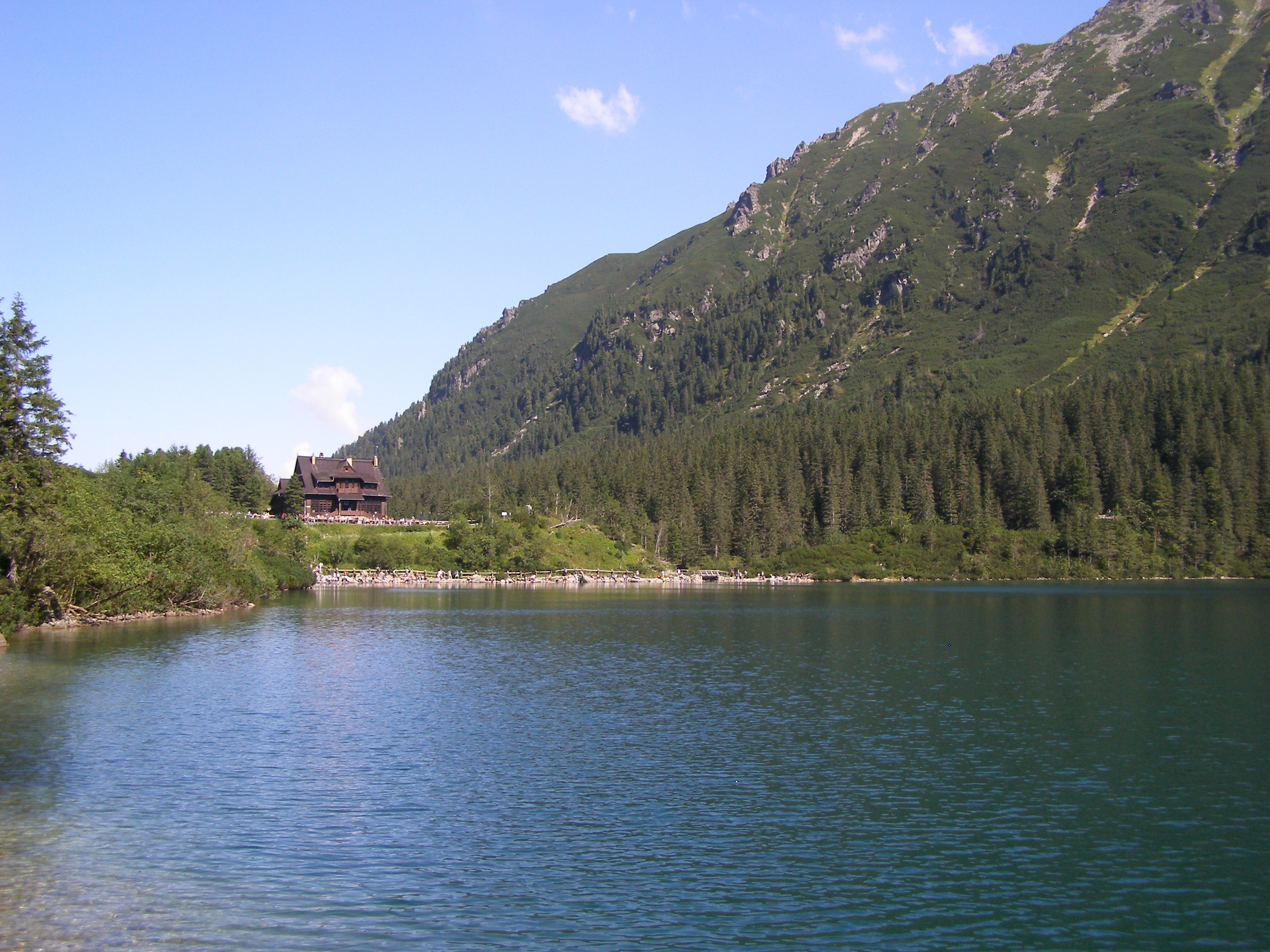
Westwand der Siedem Granatów, Polen
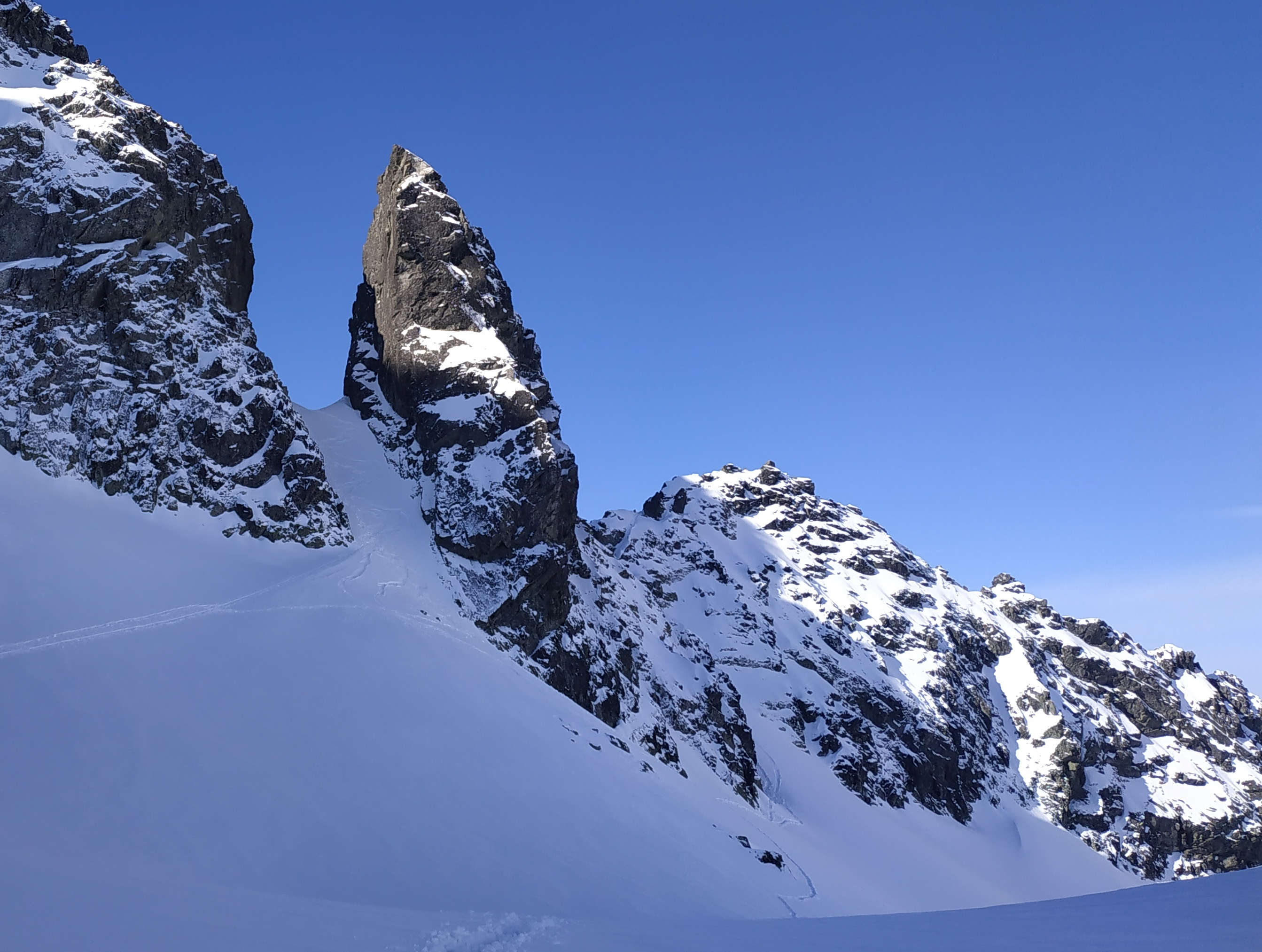
Ostwand der Cubryna, Polen

## Natur

### Flora
Die Flora der Hohen Tatra kann nach Höhenlage in verschiedene Abschnitte eingeteilt werden.
- 1.200–1.250 m über dem Meer – hier befinden sich Mischwälder
- 1.250–1.500 m – hier befinden sich Nadelwälder und es dominiert die Fichte (Picea abies). Bei 1.500 m über dem Meeresspiegel verläuft die Baumgrenze.
- 1.500–1.800 m – in der subalpinen Zone dominiert die Bergkiefer (Pinus mugo)
- 1.800–2.300 m – in der Almzone dominieren Gräser
- über 2.300 m – in der Felszone wachsen noch ca. 120 Pflanzenarten

In der Hohen Tatra gibt es ca. 1.300 Pflanzenarten, 700 Arten von Moosen, 1.000 Pilzarten und 900 Arten von Flechten. Die Flora der Hohen Tatra ist der Flora der Alpen und anderer Hochgebirge ähnlich. So findet sich in der Hohen Tatra z. B. auch das Edelweiß (Leontopodium alpinum), der Türkenbund (Lilium martagon), die Silberdistel (Carlina acaulis), Nelkenwurzen (Geum montanum), Fetthennen-Steinbrech (Saxifraga aizoides) und die Kuhschelle (Pulsatila alpina). Krokusse (Crocus scepusiensis Borbás) trifft man in den Tälern der Hohen Tatra seltener als in der Westlichen Tatra.
Zu den eigenen Arten, die sich in der Hohen Tatra gebildet haben, gehören: Tatranelken (Dianthus nitidus), Tatrarittersporne (Delphinium oxysepalum), Tatraberufkräuter (Erigeron hungaricus), Tatraschöterriche (Erysimum wahlenbergii), Tatrasteinbrechgewächse (Saxifraga perdurans), Tatraalpenglöckchen (Soldanella carpatica), Tatraläuferkräuter (Cochlearia tatrae) und Tatrarispengräser (Poa nobilis) u. a.

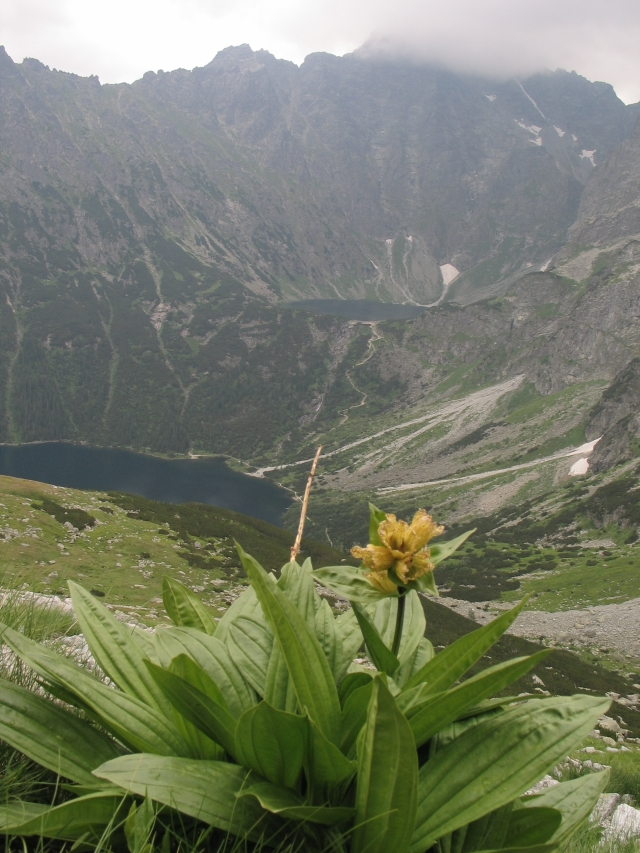
Enzian (Morskie Oko)
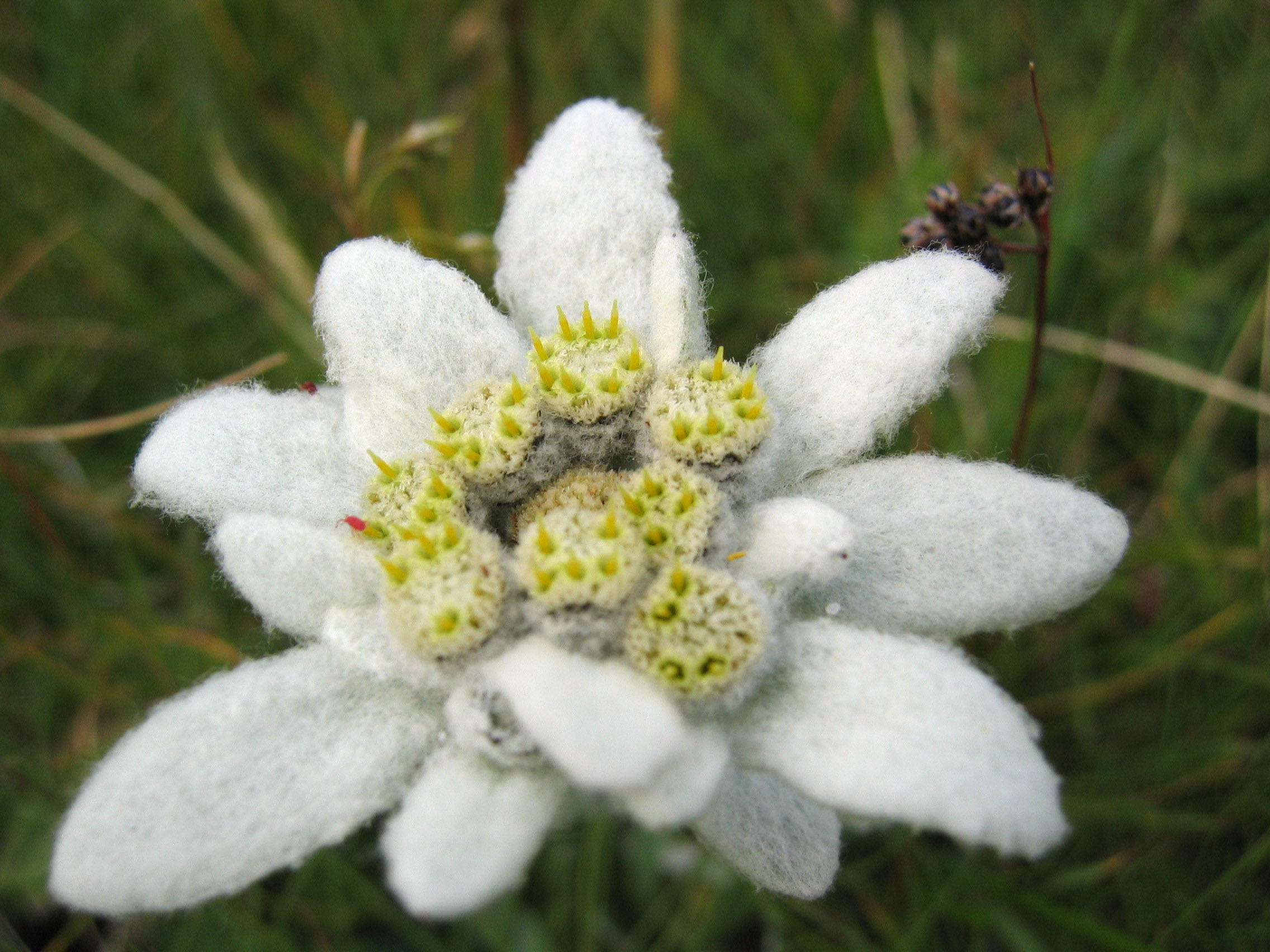
Edelweiß
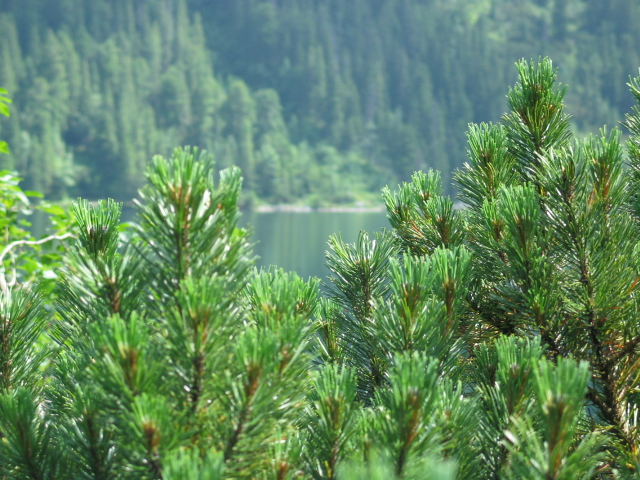
Bergkiefer (Morskie Oko)
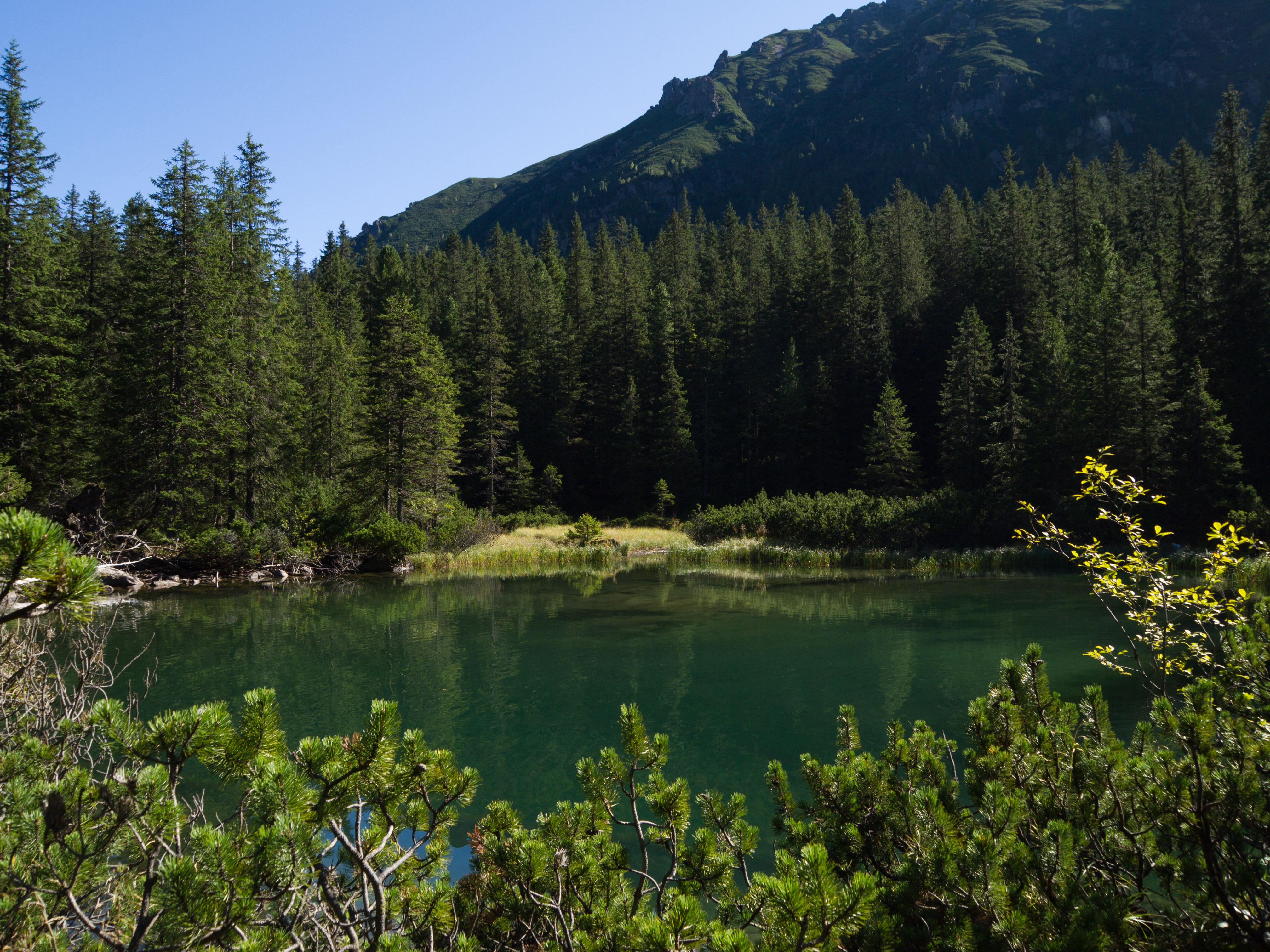
Nadelbäume (Dolina Rybiego Potok)
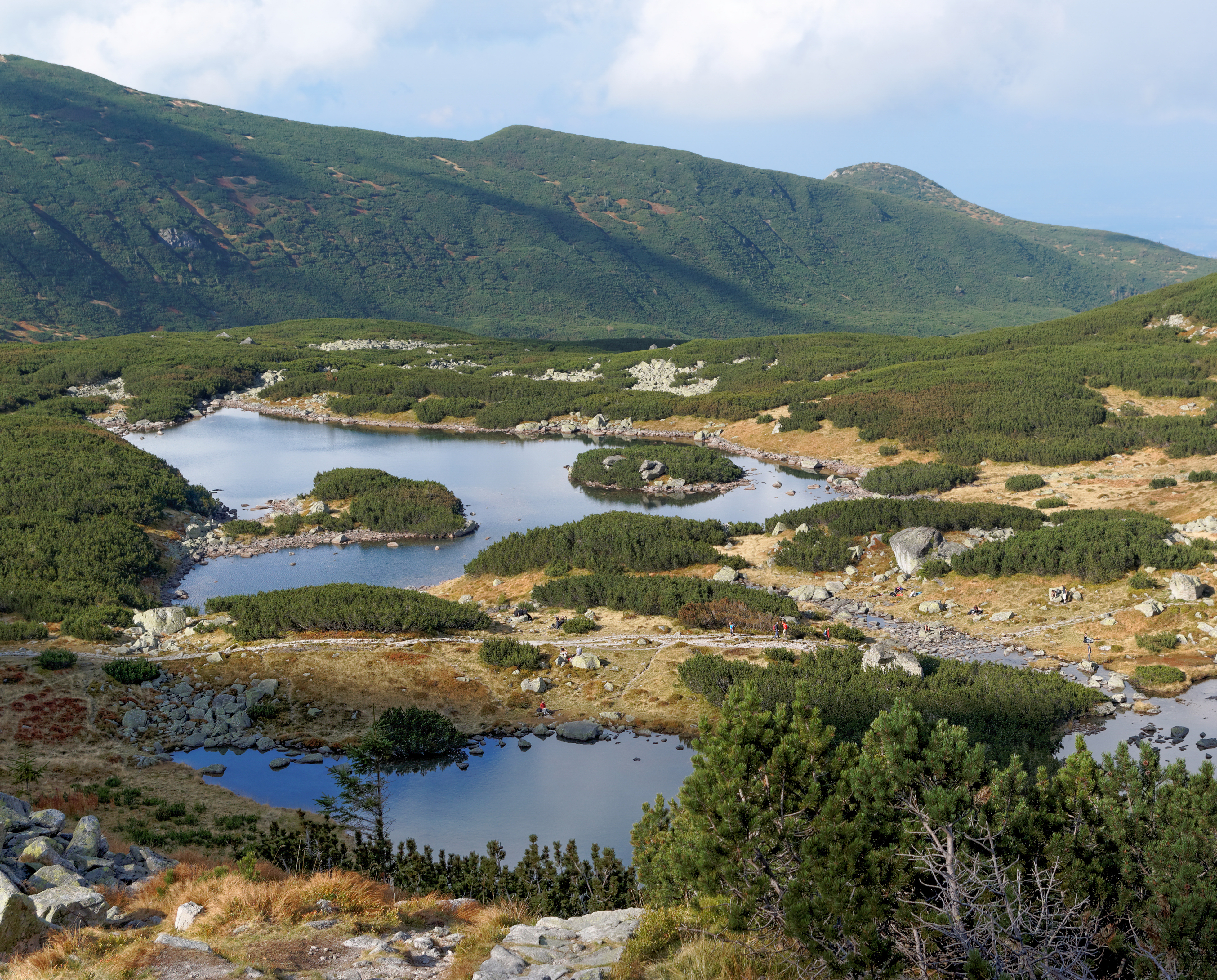
Subalpine Zone (Dolina Gąsienicowa)
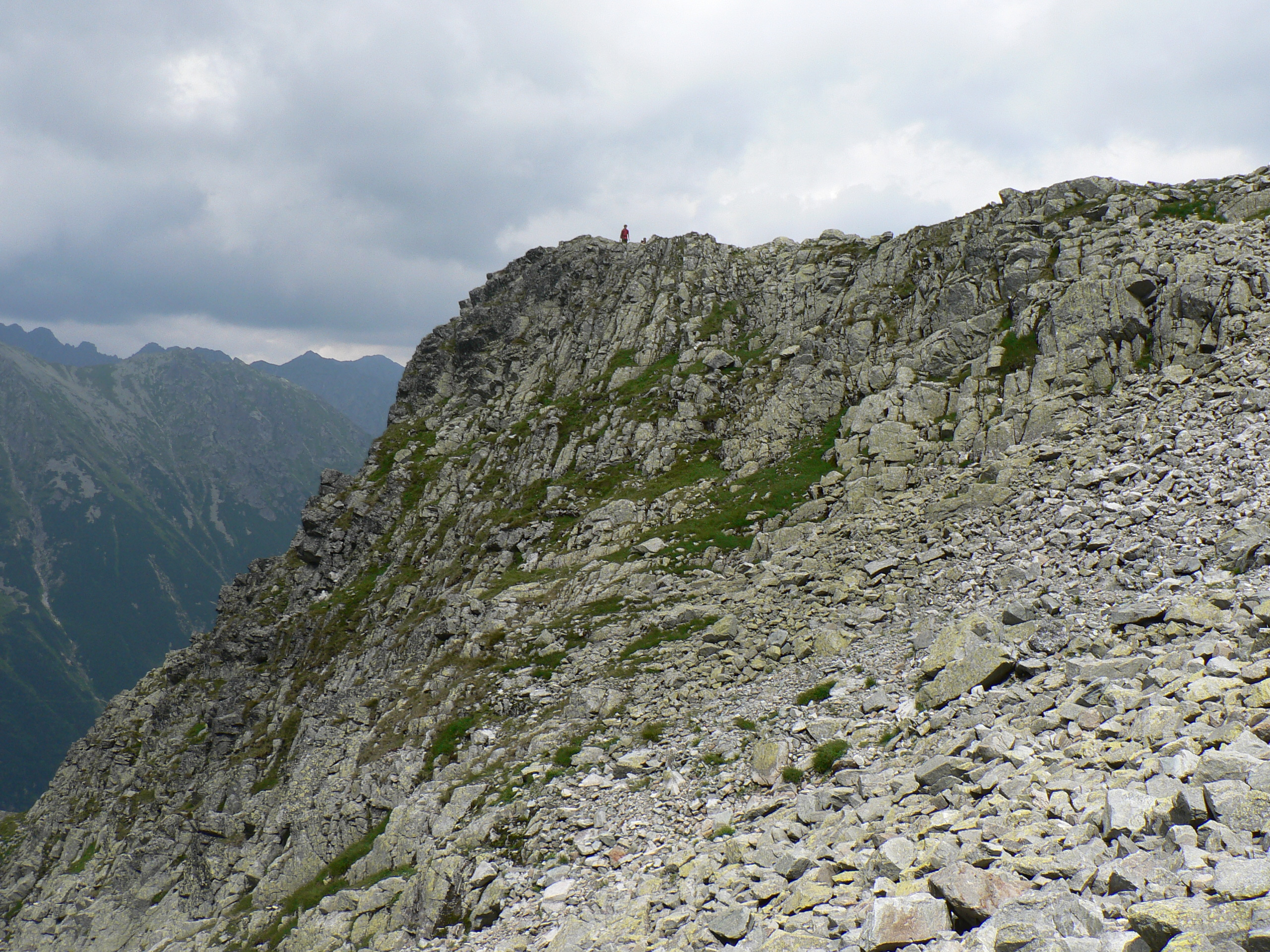
Felszone (Rysy)

### Fauna
Die Fauna in der Hohen Tatra ist der Fauna in den Alpen und anderen Hochgebirgen ähnlich. Aufgrund der abgeschiedenen Lage der Hohen Tatra als einzigem Hochgebirge zwischen Alpen und Taurus haben sich jedoch auch Tierarten entwickelt, die sonst in der Welt nicht auftreten. Die Tierwelt der Hohen Tatra kann in zwei Kategorien geteilt werden: die Fauna unterhalb der Baumgrenze und die Fauna oberhalb der Baumgrenze.
Zu den Tierarten, die unterhalb der Baumgrenze leben, gehören: Reh (Capreolus capreolus), Hirsch (Cervus elaphus), Fuchs (Vulpes vulpes), Dachs (Meles meles), Luchs (Lynx lynx), Wildkatze (Felis silvestris), Hermelin, Braunbär (Ursus arctos), Wildschwein (Sus scrofa), Wolf (Canis lupus), Uhu (Bubo bubo), Kolkrabe (Corvus corax), Steinadler (Aquila chrysaetos), Mäusebussard (Buteo buteo), Habicht (Accipiter gentilis), Wanderfalke (Falco peregrinus), Turmfalke (Falco tinnunculus), Rauchschwalbe (Hirundo rustica), Auerhuhn (Tetrao urogallus), Birkhuhn (Lyrurus tetrix), Stockente (Anas platyrhynchos), Buntspecht (Dendrocopos major), Kuckuck (Cuculus canorus), Fichtenkreuzschnabel (Loxia curvirostra), Ringdrossel (Turdus torquatus), Alpenbraunelle (Prunella collaris), Haselhuhn (Bonasa bonasia), Schreiadler (Aquila pomarina), Wasseramsel (Cinclus cinclus), Schwarzmilan (Milvus migrans), Rotmilan (Milvus milvus), Weißstorch (Ciconia ciconia), Schwarzstorch (Ciconia nigra), Bachforelle (Salmo trutta), Fledermaus (Chiroptera), Kreuzotter (Vipera berus), Waldeidechse (Zootoca vivipara), Feuersalamander (Salamandra salamandra), Teichfrosch (Rana esculenta), Eichhörnchen (Sciurus vulgaris), Schwalbenschwanz (Papilio machaon), Tagpfauenauge (Inachis io), u. a.
Zu den Tierarten, die oberhalb der Baumgrenze leben, gehören: Tatramurmeltier (Marmota marmota latirostris), Tatragämse (Rupicapra rupicapra tatrica), Schneemaus (Chionomys nivalis mirhanreini), Tatra-Kleinwühlmaus (Microtus tatricus), Bergpieper (Anthus spinoletta), Mauerläufer (Tichodroma muraria), Tannenhäher (Nucifraga caryocatactes). u. a.

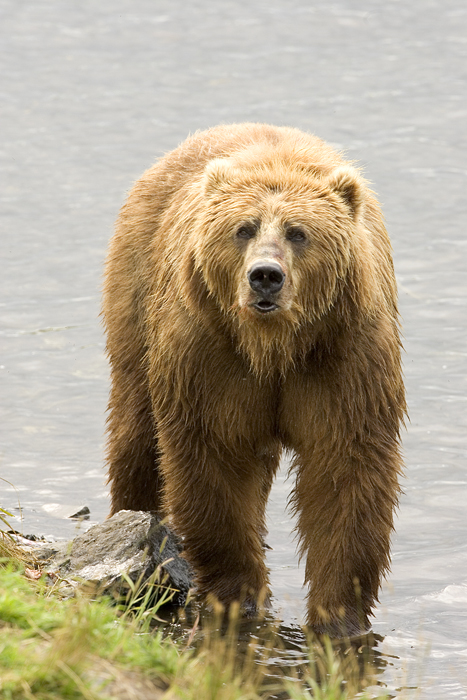
Braunbär
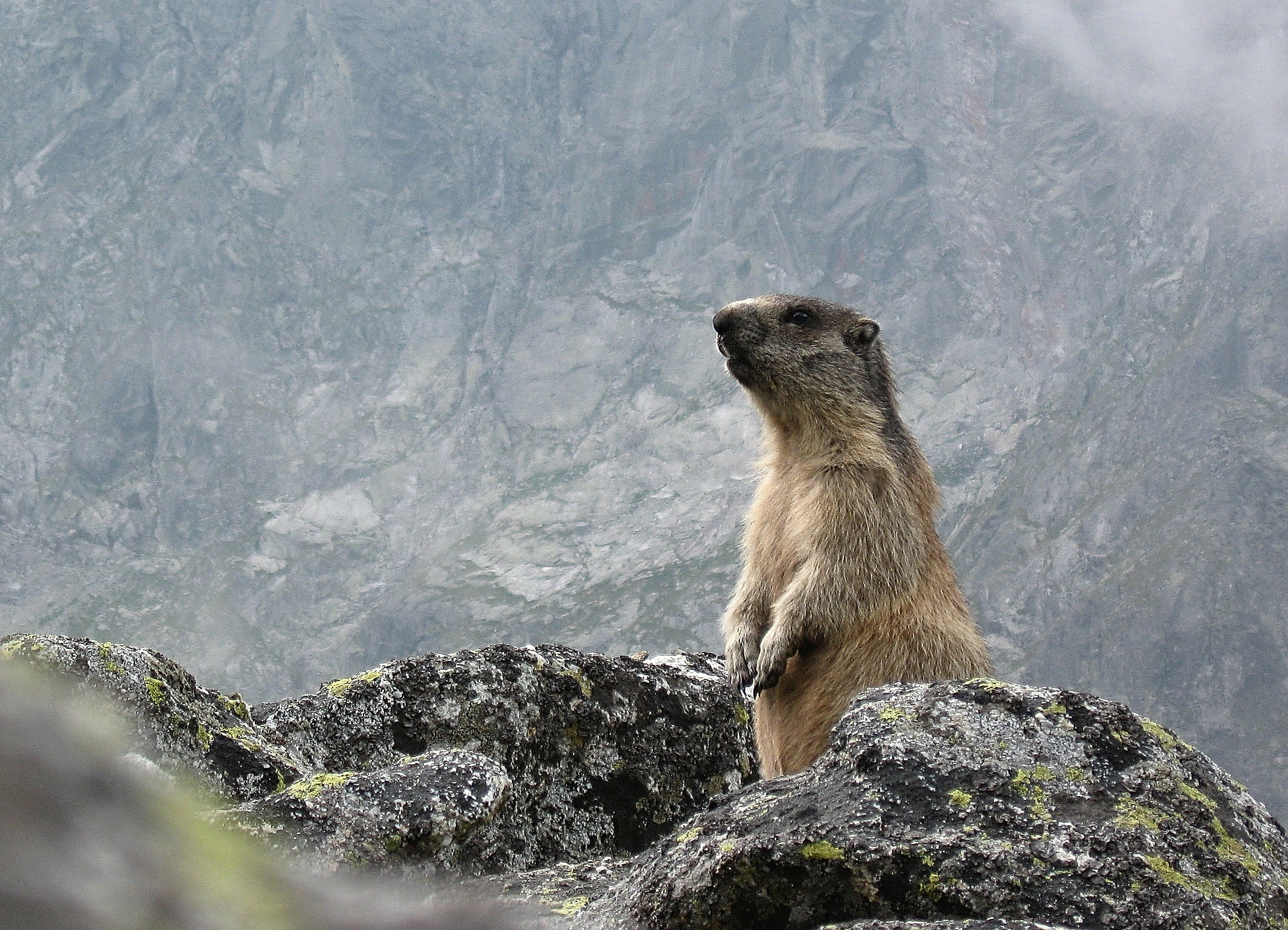
Murmeltier
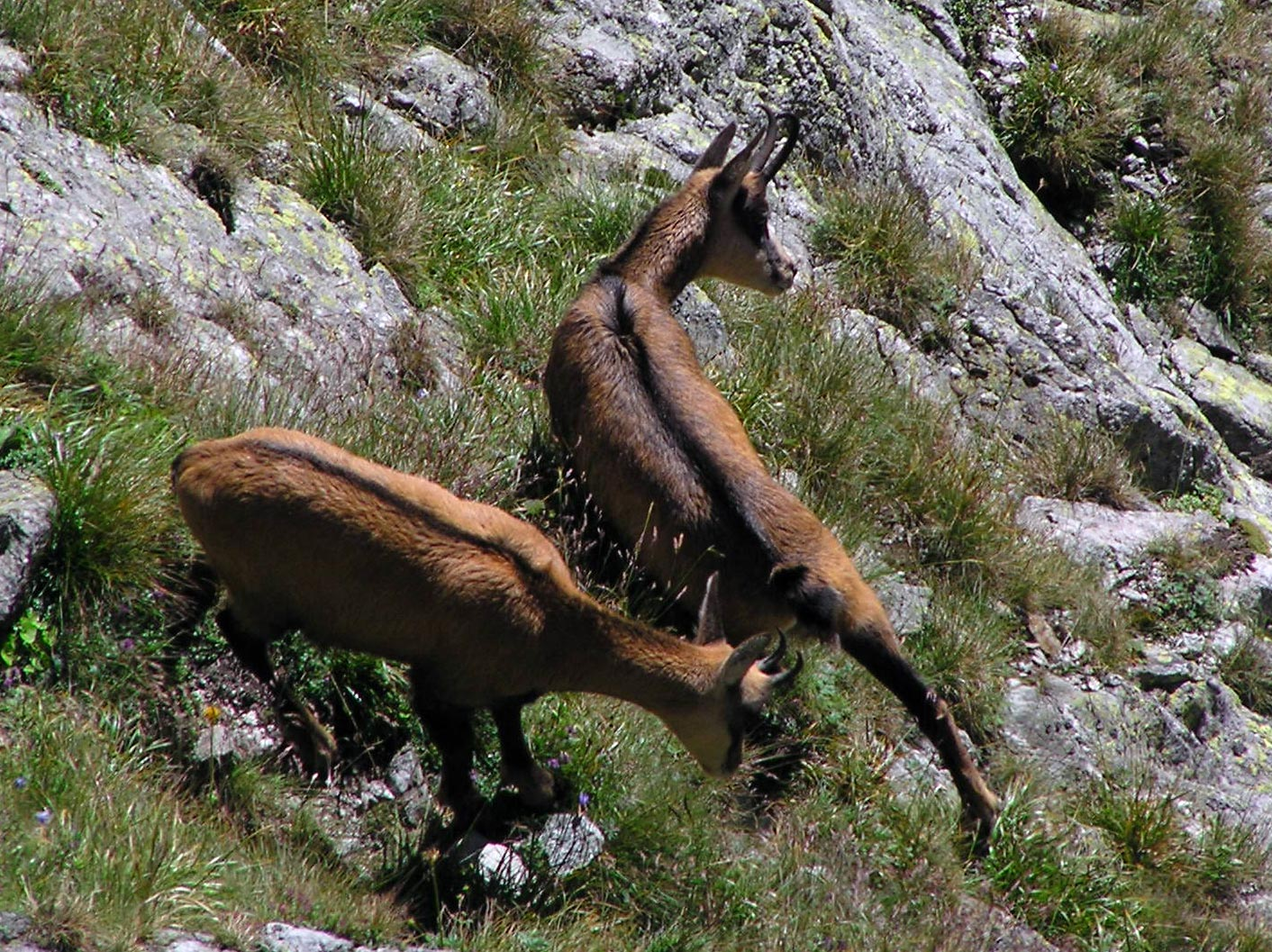
Gämse am Mnich
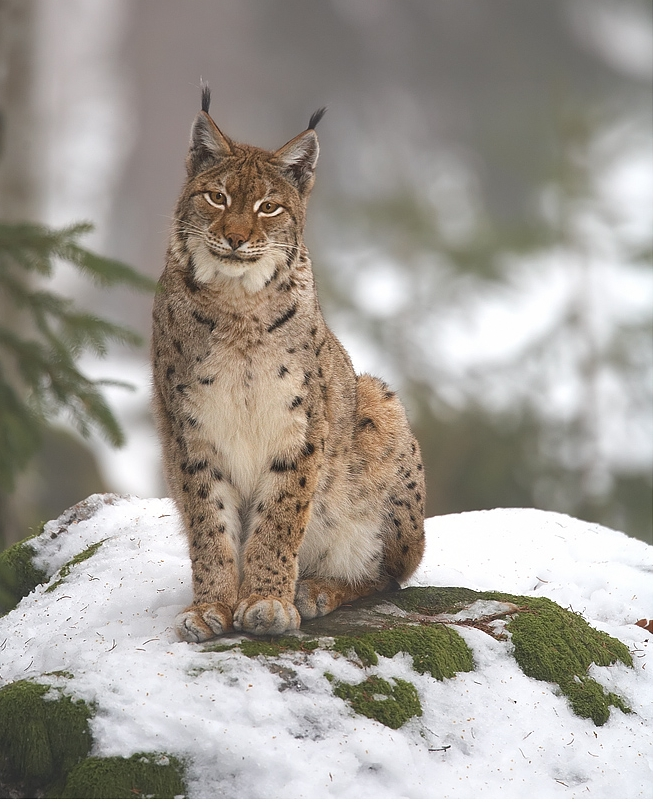
Luchs
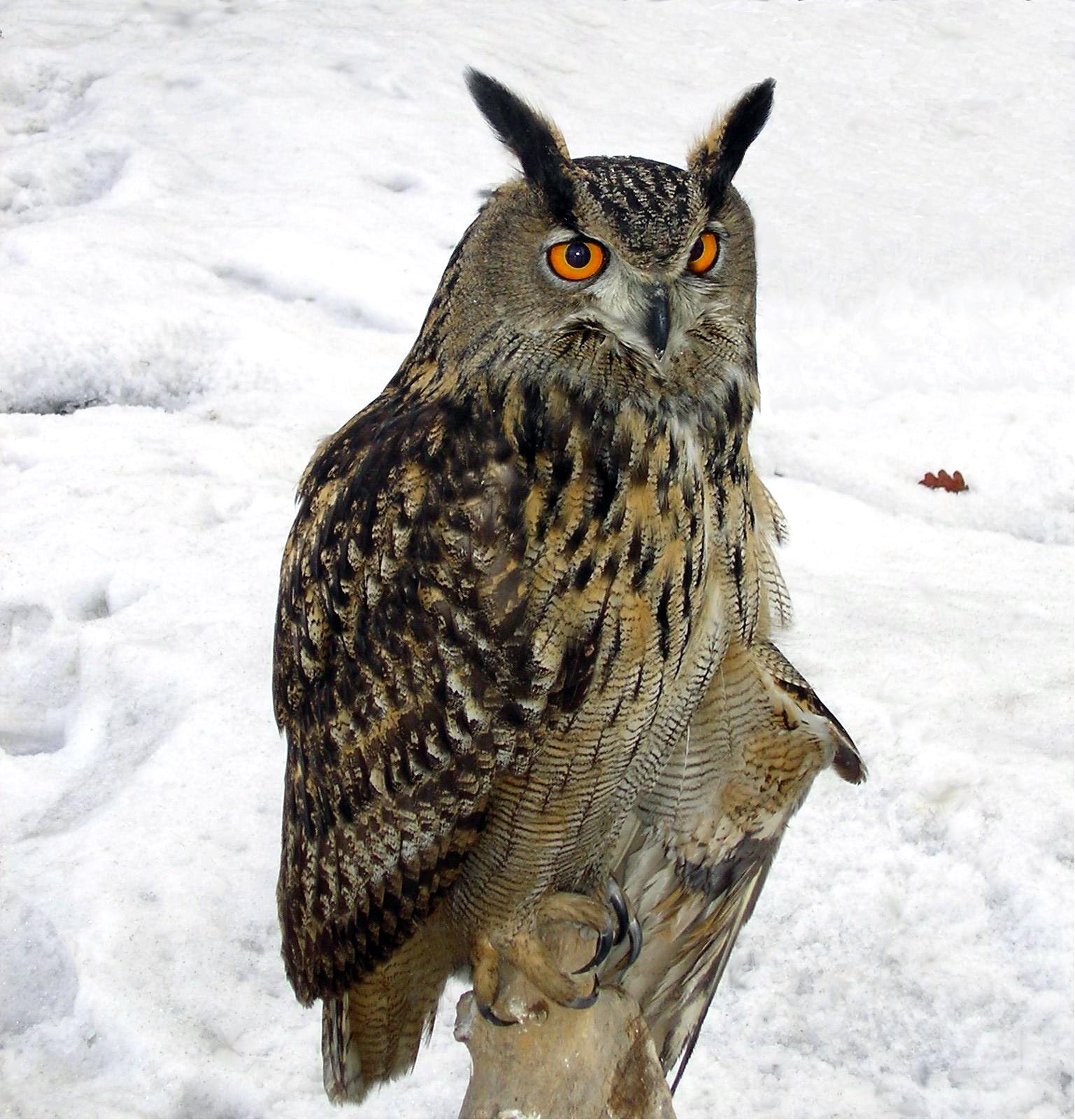
Uhu
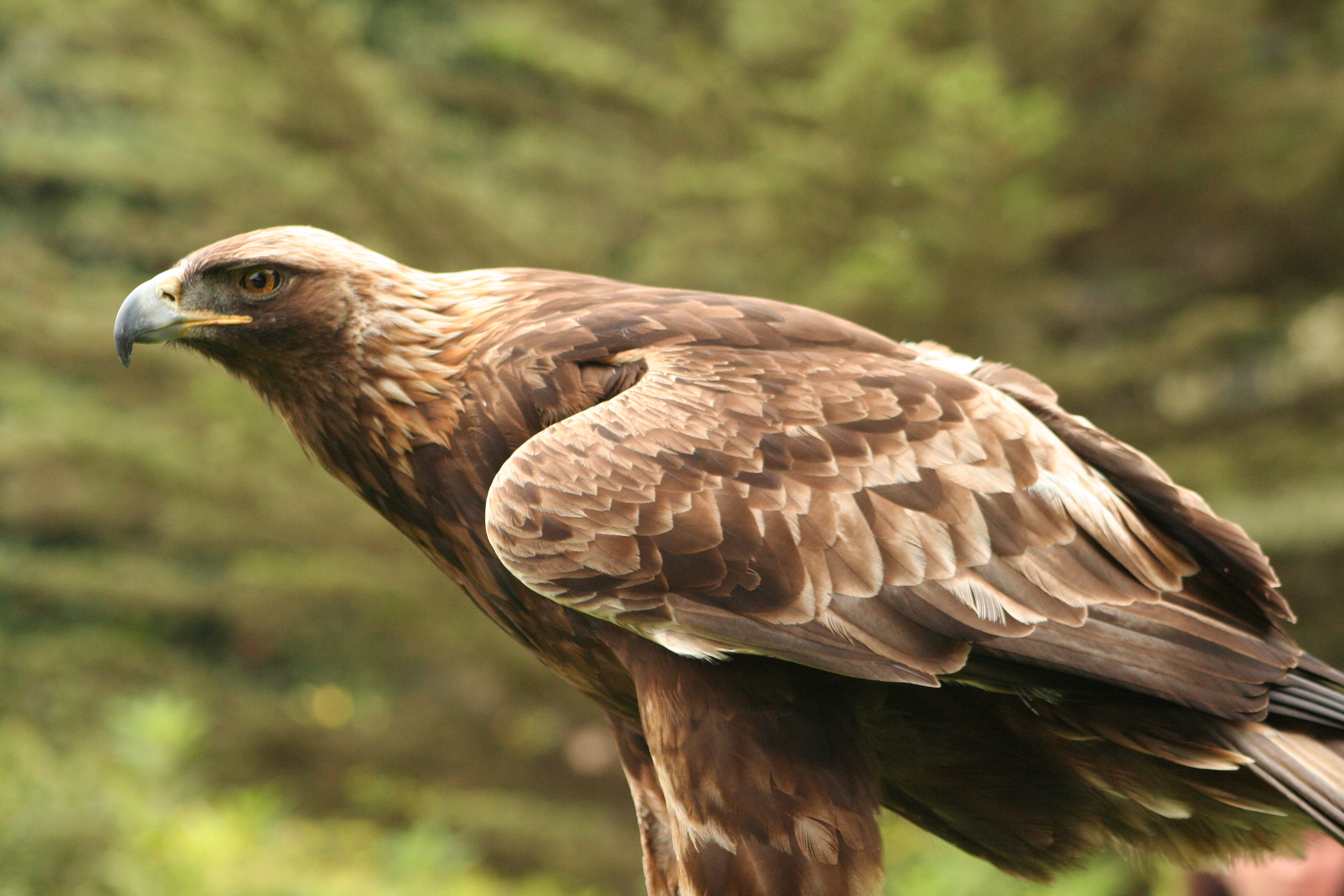
Steinadler

### Naturschutz

Landkarte des TPN, die Hohe Tatra nimmt ca. das östliche Viertel seiner Fläche ein

Logo des TPN

Die Tatra einschließlich der Hohen Tatra ist ein Biosphärenreservat der UNESCO. Auf beiden Seiten der Grenzen gibt es jeweils einen Nationalpark, der die Tatra schützt. Hierbei ist zu beachten, dass die Hohe Tatra jeweils nur einen kleinen Teil der geschützten Flächen darstellt, da die anderen Teilgebirge der Tatra, größer sind als die Hohe Tatra.
Bereits 1868 hat das Regionalparlament in Galizien die Jagd in der Tatra eingeschränkt und viele Tierarten unter Schutz gestellt. Die polnische Tatragesellschaft hat seit der Jahrhundertwende Flächen in der Tatra von Privateigentümern erworben, um sie unter Naturschutz zu stellen. In der Zweiten Polnischen Republik hat der Fiskus weitere Flächen in der Tatra erworben und die Regierung hat mit Beschluss vom 26. Juni 1939 einen Naturpark in der Tatra gegründet. Die Umsetzung scheiterte jedoch mit dem Ausbruch des Zweiten Weltkriegs. Nach dem Krieg wurden die restlichen Eigentümer von Ländereien in der Tatra zwangsenteignet. Der Nationalpark TANAP wurde in der damaligen Tschechoslowakei im Jahr 1949 gegründet. Nach dem Auseinanderfallen der Tschechoslowakei 1993 liegt er in der Slowakei. Er ist der älteste und größte slowakische Nationalpark. Seit 1954 wird auch der polnische Teil der Tatra im Nationalpark TPN geschützt. Der TPN ist der meistbesuchte der 23 Nationalparks in Polen. Mit ca. drei Millionen Touristen im Jahr ist er auch bei weitem mehr besucht als der flächenmäßig größere TANAP.
Der Haupteingang des TPN auf der polnischen Seite ist Kiry in der Westlichen Tatra. Teilweise grenzt auch das Stadtgebiet von Zakopane an den Nationalpark. Eine Seilbahn führt von dem Zakopaner Stadtteil Kuźnice (1010 m) auf den Kasprowy Wierch (1987 m), der unmittelbar an die Hohe Tatra grenzt. Die Seilbahn bringt bis zu 360 Personen pro Stunde auf den Kasprowy Wierch. Weitere Zugänge zum TPN in seinem Teil, der zur Hohen Tatra gehört, sind Bystra und Toporowa Cyrhla in Zakopane sowie Łysa Polana und verschiedene Parkplätze am Panoramaweg Oswald-Balzer-Weg.
Das Tal Dolina Waksmundzka und der Berg Miedziane stellen besonders streng geschützte Gebiete dar. Sie dürfen nicht betreten werden. Das Tal Dolina Waksmundzka gilt als Rückzugsgebiet für Braunbären, Wölfe und Luchse. Auf dem Berg Miedziane wird vor allem die seltene Flora geschützt. Die ehemaligen Wanderwege zu beiden Gebieten wurden abgeschafft und sind mittlerweile zugewachsen.
Auf slowakischer Seite ist der Nationalpark durch mangelnde Kontrolle und die damit einhergehende unkontrollierte Entwicklung der touristischen Infrastruktur gefährdet.

## Klima

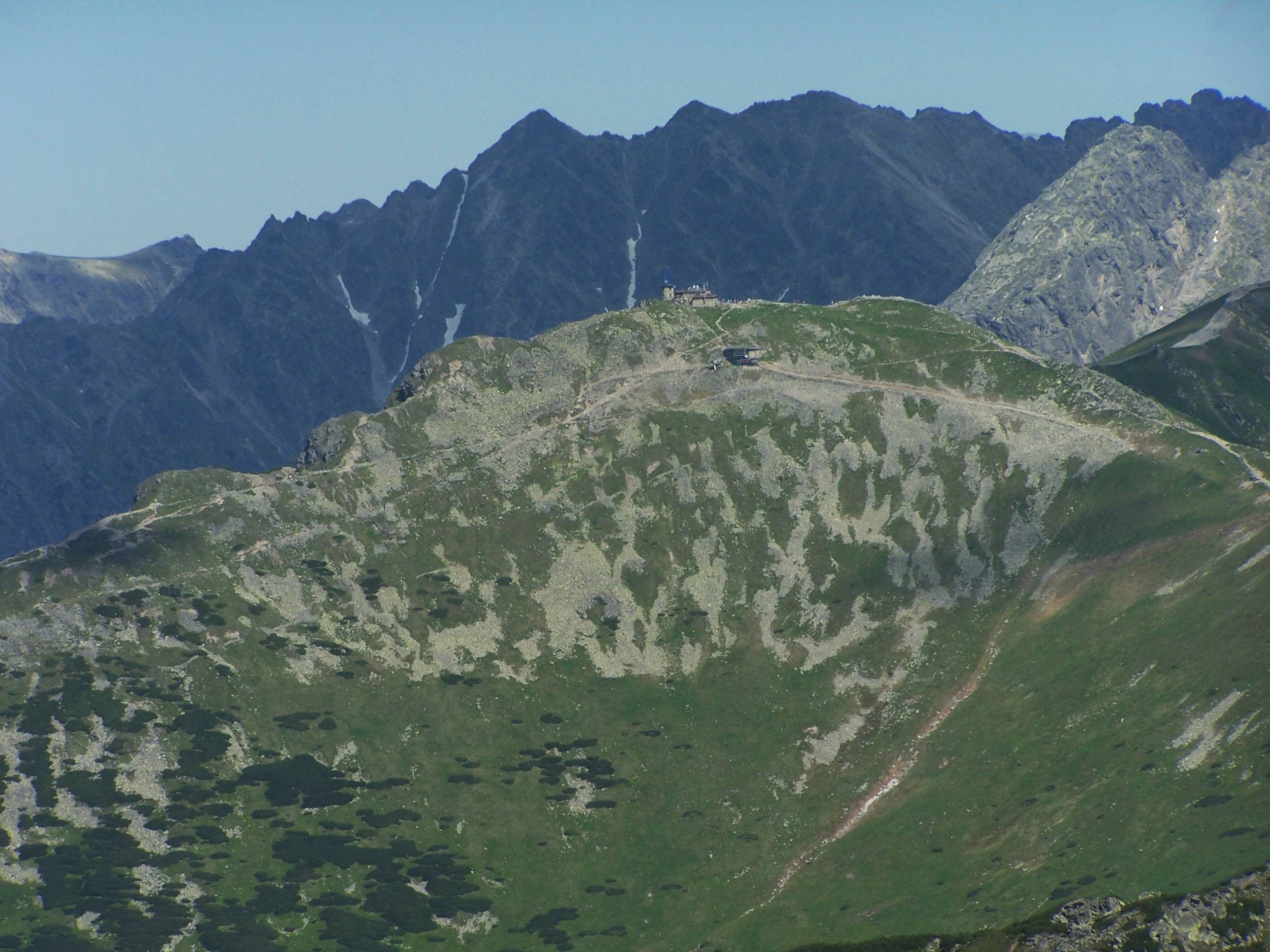
Wetterstation auf dem Kasprowy Wierch, Polen

In der Tatra gibt es zwei Wetterstationen. Die slowakische befindet sich auf dem Lomnický štít, die polnische auf dem Kasprowy Wierch. Beide Wetterstationen können mit Seilbahnen erreicht werden.
In der Hohen Tatra herrscht ein ähnliches Klima wie in den Alpen. Die Durchschnittstemperatur ist niedriger als die der Umgebung. Während des Tages kommt es zu großen, oft schnell eintretenden Temperaturschwankungen. Die Niederschlagsmenge, insbesondere der Schneefall, ist hoch. Die Schneeschicht bleibt lange bestehen. Die Sonneneinstrahlung ist hoch. Es wehen starke Winde, vor allem aus Süden und Südwesten.
Der Winter dauert in der Hohen Tatra von Oktober bis Mai, am Bergfuß in Zakopane dagegen von Dezember bis März. Der kälteste Monat ist in der Regel der Februar und der wärmste der Juli. Im Winter kann Inversionswetterlage auftreten, d. h. auf den Gipfeln ist es wärmer als in den Tälern. Am 8. August 2013 wurde in Zakopane die bis dahin höchste Temperatur von +32,8 °C gemessen. Schneefall kann allerdings auch im Sommer vorkommen.
Starke Winde, die oft Orkanstärke erlangen, werden Halny (polnisch für Almwind, hala=Alm) genannt. Dabei handelt es sich um ein Wetterphänomen, das in den Alpen als Föhn bekannt ist. Sie entstehen, wenn auf der polnischen Seite ein Hochdruckgebiet und auf slowakischer ein Tiefdruckgebiet liegt. Die warme Luft aus dem Süden steigt auf und schiebt sich über den Hauptkamm der Tatra. Auf der Nordseite fallen die warmen Luftmassen dann heftig auf Zakopane herab. Der Halny entsteht vor allem im Frühjahr und Herbst und dauert von wenigen Stunden bis zu mehreren Tagen. Bei seinem Ausklingen kommt es oft zu heftigem Regen- oder Schneefall. Besonders starke Halny traten am 6.–7. Mai 1968 (288 km/h) und am 19. November 2004 auf und vernichteten mehrere Hektar Wald auf slowakischer Seite. Kalte Westwinde werden in der Hohen Tatra nach der Region westlich der Tatra Orawski genannt.
Die höchste gemessene Niederschlagsmenge an einem Tag in der Hohen Tatra beträgt 300 mm und wurde am 30. Juni 1973 auf der Alm Hala Gąsienicowa auf der polnischen Seite gemessen. Die höchste gemessene Schneehöhe beträgt
- auf der polnischen Seite – Kasprowy Wierch: 355 cm im April 1996,
- auf der slowakischen Seite – Lomnický štít: 410 cm am 25. März 2009[26]

In der Hohen Tatra treten die Lichtphänomene Brockengespenst und Halo regelmäßig auf. Dabei galt in der Volkstradition das Brockengespenst als Ankündigung eines Unglücks für den Bergsteiger.

## Kultur

### Almwirtschaft

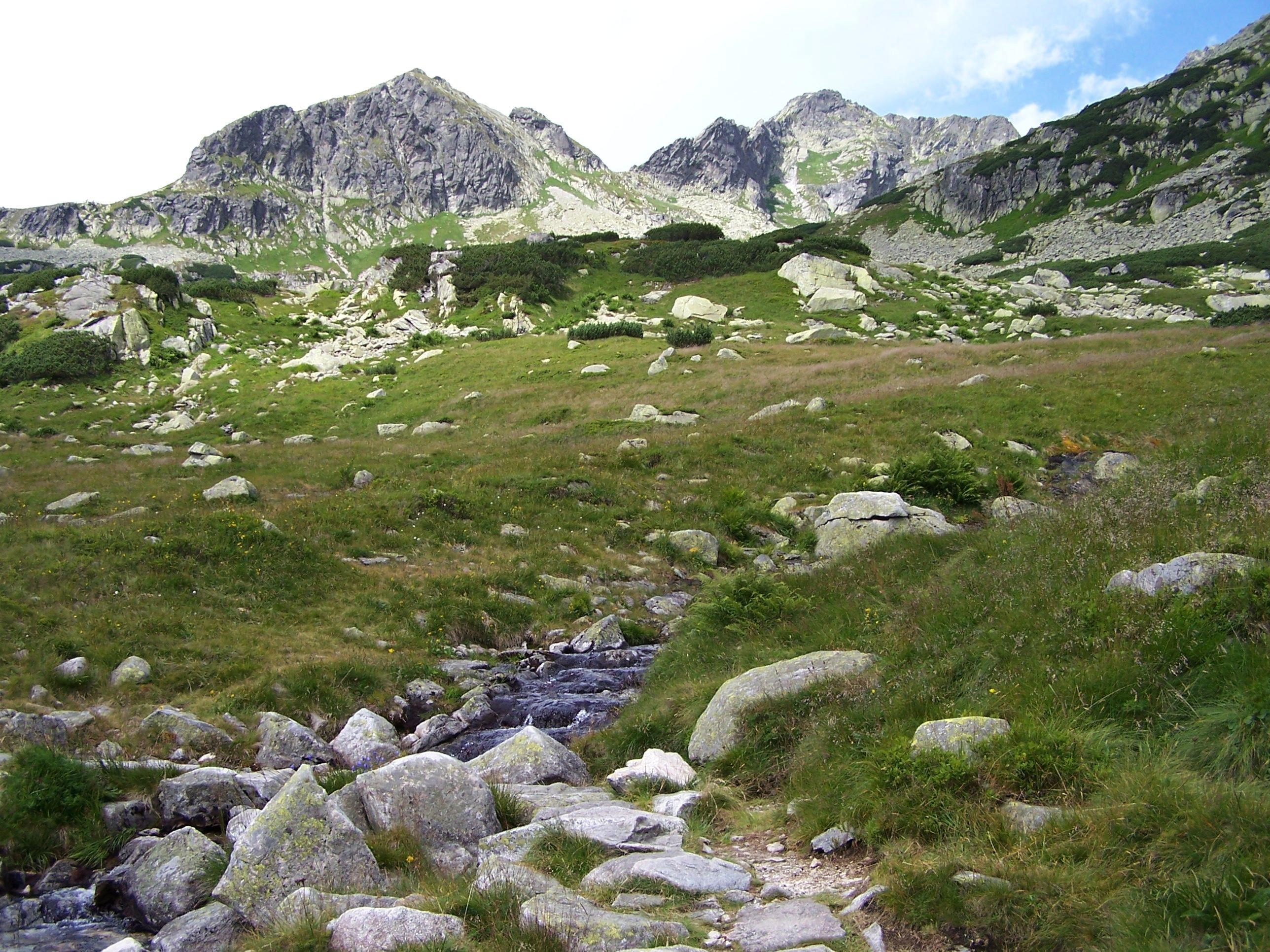
Hala Pięć Stawów, Polen

Während des Mittelalters kamen Jäger, Sammler, Bergleute und Schatzsucher in das Niemandsland zwischen Polen und Ungarn, dessen Teil die Hohe Tatra war. Ab dem 13. bis ins 15. Jahrhundert kamen Siedler aus der Walachei in den Süden Polens. Die Walachen waren vor allem Hirten und betrieben Viehzucht und Almwirtschaft in den Beskiden. Ab der frühen Neuzeit wurden auch die Täler der Tatra, insbesondere der Westlichen Tatra aber auch der Hohen Tatra, für die Almwirtschaft genutzt. Nadelwälder und Bergkiefern wurden gerodet, um Almen für die Viehzucht anzulegen. Die Almen (poln. Hala) wurden in der Regel entweder nach den Dörfern am Fuße der Tatra benannt, denen die jeweilige Alm gehörte (so z. B. die Hala Waksmundzka nach dem Dorf Waksmund), oder nach den reichen Hirtenfamilien, die Eigentumsrechte an den Almen erwarben (so z. B. die Hala Gąsienicowa nach der Familie der Gąsienic). Der Tatraverein begann bereits im 19. Jahrhundert mit dem Aufkauf der Almen, um sie unter Schutz zu stellen. Die restlichen Landeigentümer in der Hohen Tatra wurden nach dem Zweiten Weltkrieg enteignet. Die Almwirtschaft wird in der Hohen Tatra seit den 1960er Jahren nicht mehr betrieben. Viele Almen wachsen mit der ursprünglichen Vegetation zu. Spuren der Almwirtschaft sind noch die alten Almhütten und die Namen der Bergwiesen in der Hohen Tatra.
| Name der Alm            | Deutsche Bezeichnung         | Lage                            | Zugang                                  | Bemerkungen                                       |
| ----------------------- | ---------------------------- | ------------------------------- | --------------------------------------- | ------------------------------------------------- |
| Hala Królowa            | Königsalm                    | Dolina Suchej Wody Gąsienicowej | markierter Wanderweg und Skipiste       | Alm wächst mit Bergkiefern zu                     |
| Hala Gąsienicowa        | Gąsienicowa-Alm              | Dolina Suchej Wody Gąsienicowej | markierte Wanderwege                    | Berghütte des PTTK und mehrere Almhütten          |
| Hala Pańszczyca         | Pańszczyca-Alm               | Dolina Suchej Wody Gąsienicowej | markierte Wanderwege                    | zugewachsen                                       |
| Hala Kopy Sołtysie      | Alm auf den Schulzamtshügeln | Kopy Sołtysie und Gęsia Szyja   | kein Zugang                             | zugewachsen                                       |
| Hala Filipka            | Filipek-Alm                  | Kopy Sołtysie und Gęsia Szyja   | markierter Wanderweg im unteren Bereich | zugewachsen                                       |
| Hala Jaworzyna Rusinowa | Rusinowa-Alm                 | Kopy Sołtysie und Gęsia Szyja   | markierte Wanderwege                    | Almwirtschaft findet statt                        |
| Hala Waksmundzka        | Wachsmundalm                 | Dolina Białki                   | markierte Wanderwege                    | zugewachsen                                       |
| Hala Wołoszyńska        | Wołoszyń-Alm                 | Dolina Białki                   | markierte Wanderwege                    | zugewachsen                                       |
| Hala Roztoka            | Roztoka-Alm                  | Dolina Białki                   | markierte Wanderwege                    | Berghütte des PTTK, zugewachsen                   |
| Hala Pięć Stawów        | Fünfseenalm                  | Dolina Białki                   | markierte Wanderwege                    | Berghütte des PTTK, Alm wächst mit Bergkiefern zu |
| Hala Morskie Oko        | Meeraugealm                  | Dolina Białki                   | markierte Wanderwege                    | Berghütte des PTTK, zugewachsen                   |
| Hala za Mnichem         | Mönchsalm                    | Dolina Białki                   | markierter Wanderweg                    | zugewachsen                                       |

### Bauten
Die ersten Bauten in der Hohen Tatra waren Almhütten und entstanden im Zusammenhang mit der Viehzucht für Schäfer und Hirten auf den Almen. Der Tatraverein hat im 19. Jahrhundert einige Almhütten in der Tatra erworben und diese in Berghütten für Bergsteiger umgebaut. Zudem entstanden in der Hohen Tatra Gebäude, die religiösen Zwecken dienten, Wegkreuze sowie größere und kleinere Kapellen.
| Name des Gebäudes                                 | Deutsche Bezeichnung           | Jahr der Errichtung | Höhe (m) | Lage                            | Bemerkungen                                               |
| ------------------------------------------------- | ------------------------------ | ------------------- | -------- | ------------------------------- | --------------------------------------------------------- |
| Chata pod Soliskom                                | -                              | 1944                | 1840     | Hang des Predné Solisko         |                                                           |
| Chata pod Rysmi                                   | Meeraughütte                   | 1933                | 2250     | Žabia dolina mengusovská        | höchstgelegene Berghütte der Hohen Tatra und der Slowakei |
| Majláthova chata                                  | Majláthhütte                   | 1879 / 2010         | 1495     | Mengusovská dolina              |                                                           |
| Chata pri Popradskom plese                        | -                              | 1958                | 1495     | Mengusovská dolina              |                                                           |
| Sliezsky dom                                      | Schlesierhaus                  | 1895 / 1968         | 1670     | Velická dolina                  | Berghotel                                                 |
| Bilíkova chata                                    | Bilík-Hütte                    | 1934                | 1255     | Hrebienok                       |                                                           |
| Rainerova chata                                   | Rainerhütte                    | 1863                | 1495     | Veľká Studená dolina            | älteste und kleinste Berghütte in der Hohen Tatra         |
| Zbojnícka chata                                   | Räuberhütte                    | 1907                | 1960     | Veľká Studená dolina            |                                                           |
| Zamkovského chata                                 | -                              | 1943                | 1475     | Malá Studená dolina             |                                                           |
| Téryho chata                                      | Téry-Hütte                     | 1899                | 2015     | Malá Studená dolina             |                                                           |
| Skalnatá chata                                    | Steinbachseehütte              | 1932                | 1725     | Skalnatá dolina                 |                                                           |
| Chata pri Zelenom plese                           | Grünseehütte                   | 1897                | 1551     | Dolina Zeleného plesa           |                                                           |
| Schronisko PTTK nad Morskim Okiem                 | Berghütte Meerauge             | 1908                | 1410     | Dolina Białki                   | Älteste Berghütte in der polnischen Hohen Tatra           |
| Schronisko PTTK w Dolinie Roztoki                 | Berghütte Roztokatal           | 1913                | 1031     | Dolina Białki                   | kleinste Berghütte in der polnischen Hohen Tatra          |
| Schronisko PTTK Murowaniec                        | Berghütte Murowaniec           | 1926                | 1500     | Dolina Suchej Wody Gąsienicowej | größte Berghütte in der polnischen Hohen Tatra            |
| Schronisko PTTK w Dolinie Pięciu Stawów Polskich  | Berghütte Fünfseental          | 1947                | 1671     | Dolina Białki                   | Höchstgelegene Berghütte in der polnischen Hohen Tatra    |
| Kaplica Najświętszego Serca Jezusa w Jaszczurówce | Herz-Jesu-Kapelle Jaszczurówka | 1907                | 1000     | Oswald-Balzer-Weg               | Kapelle                                                   |
| Sanktuarium Maryjne na Wiktorówkach               | Mariaheiligtum Wiktorówki      | 1921                | 1200     | Rusinowa Polana                 | Kapelle                                                   |

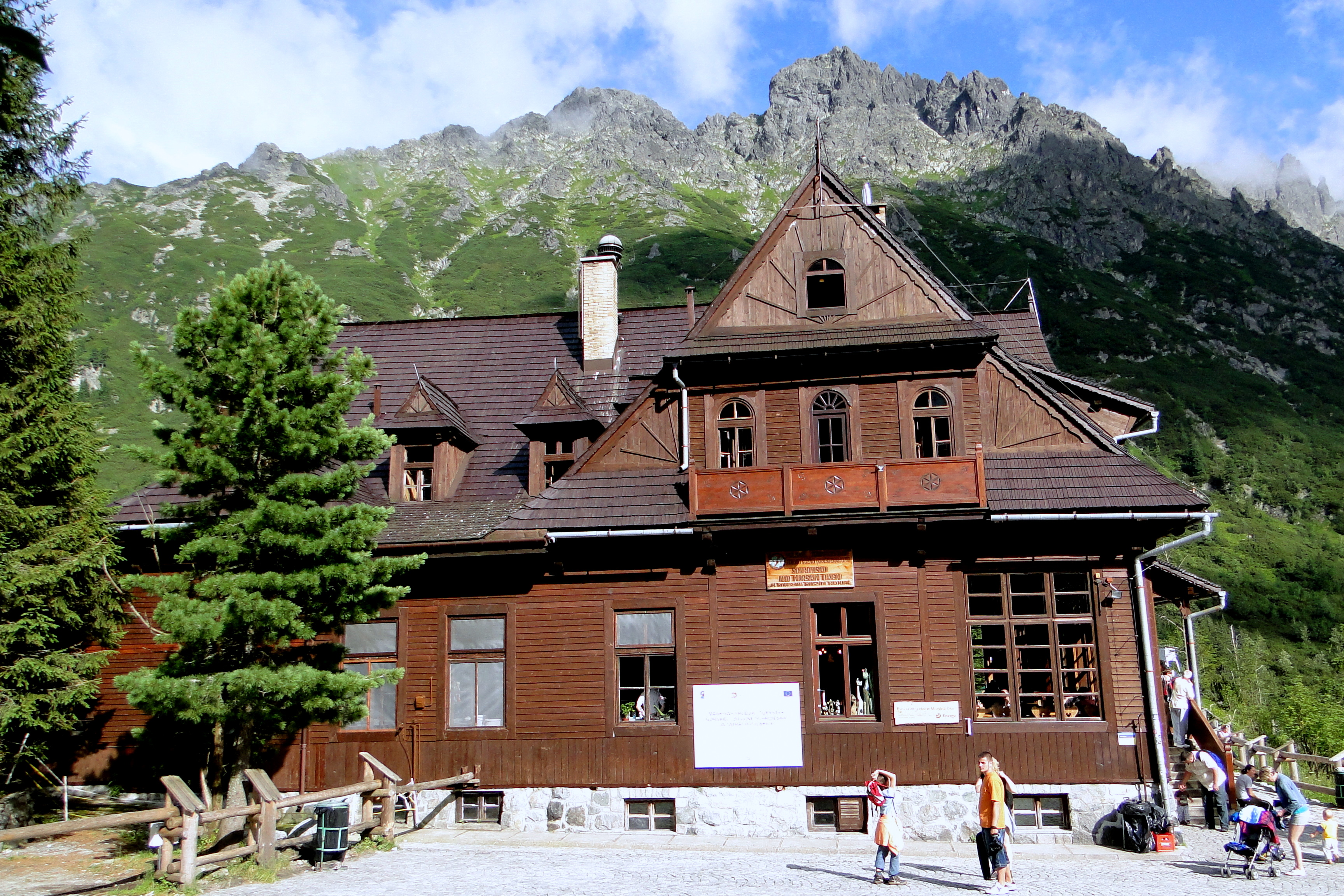
PTTK Morskie Oko, Polen
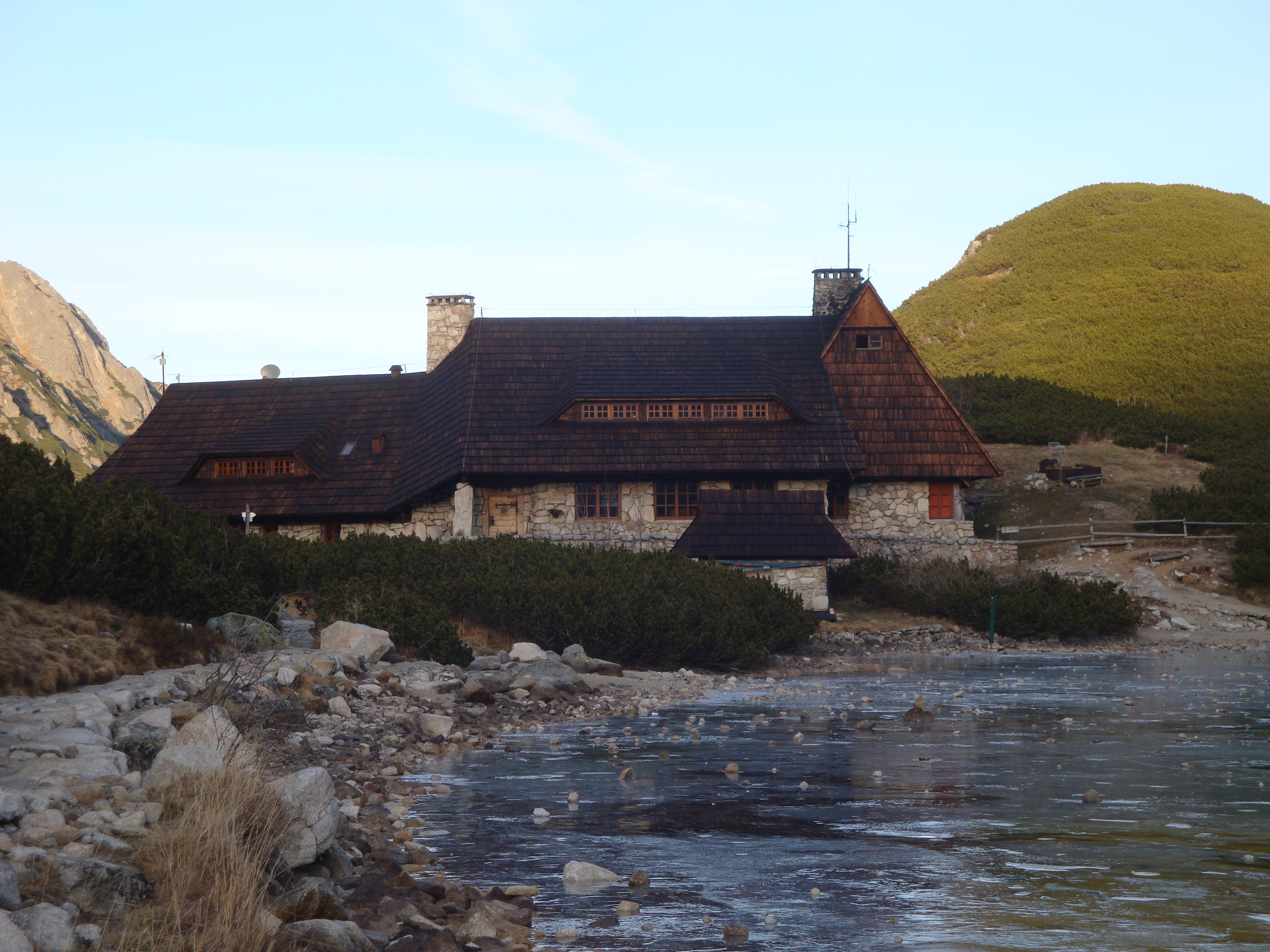
PTTK Pięciu Stawów, Polen
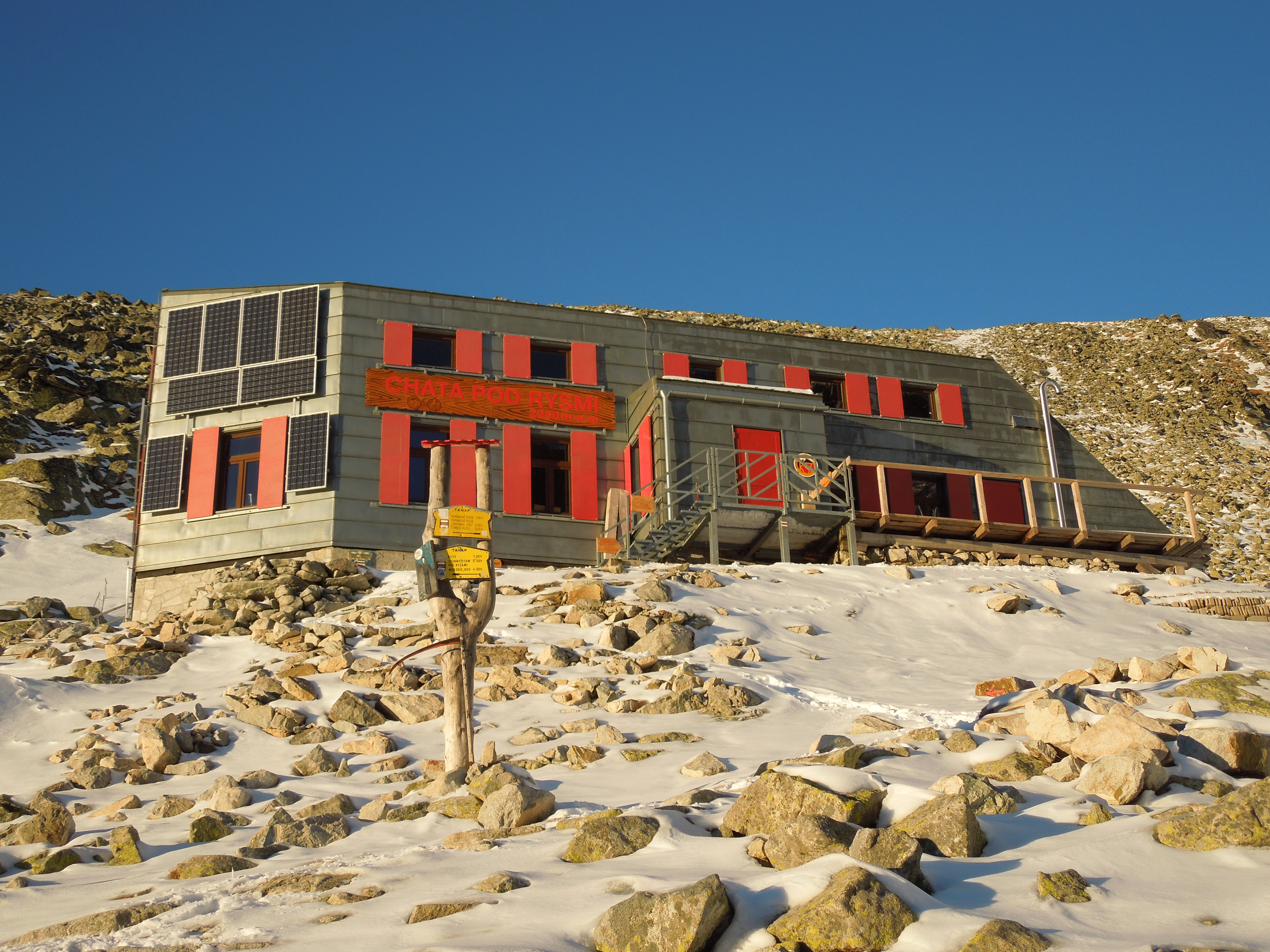
Chata pod Rysmi, Slowakei
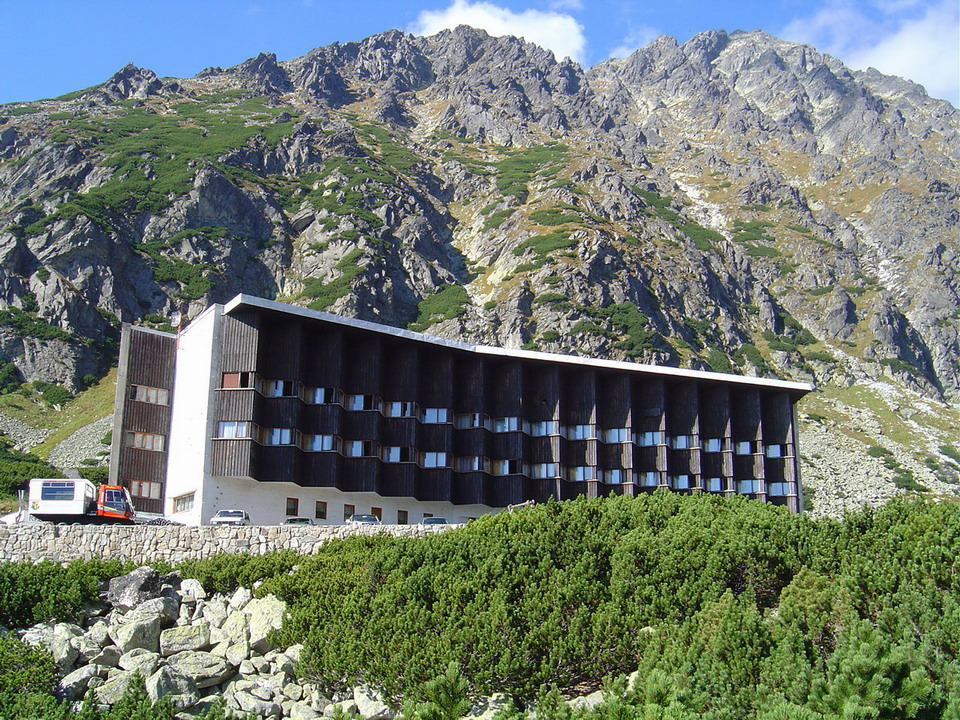
Sliezsky dom, Slowakei
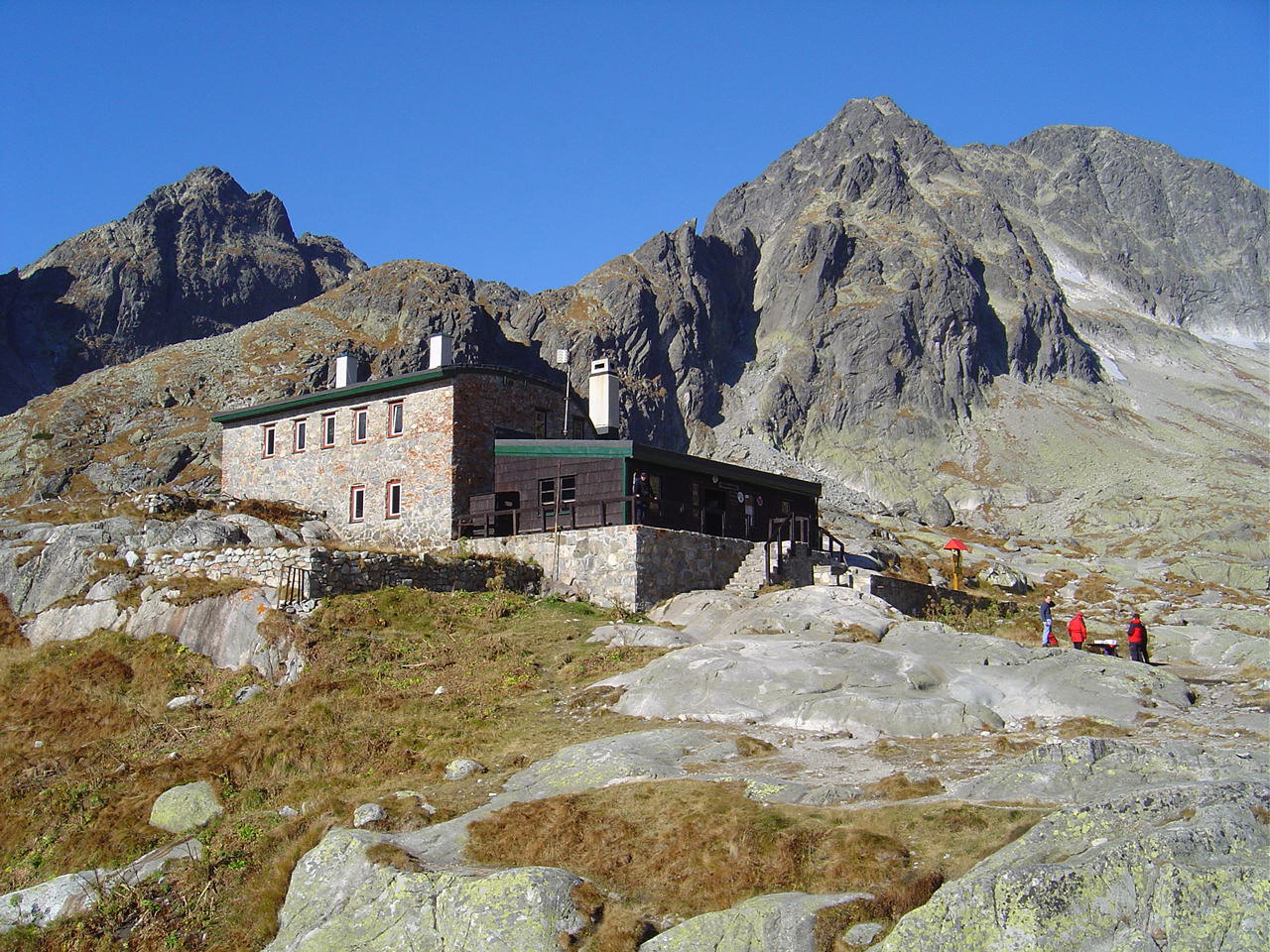
Téryho chata, Slowakei
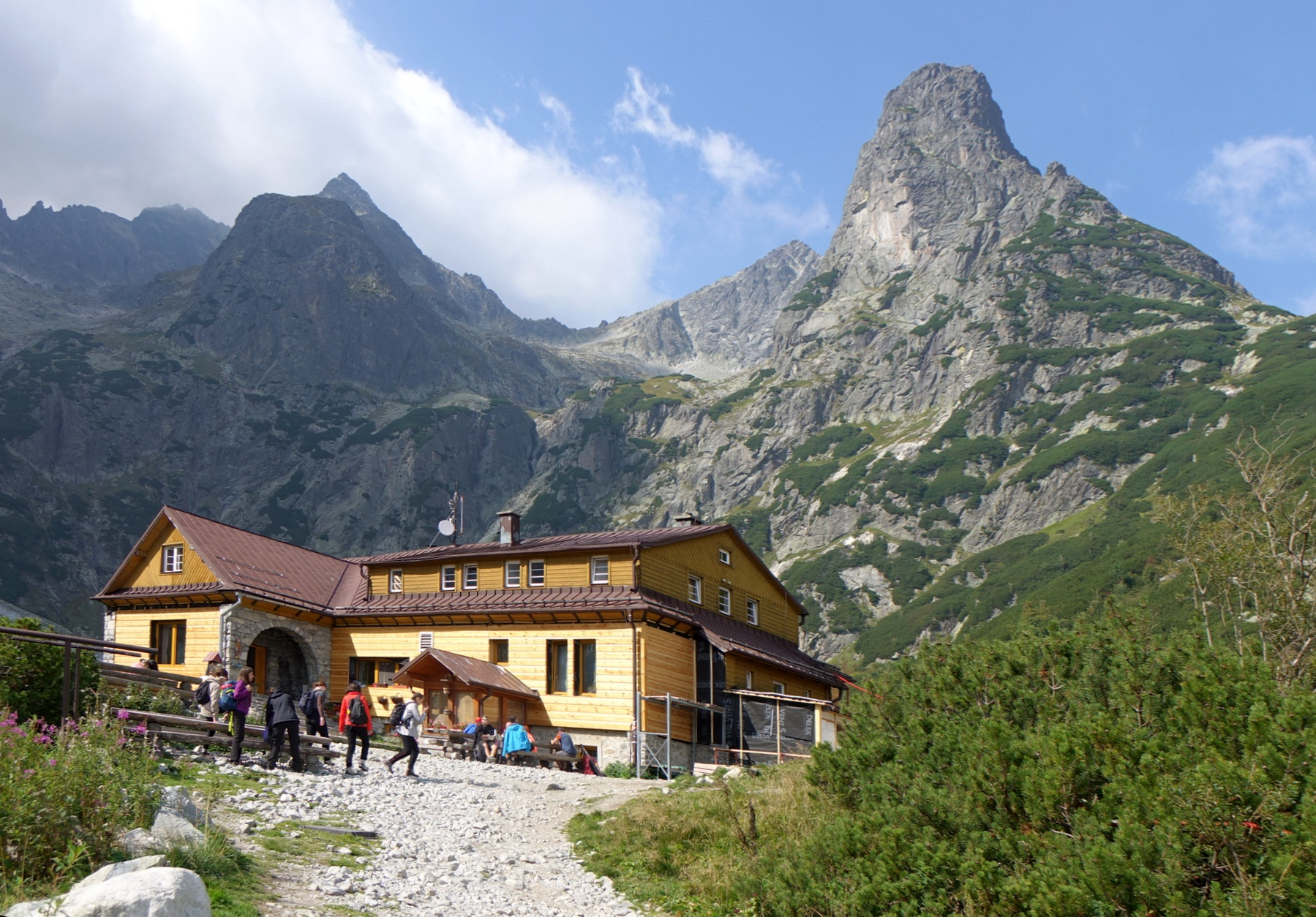
Chata pri Zelenom plese, Slowakei
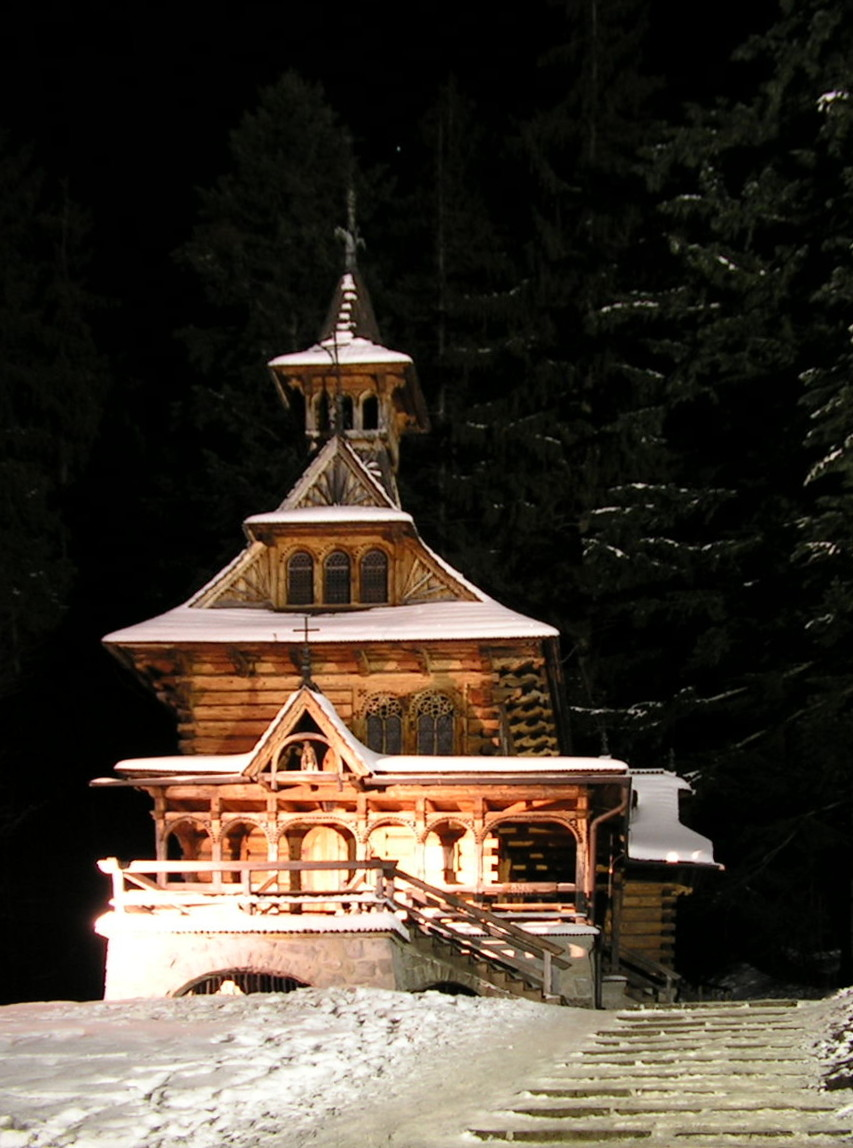
Jaszczurówka, Polen

### Góralen und Zakopane-Stil

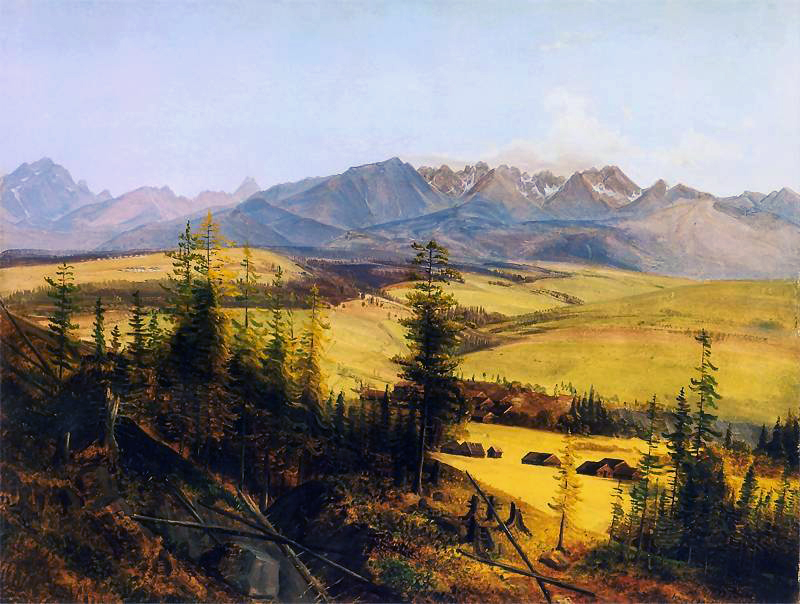
Jan Nepomucen Głowacki, Ansicht der Tatra (1836)

Die Architektur, Kunst, Tracht, Musik, Küche und Literatur der Region Podhale am Fuße der Hohen Tatra wird als Góralenkultur bezeichnet. Die Góralen sind Bergbewohner, „góra“ ist polnisch für Berg. Seit Mitte des 19. Jahrhunderts zog es viele polnische Intellektuelle, u. a. Ärzte, Architekten, Musiker, Künstler, Schriftsteller, an den Fuß der Hohen Tatra, insbesondere nach Zakopane. Sie ließen sich von der Góralenkultur inspirieren und entwickelten um 1900 einen eigenen Stil, der oft als Zakopane-Stil, Tatra-Stil oder nach dem führenden Architekten und Künstler jener Zeit als Witkiewicz-Stil bezeichnet wird. Die Blüte des Tatra-Stils fällt in Polen mit der Kulturepoche des Jungen Polens zusammen, die von ca. 1890 bis zum Ersten Weltkrieg dauerte, und stellte eine regionale Variante desselben dar. Im Jahr 1876 wurde in Zakopane die Holzschnitzereischule gegründet, die sich dem Erhalt und der Entwicklung der regionalen Holzschnitzerei der Góralen widmete. Beliebte Motive der Goralenkultur waren religiöse Werke, insbesondere der „Trauernde Jesus“ und die „Pieta“. Die Landschaftsmalerei in der Hohen Tatra entwickelte sich seit dem frühen 19. Jahrhundert, erreichte jedoch ihren Höhepunkt in der Zeit des Jungen Polens. Bekannte Landschaftsmaler, die sich mit der Hohen Tatra beschäftigten, waren: Jan Nepomucen Głowacki, Peter Michal Bohúň, Walery Eljasz-Radzikowski, Ludwig de Laveaux, Stanisław Witkiewicz, Tadeusz Popiel, Kazimierz Alchimowicz, Alfred Schouppé, Wojciech Gerson, Edward Theodore Compton, Władysław Ślewiński, Csontváry Kosztka Tivadar, Leon Wyczółkowski, Stanisław Witkacy, Władysław Skoczylas und Stefan Filipkiewicz.

### Architektur auf slowakischer Seite
Insbesondere im slowakischen Teil der Hohen Tatra gibt es eine Vielzahl von Fachwerkbauten, die etwas irreführend als „typische Tatra-Architektur“ bezeichnet werden. Zu den führenden Vertretern gehört der Architekt Gedeon Majunke, dessen Bauten bis heute das Ortsbild von Tatranská Polianka, Nový Smokovec, Starý Smokovec, Dolný Smokovec, Tatranská Lomnica und Tatranská Kotlina prägen. Auch Guido Hoepfner entwarf Bauten im Stil des Historismus, seine bedeutendste Bauten sind jedoch die Grandhotels im Stil der Secession in Štrbské Pleso, Starý Smokovec und Tatranská Lomnica. Nach der Gründung der Tschechoslowakei entstanden Bauten, wie z. B. Sanatorien, nach Plänen von Architekten wie Milan Michal Harminc oder Bohuslav Fuchs. Mit Vorbereitungen für die Nordischen Skiweltmeisterschaften 1970 wurden in Štrbské Pleso Hotels im Stil der Moderne gebaut, darüber hinaus der heutige Sitz des TANAP-Museums in Tatranská Lomnica.

### Lastenträger
Bis heute prägen Lastenträger (slow. Mz. nosiči) das Bild der slowakischen Hohen Tatra und werden zum Teil „die letzten Sherpas Europas“ genannt. Da ein Teil der Tatra-Berghütten auch heute nicht durch Straßen oder Seilbahnen erschlossen ist, sind Lastenträger nötig, um Lieferungen von Nahrung, Baumaterial, Brennstoffen und sonstigen Artikeln aufrechtzuerhalten. Historisch ist diese Tätigkeit erstmals in der zweiten Hälfte des 17. Jahrhunderts für das Gebiet der heutigen Slowakei nachweisbar. Die Lastenträger waren ursprünglich Einwohner von Dörfern unterhalb der Tatra, die damit zusätzliche Einnahmequellen suchten. Mit dem Aufkommen des Tourismus im 19. Jahrhundert erließ 1873 der Ungarische Karpathenverein Statuten, die den Beruf regelten und offiziell anerkannten. Neben ihrer Tätigkeit für Touristen oder früher auch Hirten oder Bergleute wurden Lastenträger später beim Bau und anschließender Versorgung von Berghütten eingesetzt und leisteten u. a. einen großen Beitrag beim Bau der Seilbahn von Tatranská Lomnica zum Lomnický štít. Heute versorgen die Lastenträger die folgenden Berghütten: Chata pod Rysmi (saisonal), Zbojnícka chata, Rainerova chata, Zamkovského chata, Téryho chata und ab der Bergstation der Kabinenbahn auch Skalnatá chata. Die Fähigkeiten werden fast ausnahmslos mündlich an die nächste Generation übermittelt und umfassen sowohl die Herstellung der richtig geförmten Rückentrage (slow. krošňa), Verteilung der Last, Fitness und Bewegung im Gelände sowohl im Sommer als auch im Winter in verschiedenen Wetterlagen. Üblicherweise werden 40 bis 80 kg Last getragen, Lasten von mehr als 100 kg oder vereinzelt 200 kg auf kurze Entfernungen sind aber auch anzutreffen. Nur in bestimmten Situationen (größere Baumaterialien, Brennstofflieferungen vor der Wintersaison) werden Hubschrauber eingesetzt. Die Lastenträger messen ihre Kräfte im jährlich ausgetragenen Wettbewerb Sherpa rallye. 2018 wurde der Beruf in das repräsentative Verzeichnis des immateriellen Kulturerbes der Slowakei eingetragen.

### Museen

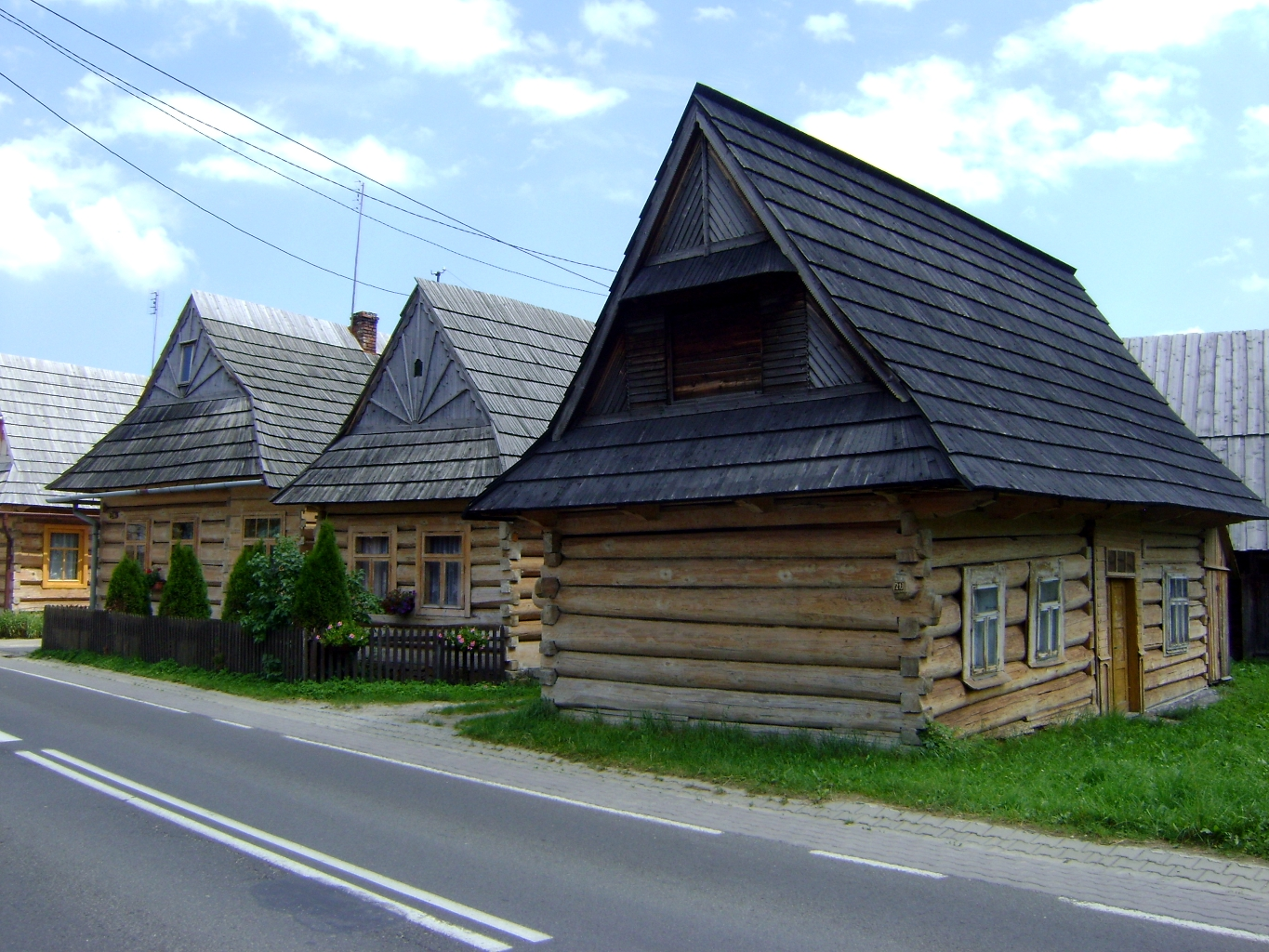
Podhale-Architektur in Chochołow

Seitdem das Naturkundemuseum des Tatra-Nationalparks im Zakopaner Stadtteil Kuźnice im Jahr 2004 geschlossen und in ein Institut mit Wechselausstellungen umgewandelt wurde, gibt es auf dem Gebiet der polnischen Hohen Tatra kein Museum mehr. Am Fuß der Hohen Tatra gibt es zahlreiche Museen, insbesondere in Zakopane. Hier ist insbesondere das Tatra Museum zu nennen, mit zahlreichen Abteilungen u. a. in
- Zakopane: u. a. Villa Koliba, Villa Oksza
- Chochołów
- Łopuszna
- Czarna Góra
- Jurgów

In der Slowakei gibt es Museen und Ausstellungen in Tatranská Lomnica und Starý Smokovec. Das TANAP-Museum in Tatranská Lomnica präsentiert die Geologie, Flora, Fauna und Geschichte der Tatra-Region. Zu diesem Museum gehört auch der als „Ausstellung der Tatra-Natur“ bezeichnete botanische Garten in der Nähe. Noch in Tatranská Lomnica befindet sich das private Ski Museum zur Geschichte des Skifahrens und anderer Wintersportarten, vor allem in der Zeit vor 1945.
In Starý Smokovec findet man in der Villa Alica das Museum der Tatra-Kinematographie und Fotografie, ein kleines Sherpa Museum zur Geschichte der Hüttenträger und eine Dauerausstellung der in Poprad ansässigen Tatra-Galerie in der Villa Flóra. Außerhalb der Hohen Tatra ist das Unter-Tatra-Museum (Podtatranské múzeum) in Poprad zu nennen.
In den Regionen um die Hohe Tatra liegen mehrere Freilichtmuseen, wie das Dorfmuseum Liptov in Pribylina, das Museum Orava bei Zuberec und das Freilichtmuseum in Zubrzyca Górna. Das Dorf Chochołów gilt aufgrund seiner sehr gut erhaltenen Holzarchitektur als lebendiges Freilichtmuseum der Podhale-Architektur.

## Tourismus

### Verkehrsanbindung

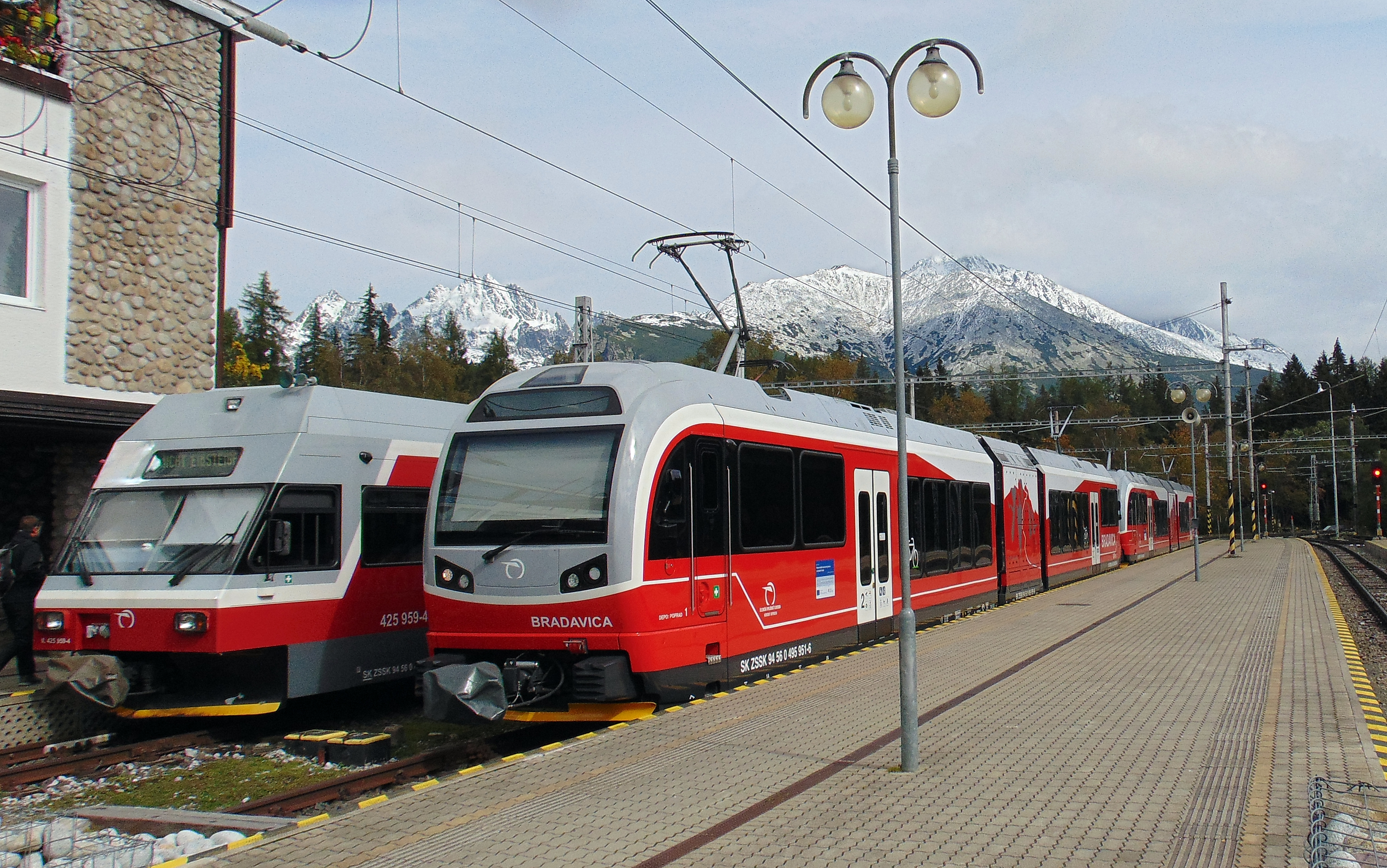
Wagen der Elektrischen Tatrabahn im Bahnhof Štrbské Pleso

Die Tatra, insbesondere die Hohe Tatra, ist der am besten für den Tourismus erschlossene Teil der gesamten Karpaten. Insbesondere im polnischen Zakopane – als größte Stadt in der Tatra auch als „Hauptstadt der Tatra“ bekannt – Bukowina Tatrzańska und Białka Tatrzańska und in den slowakischen Orten Poprad, Štrbské Pleso, Starý Smokovec und Tatranská Lomnica (letzte zwei sind Ortsteile der Stadt Vysoké Tatry) befindet sich eine gut ausgebaute touristische Infrastruktur.

#### Bahn
Auf der slowakischen Seite verbindet die insgesamt 35 km lange meterspurige Elektrische Tatrabahn die Stadt Poprad mit Starý Smokovec, Štrbské Pleso und Tatranská Lomnica sowie alle dazwischen liegende Orte. Im Bahnhof Štrbské Pleso trifft sie die gut 5 km lange, ebenfalls meterspurige Zahnradbahn Štrba–Štrbské Pleso vom Bahnhof Štrba in Tatranská Štrba heraus. Über die normalspurige Bahnstrecke Poprad-Tatry–Podolínec und davon abzweigende Bahnstrecke Studený Potok–Tatranská Lomnica (beide Kursbuchstrecke 185) gibt es Nahverkehrszüge zum Bahnhof Tatranská Lomnica. Alle vorher genannten Verbindungen sind über ein gemeinsames Tarifsystem nutzbar. Für die weitere Anbindung sorgt insbesondere die elektrifizierte und zweigleisig ausgebaute Bahnstrecke Košice–Žilina (Kursbuchstrecke 180, vormalige Kaschau-Oderberger Bahn). Die Anschlusspunkte bestehen in den Bahnhöfen Poprad-Tatry (mit der Elektrischen Tatrabahn) und Štrba (mit der Zahnradbahn). Die Fahrt von Bratislava dauert je nach Zuggattung ca. 3,5 bis 4,5 Stunden, von Košice ca. 1,25 bis 2 Stunden.
In Polen gibt es eine Bahnverbindung zwischen Krakau und Zakopane (via Sucha Beskidzka und Chabówka). Sie gliedert sich in zwei Teilstrecken, die Bahnstrecke 97 im Norden und die Bahnstrecke 99 im Süden. Die Bahnstrecke 97 wurde 2014 bis 2017 modernisiert und eine kürzere Verbindung unter Umgehung des Bahnhofs Sucha Beskidzka, auf dem bisher die Fahrtrichtung des Zuges gewechselt werden musste, wurde am 11. Juni 2017 in Betrieb genommen. Dies hat die Fahrzeit von Krakau nach Zakopane deutlich verkürzt. Eine Bahnverbindung zwischen Zakopane und der Slowakei gibt es dagegen nicht.

#### Straße

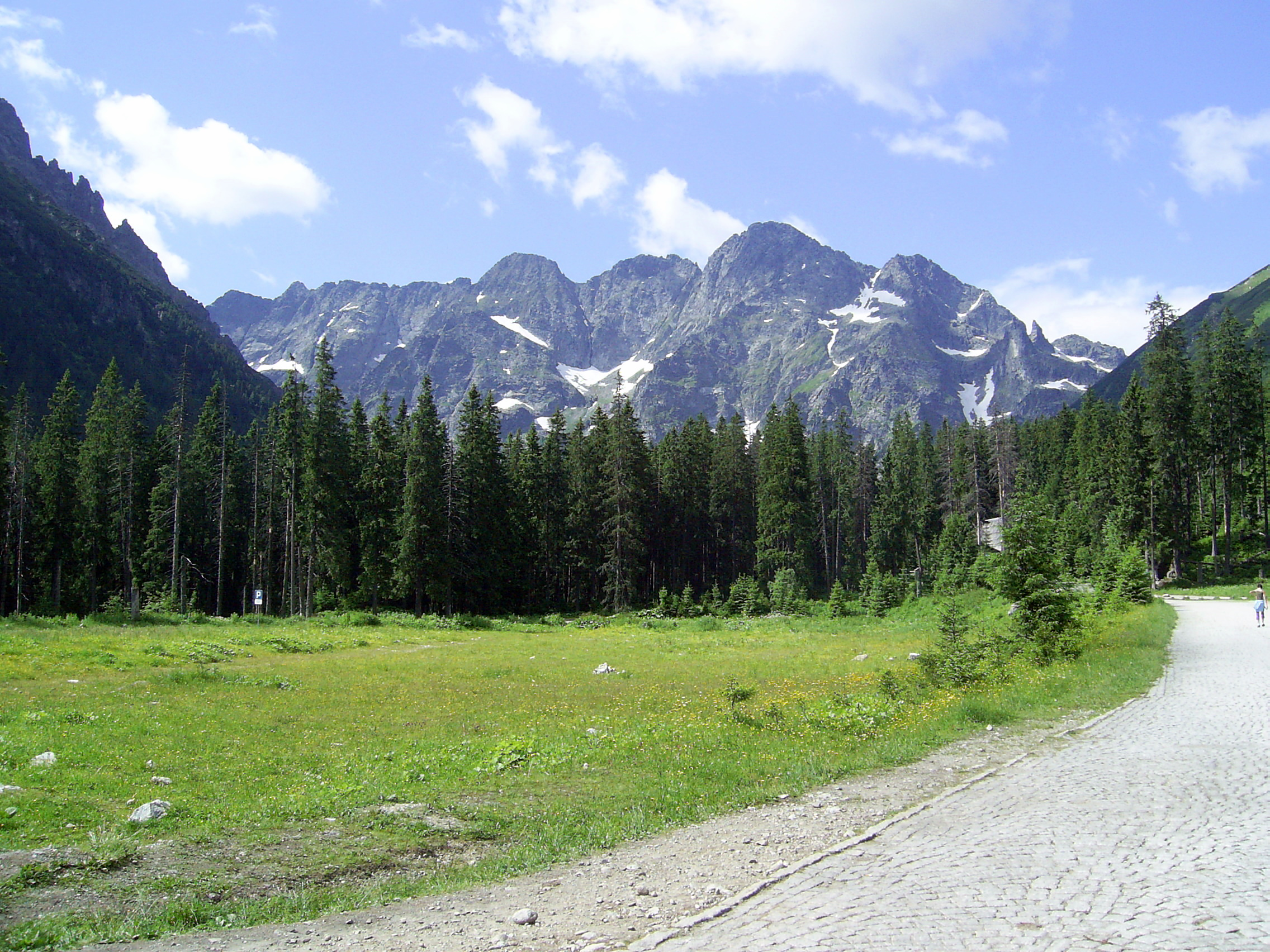
Endabschnitt des Oswald-Balzer-Wegs

In der Slowakei sind die einzelnen Tatraorte über den etwa 66 km langen Straßenzug Cesta Slobody (deutsch Freiheitsstraße) verbunden. Er beginnt in Podbanské als Teil der Cesta II. triedy 537 (II/537) von Liptovský Hrádok heraus und über Štrbské Pleso, Vyšné Hágy, Tatranská Polianka, Starý Smokovec, Tatranská Lomnica führt die Straße nach Tatranská Kotlina, wo sie zur Cesta I. triedy 66 (I/66) wechselt. Sie passiert Ždiar und Podspády und verzweigt sich dort: während die Cesta Slobody über Tatranská Javorina den Grenzübergang Tatranská Javorina–Łysa Polana erreicht, führt die I/66 zum Grenzübergang Podspády–Jurgów. Für die Anbindung mit dem übrigen slowakischen Straßennetz sorgen mehrere Straßen, darunter die II/538 (Štrbské Pleso–Tatranská Štrba), die II/539 (Vyšné Hágy–Mengusovce), die II/534 (Starý Smokovec–Poprad) und die II/540 (Tatranská Lomnica–Veľká Lomnica). Für Fernverkehr sind die südlich der Hohen Tatra in West-Ost-Richtung verlaufende Cesta I. triedy 18 (I/18) und insbesondere die Autobahn D1 (E 50) von Bedeutung.
Zakopane ist von Krakau über die Schnellstraße „Zakopianka“ S7 und DK47 in ca. 1 bis 1,5 Stunden gut zu erreichen. Die Zakopianka befindet sich derzeit in Umbau und soll von Krakau bis Nowy Targ durchgehend zweispurig in beide Richtungen ausgebaut werden. Auf der „Zakopianka“ bei Rabka-Zdrój entstand der längste Straßentunnel in Polen. Eine weitere Schnellstraße in die Hohe Tatra von Nowy Targ ist die DK49 entlang des Flusses Białka. Sie führt bis zum Grenzübergang Jurgów. Entlang der Nordgrenze des Nationalparks führt die 1902 angelegte Panoramastraße Oswald-Balzer-Weg von Zakopane zum Grenzübergang in Łysa Polana und weiter bis zum Bergsee Morskie Oko. Für den öffentlichen Verkehr ist jedoch das letzte Teilstück von Palenica Białczańska bis zum Morskie Oko gesperrt. Es verkehren Pferdekutschen vom Parkplatz am Eingang des Nationalparks bis kurz vor die Berghütte am Morskie Oko.

#### Flughäfen
In Poprad gibt es einen kleinen internationalen Flughafen. Der bedeutend größere Internationale Flughafen Krakau ist ca. 100 km nördlich von Zakopane gelegen. Ein Sportflugplatz befindet sich in Nowy Targ, ca. 20 km nördlich von Zakopane. Er liegt auf 628 m und ist damit der höchstgelegene Flugplatz in Polen. Er wird von dem Aeroklub Nowy Targ und dem Fallschirmspringerverein Skoczek betrieben. Die Stadtverwaltung Nowy Targ plant, den Flugplatz zu einem Passagierflughafen auszubauen.

### Sommersport

#### Wandern und Bergsteigen

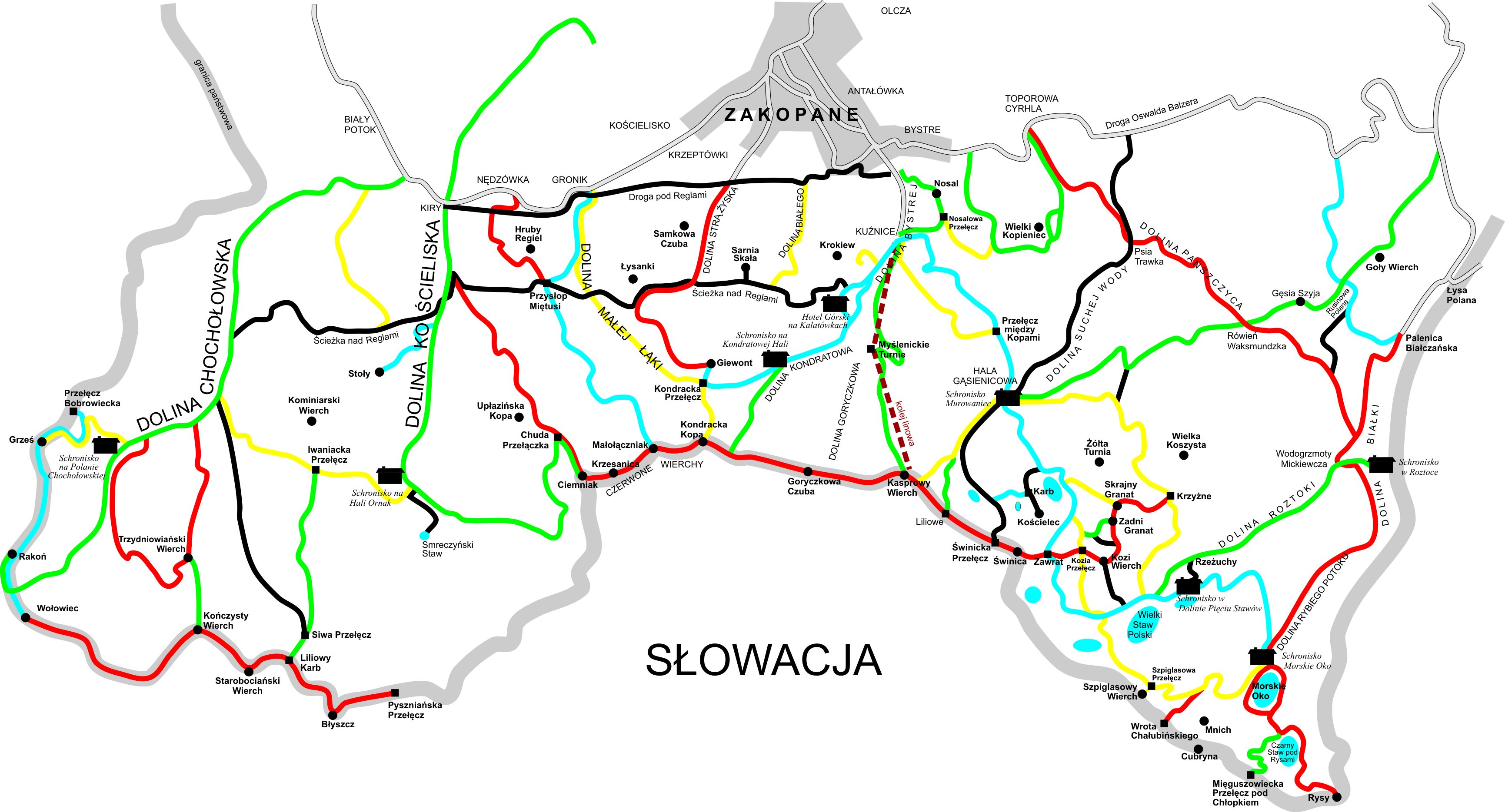
Wanderwege in der polnischen Tatra, die Hohe Tatra nimmt das östliche Viertel des dargestellten Gebiets ein

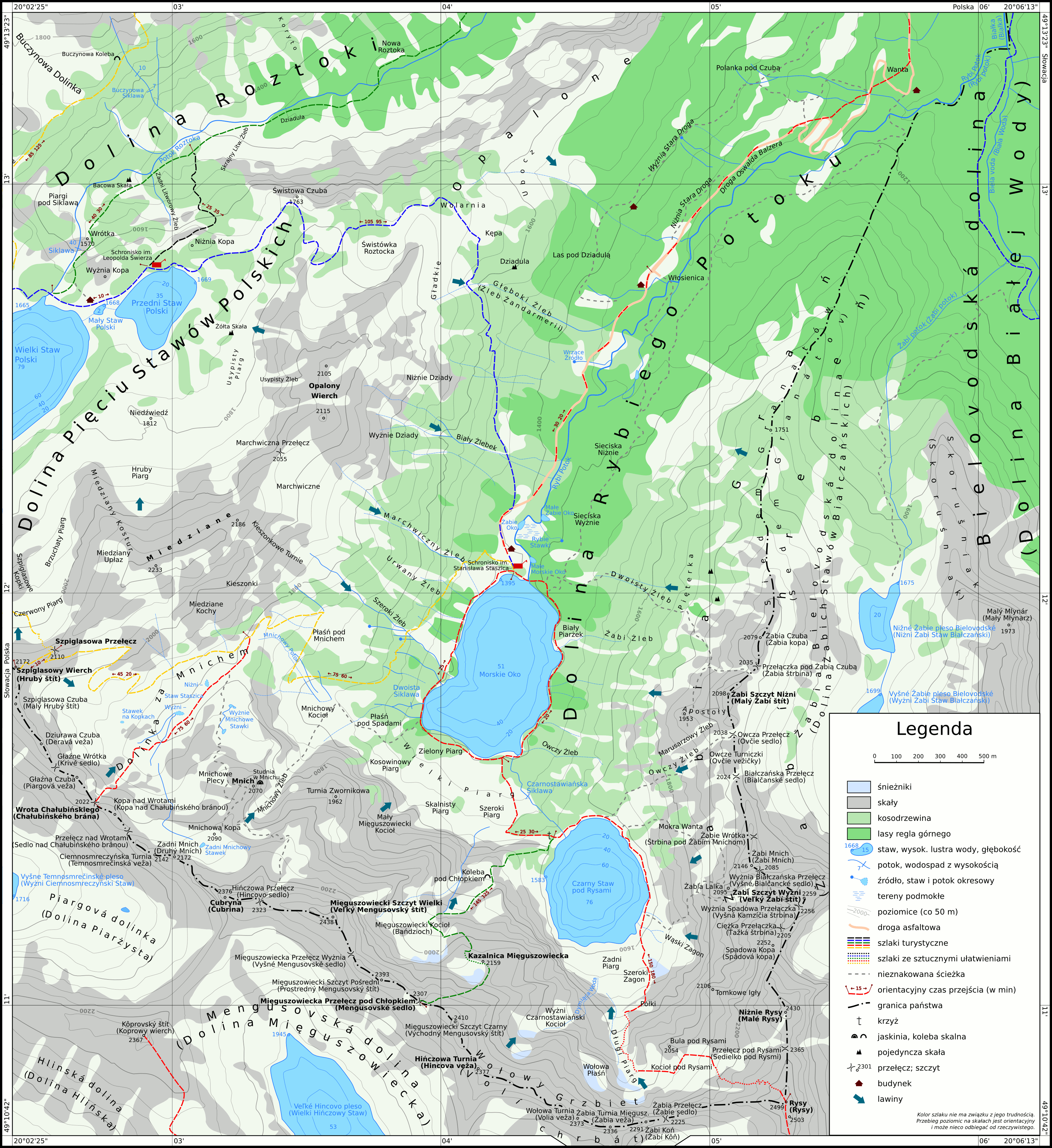
Wanderwege im Tal Dolina Rybiego Potoku

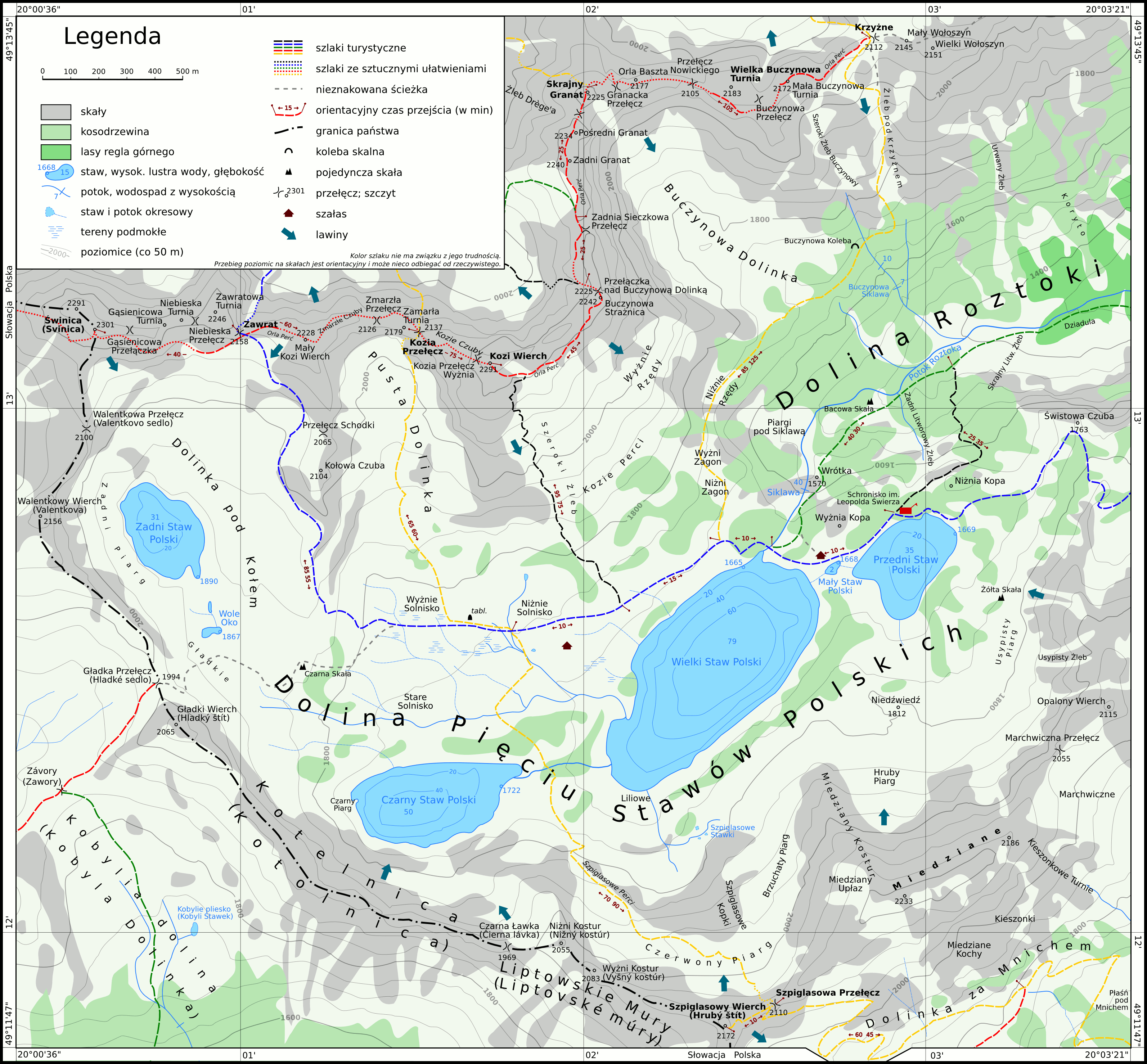
Wanderwege im Tal Dolina Pięciu Stawów Polskich

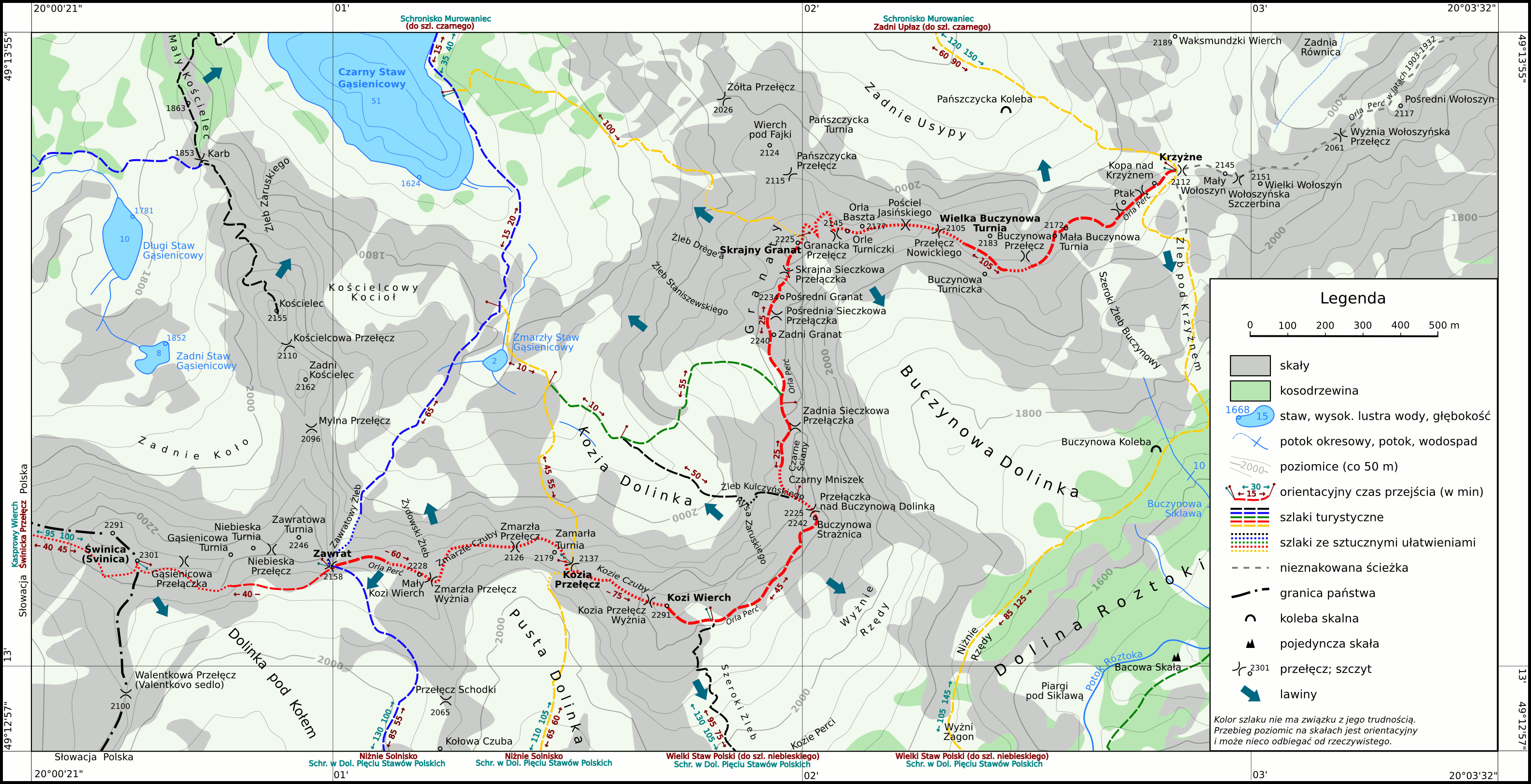
Wanderwege um den Höhenweg Orla Perć

Für den Besuch der Nationalparks beiderseits der Grenze gelten strenge Regeln. Campen und Parken ist auf markierte Camping- bzw. Parkplätze beschränkt. Übernachtungen im Freien sind nur auf ausgewiesenen Zeltplätzen erlaubt, z. B. Zeltplatz unterhalb des Meerauge, bzw. auf genehmigten Bergtouren. Hunde dürfen die Nationalparks grundsätzlich nicht betreten. Ausnahmen gelten für Hunde, auf deren Begleitung die Wanderer aufgrund einer Behinderung, z. B. Sehschwäche, angewiesen sind. Eine Reihe weiterer Bestimmungen versucht den vollständigen Schutz von Flora und Fauna sicherzustellen. So ist es verboten, Pflanzen wie z. B. Beeren oder Blumen zu pflücken, Pilze zu sammeln oder zu beschädigen. Weiter ist es nicht erlaubt, Tiere zu füttern, erschrecken, jagen, verletzen, töten oder Fische zu fangen. Innerhalb des jeweiligen Nationalparks dürfen Wanderer nur Straßen und markierte Wege benutzen. Streng geschützte Reservate wie das Tal Dolina Waksmundzka dürfen auf keinen Fall betreten werden. Touren außerhalb der markierten Wege sind nur nach Genehmigung durch die Nationalparkverwaltung bzw. unter der Führung eines registrierten Bergführers erlaubt. Auf der polnischen Seite hingegen sind die Wanderwege das ganze Jahr über geöffnet. Hier ist die Nutzung der Wanderwege auch bedeutend stärker, das Netz von Wanderwegen und Berghütten ist dichter. Aus Zakopane (ca. 1000 m) gibt es zwei Möglichkeiten auch für ungeübte Wanderern, Kinder und Menschen mit Behinderung einfach in die Hohe Tatra zu gelangen. Vom Stadtteil Kuźnice für die Seilbahn Kasprowy Wierch auf ca. (2000 m). Dort kann man über einen Wanderweg ins Tal Dolina Gąsienicowa hinabsteigen oder auf einem Wanderweg auf den Bergpass Zawrat hinaufsteigen. Der zweite leichte Weg aus Zakopane in die Hohe Tatra ist über den Oswald-Balzer-Weg zum Bergsee Meerauge auf ca. 1400 m. Bis zur Alm Palenica Białczańska kommt man mit dem Auto oder Bus. Weiter zum Meerauge kann man sich das Tal Dolina Rybiego Potoku mit einer Pferdekutsche herauffahren lassen. Im Sommer wird der Oswald-Balzer-Weg von ca. 10.000 Personen pro Tag befahren bzw. begangen. Vom Meerauge gibt es zahlreiche Möglichkeiten Gipfel und Bergpässe zu besteigen.
Für Wanderer gibt es mehrere Schutzhütten in der Hohen Tatra. Auf polnischer Seite gibt es in jedem der großen Täler eine Berghütte, die ganzjährig geöffnet ist. Die Gesamtlänge der Wanderwege im polnischen Tatra-Nationalpark beträgt 275 km. Als anspruchsvollster Höhenweg der Hohen Tatra gilt die Orla Perć, als leichtester die Ceprostrada, als längster der Lenin-Weg. Auf slowakischer Seite gibt es 12 Berghütten, die mit Ausnahme der Chata pod Rysmi ganzjährig geöffnet sind. Zu beachten ist jedoch, dass in Tälern wie Tichá dolina, Kôprová dolina, Javorová dolina und Bielovodská dolina keine Berghütten bestehen. Es gibt etwa 600 km markierter Wanderwege unter Verwaltung des slowakischen Tatra-Nationalparks (d. h. zusammen mit der Westtatra und Belaer Tatra). Diese erschließen alle großen Täler, die längste durchgehende Verbindung ist die etwa 73 km lange und rot markierte Tatranská magistrála am südlichen Gebirgsfuß. Dies ist heute der einzige offiziell benannte Wanderweg, weitere historische Namen (z. B. Schlesier Weg vom Berghotel Sliezsky dom zum Sattel Poľský hrebeň) werden heute nicht mehr verwendet. Vom 1. November bis zum 15. Juni gilt für Wanderwege auf slowakischer Seite oberhalb der Berghütten (Ausnahme: Chata pod Rysmi) eine Wintersperre. Es gibt auch einen Sessellift von Štrbské Pleso zur Chata pod Solisko, die Standseilbahn Starý Smokovec–Hrebienok in Starý Smokovec, die Kabinenbahn Tatranská Lomnica–Skalnaté Pleso und von Skalnaté Pleso einen Sessellift zum Sattel Lomnické sedlo sowie die Luftseilbahn zum Lomnický štít.
Markierte Wege führen u. a. auf folgende Gipfel:
- Rysy (2503 m) – höchster Berg in der Hohen Tatra, auf den ein Wanderweg führt ▬ rot markierter Wanderweg vom Bergsee Meerauge
- Kriváň (2494 m)
- Slavkovský štít (2452 m)
- Východná Vysoká (2428 m)
- Kôprovský štít (2367 m)
- Volia veža (2355 m)
- Świnica (2301 m) ▬ rot markierter Wanderweg von der oberen Seilbahnstation auf dem Kasprowy Wierch
- Kozi Wierch (2291 m) ▬ rot markierter Wanderweg von dem Bergpass Zawrat
- Buczynowa Strażnica (2242 m) ▬ rot markierter Wanderweg von dem Bergpass Zawrat
- Zadni Granat (2240 m) ▬ rot markierter Wanderweg von dem Bergpass Zawrat
- Pośredni Granat (2234 m) ▬ rot markierter Wanderweg von dem Bergpass Zawrat
- Jahňací štít (2230 m)
- Mały Kozi Wierch (2228 m) ▬ rot markierter Wanderweg von dem Bergpass Zawrat
- Skrajny Granat (2225 m) ▬ rot markierter Wanderweg von dem Bergpass Zawrat und ▬ gelb markierter Wanderweg von dem Tal Dolina Gąsienicowa
- Wielka Buczynowa Turnia (2183 m) ▬ rot markierter Wanderweg von dem Bergpass Zawrat
- Zamarła Turnia (2179 m) ▬ rot markierter Wanderweg von dem Bergpass Zawrat
- Orla Baszta (2177 m) ▬ rot markierter Wanderweg von dem Bergpass Zawrat
- Mała Buczynowa Turnia (2172 m) ▬ rot markierter Wanderweg von dem Bergpass Zawrat
- Kościelec (2155 m) ▬ schwarz markierter Wanderweg von dem Tal Dolina Gąsienicowa
- Szpiglasowy Wierch (2172 m) ▬ gelb markierter Wanderweg von dem Bergpass Szpiglasowa Przełęcz
- Kazalnica Mięguszowiecka (2159 m) ▬ grün markierter Wanderweg von dem Bergsee Czarny Staw pod Rysami
- Predné Solisko (2113 m)
- Bula pod Rysami (2054 m) ▬ rot markierter Wanderweg vom Bergsee Meerauge
- Veľká Svišťovka (2038 m)
- Ostrva (1984 m)
- Świstowa Czuba (1763 m) ▬ blau markierter Wanderweg von den Bergseen Meerauge sowie Wielki Staw Polski
- Gęsia Szyja (1489 m) ▬ grün markierter Wanderweg von der Alm Rusinowa Polana
- Ostry Wierch Waksmundzki (1475 m) ▬ grün markierter Wanderweg von der Alm Rusinowa Polana und ein ▬ rot markierter Wanderweg von dem Zakopaner Stadtteil Toporowa Cyrhla

Markierte Wege führen u. a. auf folgende Bergpässe:
- Sedielko (2376 m)
- Priečne sedlo (2352 m)
- Váha (2337 m)
- Mięguszowiecka Przełęcz pod Chłopkiem (2307 m) ▬ grün markierter Wanderweg von dem Bergsee Czarny Staw pod Rysami
- Bystrá lávka (2300 m)
- Prielom (2290 m)
- Poľský hrebeň (2200 m)
- Vyšné Kôprovské sedlo (2180 m)
- Zawrat (2158 m) ▬ blau markierter Wanderweg von den Bergtälern Dolina Gąsienicowa und Dolina Pięciu Stawów Polskich
- Kozia Przełęcz (2137 m) ▬ gelb markierter Wanderweg von den Bergtälern Dolina Gąsienicowa und Dolina Pięciu Stawów Polskich
- Krzyżne (2112 m) ▬ gelb markierter Wanderweg von den Bergtälern Dolina Gąsienicowa und Dolina Pięciu Stawów Polskich
- Szpiglasowa Przełęcz (2110 m) ▬ gelb markierter Wanderweg von den Bergtälern Dolina Rybiego Potoku und Dolina Pięciu Stawów Polskich
- Sedlo pod Svišťovkou (2023 m)
- Wrota Chałubińskiego (2022 m) ▬ schwarz markierter Wanderweg von dem Tal Dolina Rybiego Potoku
- Sedlo pod Ostrvou (1966 m)
- Závory (1876 m)
- Karb (1853 m) ▬ rot markierter Wanderweg von dem Tal Dolina Gąsienicowa
- Kopské sedlo (1750 m)

#### Klettern

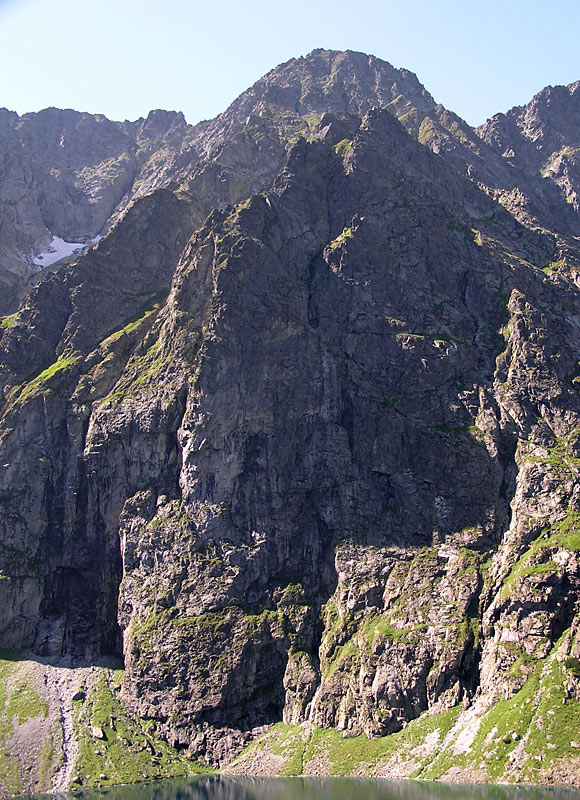
Ostwand der Kazalnica Mięguszowiecka

Das Besteigen von Gipfeln ist, soweit nicht markierte Wege hinaufführen, nur mit Bergführer gestattet. Klettern ist nur „organisierten“ Kletterern (Mitgliedern anerkannter Bergsteigervereine wie DAV, ÖAV, SAC, CAI, CAF) nach Anmeldung bei der jeweiligen Nationalparkverwaltung/Bergwacht erlaubt. Einige Naturreservate sind allerdings für alle alpinistischen Aktivitäten vollständig gesperrt.
Kletterern ist es gestattet, den Nationalpark abseits der Wanderwege auch während der Sperrzeiten zu betreten, um einen Gipfel der Schwierigkeit UIAA II oder höher zu besteigen, eingeschlossen sind alle Grade ab dem zweiten Schwierigkeitsgrad UIAA, ausgenommen Kopské sedlo – Jahňací štít und Veľká Svišťovka – Kežmarský štít. Jede Begehung unter dem zweiten Schwierigkeitsgrad ist im Sommer nur zulässig, wenn es der Abstieg erforderlich macht, oder vom 21. Dezember bis 20. März auch in beide Richtungen, wenn es zum Winter-Training von Extrembergsteigern gehört oder zum Eisklettern notwendig ist. Bergsteiger müssen ihren Mitgliedsausweis bei sich tragen und diesen auf Verlangen den Mitarbeitern des Nationalparks vorzeigen. In einem Kletterkurs müssen alle Teilnehmer von einem erfahrenen Bergsteiger mit gültigem Bergführerdiplom betreut werden.
Biwakieren in den Bergen ist verboten. Organisierten Bergsteigern ist es erlaubt, das Lager in Bielovodská dolina zu nutzen, das Lager steht nicht zur öffentlichen Nutzung. Anspruchsvollere Touren (etwa Winter-Tour über den Hauptkamm) müssen im Voraus bei der jeweiligen Nationalpark-Behörden angemeldet werden. Alle Kletterer müssen ihr Ziel und den voraussichtlichen Zeitpunkt der Rückkehr am Ausgangspunkt hinterlegen, bevor sie zu einer Tour aufbrechen.
Zu den beliebtesten Kletterwänden in Polen gehört die Ostwand der Kazalnica Mięguszowiecka (2159 m n.p.m.), die sich mit mehr als 500 m Wandhöhe senkrecht über dem Bergsee Czarny Staw pod Rysami (1583 m n.p.m.) erhebt. In der Slowakei sind beispielsweise die 900 m hohe Nordwand des Malý Kežmarský štít, das Massiv Ošarpance unweit von Dračí štít und die Galéria Ganku im Bergmassiv von Gánok zu nennen.

#### Wassersport

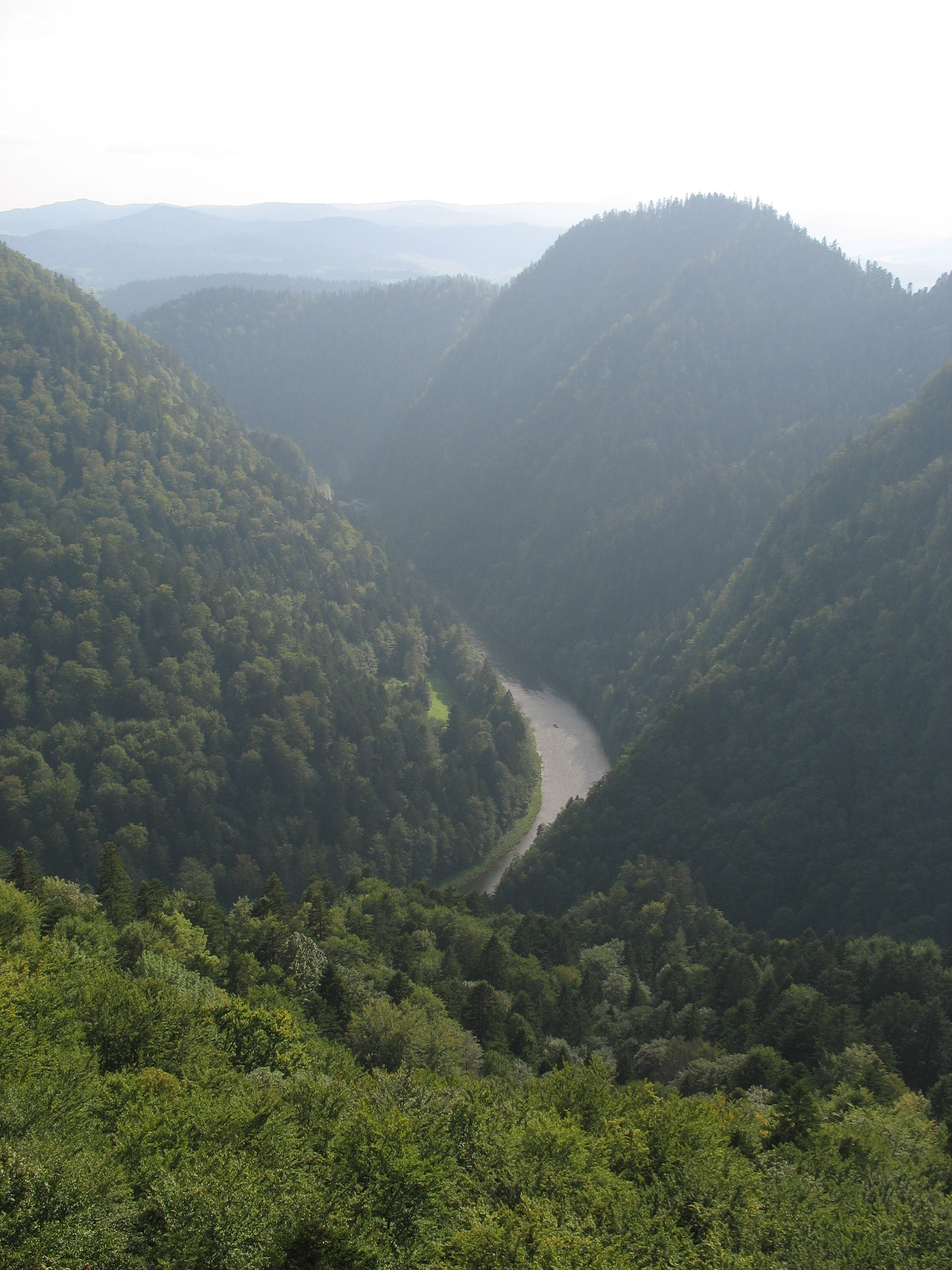
Floß im Dunajec-Durchbruch

Baden und Schwimmen ist in den Seen und Bächen der Hohen Tatra in den Nationalparks nicht erlaubt. Außerhalb der Nationalparks ist es hingegen zulässig. Wildwasserkajak und Rafting wird auf den in der Hohen Tatra entspringenden Flüssen, insbesondere dem Dunajec und der Białka betrieben. Die Góralen bieten organisierte Floßfahrten durch den Dunajec-Durchbruch unterhalb der Czorsztyn Stausees in den Pieninen, einem Gebirgszug nordöstlich der Hohen Tatra. Beliebt sind auch Kajaktouren in dem Białka-Durchbruch bei Krempachy.

#### Fahrrad
Die Benutzung von Kraftfahrzeugen und Fahrrädern außerhalb öffentlicher Wege ist in den Nationalparks verboten. Zum Fahrradfahren eignen sich nur wenige Wege in der Hohen Tatra, z. B. der Wanderweg im Tal Dolina Suchej Wody Gąsienicowej oder die Panoramastraße Oswald-Balzer-Weg.

#### Fliegen und Springen
Segelflieger und Fallschirmspringer starten von den Flugplätzen in Poprad und Nowy Targ. Fallschirmspringen und Paragliding ist auf eigens ausgewiesene Areale beschränkt. Basejumping hat in der Hohen Tatra noch keinen Einzug gehalten.

### Wintersport

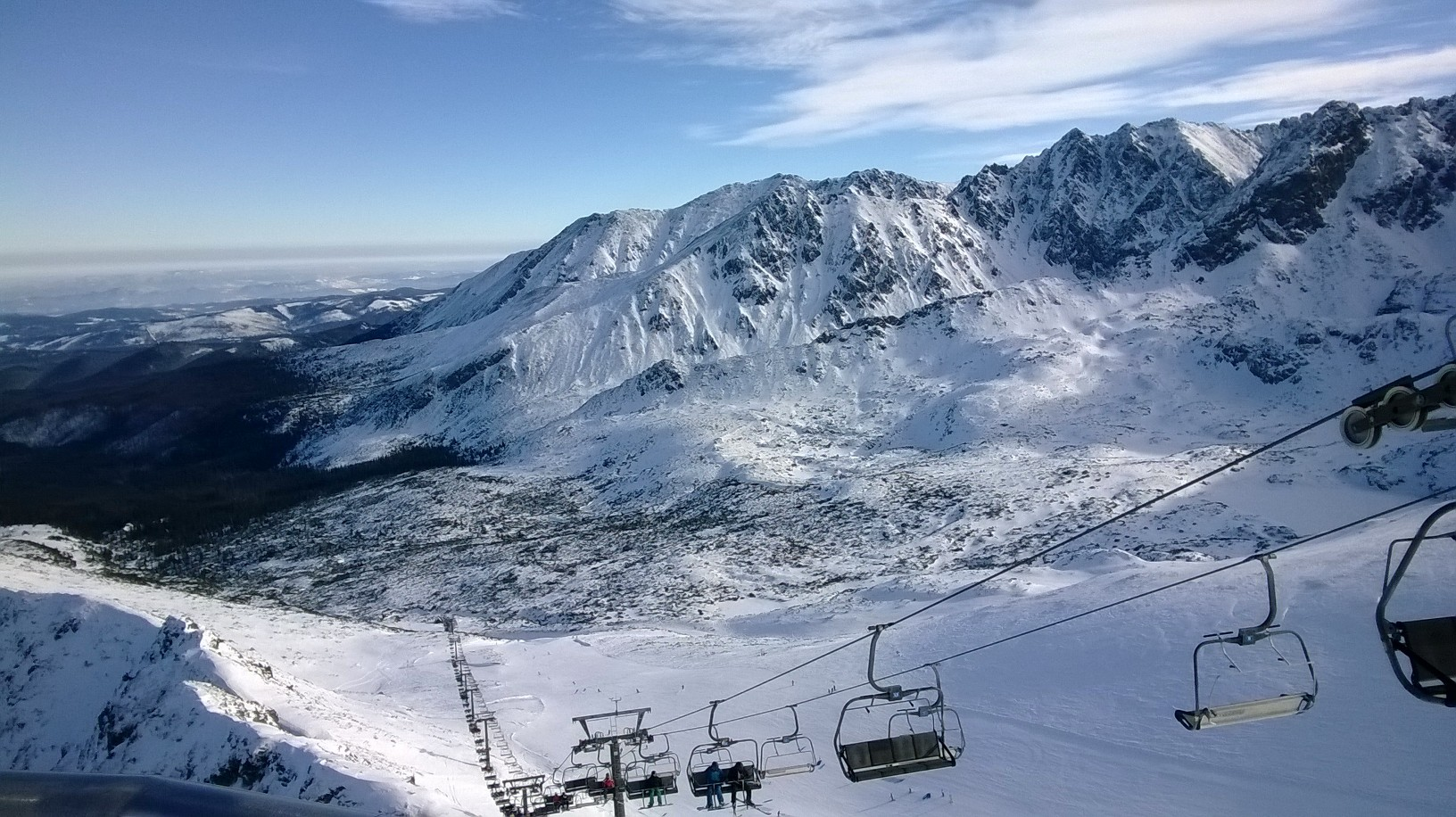
Skilift vom Tal Dolina Gąsienicowa auf den Kasprowy Wierch

Auf slowakischer Seite ist Skifahren nur auf markierten und präparierten Pisten und Wegen möglich. Diese befinden sich in Štrbské Pleso hinauf zu den südlichen Ausläufern des Berggrats Solisko, am Hrebienok oberhalb von Starý Smokovec und oberhalb von Tatranská Lomnica hinauf bis zum Sattel Lomnické sedlo auf 2190 m n.m.
Auf polnischer Seite werden die Wanderwege im Winter nicht geschlossen. Daher ist z. B. eine Abfahrt abseits von Pisten für Skifahrer und Snowboarder auch z. B. vom Rysy entlang den Wanderwegen möglich. Benutzt werden dürfen markierte Wanderwege, aber Fußgänger und Schneeschuhwanderer haben dort Vorrang. Man muss jedoch seine Ski oder Snowboard selbst zunächst hinauftragen. Präparierte Pisten gibt es auf polnischer Seite im Skigebiet Kasprowy Wierch und Skigebiet Nosal, die jedoch größtenteils bereits in der Westtatra liegen.
In unmittelbarer Umgebung zur Hohen Tatra gibt es auf polnischer und slowakischer Seite viele Skigebiete. Die Bergseen der Hohen Tatra frieren im Winter zu. Das Betreten der Eisflächen und Schlittschuhlaufen ist bei entsprechender Dicke der Eisschicht möglich.

### Thermalquellen
Die Hohe Tatra, insbesondere die geologisch aktive Region Podhale, ist bekannt für ihre Thermalquellen. Um die Hohe Tatra sind nach Bohrungen bisher fünf Thermalbäder entstanden, vier in Polen und eines in der Slowakei. Das größte Thermalbad Europas, die Terma Bukowina Tatrzańska, befindet sich unmittelbar an der Grenze zum Tatra-Nationalpark in der Gemeinde Bukowina Tatrzańska. Es ist auch das älteste Thermalbad auf der polnischen Seite der Hohen Tatra. Thermen gibt es zudem in Białka Tatrzańska, Szaflary und Chochołów sowie in Bešeňová in der Slowakei.

## Unfälle
Die ersten bekannten tödlichen Stürze ereigneten sich in der Hohen Tatra in den Jahren 1650 und 1771, als Adam Kaltstein und Johann Andreas Papirus zu Tode kamen. Mit der Erschließung der Hohen Tatra im 19. Jahrhundert mehrten sich auch die tödlichen Unglücke. Das wohl bekannteste Opfer eines solchen Bergunfalls war der äußerst beliebte Bergführer Klemens Bachleda, der Scherpa der Tatra, der 1910 bei einer Rettungsaktion selbst nach einem Steinschlag zu Tode stürzte.
Nach Angaben der Bergwacht kamen während der hundert Jahre der Bestehens der Tatra von 1909 bis 2009 allein auf der polnischen Seite 892 Menschen ums Leben. Das bedeutet im Durchschnitt etwa 10 Todesfälle pro Jahr oder fast jeden Monat einen Todesfall. 101 Todesfälle entfallen hierbei auf den Höhenweg Orla Perć, 57 auf die Gipfel um den Mięguszowiecki Szczyt und 34 auf den Gipfel Świnica und 29 auf den Gipfel Rysy.
Viele bekannte Persönlichkeiten, die in der Hohen Tatra verunglückt sind, wurden auf dem Friedhof Cmentarz Zasłużonych na Pęksowym Brzyzku bestattet. Der tragischste Unfall ereignete sich am 28. Januar 2003, als acht Menschen in einer Lawine am Rysy zu Tode kamen.
Auf der slowakischen Seite werden die Opfer der Hohen Tatra auf dem Symbolischen Friedhof bei Popradské pleso geehrt.